# Specie di Euphorbia
<info@referendumcittadinanza.it>

Elenco delle specie di Euphorbia 

## A

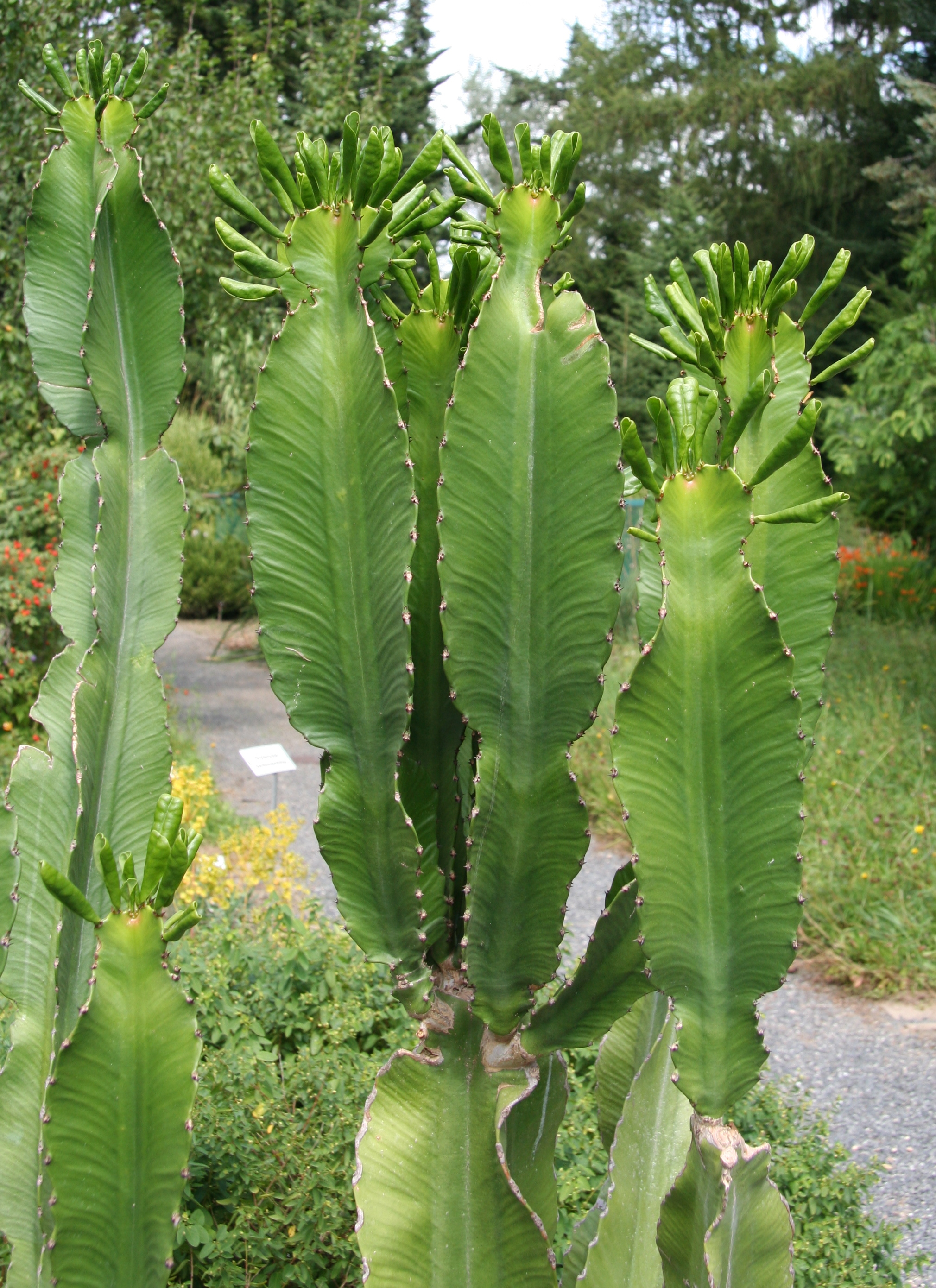
Euphorbia abyssinica

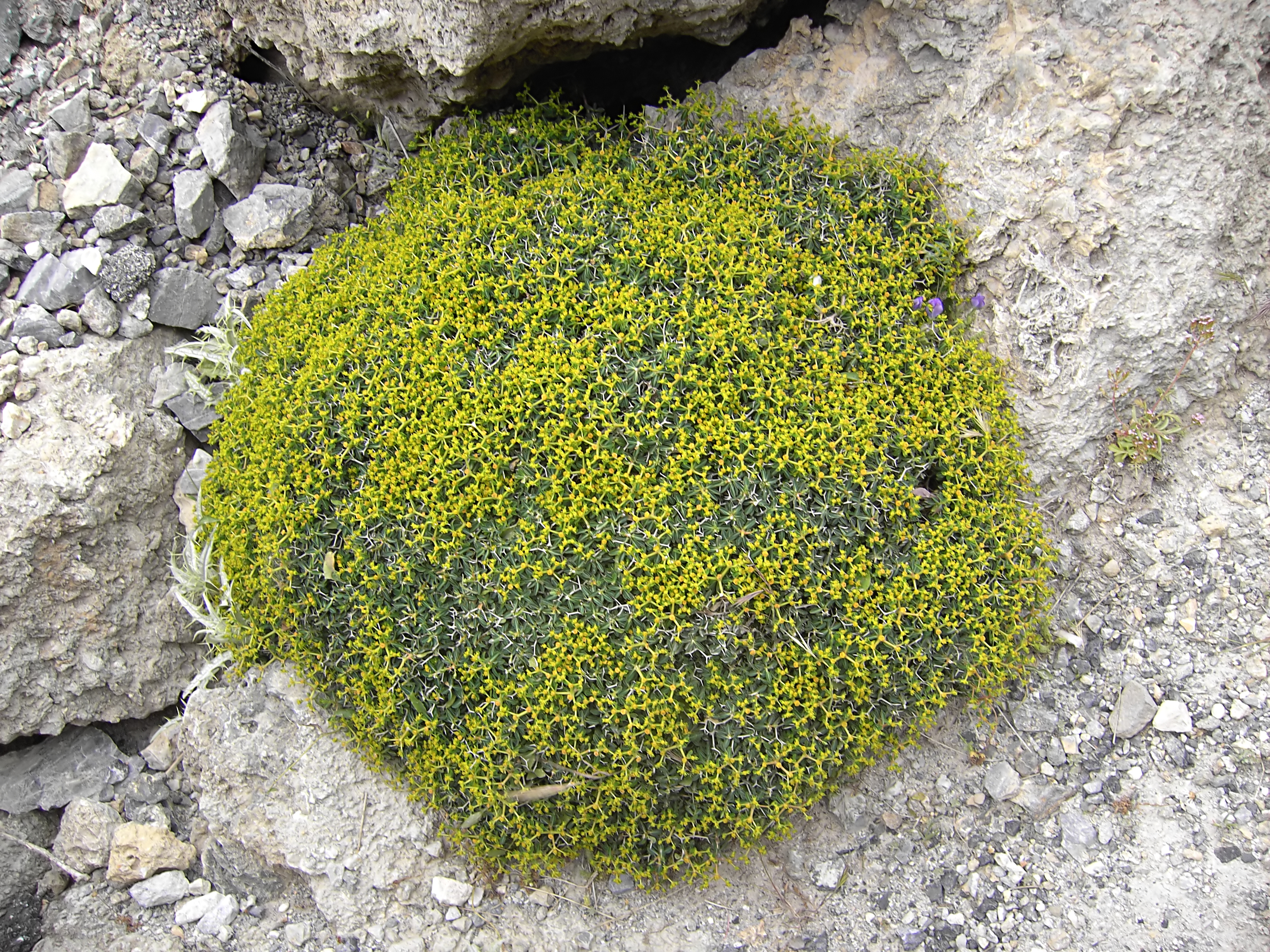
Euphorbia acanthothamnos

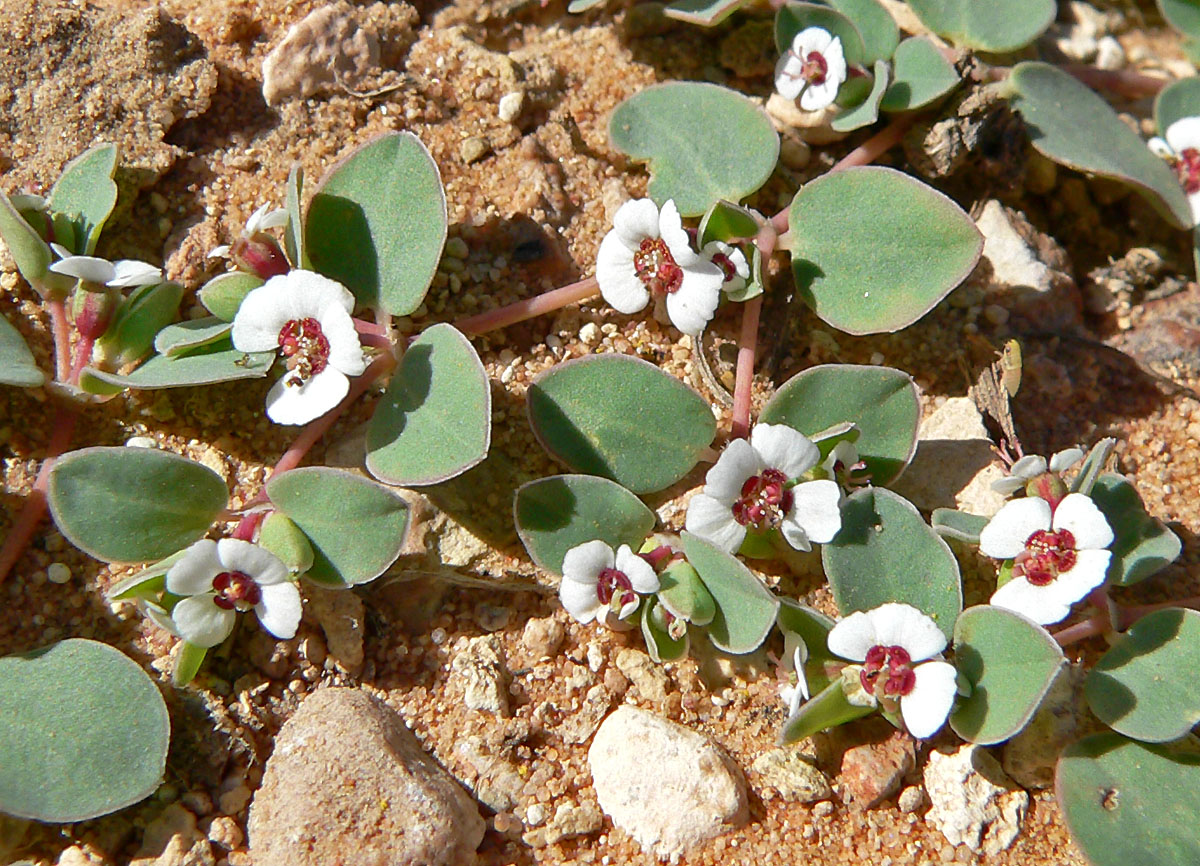
Euphorbia albomarginata

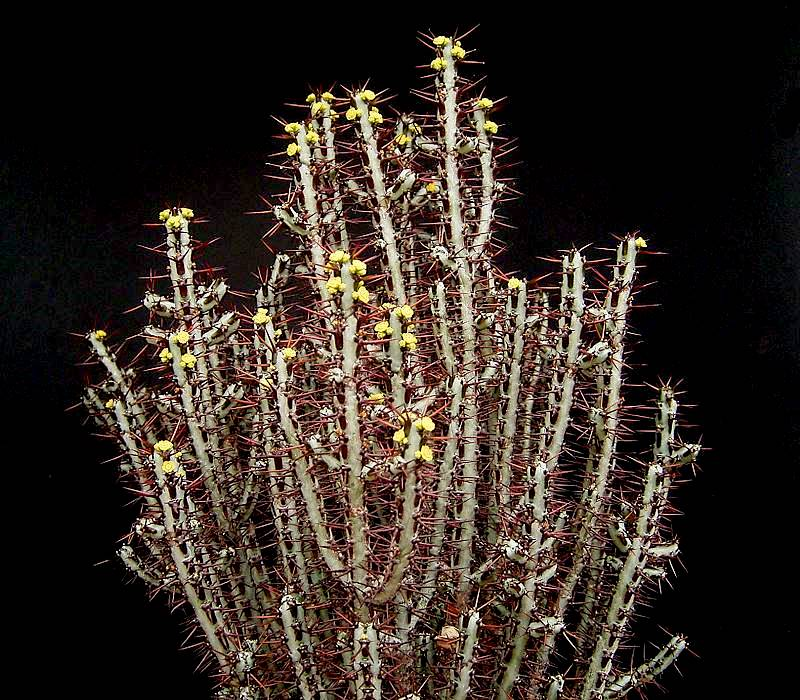
Euphorbia aeruginosa

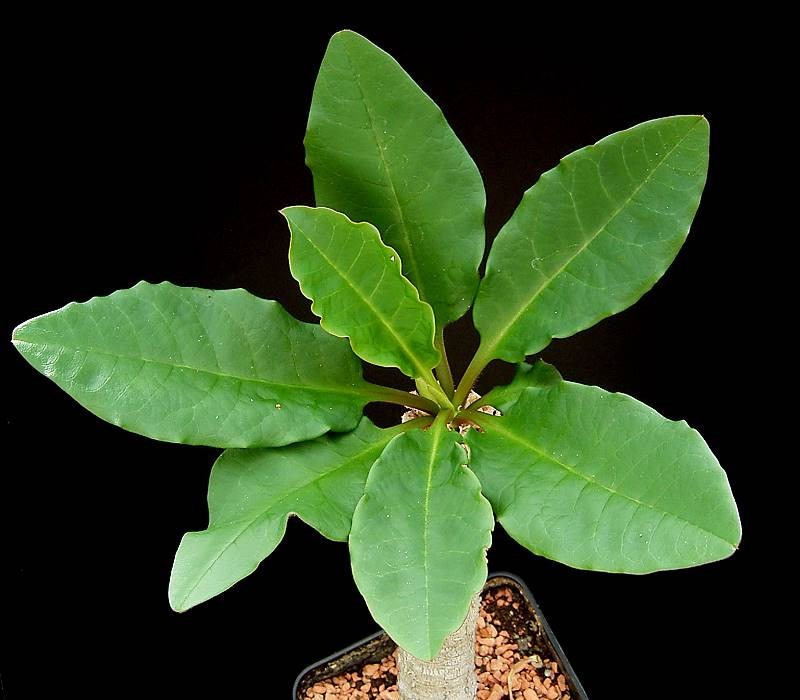
Euphorbia alfredii

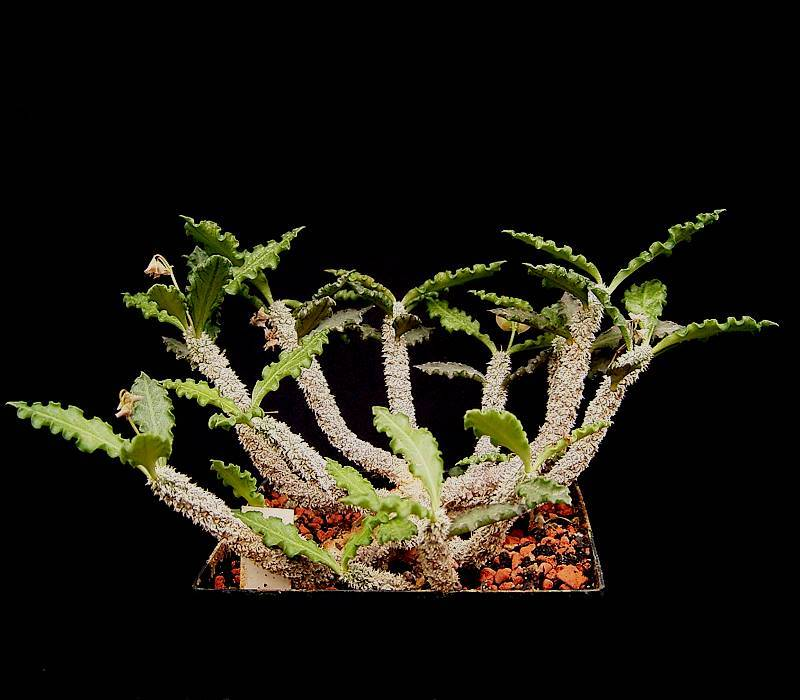
Euphorbia ambovombensis

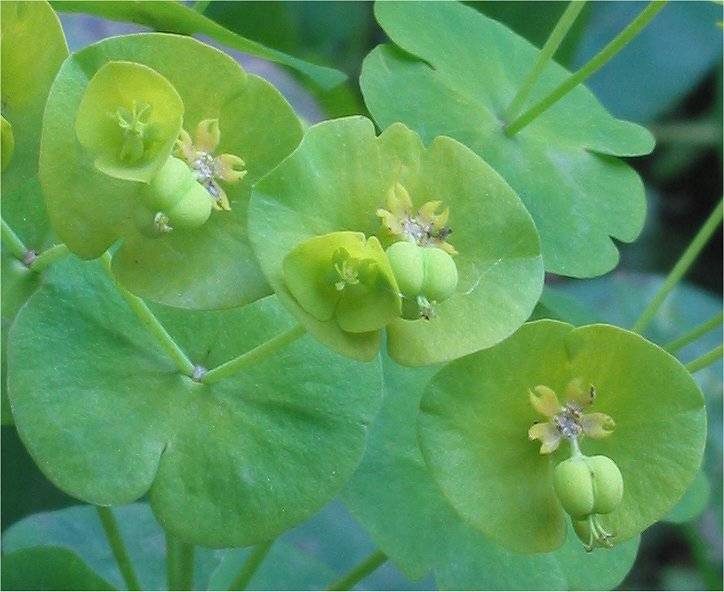
Euphorbia amygdaloides

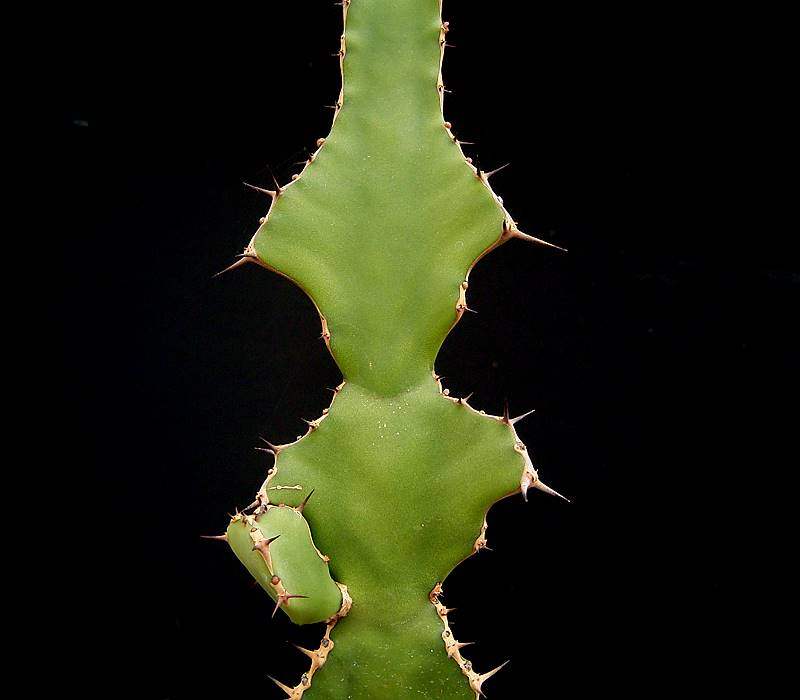
Euphorbia angularis

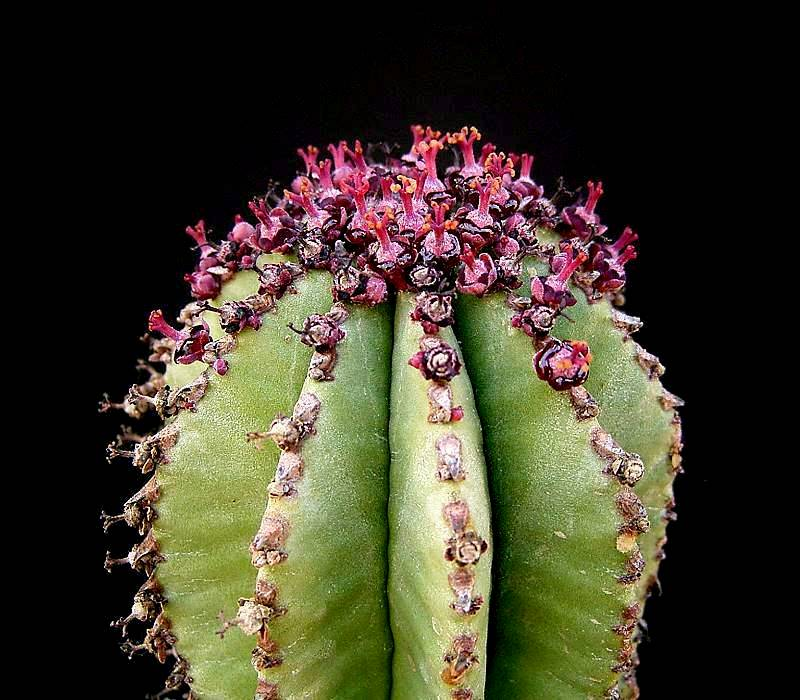
Euphorbia anoplia

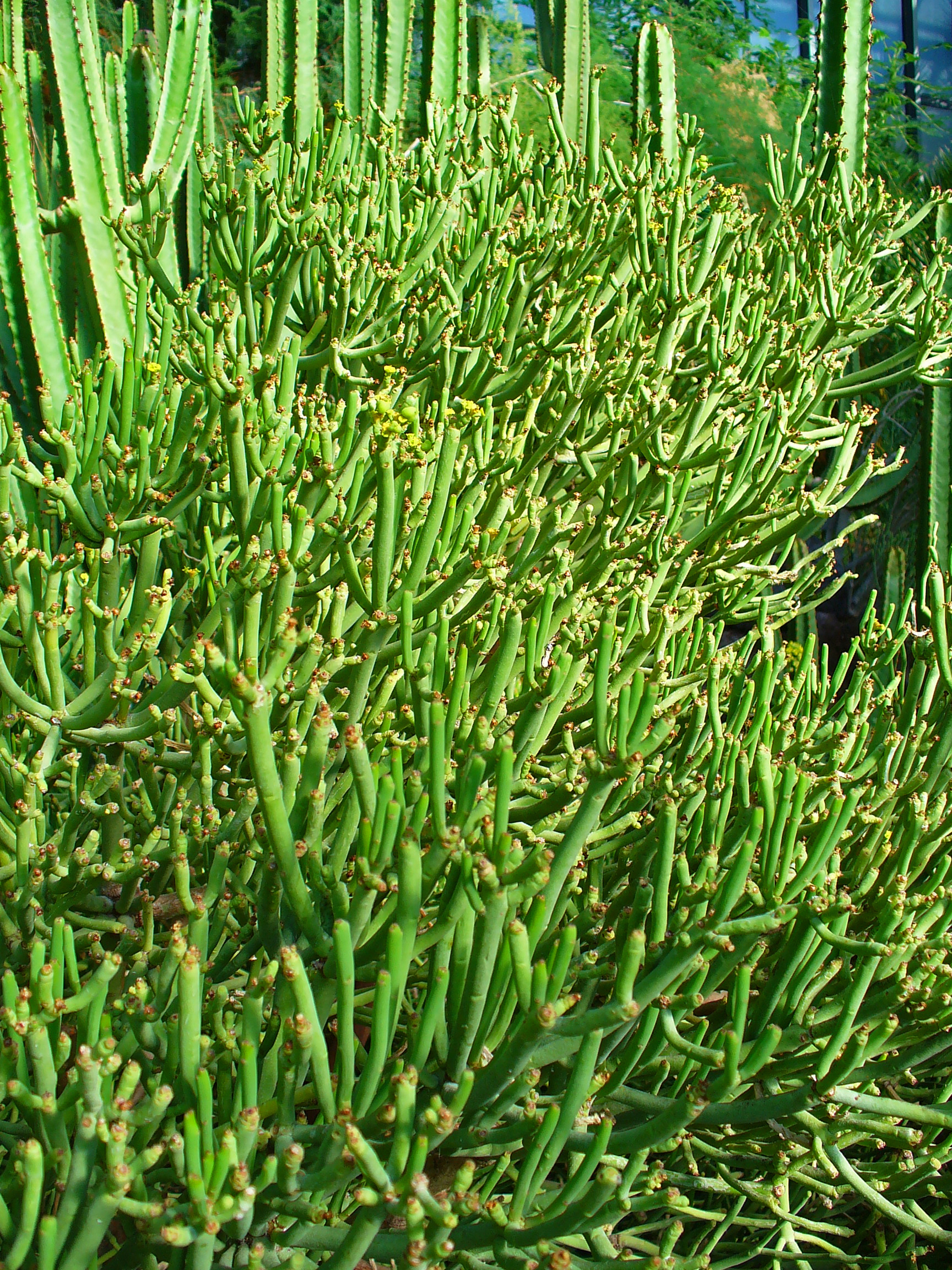
Euphorbia aphylla

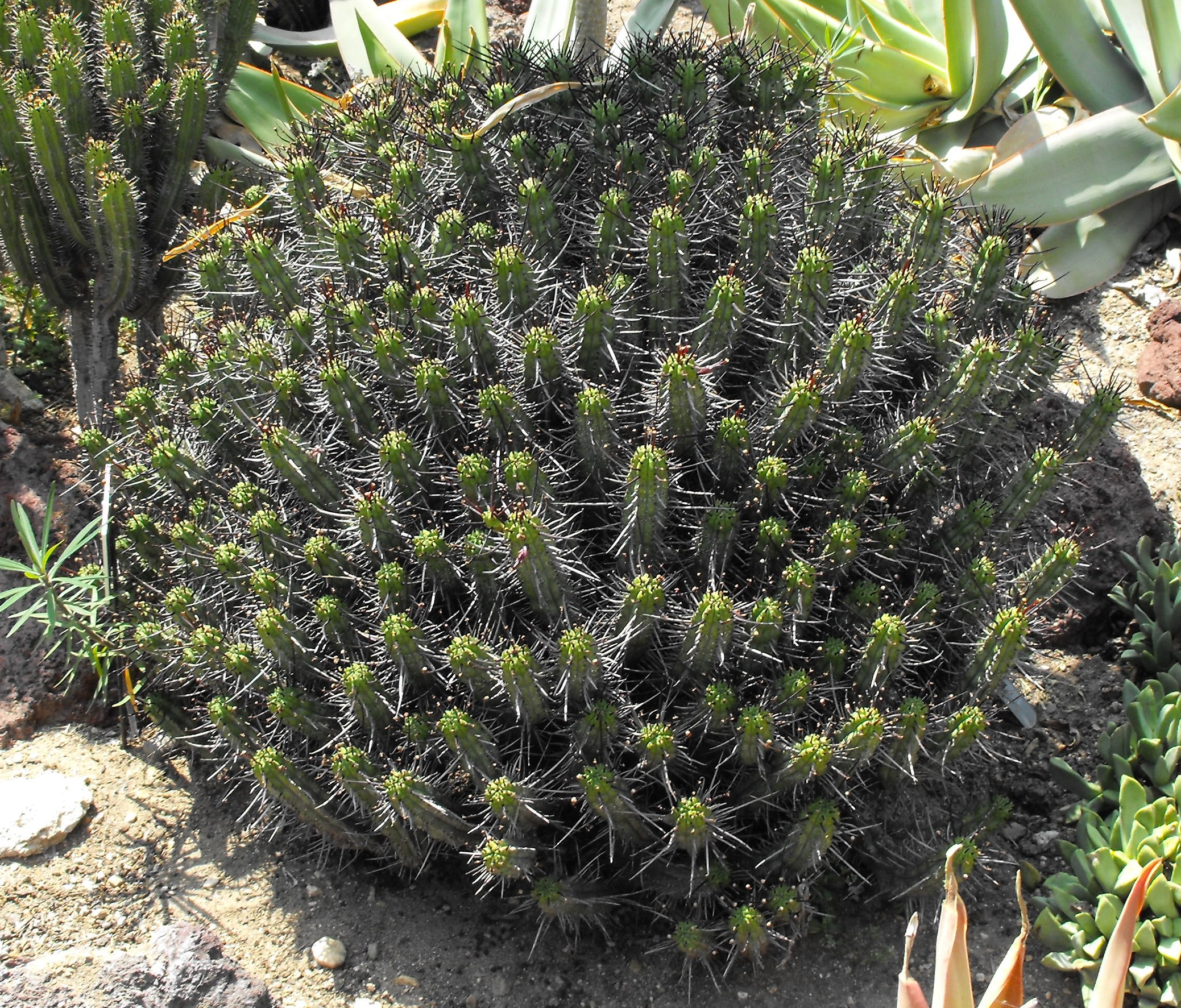
Euphorbia atrispina

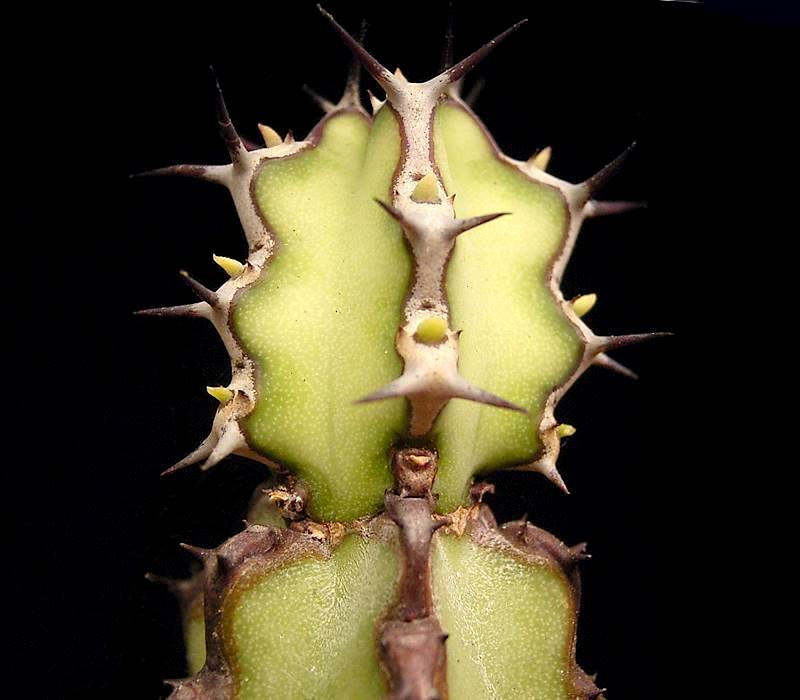
Euphorbia atroflora

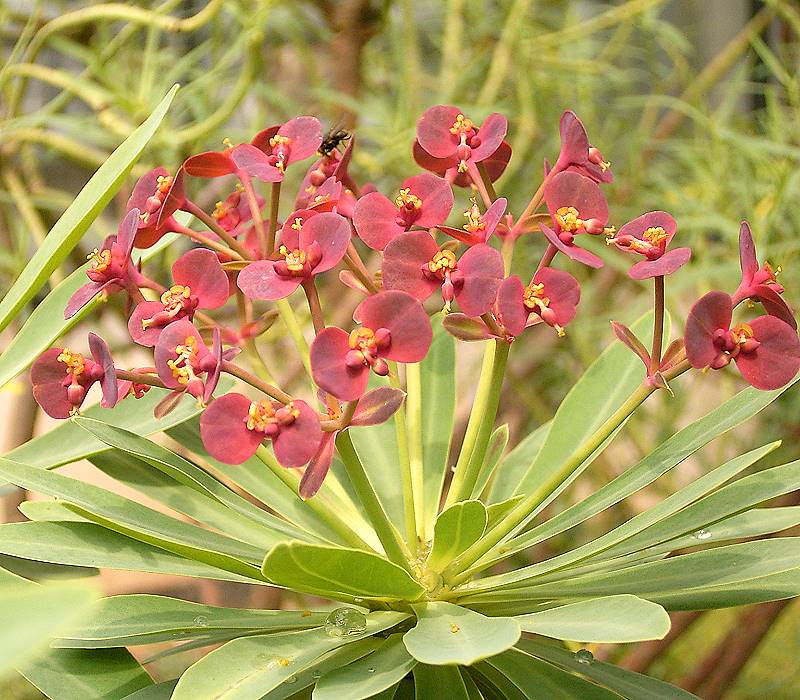
Euphorbia atropurpurea

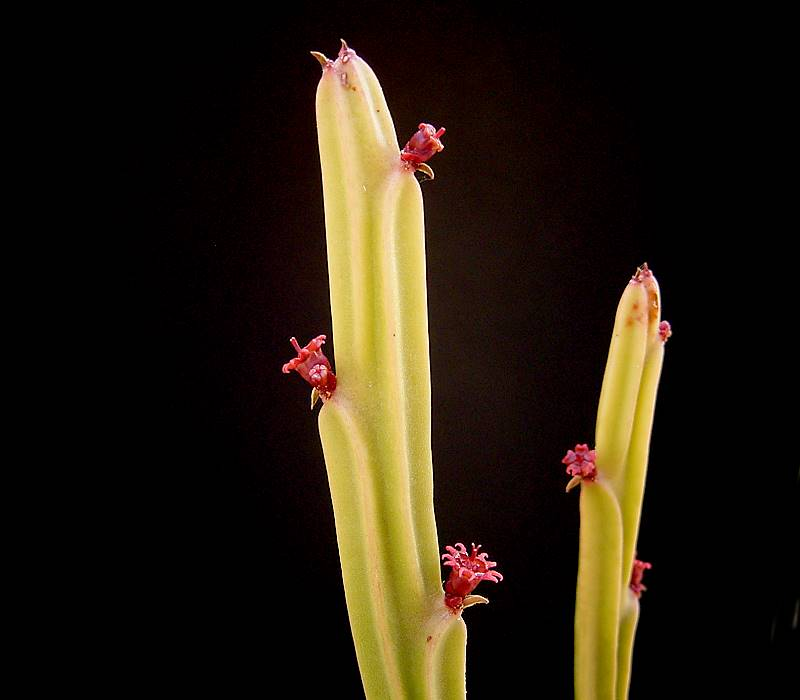
Euphorbia attastoma

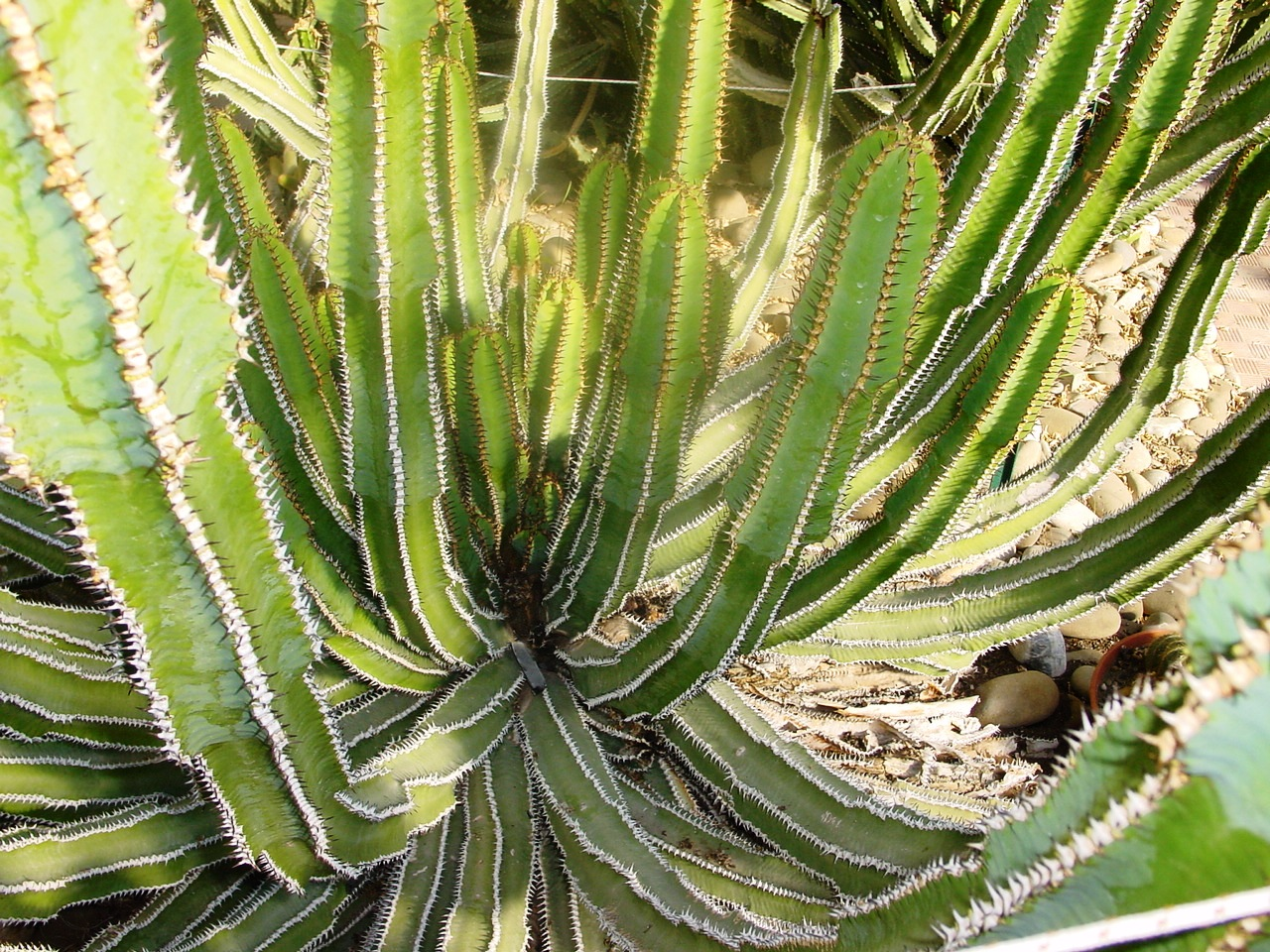
Euphorbia avasmontana

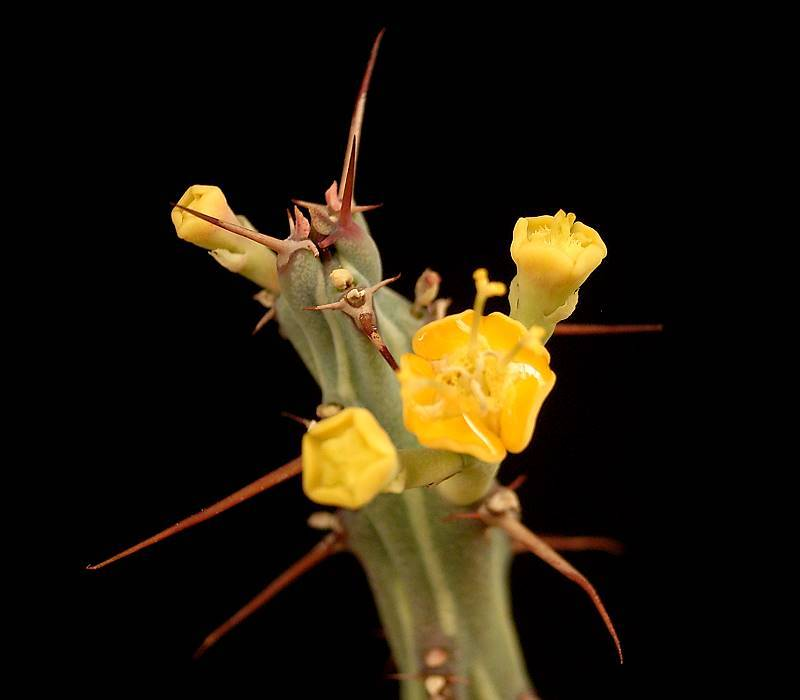
Euphorbia awashensis

- Euphorbia aaron-rossii A.H.Holmgren & N.H.Holmgren, 1988
- Euphorbia abdelkuri Balf.f., 1903
- Euphorbia abdita (D.G.Burch) Radcl.-Sm., 1971
- Euphorbia abdulghafooriana Abedin, 2005
- Euphorbia abramsiana L.C.Wheeler, 1934
- Euphorbia abyssinica J.F.Gmel., 1791
- Euphorbia acalyphoides Hochst. ex Boiss., 1862
  - Euphorbia acalyphoides subsp. acalyphoides
  - Euphorbia acalyphoides subsp. cicatricosa S.Carter, 1984
- Euphorbia acanthoclada Pahlevani
- Euphorbia acanthodes Akhani, 2004
- Euphorbia acanthothamnos Heldr. & Sart., 1859
- Euphorbia accedens Halford & W.K.Harris
- Euphorbia acerensis Boiss., 1862
- Euphorbia acervata S.Carter, 1999
- Euphorbia actinoclada S.Carter, 1982
- Euphorbia aculeata Forssk., 1775
- Euphorbia acuta Engelm.
- Euphorbia addoensis Marx & van Veldh.
- Euphorbia adenensis Deflers
- Euphorbia adenochila S.Carter, 1990
- Euphorbia adenochlora C.Morren & Decne., 1836
- Euphorbia adenoplicata O.L.M.Silva & Cordeiro
- Euphorbia adenopoda Baill., 1861
- Euphorbia adenoptera Bertol., 1844
  - Euphorbia adenoptera subsp. adenoptera
  - Euphorbia adenoptera subsp. canescens (Proctor) Oudejans, 1992
- Euphorbia adiantoides Lam., Encycl. 2: 426 (1788
- Euphorbia adjurana P.R.O.Bally & S.Carter, 1982
- Euphorbia aequoris N.E.Br., 1915
- Euphorbia aeruginosa Schweick., 1935
- Euphorbia aggregata A.Berger, 1907
- Euphorbia agowensis Hochst. ex Boiss., 1862
  - Euphorbia agowensis var. agowensis
  - Euphorbia agowensis var. pseudoholstii (Pax) P.R.O.Bally & S.Carter, 1984
- Euphorbia agraria M.Bieb., 1808
- Euphorbia akenocarpa Guss., 1821
- Euphorbia alaica (Prokh.) Prokh., 1949
- Euphorbia alainii Oudejans, 1989
- Euphorbia alata Hook., 1844
- Euphorbia alatavica Boiss., 1860
- Euphorbia alatocaulis V.W.Steinm. & Felger, 1997
- Euphorbia albanica N.E.Br., 1915
- Euphorbia albertensis N.E.Br., 1915
- Euphorbia albipollinifera L.C.Leach, 1985
- Euphorbia albomarginata Torr. & A.Gray, 1857
- Euphorbia alcicornis Baker, 1887
- Euphorbia aleppica L., 1753
- Euphorbia alfredii W.Rauh, 1987
- Euphorbia allocarpa S.Carter, 1984
- Euphorbia alluaudii Drake, 1903
  - Euphorbia alluaudii subsp. alluaudii
  - Euphorbia alluaudii subsp. oncoclada (Drake) F.Friedmann & Cremers, 1976
- Euphorbia alpina C.A.Mey. ex Ledeb., 1830
- Euphorbia alsiniflora Baill., 1866
- Euphorbia alsinifolia Boiss., 1860
- Euphorbia alsinoides Miq., 1854
- Euphorbia alta Norton, 1899
- Euphorbia altaica C.A.Mey. ex Ledeb., 1830
- Euphorbia altissima Boiss., 1844
  - Euphorbia altissima var. altissima
  - Euphorbia altissima var. glabrescens Boiss., 1964
- Euphorbia altotibetica Paulsen in S.Hedin, 1922
- Euphorbia amandi Oudejans, 1989
- Euphorbia amarifontana N.E.Br., 1915
- Euphorbia ambacensis N.E.Br., 1913
- Euphorbia ambarivatoensis Rauh & Bard.-Vauc., 1999
- Euphorbia ambovombensis Rauh & Razafindratsira, 1987
  - Euphorbia ambovombensis var. ambatomenahensis Rebmann, 2010
  - Euphorbia ambovombensis var. ambovombensis
- Euphorbia ambroseae L.C.Leach, 1964
  - Euphorbia ambroseae var. ambroseae
  - Euphorbia ambroseae var. spinosa L.C.Leach, 1977
- Euphorbia amicorum S.Carter, 2001
- Euphorbia ammak Schweinf., 1899
- Euphorbia ammatotricha Boiss., 1860
- Euphorbia ammophila S.Carter & Dioli, 2005
- Euphorbia amplexicaulis Hook.f., 1847
- Euphorbia ampliphylla Pax, 1897
- Euphorbia amygdaloides L., 1753
  - Euphorbia amygdaloides subsp. amygdaloides
  - Euphorbia amygdaloides subsp. arbuscula Meusel, 1969
  - Euphorbia amygdaloides subsp. robbiae (Turrill) Stace, 1989
- Euphorbia anacampseros Boiss., 1844
  - Euphorbia anacampseros var. anacampseros
  - Euphorbia anacampseros var. tmolae M.L.S.Khan, 1964
- Euphorbia anachoreta Svent., 1969
- Euphorbia analalavensis Leandri, 1966
- Euphorbia analamerae Leandri, 1945
- Euphorbia analavelonensis Rauh & Mangelsdorff, 2000
- Euphorbia andrachnoides Schrenk, 1844
- Euphorbia angrae N.E.Br., 1915
- Euphorbia angularis Klotzsch, 1862
- Euphorbia angulata Jacq., 1789
- Euphorbia angusta Engelm. in W.H.Emory, 1858
- Euphorbia angustiflora Pax, 1904
- Euphorbia anisopetala (Prokh.) Prokh. in V.L.Komarov, 1949
- Euphorbia ankaranae Leandri, 1945
- Euphorbia ankazobensis Rauh & Hofstätter, 2000
- Euphorbia annamarieae Rauh, 1991
- Euphorbia anoplia Stapf, 1923
- Euphorbia anthonyi Brandegee, 1899
- Euphorbia anthula Lavrent. & Papan., 1978
- Euphorbia antilibanotica Mouterde, 1970
- Euphorbia antiquorum L., 1753
- Euphorbia antisyphiliticaZucc., 1832
- Euphorbia antonii Oudejans, 1989
- Euphorbia antso Denis, 1921
- Euphorbia anychioides Boiss., 1860
- Euphorbia apatzingana McVaugh, 1961
- Euphorbia aphylla Brouss., 1809
- Euphorbia apicata L.C.Wheeler, 1936
- Euphorbia apios L., 1753
- Euphorbia apocynoides Klotzsch in B.Seemann, 1853
- Euphorbia appariciana Rizzini, 1989
- Euphorbia appendiculata P.R.O.Bally & S.Carter, 1988
- Euphorbia applanata Thulin & Al-Gifri, 1995
- Euphorbia aprica Baill., 1886
- Euphorbia apurimacensis Croizat, 1946
- Euphorbia arabica Hochst. & Steud., 1860
- Euphorbia arabicoides N.E.Br., 1913
- Euphorbia arahaka Poiss., 1912
- Euphorbia araucana Phil., 1895
- Euphorbia arbuscula Balf.f., 1884
- Euphorbia arceuthobioides Boiss., 1860
- Euphorbia ardonensis Galushko, 1976
- Euphorbia arenaria Kunth, 1817
- Euphorbia arenarioides Gagnep., 1921
- Euphorbia argillicola Dinter, 1914
- Euphorbia argillosa Chodat & Hassl., 1905
- Euphorbia arguta Banks & Sol. in Al.Russell, 1794
- Euphorbia arida N.E.Brown, 1915
- Euphorbia ariensis Kunth, 1817
- Euphorbia aristata Schmalh., 1892
- Euphorbia arizonica Engelm. in W.H.Emory, 1858
- Euphorbia armourii Millsp., 1895
- Euphorbia armstrongiana Boiss. in A.P.de Candolle, 1862
- Euphorbia arnottiana Endl., 1836
- Euphorbia arrecta N.E.Br., 1914
- Euphorbia arteagae W.R.Buck & Huft, 1977
- Euphorbia articulata Burm. in C.Plumier, 1760
- Euphorbia artifolia N.E.Br., 1915
- Euphorbia arvalis Boiss. & Heldr., 1853
  - Euphorbia arvalis subsp. arvalis
  - Euphorbia arvalis subsp. longistyla (Litard. & Maire) Molero, Rovira & Vicens, 1996
- Euphorbia asclepiadea Milne-Redh., 1951
- Euphorbia aserbajdzhanica Bordz., 1928
- Euphorbia aspericaulis Pax, 1899
- Euphorbia asthenacantha S.Carter, 1982
- Euphorbia astrophora J.G.Marx, 1996
- Euphorbia astyla Engelm. ex Boiss., 1862
- Euphorbia atoto G.Forst., 1786
- Euphorbia atrispina N.E.Brown, 1915
- Euphorbia atrocarmesina L.C.Leach, 1968
  - Euphorbia atrocarmesina subsp. arborea L.C.Leach & Garcia de Orta, 1977
  - Euphorbia atrocarmesina subsp. atrocarmesina
- Euphorbia atrococca A.Heller, 1897
- Euphorbia atroflora S.Carter, 1987
- Euphorbia atropurpurea Brouss. ex Willd., 1809
  - Euphorbia atropurpurea fo. atropurpurea
  - Euphorbia atropurpurea fo. lutea A.Santos, 1988
- Euphorbia atrox F.K.Horw. ex S.Carter, 1992
- Euphorbia attastoma Rizzini, 1990
  - Euphorbia attastoma var. attastoma
  - Euphorbia attastoma var. xanthochlora Rizzini, 1990
- Euphorbia aucheri Boiss., 1846
- Euphorbia aulacosperma Boiss., 1853
- Euphorbia aureoviridiflora (Rauh) Rauh, 1992
- Euphorbia australis Boiss., 1860
- Euphorbia austriaca A.Kern., 1875
- Euphorbia austroanatolica Hub.-Mor. & M.S.Khan, 1964
- Euphorbia avasmontana Dinter, 1928
- Euphorbia awashensis M.G.Gilbert, 1992
- Euphorbia azorica Hochst. in M.A.Seubert, 1844

## B
- Euphorbia baetica Boiss., 1860
- Euphorbia baga A.Chev., 1933
  - Euphorbia baga var. baga

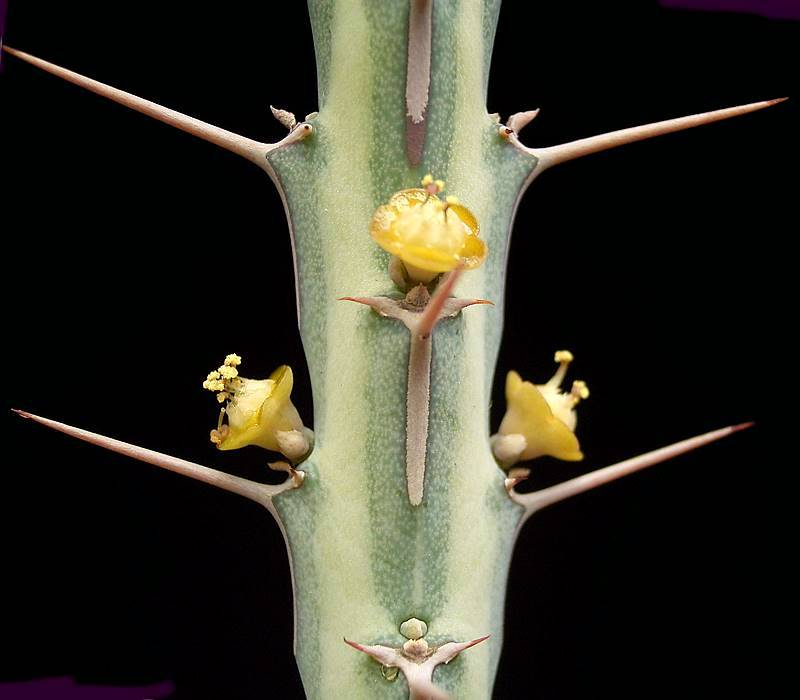
Euphorbia ballyana

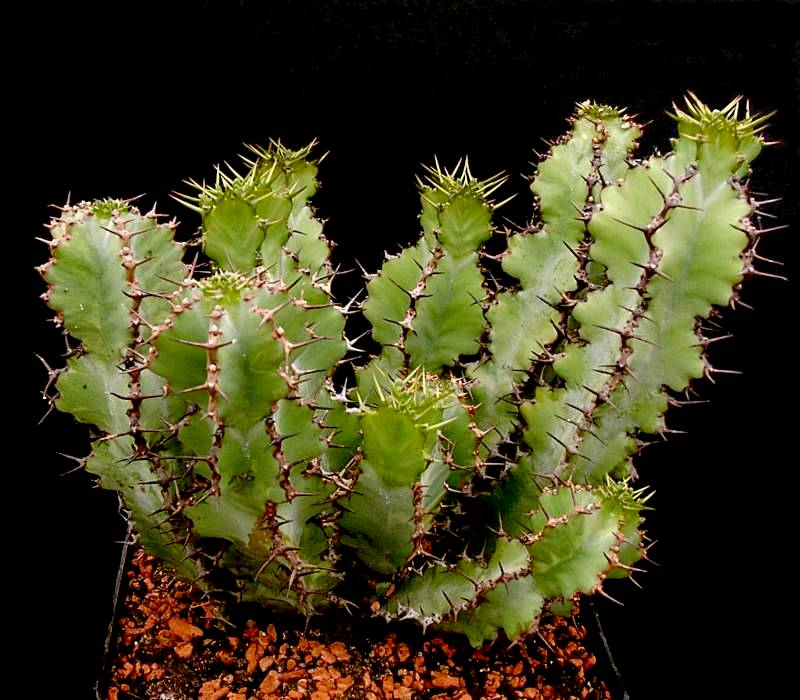
Euphorbia barnardii

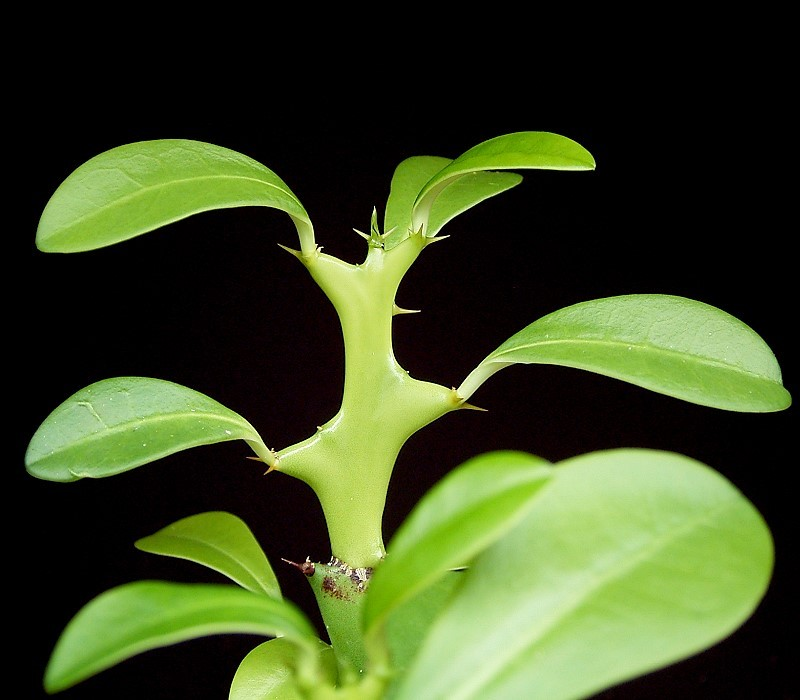
Euphorbia barnhartii

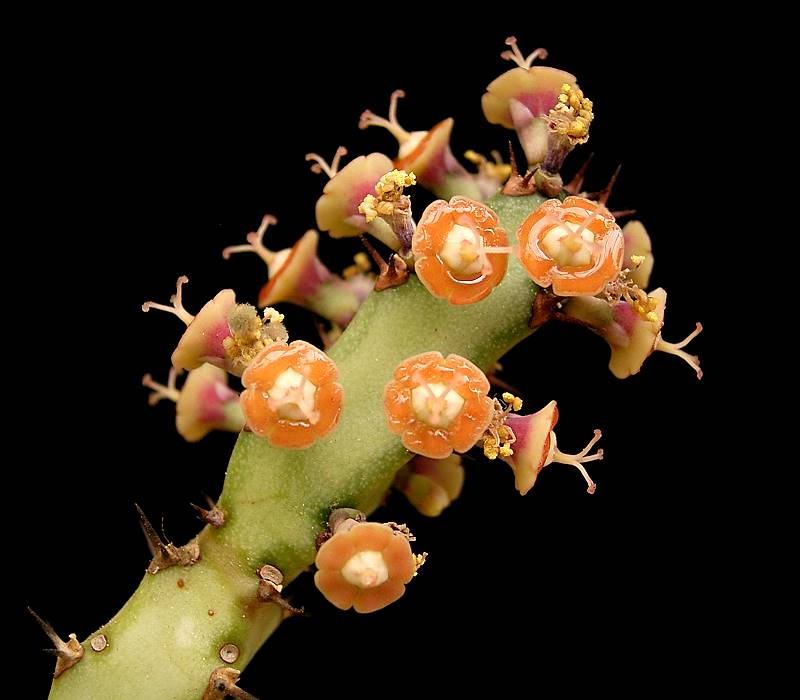
Euphorbia baylissii

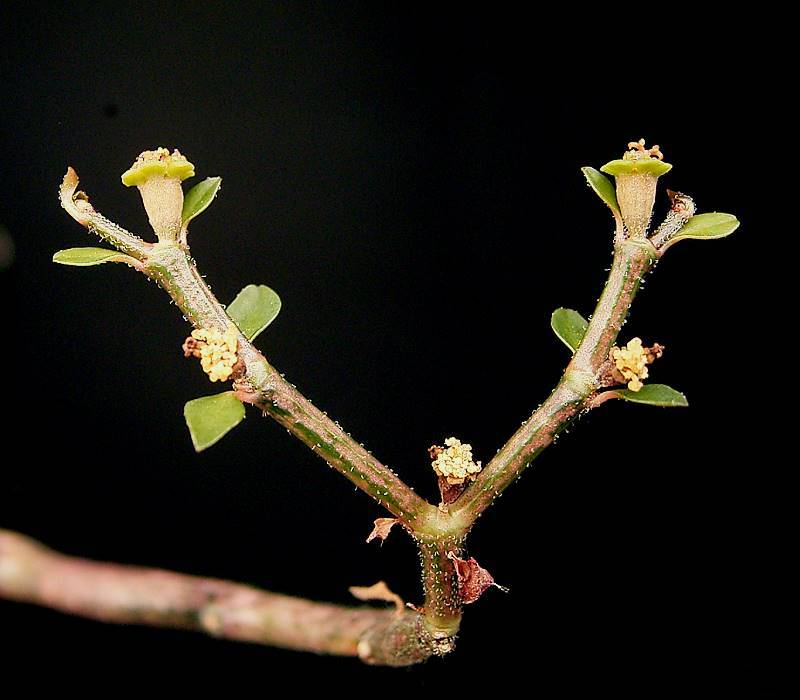
Euphorbia bemarahaensis

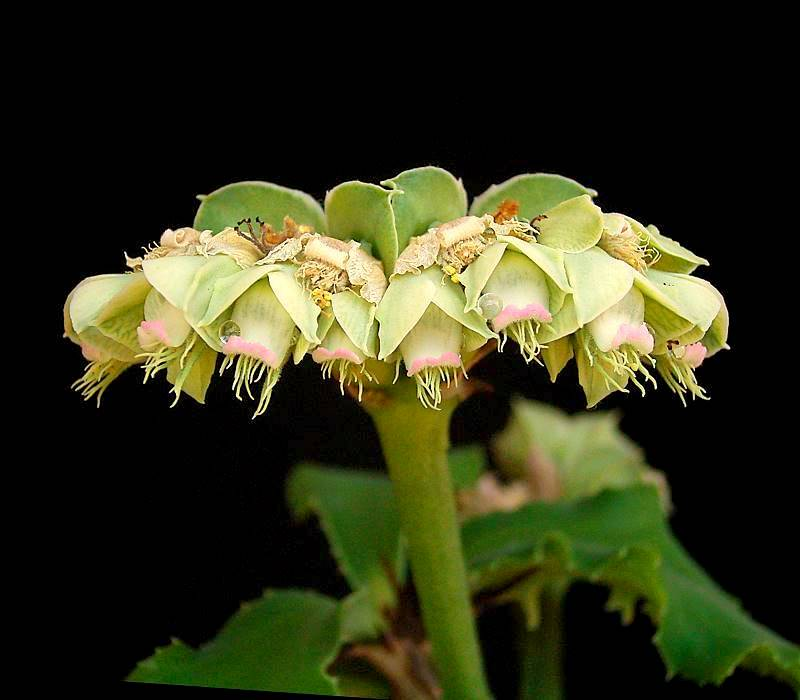
Euphorbia biselegans

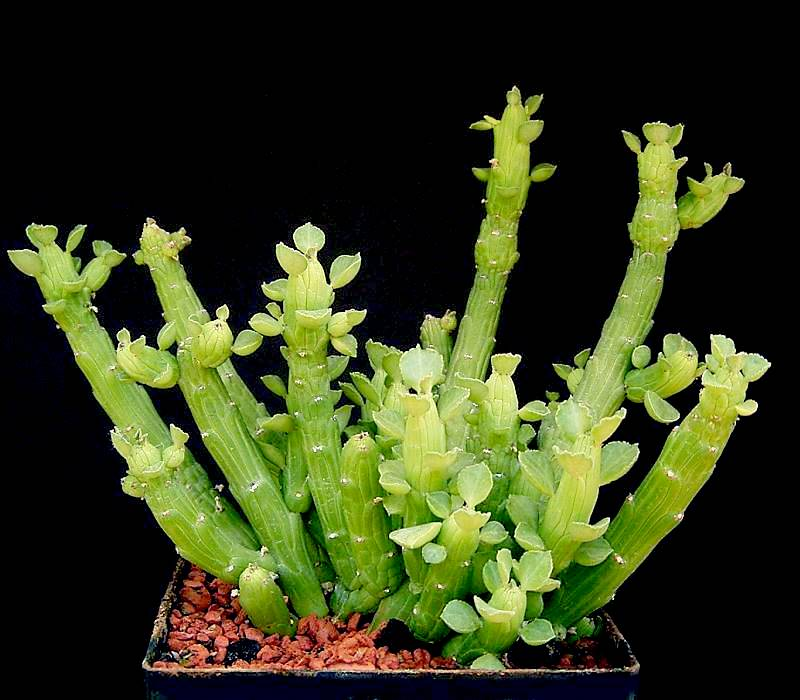
Euphorbia bisellenbeckii

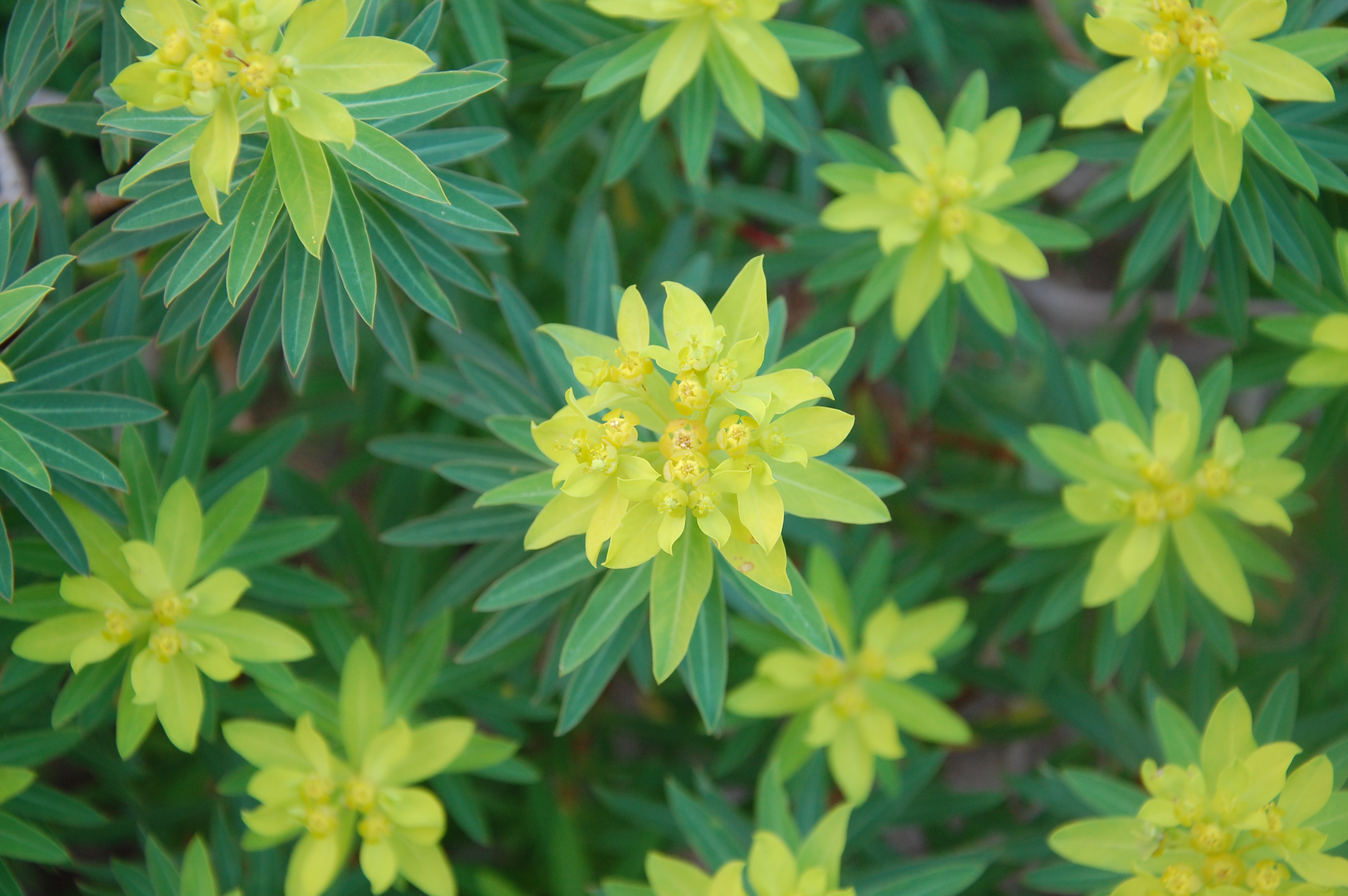
Euphorbia bivonae

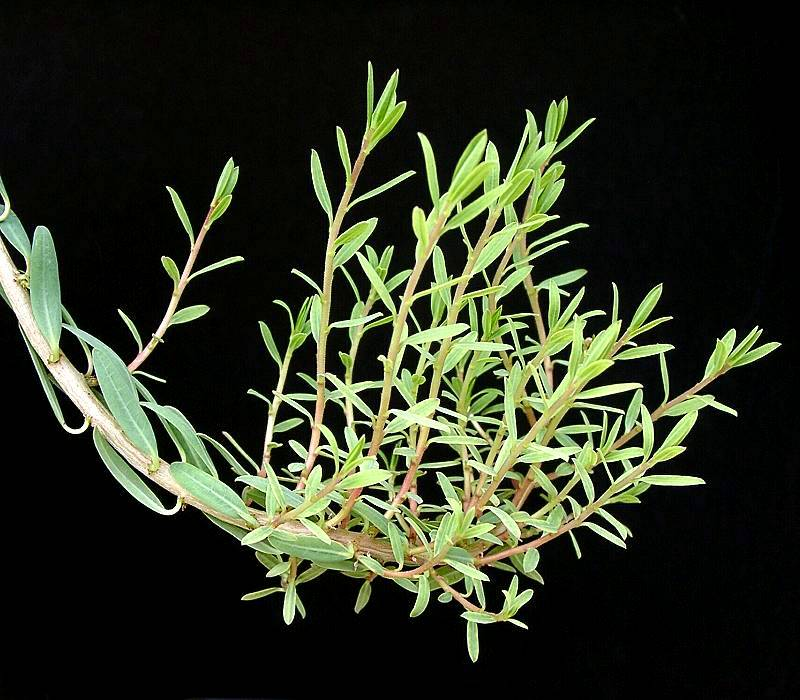
Euphorbia bongensis

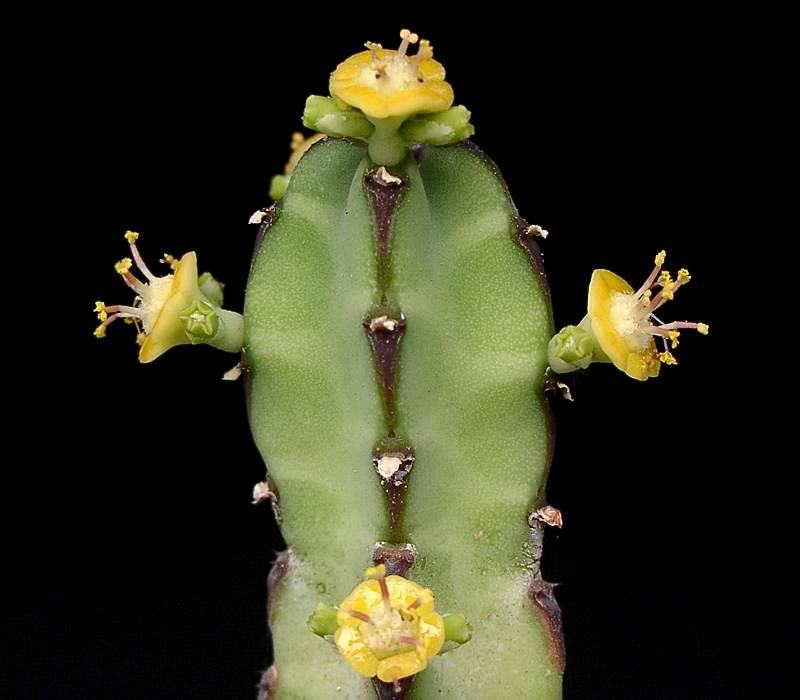
Euphorbia borenensis

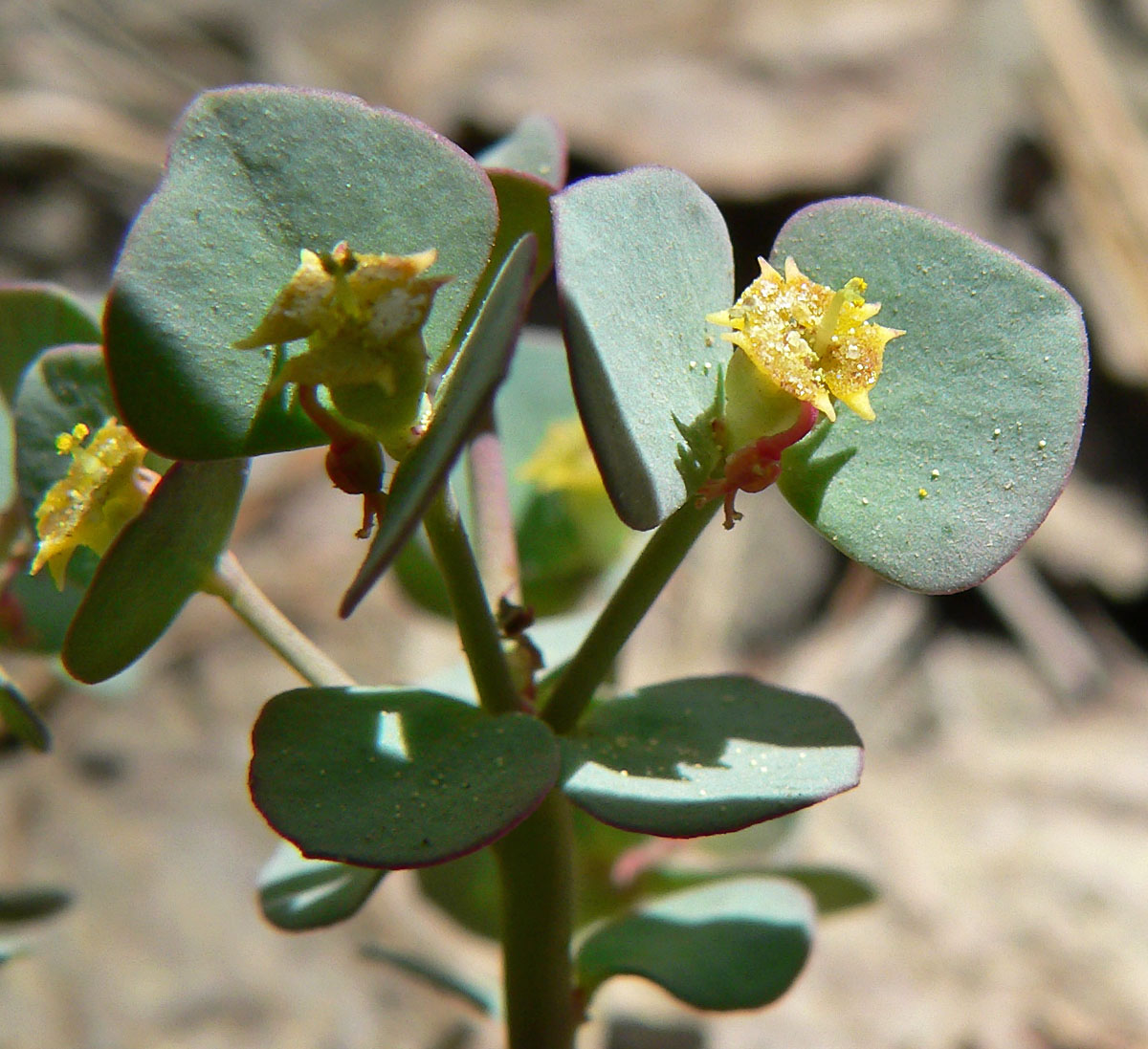
Euphorbia brachycera

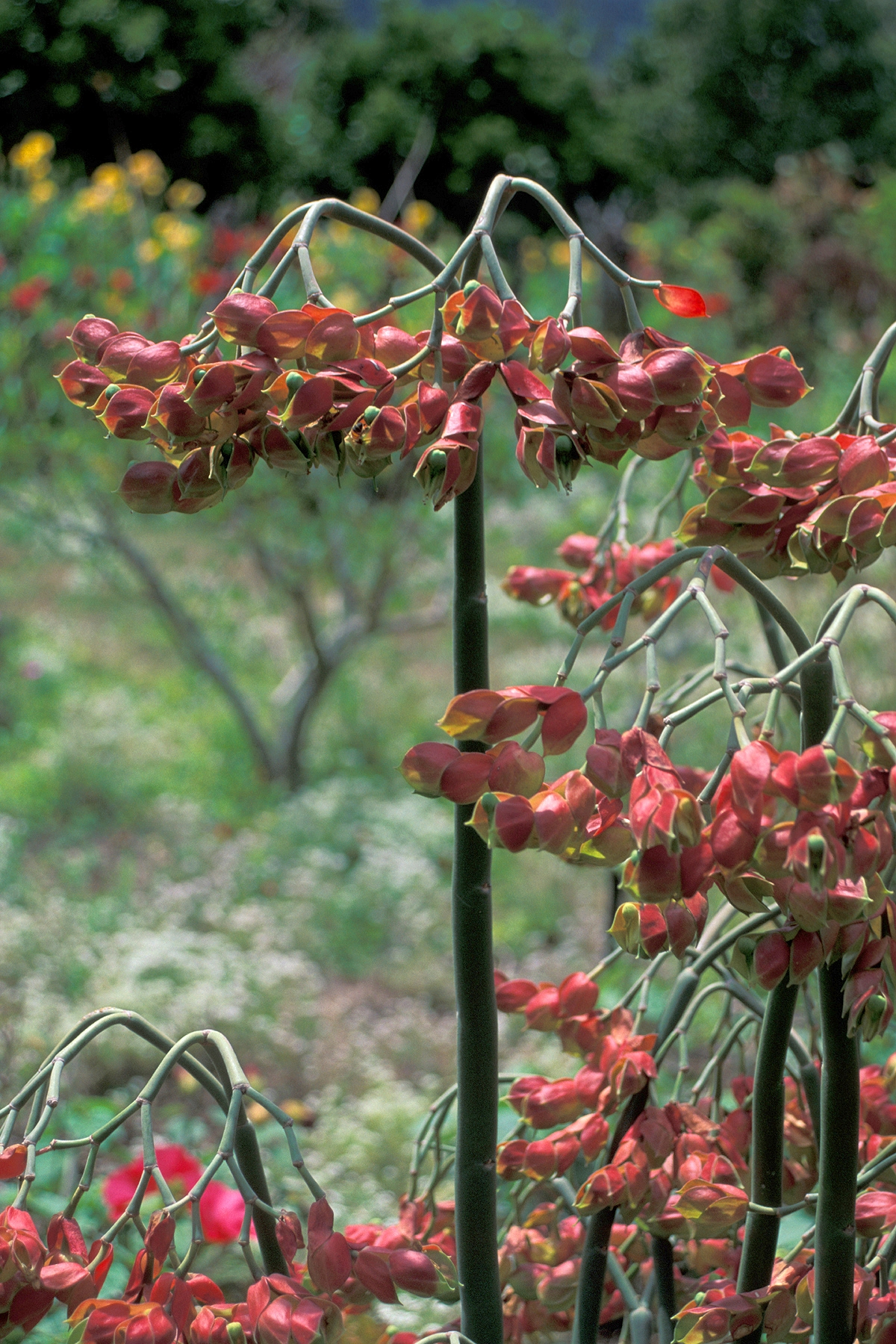
Euphorbia bracteata

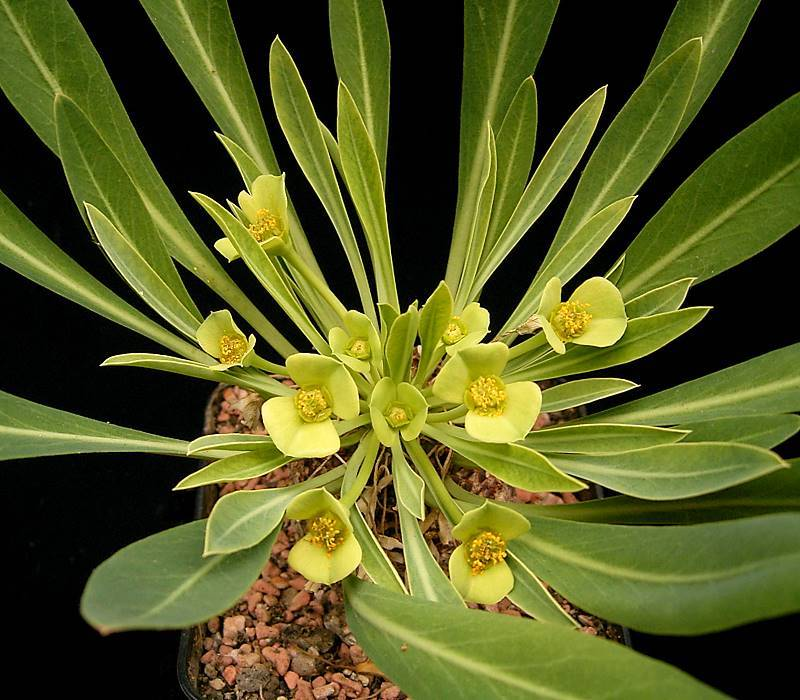
Euphorbia bupleurifolia

  - Euphorbia baga var. parvifolia L.E.Newton, 1987
- Euphorbia bagyrensis Stepanov, 2006
- Euphorbia bahiensis (Klotzsch & Garcke) Boiss., 1862
- Euphorbia baioensis S.Carter, 1982
- Euphorbia balakrishnanii Binojk. & Gopalan, 1998
- Euphorbia balbisii Boiss., 1860
- Euphorbia baleensis M.G.Gilbert, 1993
- Euphorbia baliola N.E.Br., 1915
- Euphorbia ballyana Rauh, 1966
- Euphorbia ballyi S.Carter, 1963
- Euphorbia balsamifera Aiton, 1789
  - Euphorbia balsamifera subsp. adenensis (Deflers) P.R.O.Bally, 1965
  - Euphorbia balsamifera subsp. balsamifera
- Euphorbia banae Rauh, 1993
- Euphorbia baradii S.Carter, 1992
- Euphorbia barbicollis P.R.O.Bally, 1965
- Euphorbia bariensis S.Carter, 1992
- Euphorbia barnardii A.C.White, R.A.Dyer & B.Sloane, 1941
- Euphorbia barrelieri Savi, 1808
  - Euphorbia barrelieri subsp. barrelieri
  - Euphorbia barrelieri subsp. hercegovina (Beck) Kuzmanov, 1963
  - Euphorbia barrelieri subsp. thessala (Formánek) Bornm., 1928
- Euphorbia bartolomei Greene, 1889
- Euphorbia basarabica Prodán, 1930
- Euphorbia basargica Prodán, 1935
- Euphorbia baueri Engelm. ex Boiss., 1862
- Euphorbia baumii Pax, 1908
- Euphorbia baxanica Galushko, 1970
- Euphorbia bayeri L.C.Leach, 1988
- Euphorbia baylissii L.C.Leach, 1964
- Euphorbia beamanii M.C.Johnst., 1975
- Euphorbia beharensis Leandri, 1946
  - Euphorbia beharensis var. adpressifolia Rauh, 1999
  - Euphorbia beharensis var. beharensis
  - Euphorbia beharensis var. guillemetii (Ursch & Leandri) Rauh, 1999
  - Euphorbia beharensis var. squarrosa Rauh, 1999
  - Euphorbia beharensis var. truncata Rauh, 1999
- Euphorbia beillei A.Chev., 1933
- Euphorbia belgradica Forssk., 1775
- Euphorbia bemarahaensis Rauh & Mangelsdorff, 1999
- Euphorbia benthamii Hiern, 1900
- Euphorbia berevoensis Lawant & Buddens., 2008
- Euphorbia bergeri N.E.Br., 1915
- Euphorbia bergii A.C.White, R.A.Dyer & B.Sloane, 1941
- Euphorbia berorohae Rauh & Hofstätter, 1995
- Euphorbia berotica N.E.Br., 1912
- Euphorbia bertemariae Bisseret & Dioli, 2005
- Euphorbia berteroana Balb. ex Spreng., 1826
- Euphorbia berthelotii Bolle, 1862
- Euphorbia berythea Boiss. & Blanche, 1859
- Euphorbia besseri (Klotzsch & Garcke) Boiss., 1862
- Euphorbia betacea Baill., 1886
- Euphorbia betulicortex M.G.Gilbert, 1990
- Euphorbia biaculeata Denis, 1921
- Euphorbia bianoensis (Malaisse & Lecron) Bruyns, 2006
- Euphorbia bicolor Engelm. & A.Gray, 1845
- Euphorbia bicompacta Bruyns, 2006
  - Euphorbia bicompacta var. bicompacta
  - Euphorbia bicompacta var. rubra (S.Carter) Bruyns, 2006
- Euphorbia biconvexa Domin, 1927
- Euphorbia bifida Hook. & Arn., 1837
- Euphorbia bifurcata Engelm. in W.H.Emory, 1858
- Euphorbia biharamulensis S.Carter, 1987
- Euphorbia bilobata Engelm. in W.H.Emory, 1858
- Euphorbia biselegans Bruyns, 2006
- Euphorbia bisellenbeckii Bruyns, 2006
- Euphorbia bisglobosa Bruyns, 2006
- Euphorbia bitataensis M.G.Gilbert, 1993
- Euphorbia biumbellata Poir., 1789
- Euphorbia bivonae Steud., 1840
  - Euphorbia bivonae subsp. bivonae
  - Euphorbia bivonae subsp. tunetana Murb., 1899
- Euphorbia blatteri Oudejans, 1989
- Euphorbia blepharophylla C.A.Mey. ex Ledeb., 1830
- Euphorbia blodgettii Engelm. ex Hitchc., 1893
- Euphorbia bodenghieniae (Malaisse & Lecron) Bruyns, 2006
- Euphorbia boerhaviifolia (Klotzsch & Garcke) Boiss., 1862
- Euphorbia boerhavioides Rusby, 1907
- Euphorbia boinensis Denis ex Humbert & Leandri, 1966
- Euphorbia boissieri Baill., 1861
- Euphorbia boissieriana (Woronow) Prokh, 1949
- Euphorbia boiteaui Leandri, 1946
- Euphorbia boivinii Boiss., 1862
- Euphorbia bolusii N.E.Br., 1915
- Euphorbia bombensis Jacq., 1760
- Euphorbia bongensis Kotschy & Peyr., 1866
- Euphorbia bongolavensis Rauh, 1993
- Euphorbia bonplandii Sweet, 1830
- Euphorbia boophthona C.A.Gardner, 1942
- Euphorbia borbonica Boiss., 1862
- Euphorbia borealis Baikov, 2002
- Euphorbia borenensis M.G.Gilbert, 1987
- Euphorbia bosseri Leandri, 1965
- Euphorbia bottae Boiss., 1862
- Euphorbia bougheyi L.C.Leach, 1964
- Euphorbia bouleyi S.Moore, 1920
- Euphorbia bourgeana J.Gay ex Boiss., 1862
- Euphorbia brachiata (Klotzsch & Garcke) E.Mey., 1862
- Euphorbia brachycera Engelm., 1858
- Euphorbia brachyphylla Denis, 1921
- Euphorbia bracteata Jacq., 1798
- Euphorbia brakdamensis N.E.Br., 1915
- Euphorbia brandegeei Millsp., 1889
- Euphorbia brassii P.I.Forst., 1994
- Euphorbia braunsii N.E.Br., 1915
- Euphorbia bravoana Svent.,1954
- Euphorbia breviarticulata Pax, 1904
  - Euphorbia breviarticulata var. breviarticulata
  - Euphorbia breviarticulata var. trunciformis S.Carter, 1987
- Euphorbia brevicornu Pax, 1909
- Euphorbia brevirama N.E.Br., 1915
- Euphorbia brevis N.E.Br., 1911
- Euphorbia brevitorta P.R.O.Bally, 1959
- Euphorbia briquetii Emb. & Maire, 1929
- Euphorbia brittonii Millsp., 1906
- Euphorbia brownii Baill., 1866
- Euphorbia brunellii Chiov., 1951
- Euphorbia bruntii (Proctor) Oudejans, 1989
- Euphorbia bruynsii L.C.Leach, 1981
- Euphorbia bubalina Boiss., 1860
- Euphorbia buchtormensis C.A.Mey. ex Ledeb., 1830
- Euphorbia buhsei Boiss., 1862
- Euphorbia bulbispina Rauh & Razaf., 1991
- Euphorbia bungei Boiss., 1862
- Euphorbia bupleurifolia Jacq., 1797
- Euphorbia bupleuroides Desf., 1798
- Euphorbia burchellii Müll.Arg., 1874
- Euphorbia burgeri M.G.Gilbert, 1993
- Euphorbia burkartii Bacigalupo, 2005
- Euphorbia burmanica Hook.f., 1886
- Euphorbia burmanni (Klotzsch & Garcke) E.Mey., 1862
- Euphorbia buruana Pax, 1904
- Euphorbia buschiana Grossh., 1940
- Euphorbia bussei Pax, 1903
  - Euphorbia bussei var. bussei
  - Euphorbia bussei var. kibwezensis (N.E.Br.) S.Carter, 1987
- Euphorbia buxoides Radcl.-Sm., 1971
- Euphorbia bwambensis S.Carter, 1987

## C

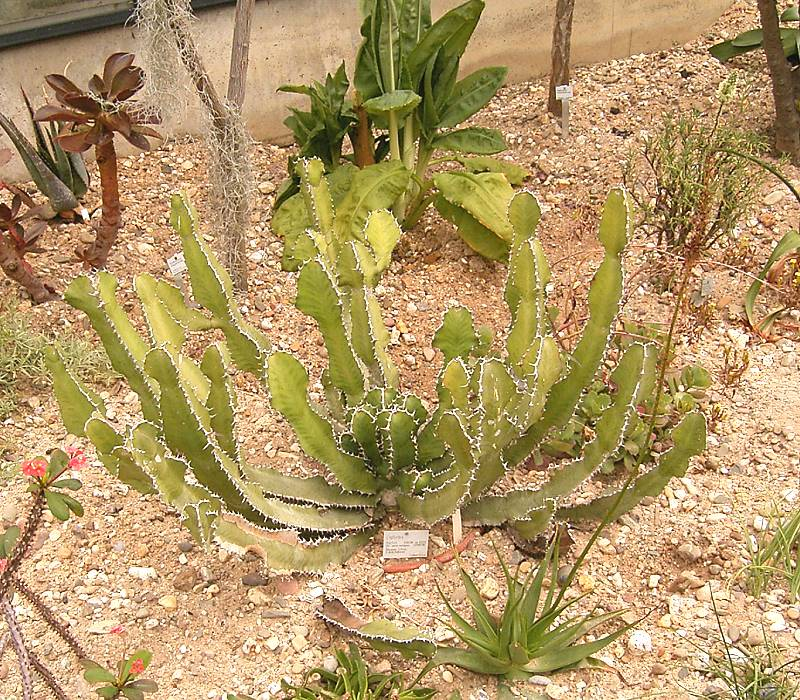
Euphorbia cactus

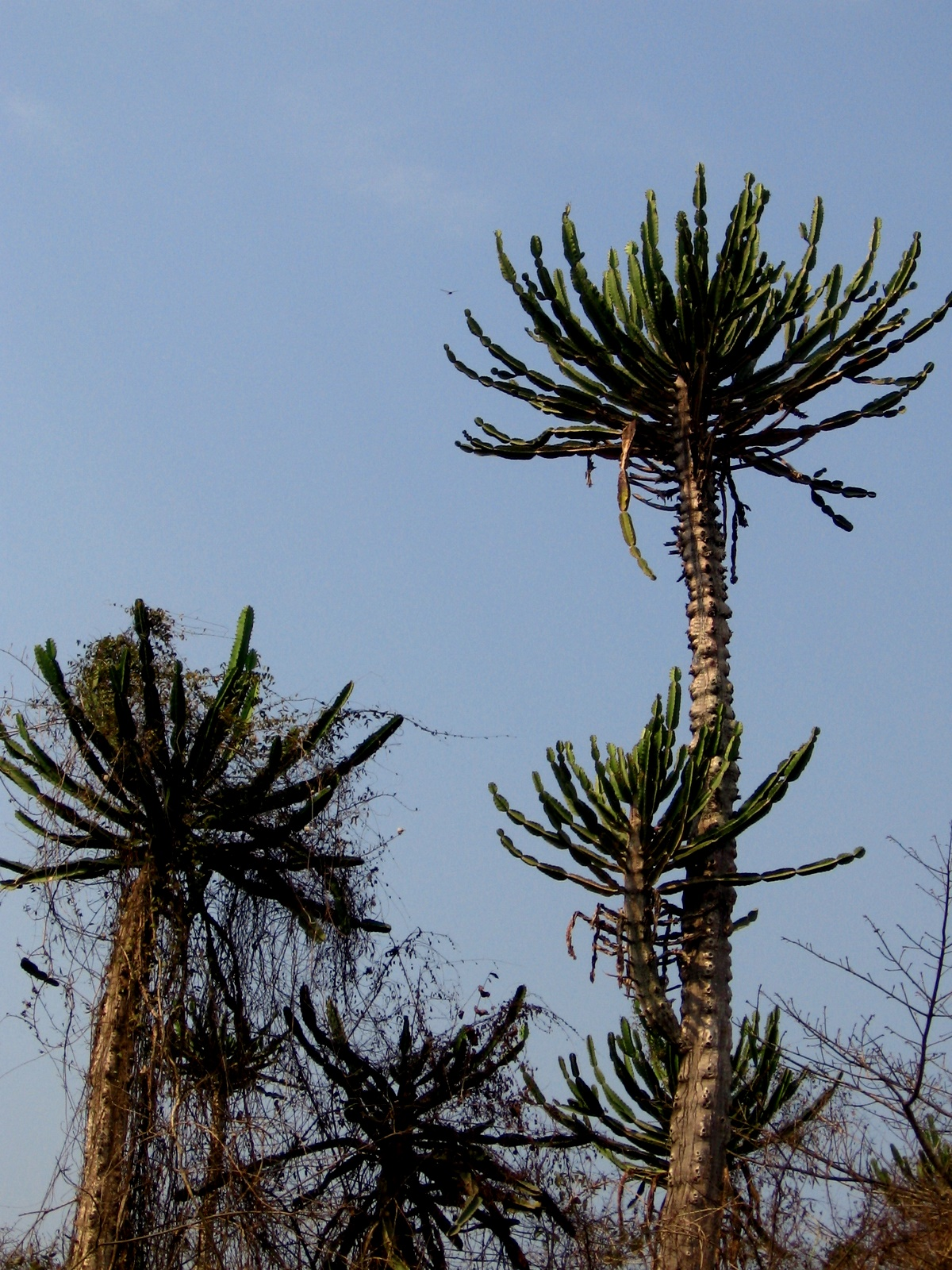
Euphorbia candelabrum

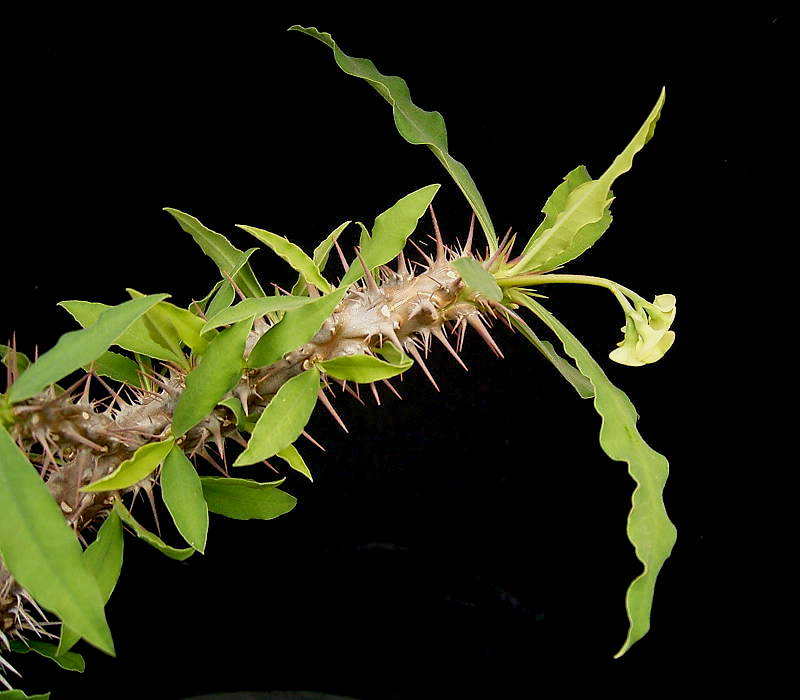
Euphorbia capuronii

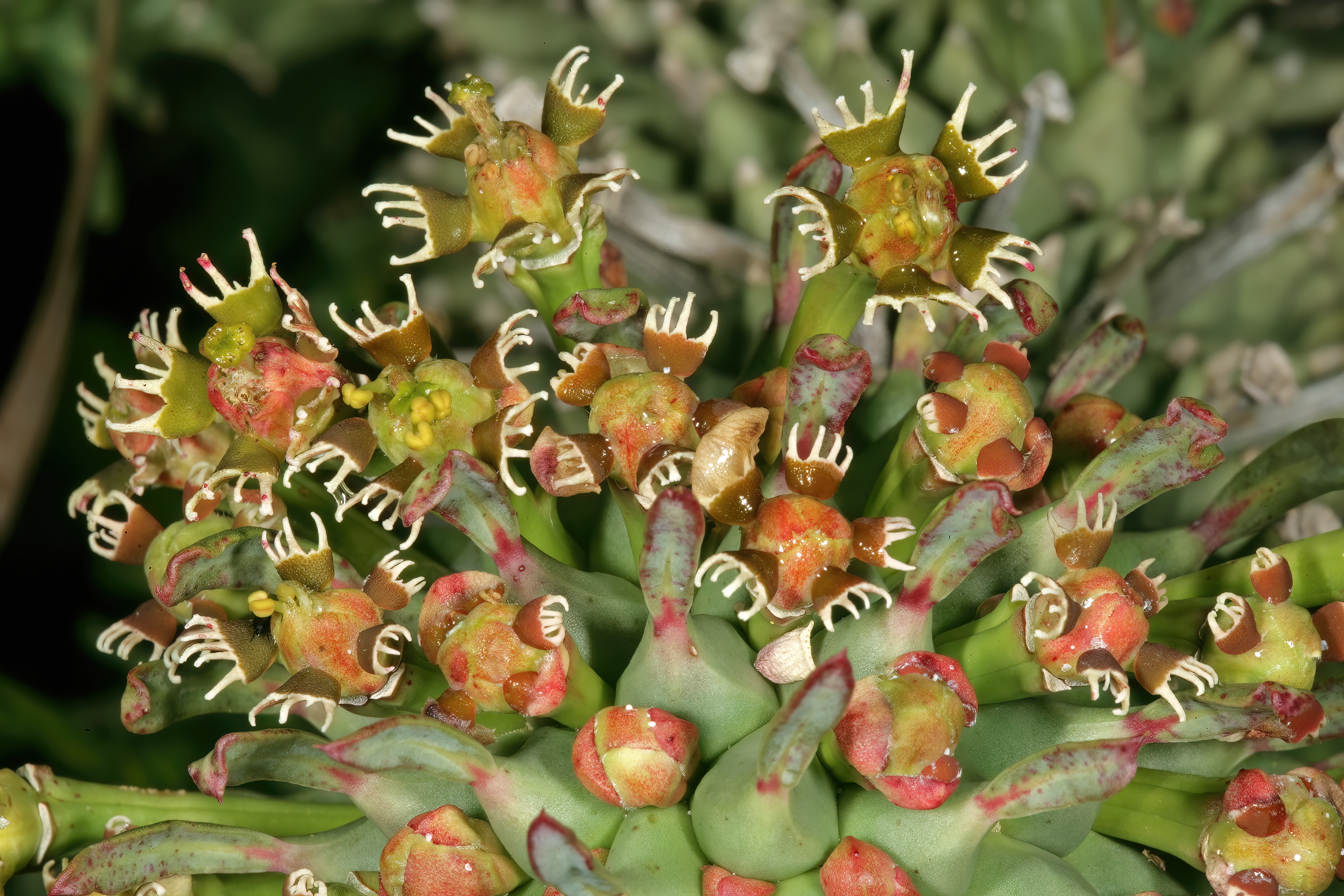
Euphorbia caput-medusae

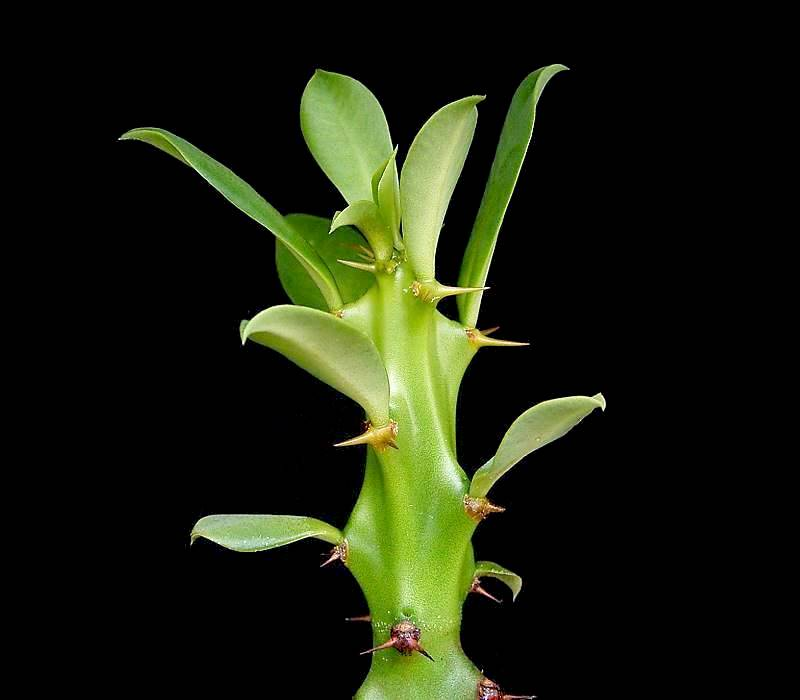
Euphorbia cattimandoo

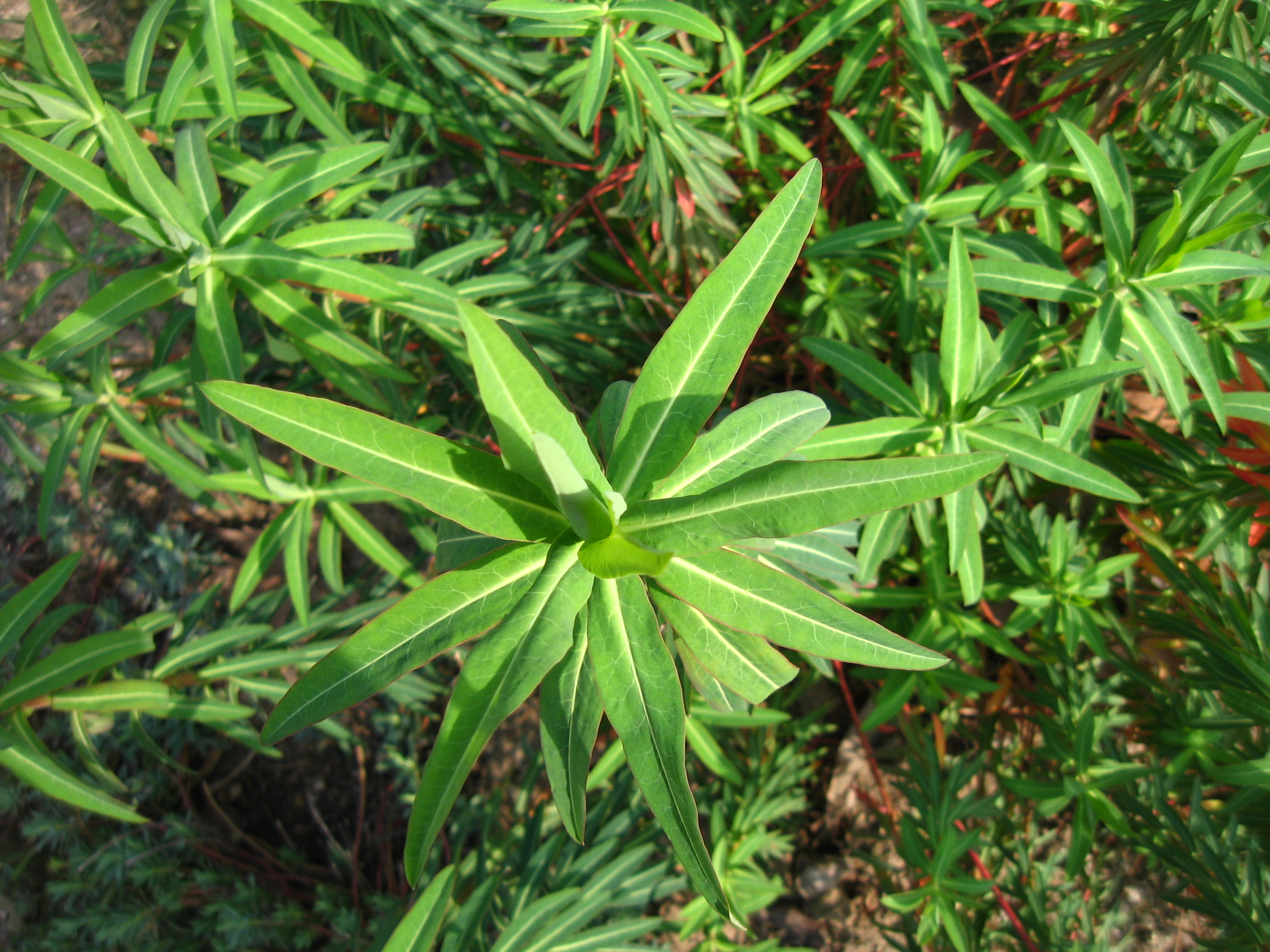
Euphorbia ceratocarpa

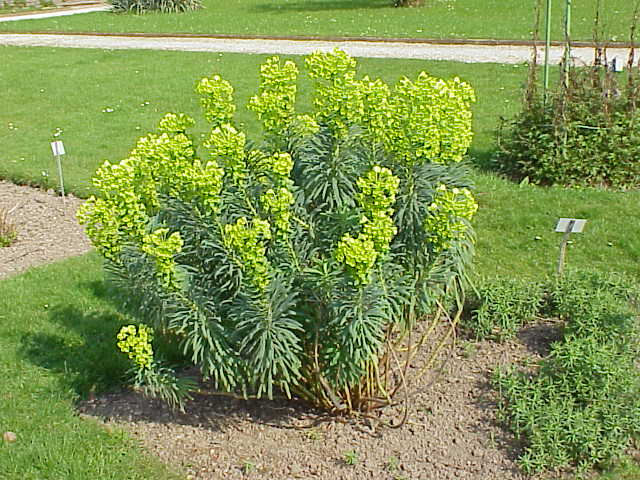
Euphorbia characias

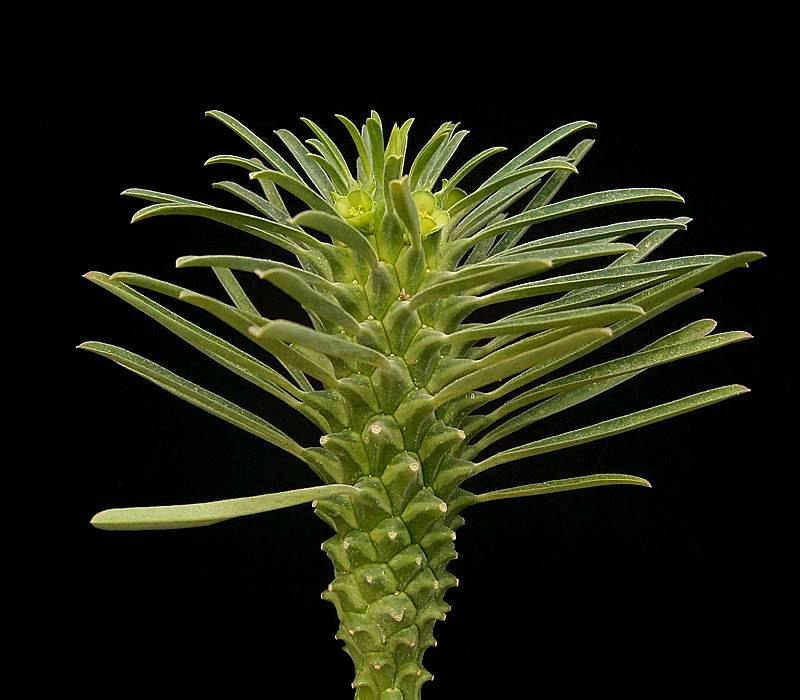
Euphorbia clandestina

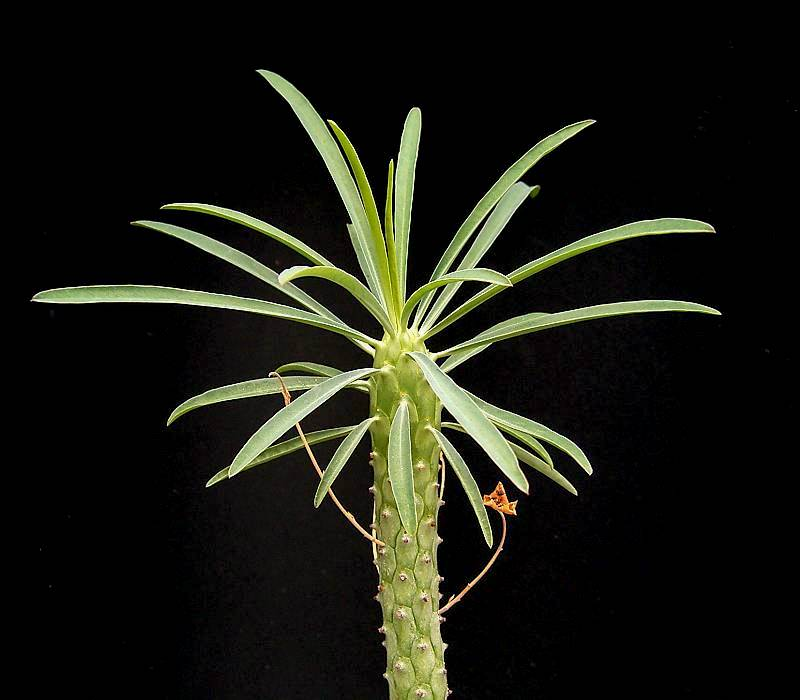
Euphorbia clava

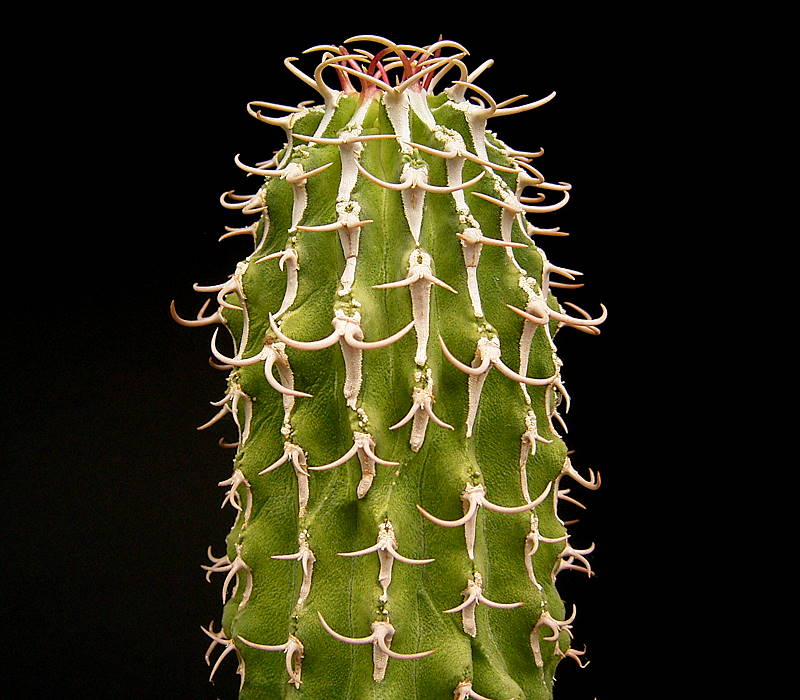
Euphorbia columnaris

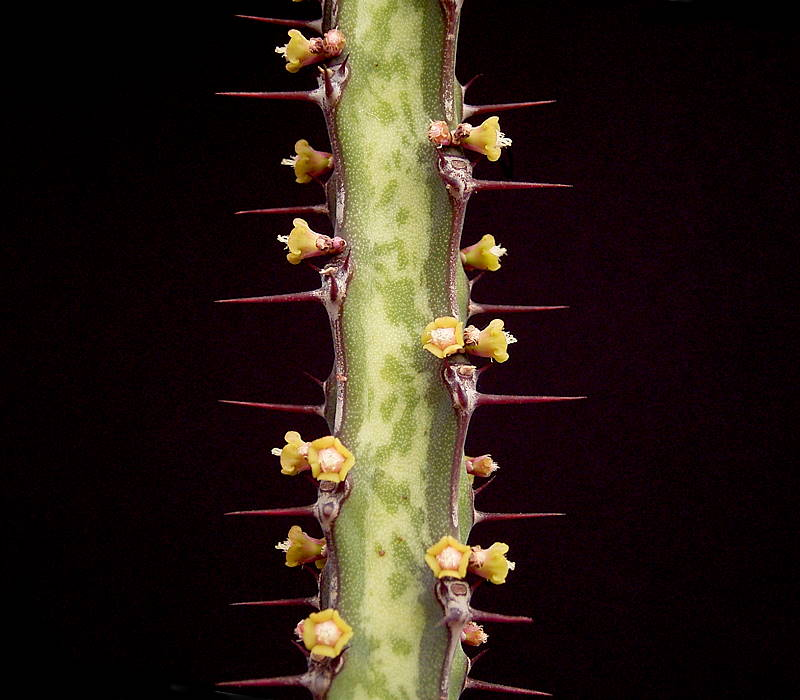
Euphorbia complexa

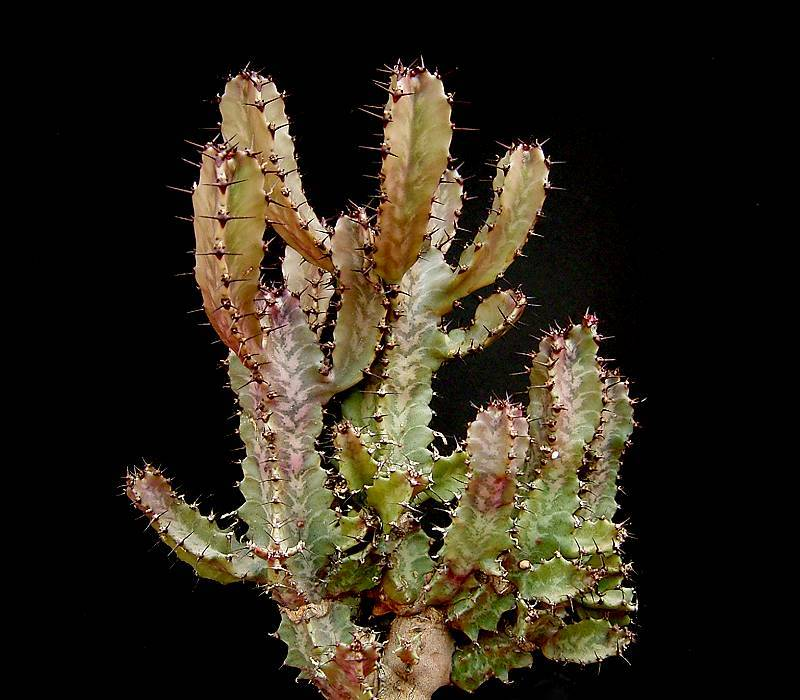
Euphorbia confinalis

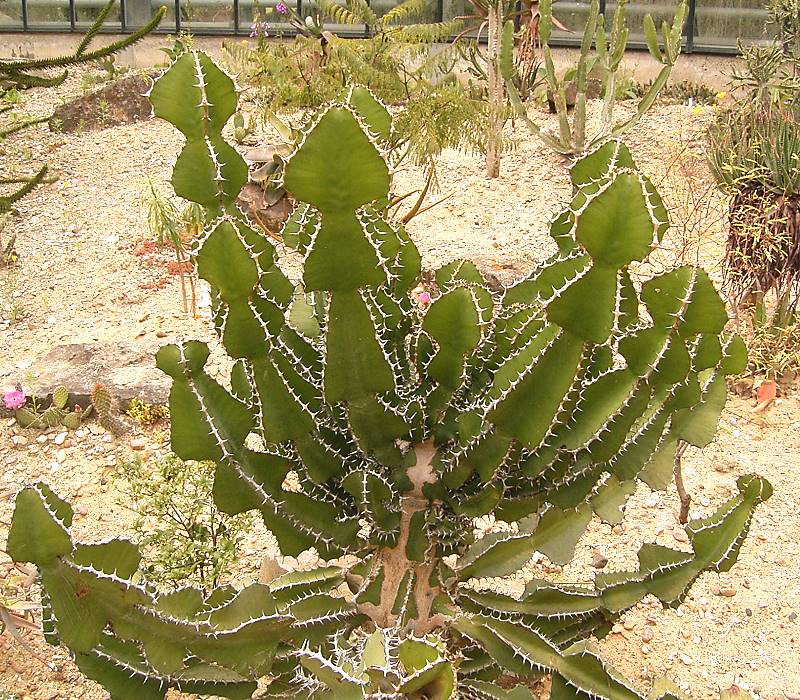
Euphorbia cooperi

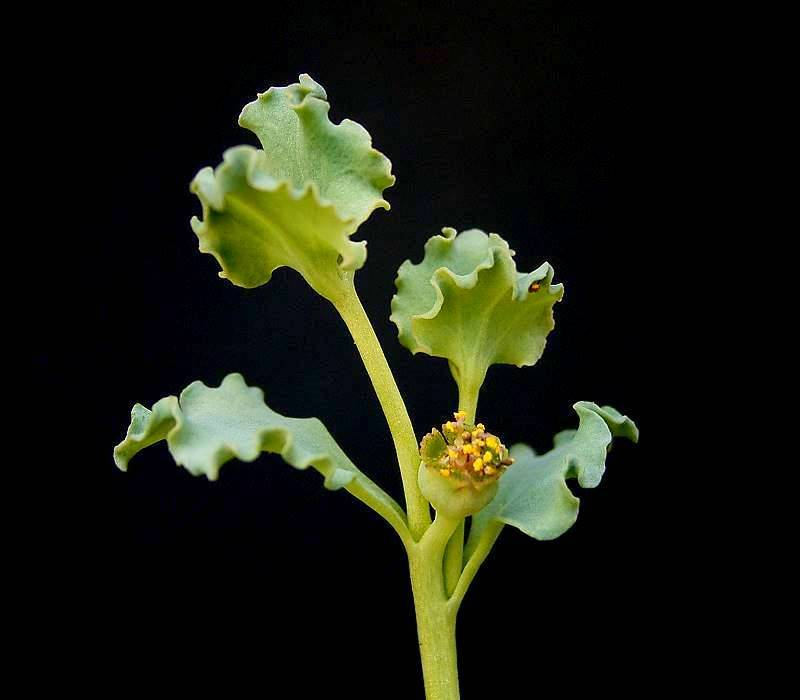
Euphorbia copiapina

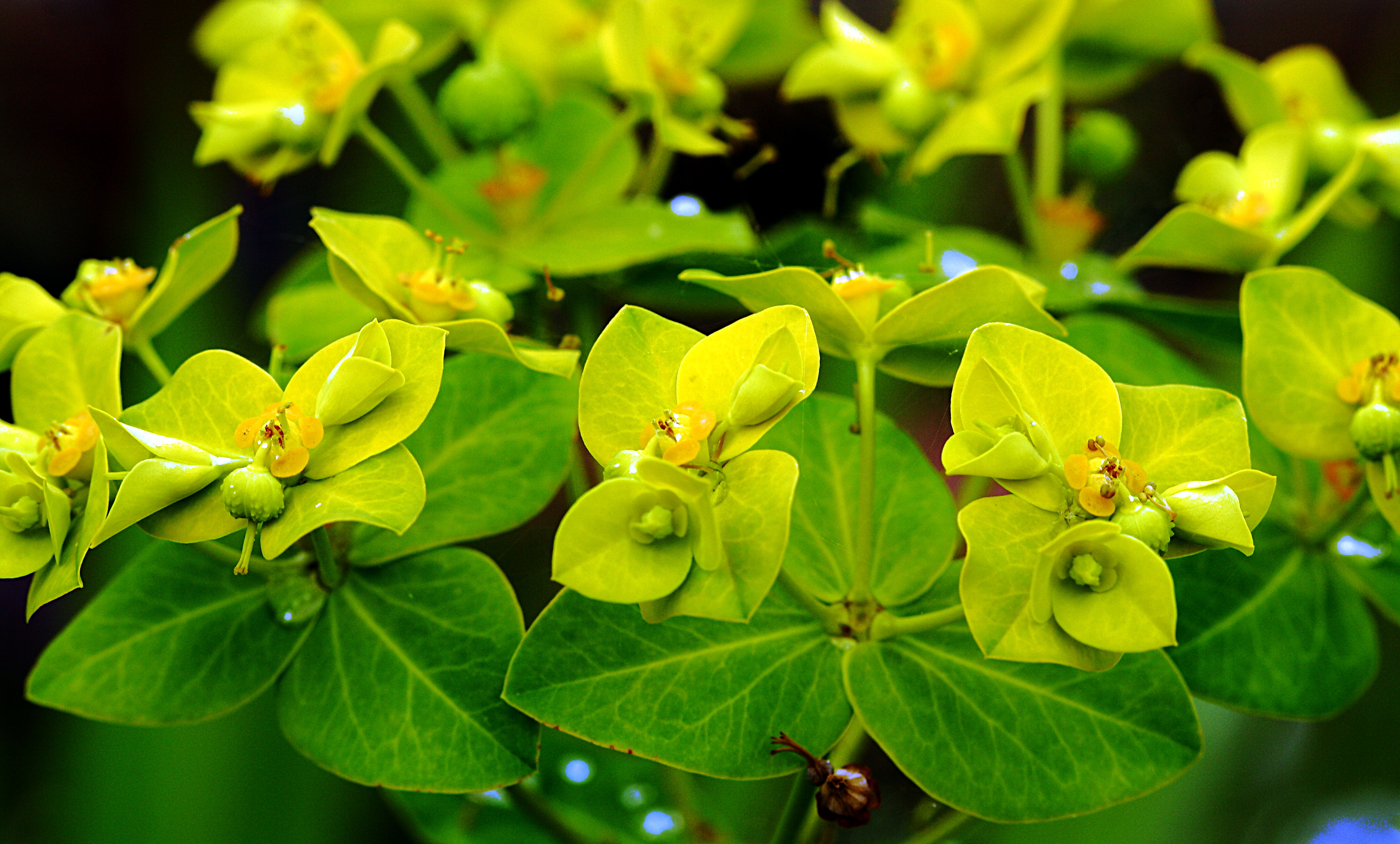
Euphorbia cornigera

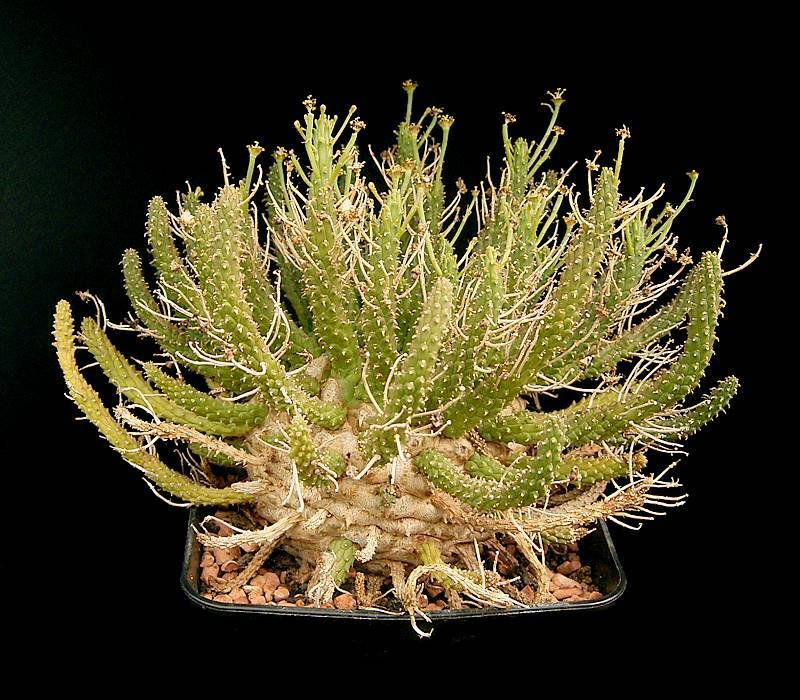
Euphorbia crassipes

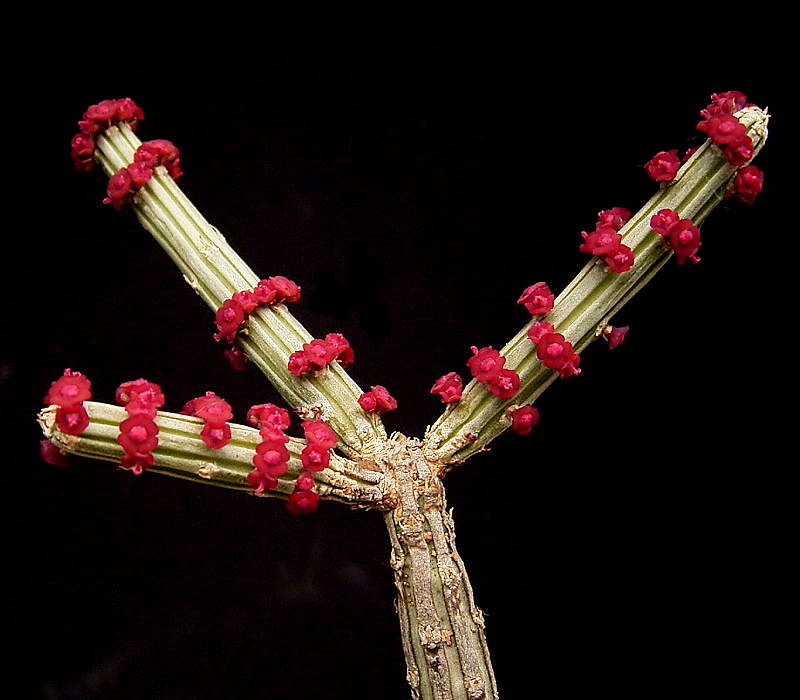
Euphorbia cryptospinosa

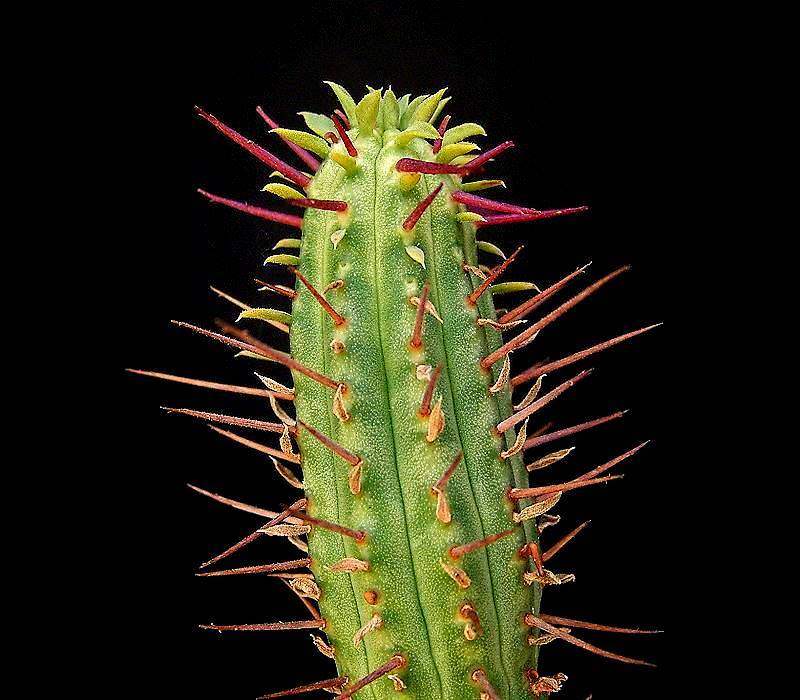
Euphorbia cumulata

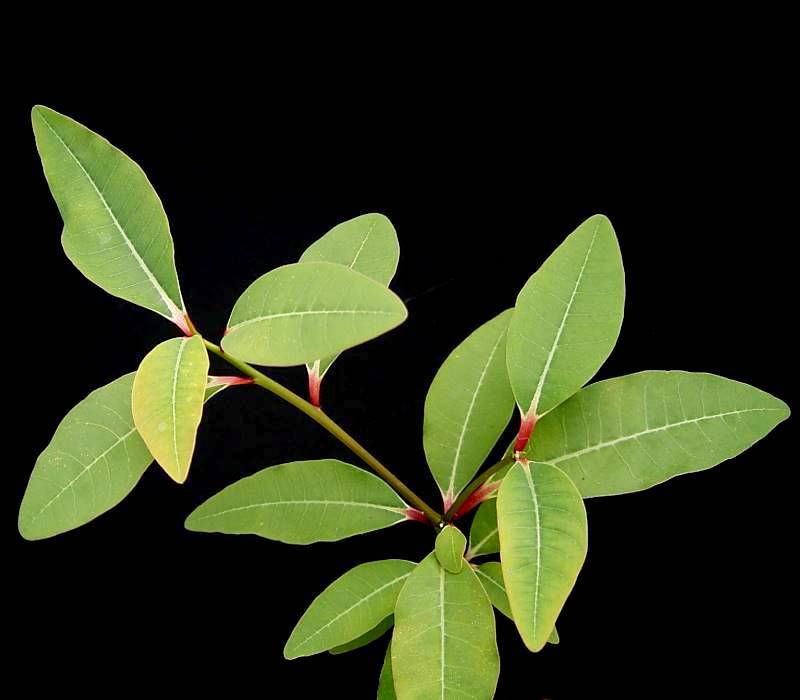
Euphorbia cuneata

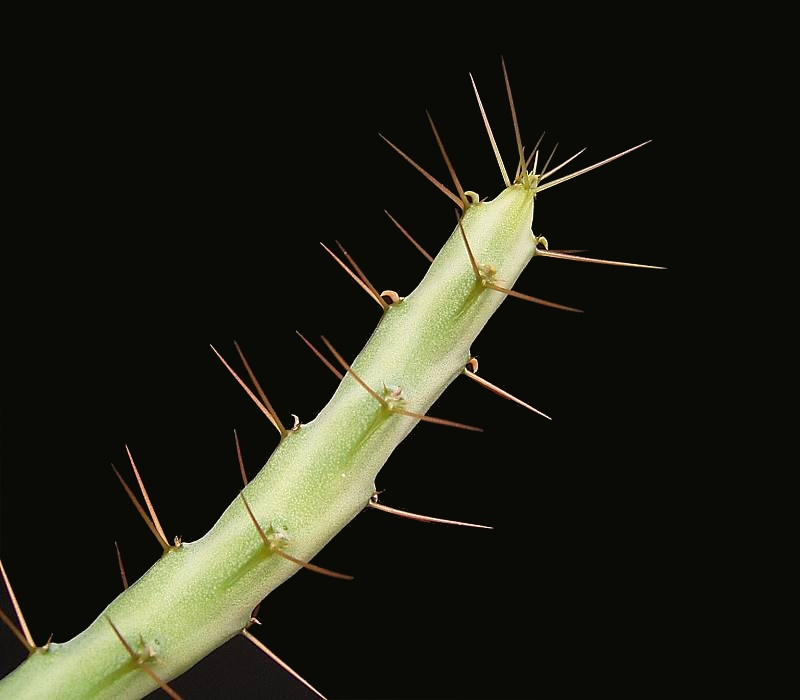
Euphorbia cuprispina

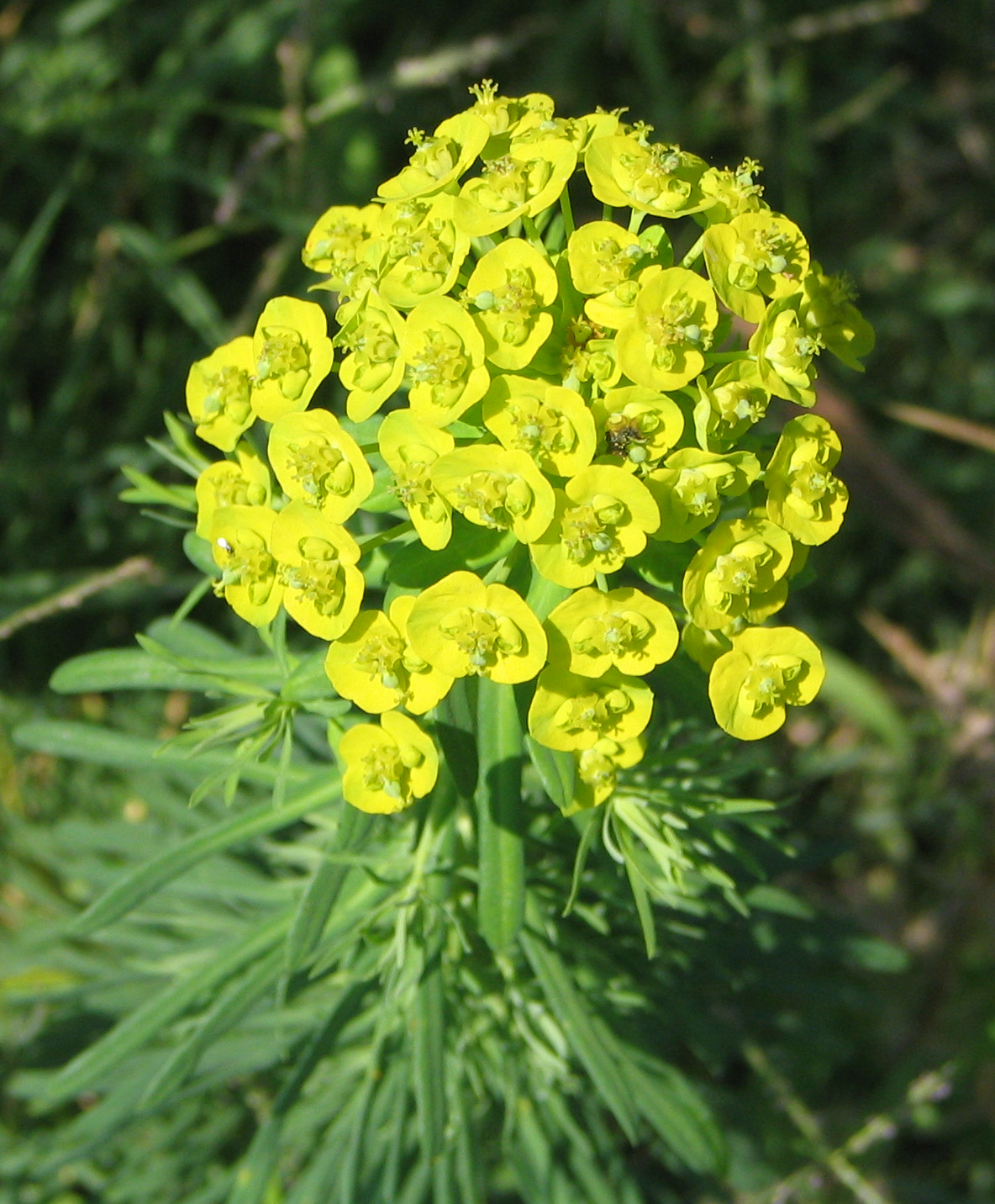
Euphorbia cyparissias

- Euphorbia cactus Ehrenb. ex Boiss., 1862
- Euphorbia caducifolia Haines, 1914
- Euphorbia caeladenia Boiss., 1859
- Euphorbia caerulescens Haw., 1827
- Euphorbia caesia Kar. & Kir., 1841
- Euphorbia caespitosa Lam., 1788
- Euphorbia calamiformis P.R.O.Bally & S.Carter, 1985
- Euphorbia calcarata (Schltdl.) V.W.Steinm., 2003
- Euphorbia calcicola Fernald, 1901
- Euphorbia calderoniae V.W.Steinm., 2005
- Euphorbia californica Benth., 1844
- Euphorbia caloderma S.Carter, 2000
- Euphorbia calyculata Kunth, 1817
- Euphorbia calyptrata Coss. & Kralik, 1857
- Euphorbia camagueyensis (Millsp.) Urb., 1924
- Euphorbia cameronii N.E.Br., 1911
- Euphorbia canariensis L., 1753
- Euphorbia candelabrum  Welw., 1855
- Euphorbia cannellii L.C.Leach, 1974
- Euphorbia canuti Parl.,  1869
- Euphorbia capansa Ducke,  1938
- Euphorbia caperata McVaugh, 1993
- Euphorbia caperonioides R.A.Dyer & P.G.Mey., 1966
- Euphorbia capillaris Gagnep., 1921
- Euphorbia capitellata Engelm., 1858
- Euphorbia capitulata Rchb., 1832
- Euphorbia capmanambatoensis Rauh, 1995
- Euphorbia capuronii Ursch & Leandri, 1955
- Euphorbia caput-aureum Denis, 1921
- Euphorbia caput-medusae L., 1753
- Euphorbia carinifolia N.E.Br., 1911
- Euphorbia carinulata P.R.O.Bally & S.Carter, 1988
- Euphorbia carissoides F.M.Bailey, 1906
- Euphorbia carniolica Jacq., 1778
- Euphorbia carpatica Wol., 1892
- Euphorbia carteriana P.R.O.Bally, 1964
- Euphorbia carunculata Waterf., 1948
- Euphorbia carunculifera L.C.Leach, 1970
- Euphorbia cashmeriana Royle, 1836
- Euphorbia cassia Boiss., 1853
  - Euphorbia cassia subsp. cassia
  - Euphorbia cassia subsp. rigoi (Boiss. ex Freyn) Holmboe, 1914
- Euphorbia cassythoides Boiss., 1860
- Euphorbia catamarcensis (Croizat) Subils, 1977
- Euphorbia cataractarum S.Carter, 1987
- Euphorbia catenata (S.Carter) Bruyns, 2006
- Euphorbia caterviflora N.E.Br., 1915
- Euphorbia cattimandoo Elliot ex Wight, 1853
- Euphorbia caudiculosa Boiss., 1862
- Euphorbia cayensis Millsp., 1904
- Euphorbia cedrorum Rauh & Hebding, 1993
- Euphorbia celastroides Boiss., 1862
- Euphorbia celata R.A.Dyer, 1974
- Euphorbia celerieri (Emb.) Emb. ex Vindt, 1953
- Euphorbia centralis B.G.Thomson, 1992
- Euphorbia centunculoides Kunth, 1817
- Euphorbia ceratocarpa Ten., 1811
- Euphorbia cereiformis L., 1753
- Euphorbia ceroderma I.M.Johnst., 1924
- Euphorbia cervicornu Baill., 1890
- Euphorbia cestrifolia Kunth, 1817
- Euphorbia chaborasia Gomb., 1956
- Euphorbia chaculana Donn.Sm., 1899
- Euphorbia chaetocalyx (Boiss.) Tidestr., 1935
- Euphorbia chamaecaula Weath., 1910
- Euphorbia chamaeclada Ule, 1908
- Euphorbia chamaepeplus Boiss. & Gaill., 1859
- Euphorbia chamaerrhodos Boiss., 1860
- Euphorbia chamaesula Boiss., 1860
- Euphorbia chamaesyce L., 1753
- Euphorbia chamaesycoides B.Nord., 1974
- Euphorbia chamissonis (Klotzsch & Garcke) Boiss., 1862
- Euphorbia chapmanii Oudejans, 1989
- Euphorbia characias L., 1753
  - Euphorbia characias subsp. characias
  - Euphorbia characias subsp. wulfenii (Hoppe ex W.D.J.Koch) Radcl.-Sm., 1968
- Euphorbia charleswilsoniana V.Vlk, 1997
- Euphorbia cheiradenia Boiss. & Hohen. in P.E.Boissier, 1853
- Euphorbia cheirolepis Fisch. & C.A.Mey. ex Karelin in C.F.von Ledebour, 1850
- Euphorbia chenopodiifolia Boiss. in A.P.de Candolle, 1866
- Euphorbia chersina N.E.Br. in W.H.Harvey, 1915
- Euphorbia chersonesa Huft, 1985
- Euphorbia chevalieri (N.E.Br.) Bruyns, 2006
- Euphorbia chimaera Lipsky, 1899
- Euphorbia chiogenes (Small) Oudejans, 1989
- Euphorbia chiribensis V.W.Steinm. & Felger, 1997
- Euphorbia cibdela N.E.Br., 1915
- Euphorbia cikaea F.K.Mey., 2011
- Euphorbia cinerascens Engelm. in W.H.Emory, 1858
- Euphorbia citrina S.Carter, 1990
- Euphorbia clandestina Jacq., 1804
- Euphorbia clarae (Malaisse & Lecron) Bruyns, 2006
- Euphorbia clarkeana Hook.f., 1887
- Euphorbia classenii P.R.O.Bally & S.Carter, 1974
- Euphorbia clava Jacq., 1784
- Euphorbia clavarioides Boiss., 1860
- Euphorbia clavidigitata Gage, 1914
- Euphorbia clavigera N.E.Br., 1915
- Euphorbia claytonioides Pax, 1897
- Euphorbia clementei Boiss., 1838
  - Euphorbia clementei subsp. clementei
  - Euphorbia clementei subsp. faurei (Maire) Vicens, Molero & C.Blanché, 1996
  - Euphorbia clementei subsp. villosa (Faure & Maire) Vicens, Molero & C.Blanché, 1996
- Euphorbia clivicola R.A.Dyer, 1951
- Euphorbia clusiifolia Hook. & Arn., 1832
- Euphorbia coalcomanensis (Croizat) V.W.Steinm., 2003
- Euphorbia coccinea B.Heyne ex Roth, 1821
- Euphorbia coerulans Pax, 1898
- Euphorbia coghlanii F.M.Bailey, 1896
- Euphorbia collenetteae Al-Zahrani & El-Karemy, 2007
- Euphorbia colletioides Benth., 1846
- Euphorbia colliculina A.C.White, R.A.Dyer & B.Sloane, 1941
- Euphorbia colligata V.W.Steinm., 2003
- Euphorbia colorata Engelm. in W.H.Emory, 1858
- Euphorbia colubrina P.R.O.Bally & S.Carter, 1982
- Euphorbia columnaris P.R.O.Bally, 1964
- Euphorbia comans W.Fitzg., 1918
- Euphorbia commersonii Baill., 1886
- Euphorbia commutata Engelm. ex A.Gray, 1856
- Euphorbia comosa Vell., 1829
- Euphorbia complanata Warb., 1894
- Euphorbia complexa R.A.Dyer, 1937
- Euphorbia compressa Boiss. in A.P.de Candolle, 1862
- Euphorbia concanensis Janarth. & S.R.Yadav, 1995
- Euphorbia condylocarpa M.Bieb., 1808
- Euphorbia conferta (Small) B.E.Sm., 1946
- Euphorbia confinalis R.A.Dyer, 1951
  - Euphorbia confinalis subsp. confinalis
  - Euphorbia confinalis subsp. rhodesiaca L.C.Leach, 1966
- Euphorbia confluens Nel, 1933
- Euphorbia congestiflora L.C.Leach, 1970
- Euphorbia coniosperma Boiss. & Buhse, 1860
- Euphorbia connata Boiss. in A.P.de Candolle, 1862
- Euphorbia consanguinea Schrenk, 1841
- Euphorbia consoquitlae Brandegee, 1920
- Euphorbia conspicua N.E.Br., 1912
- Euphorbia contorta L.C.Leach, 1964
- Euphorbia convolvuloides Hochst. ex Benth., 1849
- Euphorbia conzattii V.W.Steinm., 2003
- Euphorbia cooperi N.E.Br. ex A.Berger, 1906
  - Euphorbia cooperi var. calidicola L.C.Leach, 1970
  - Euphorbia cooperi var. cooperi
  - Euphorbia cooperi var. ussanguensis (N.E.Br.) L.C.Leach, 1970
- Euphorbia copiapina Phil., 1860
- Euphorbia corallioides L., 1753
- Euphorbia cordatella Oudejans, 1989
- Euphorbia cordellata Haw., 1803
- Euphorbia cordifolia Elliott, 1824
- Euphorbia cornastra (Dressler) Radcl.-Sm., 1978
- Euphorbia corniculata R.A.Dyer, 1949
- Euphorbia cornigera Boiss. in A.P.de Candolle, 1862
- Euphorbia corollata L., 1753
- Euphorbia correllii M.C.Johnst., 1975
- Euphorbia correntina Parodi, 1881
- Euphorbia corrigioloides Boiss., 1860
- Euphorbia corsica Req., 1825
- Euphorbia corymbosa N.E.Br., 1915
- Euphorbia cossoniana Boiss. in A.P.de Candolle, 1862
- Euphorbia cotinifolia L., 1753
- Euphorbia cowellii (Millsp. ex Britton) Oudejans, 1989
- Euphorbia cozumelensis Millsp., 1900
- Euphorbia craspedia Boiss., 1846
- Euphorbia crassinodis Urb., 1899
- Euphorbia crassipes Marloth, 1910
- Euphorbia creberrima McVaugh, 1993
- Euphorbia crebrifolia S.Carter, 1990
- Euphorbia cremersii Rauh & Razaf., 1991
  - Euphorbia cremersii var. cremersii
  - Euphorbia cremersii var. rakatozafyi (Cremers) Rauh, 1995
- Euphorbia crenata (N.E.Br.) Bruyns, 2006
- Euphorbia crenulata Engelm., 1858
- Euphorbia crepitata L.C.Wheeler, 1939
- Euphorbia crepuscula (L.C.Wheeler) Steinm. & Felger, 1996
- Euphorbia cressoides M.C.Johnst., 1975
- Euphorbia crispa (Haw.) Sweet, 1826
- Euphorbia cristata B.Heyne ex Roth, 1821
- Euphorbia croizatii Leandri, 1946
- Euphorbia crossadenia Pax & K.Hoffm., 1923
- Euphorbia crotonoides Boiss. in A.P.de Candolle, 1862
  - Euphorbia crotonoides subsp. crotonoides
  - Euphorbia crotonoides subsp. narokensis S.Carter, 1984
- Euphorbia cruentata Graham, 1832
- Euphorbia cryptocaulis M.G.Gilbert, 1987
- Euphorbia cryptospinosa P.R.O.Bally, 1963
- Euphorbia cubensis Boiss., 1866
- Euphorbia cuchumatanensis Standl. & Steyerm., 1944
- Euphorbia cucumerina Willd., 1799
- Euphorbia culminicola Ant.Molina, 1965
- Euphorbia cumbrae Boiss., 1860
- Euphorbia cumulata R.A.Dyer, 1931
- Euphorbia cumulicola (Small) Oudejans, 1989
- Euphorbia cuneata Vahl, 1791
  - Euphorbia cuneata subsp. cretacea S.Carter, 1992
  - Euphorbia cuneata subsp. cuneata
  - Euphorbia cuneata subsp. lamproderma S.Carter, 1980
  - Euphorbia cuneata var. pumilans S.Carter, 1980
  - Euphorbia cuneata subsp. spinescens (Pax) S.Carter, 1980
  - Euphorbia cuneata subsp. wajirensis S.Carter,Kew Bull. 35: 428 (1980
- Euphorbia cuneifolia Guss.,
- Euphorbia cuneneana L.C.Leach, 1976
  - Euphorbia cuneneana subsp. cuneneana
  - Euphorbia cuneneana subsp. rhizomatosa L.C.Leach, 1976
- Euphorbia cupricola (Malaisse & Lecron) Bruyns, 2006
- Euphorbia cuprispina S.Carter, 1987
- Euphorbia cupularis Boiss., 1860
- Euphorbia curocana L.C.Leach, Garcia de Orta, 1975
- Euphorbia curtisii Engelm., 1860
- Euphorbia curvirama R.A.Dyer, 1931
- Euphorbia cuspidata Bertol., 1843
- Euphorbia cussonioides P.R.O.Bally, 1958
- Euphorbia cyathophora Murray, 1786
- Euphorbia cylindrica Marloth ex A.C.White, 1941
- Euphorbia cylindrifolia Marn.-Lap. & Rauh, 1961
  - Euphorbia cylindrifolia var. cylindrifolia
  - Euphorbia cylindrifolia var. tuberifera Rauh, 1963
- Euphorbia cymbifera (Schltdl.) V.W.Steinm., 2003
- Euphorbia cymbiformis Rusby, 1895
- Euphorbia cymosa Poir. in J.B.A.M.de Lamarck, 1812
- Euphorbia cyparissias L., 1753
- Euphorbia cyparissioides Pax, 1894
- Euphorbia cyri V.W.Steinm., 2003
- Euphorbia cyrtophylla (Prokh.) Prokh. in V.L.Komarov, 1949
- Euphorbia czerepanovii Geltman, 1997

## D
- Euphorbia dahurica Peschkova, 1979

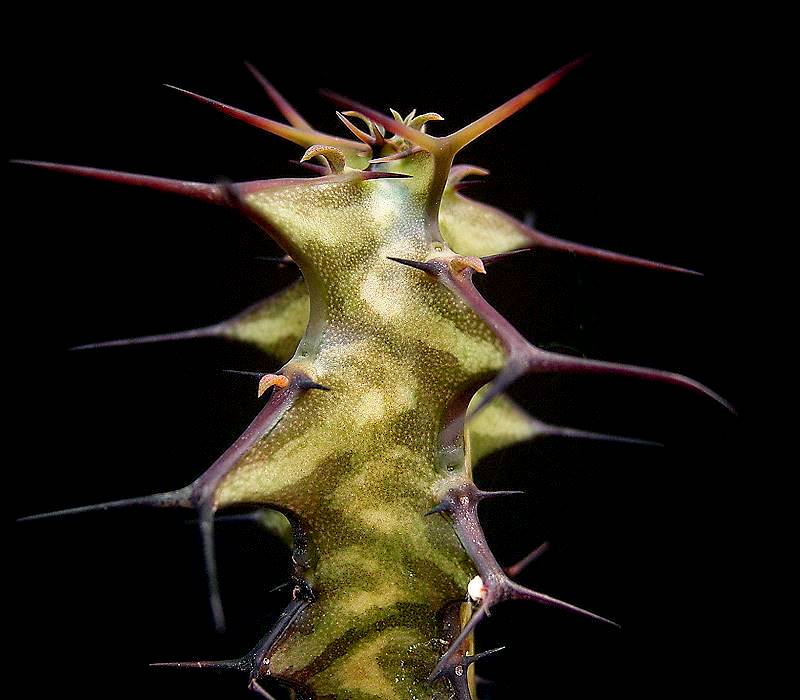
Euphorbia dauana

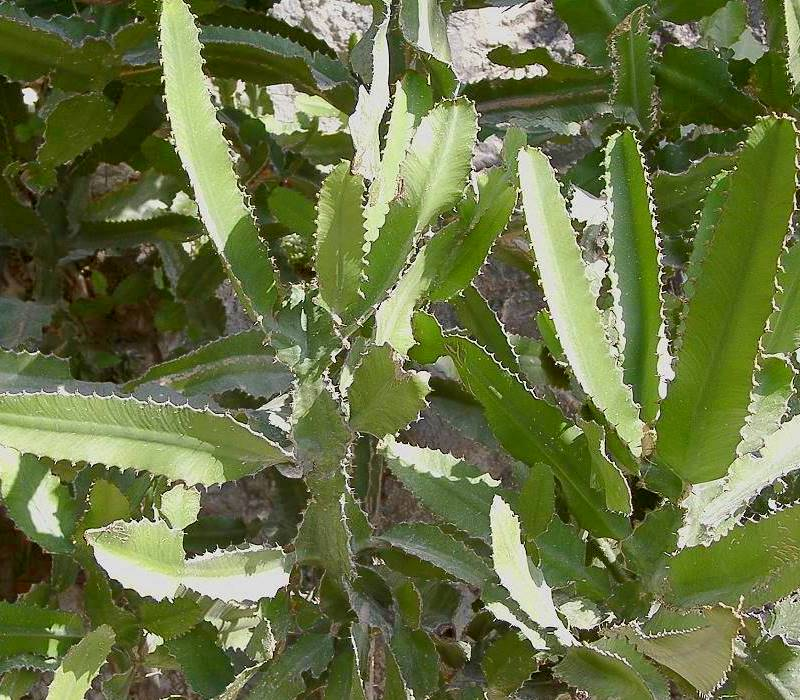
Euphorbia dawei

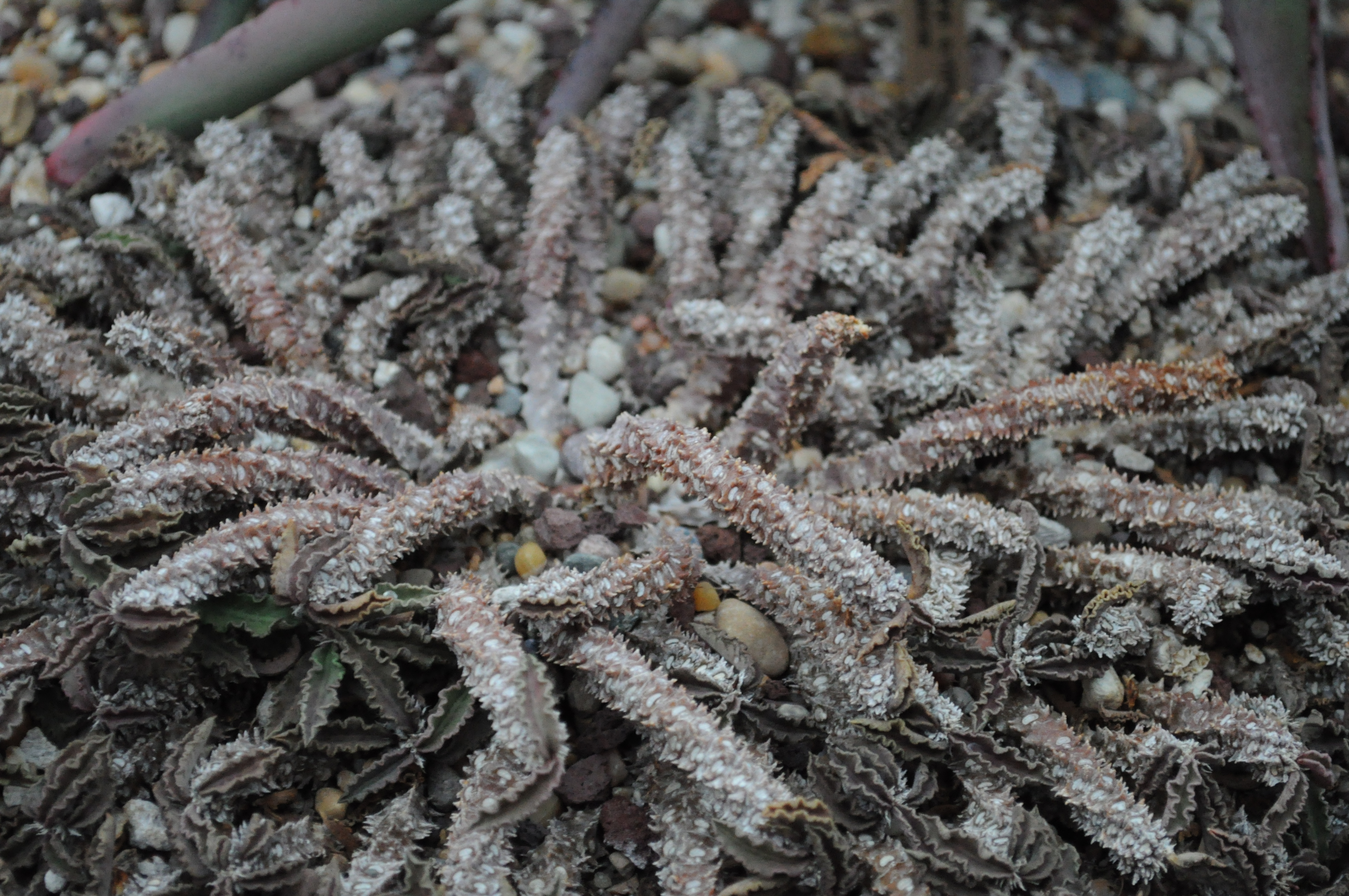
Euphorbia decaryi

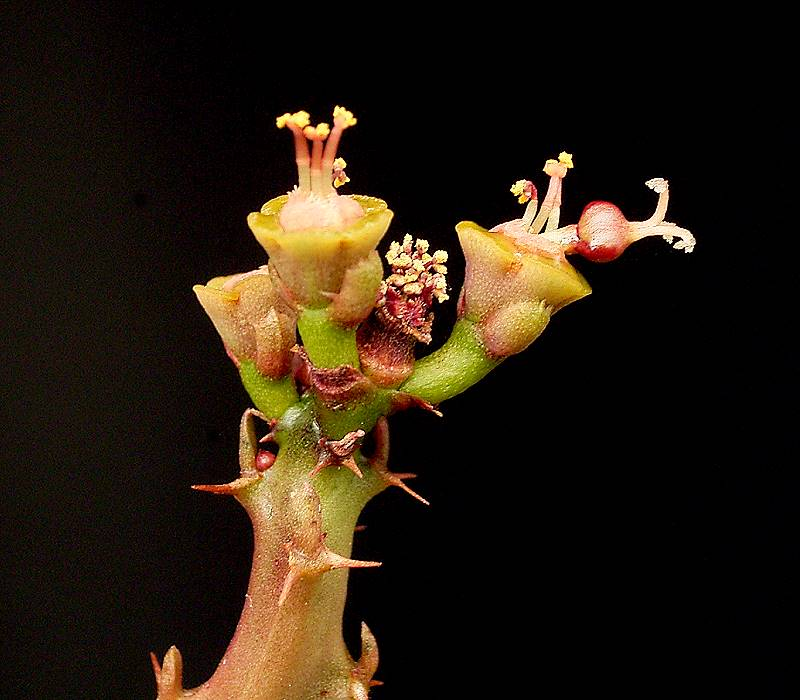
Euphorbia decidua

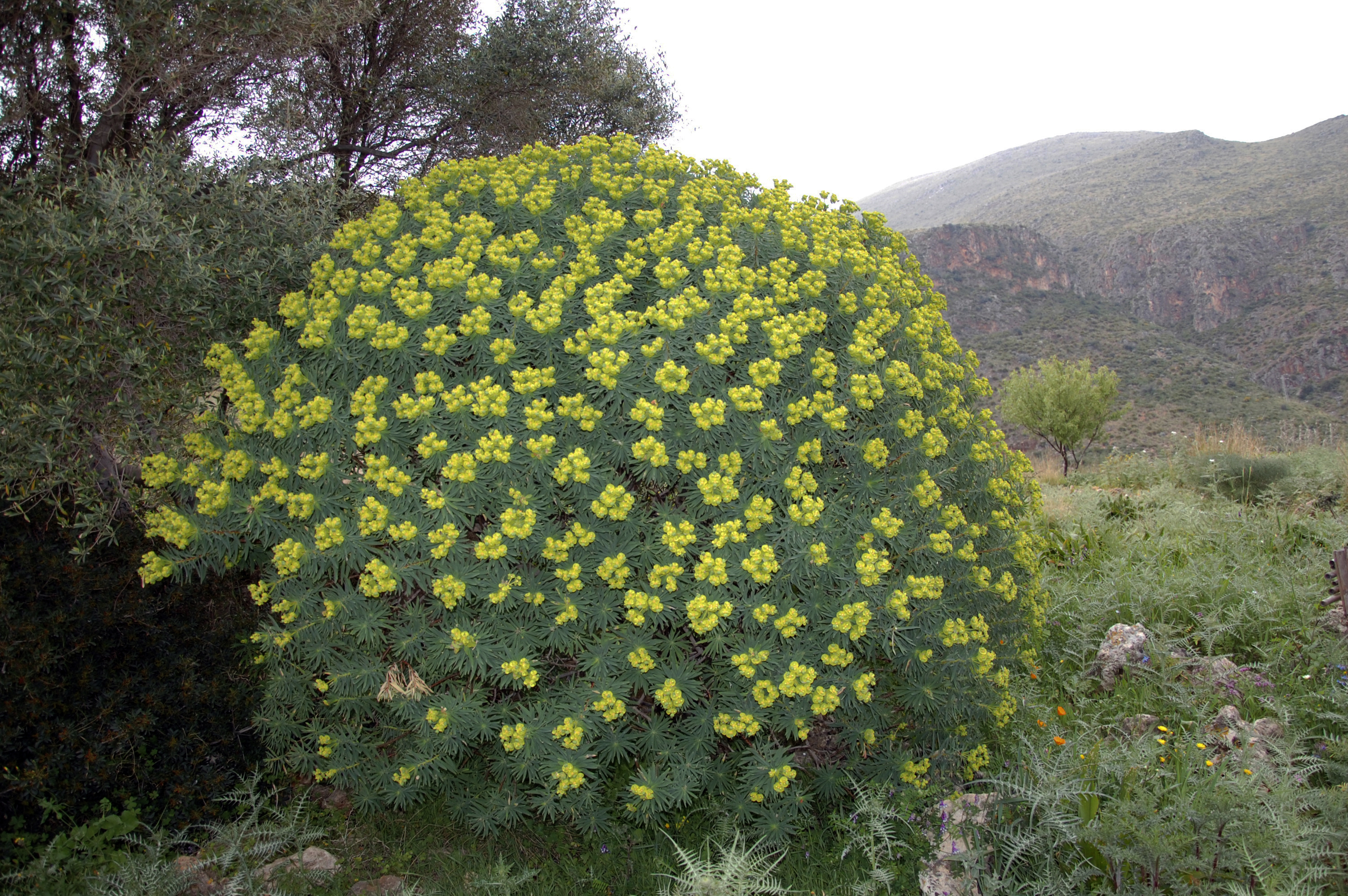
Euphorbia dendroides

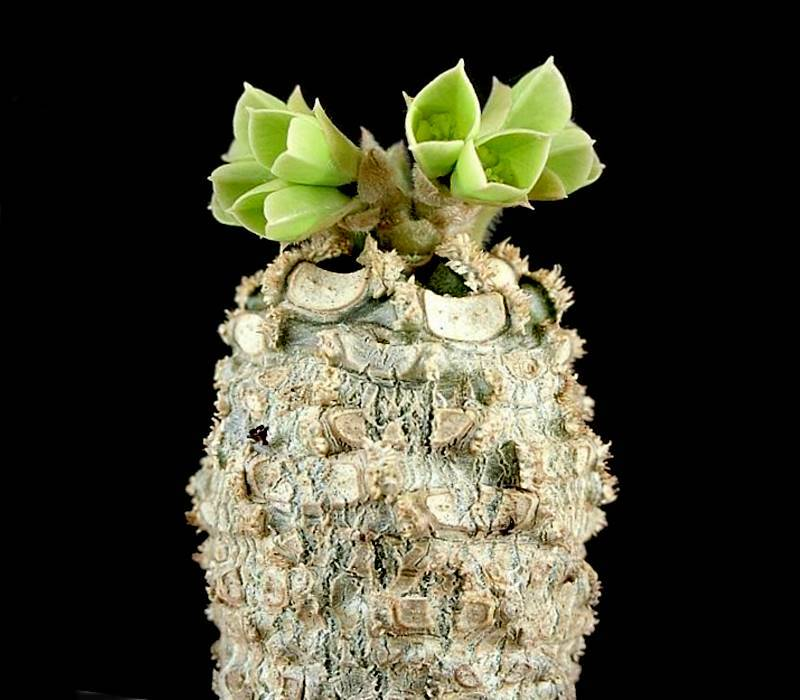
Euphorbia denisiana var. ankarensis

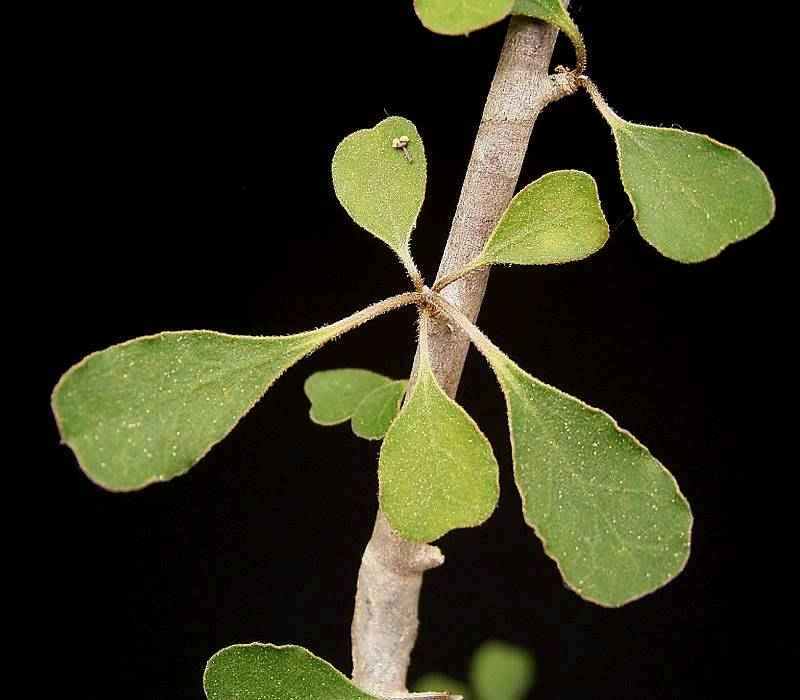
Euphorbia denisii

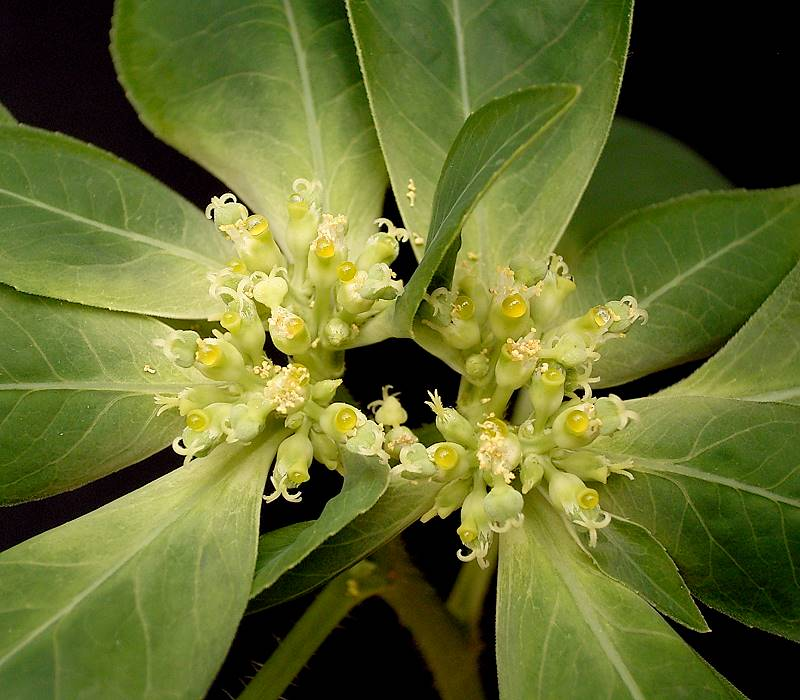
Euphorbia dentata

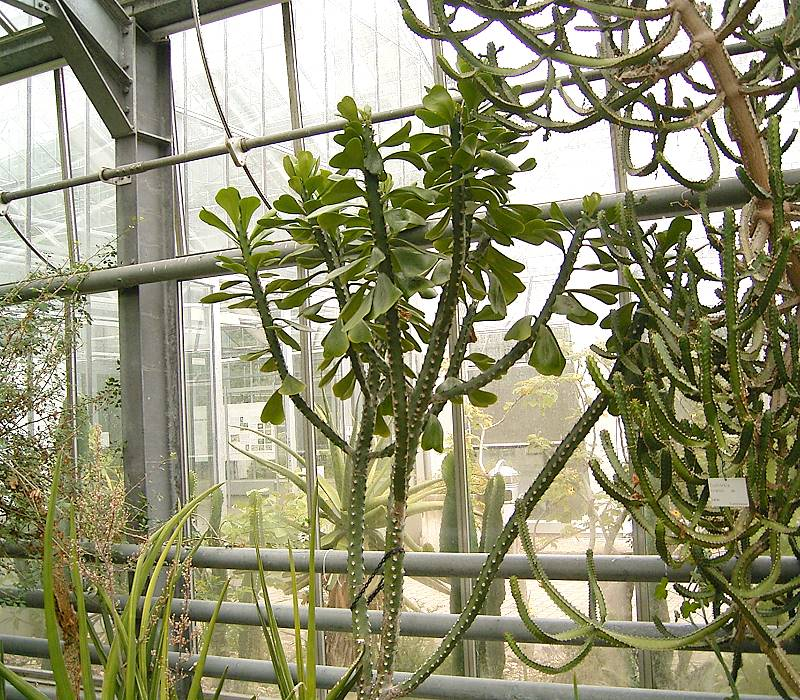
Euphorbia desmondii

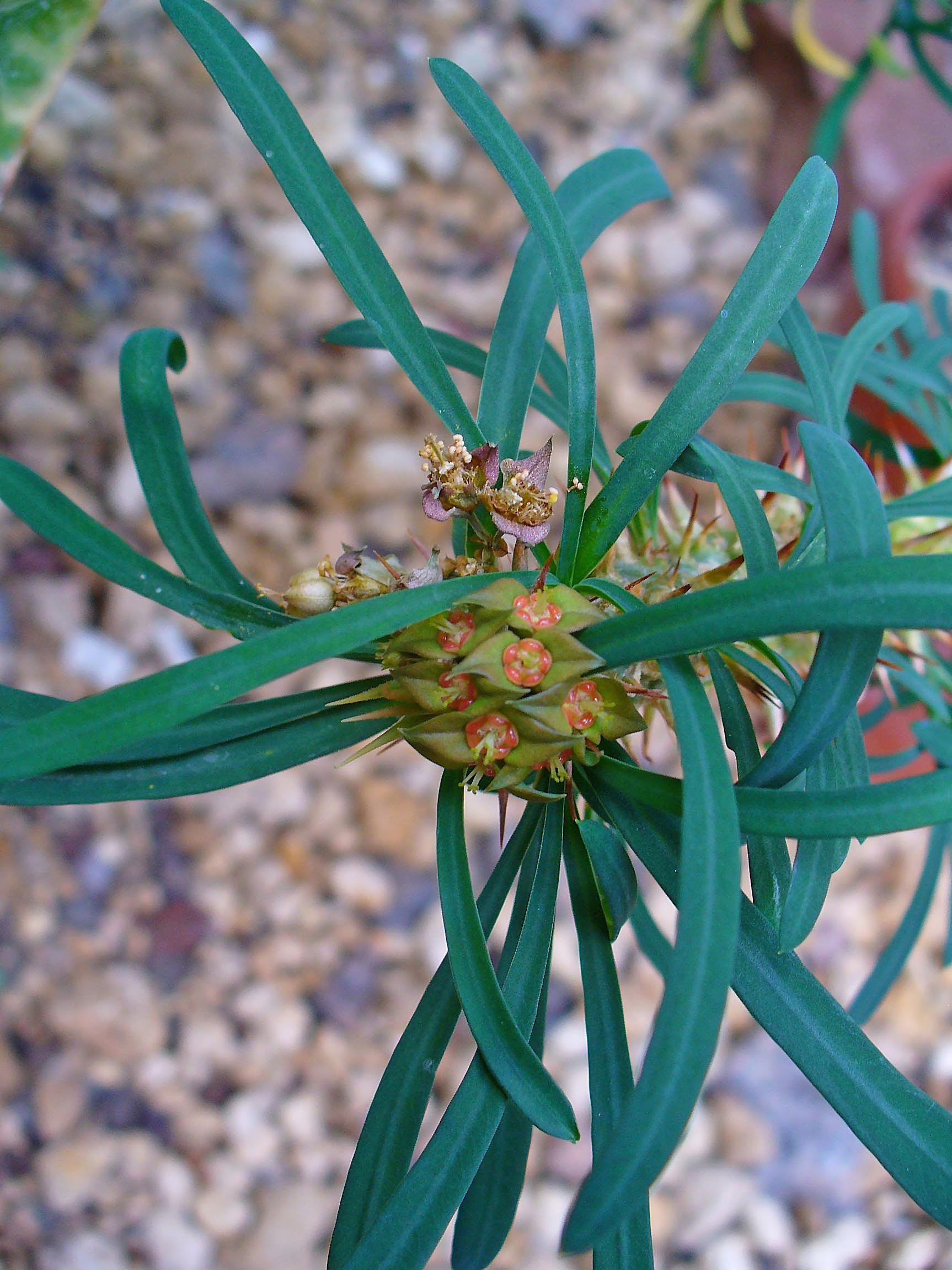
Euphorbia didiereoides

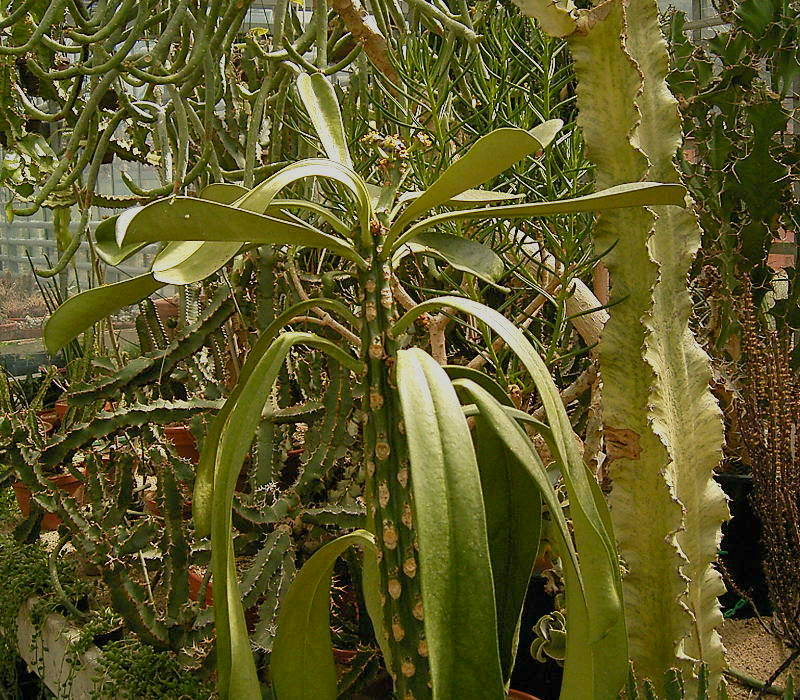
Euphorbia drupifera

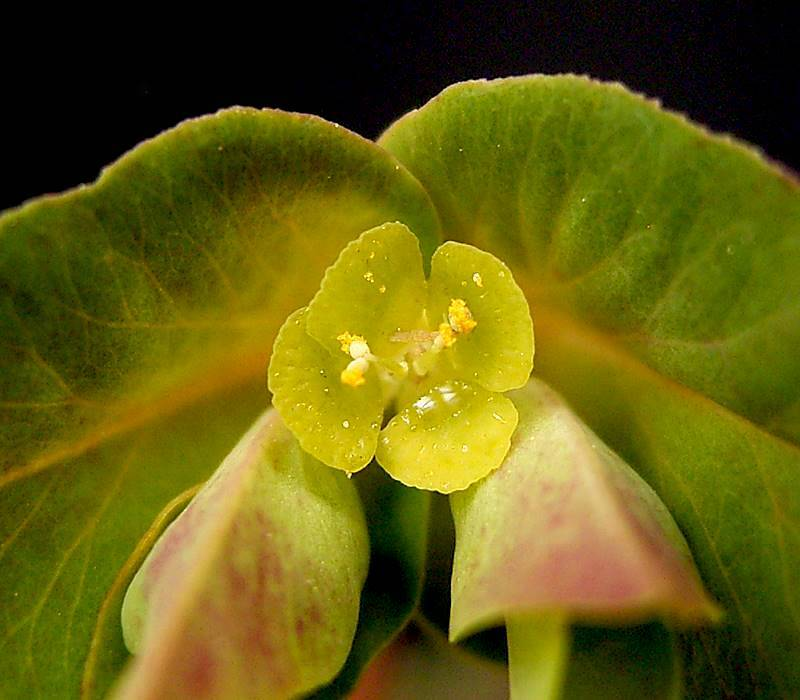
Euphorbia dulcis

- Euphorbia dalettiensis M.G.Gilbert, 1987
- Euphorbia dallachyana Baill., 1866
- Euphorbia damarana L.C.Leach, 1975
- Euphorbia damasoi Oudejans, 1989
- Euphorbia darbandensis N.E.Br., 1913
- Euphorbia dasyacantha S.Carter, 1992
- Euphorbia dauana S.Carter, 1987
- Euphorbia davidii Subils, 1984
- Euphorbia daviesii E.A.Bruce, 1940
- Euphorbia davisii M.L.S.Khan, 1964
- Euphorbia davyi N.E.Br., 1915
- Euphorbia dawei N.E.Br., 1912
- Euphorbia debilispina L.C.Leach, 1992
- Euphorbia decaryi Guillaumin, 1934
  - Euphorbia decaryi var. ampanihyensis Cremers, 1984
  - Euphorbia decaryi var. cap-saintemariensis (Rauh) Cremers, 1984
  - Euphorbia decaryi var. decaryi
  - Euphorbia decaryi var. robinsonii Cremers, 1984
  - Euphorbia decaryi var. spirosticha Rauh & Buchloh, 1987
- Euphorbia deccanensis V.S.Raju, 1985
  - Euphorbia deccanensis var. deccanensis
  - Euphorbia deccanensis var. nallamalayana (J.L.Ellis) V.S.Raju, 1985
- Euphorbia decepta N.E.Br., 1915
- Euphorbia decidua P.R.O.Bally & L.C.Leach, 1975
- Euphorbia decliviticola L.C.Leach, 1973
- Euphorbia decorsei Drake, 1903
- Euphorbia dedzana L.C.Leach, 1992
- Euphorbia deflexa Sibth. & Sm., 1806
- Euphorbia defoliata Urb., 1912
- Euphorbia degeneri Sherff, 1936
- Euphorbia deightonii Croizat, 1938
- Euphorbia dekindtii Pax, 1904
- Euphorbia delicatissima S.Carter, 1990
- Euphorbia delicatula Boiss., 1860
- Euphorbia delphinensis Ursch & Leandri, 1955
- Euphorbia deltobracteata (Prokh.) Prokh. in V.L.Komarov, 1949
- Euphorbia deltoidea Engelm. ex Chapm., 1883
  - Euphorbia deltoidea subsp. adhaerens (Small) Oudejans, 1993
  - Euphorbia deltoidea subsp. deltoidea
  - Euphorbia deltoidea subsp. pinetorum (Small) Oudejans, 1993
- Euphorbia demissa L.C.Leach, 1976
- Euphorbia dendroides L., 1753
- Euphorbia denisiana Guillaumin, 1929
  - Euphorbia denisiana var. denisiana
  - Euphorbia denisiana var. ankarensis (Boiteau) Houyelle
  - Euphorbia denisiana var. maromokotrensis (Rebmann) Houyelle
- Euphorbia denisii Oudejans, 1989
- Euphorbia densa Schrenk, 1845
  - Euphorbia densa subsp. badghysi Botsch., 1977
  - Euphorbia densa subsp. densa
- Euphorbia densiflora (Klotzsch) Klotzsch, 1861
- Euphorbia densifolia K.Koch, 1849
- Euphorbia densispina S.Carter, 2005
- Euphorbia densiuscula Popov, 1923
- Euphorbia densiusculiformis (Pazij) Botsch., 1977
- Euphorbia dentata Michx., 1803
- Euphorbia denticulata Lam., 1788
- Euphorbia dentosa I.M.Johnst., 1922
- Euphorbia depauperata Hochst. ex A.Rich., 1850
  - Euphorbia depauperata var. depauperata
  - Euphorbia depauperata var. laevicarpa Friis & Vollesen, 1982
  - Euphorbia depauperata var. trachycarpa (Pax) S.Carter, 1985
  - Euphorbia depauperata var. tsetserrensis S.Carter, 1990
- Euphorbia deppeana Boiss., 1860
- Euphorbia derickii V.W.Steinm., 2005
- Euphorbia descampsii (Pax) Bruyns, 2006
- Euphorbia desmondii Keay & Milne-Redh., 1955
- Euphorbia dhofarensis S.Carter, 1992
- Euphorbia diazlunana (J.Lomelí & Sahagun) V.W.Steinm., 2003
- Euphorbia dichroa S.Carter, 1982
- Euphorbia didiereoides Denis ex Leandri, 1934
- Euphorbia digestiva Rojas Acosta, 1897
- Euphorbia dilobadena S.Carter, 1985
- Euphorbia dilunguensis (Malaisse & Lecron) Bruyns, 2006
- Euphorbia diminuta S.Carter, 1984
- Euphorbia dimorphocaulon P.H.Davis, 1949
- Euphorbia dinteri A.Berger, 1906
- Euphorbia dioeca Kunth, 1817
- Euphorbia dioscoreoides Boiss., 1860
  - Euphorbia dioscoreoides subsp. attenuata Steinmann, 1996
  - Euphorbia dioscoreoides subsp. dioscoreoides
- Euphorbia discoidalis Chapm., 1860
- Euphorbia discoidea (P.R.O.Bally) Bruyns, 2006
- Euphorbia distans W.Fitzg., 1918
- Euphorbia distinctissima L.C.Leach, 1992
- Euphorbia diuretica Larrañaga, 1923
- Euphorbia djimilensis Boiss., 1879
- Euphorbia dolichoceras S.Carter, 1980
- Euphorbia doloensis M.G.Gilbert, 1990
- Euphorbia donii Oudejans, 1989
- Euphorbia dracunculoides Lam., 1788
  - Euphorbia dracunculoides subsp. dracunculoides.
  - Euphorbia dracunculoides subsp. flamandii (Batt.) Maire, 1940
  - Euphorbia dracunculoides subsp. glebulosa (Coss. & Durieu) Maire, 1929
  - Euphorbia dracunculoides subsp. hesperia Maire, 1938
  - Euphorbia dracunculoides subsp. inconspicua (Ball) Maire, 1929
  - Euphorbia dracunculoides subsp. intermedia (Maire) Maire, 1929
  - Euphorbia dracunculoides subsp. volutiana Maire, 1937
- Euphorbia dregeana E.Mey. ex Boiss., 1862
- Euphorbia dressleri V.W.Steinm., 2003
- Euphorbia drummondii Boiss., 1860
- Euphorbia drupifera Thonn., 1827
- Euphorbia dubovikii Oudejans, 1989
- Euphorbia duckei (Croizat) Oudejans, 1989
- Euphorbia dugandiana Croizat, 1943
- Euphorbia dulcis L., 1753
- Euphorbia dumalis S.Carter, 1985
- Euphorbia dumeticola P.R.O.Bally & S.Carter, 1976
- Euphorbia dunensis S.Carter, 1992
- Euphorbia durandoi Chabert, 1900
- Euphorbia duranii Ursch & Leandri, 1955
  - Euphorbia duranii var. ankaratrae Ursch & Leandri, 1955
  - Euphorbia duranii var. duranii
- Euphorbia duriuscula Pax & K.Hoffm. ex Herzog, 1945
- Euphorbia duseimata R.A.Dyer, 1934
- Euphorbia dussii Krug & Urb. ex Duss, 1897
- Euphorbia duvalii Lecoq & Lamotte, 1848
- Euphorbia dwyeri D.G.Burch, 1967

## E
- Euphorbia eanophylla Croizat, 1939

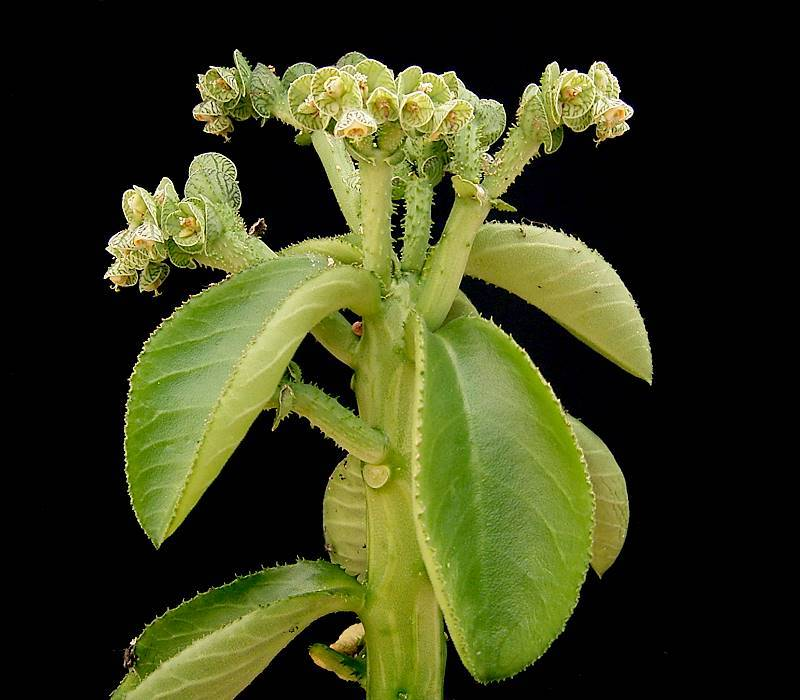
Euphorbia echinulata

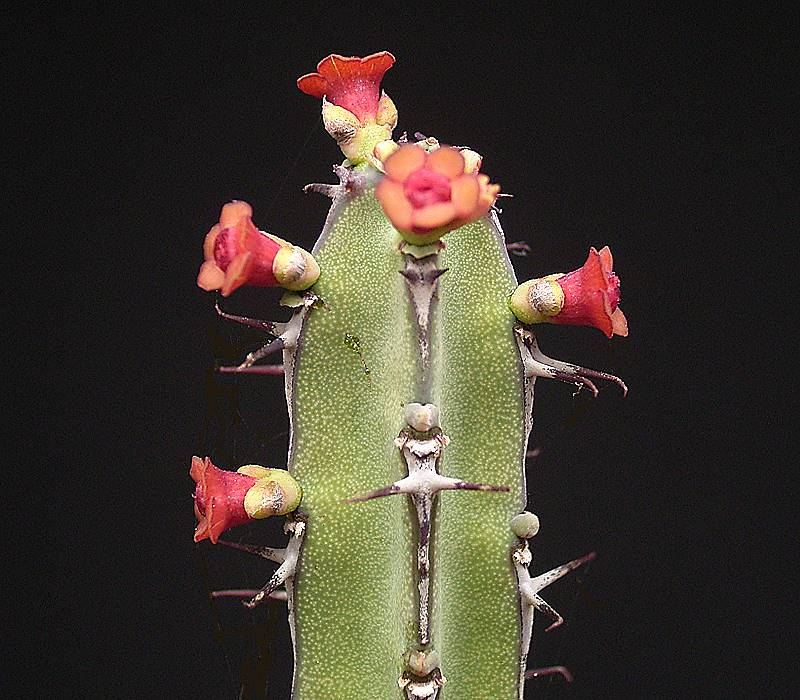
Euphorbia elegantissima

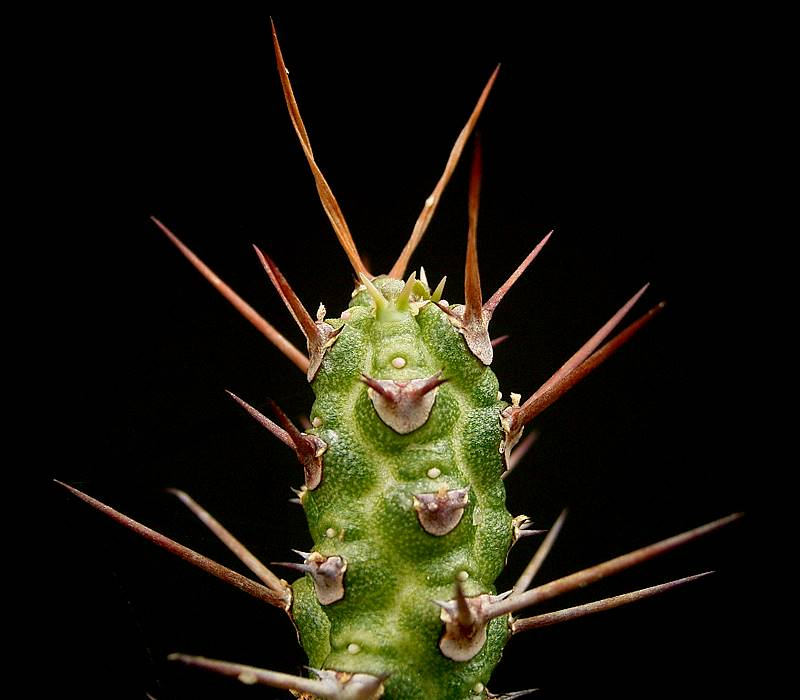
Euphorbia ellenbeckii

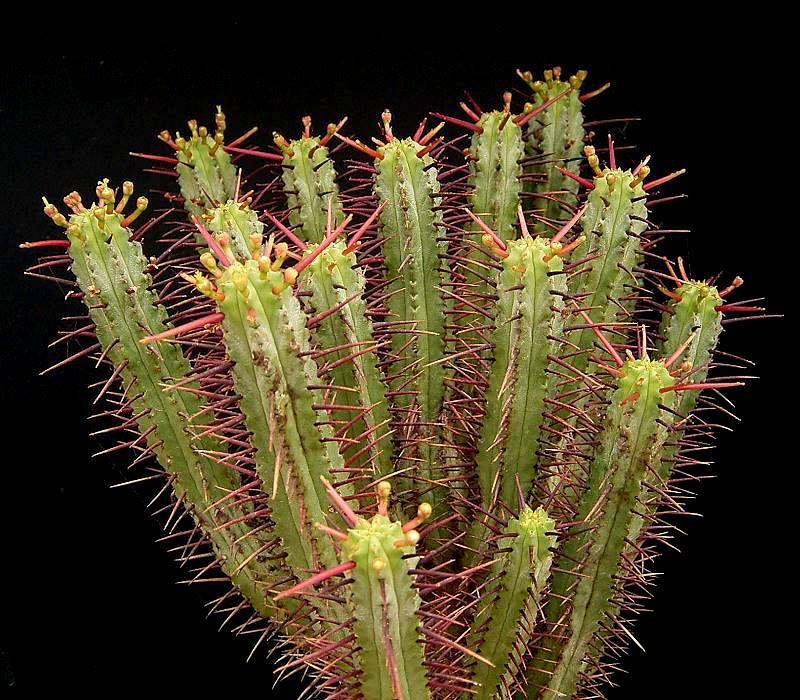
Euphorbia enopla

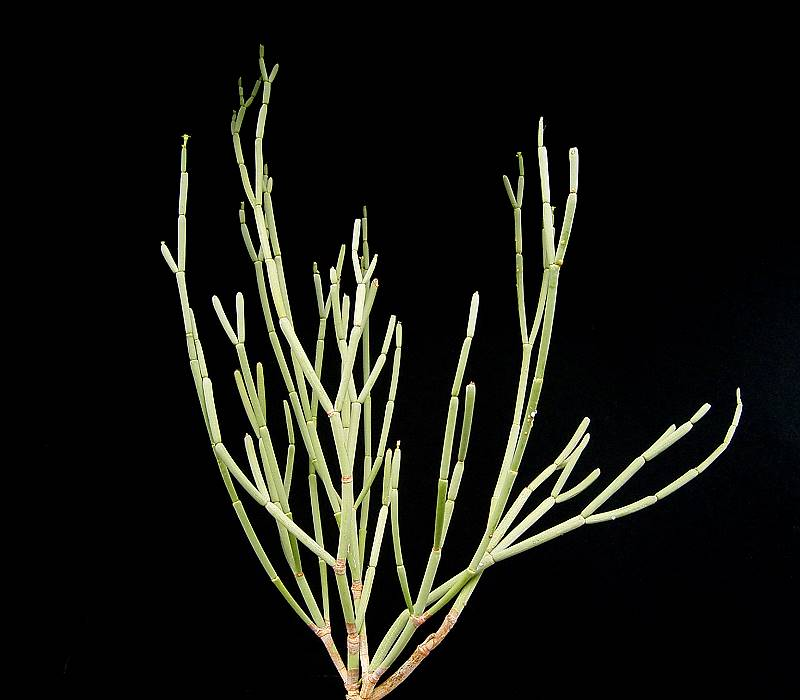
Euphorbia ephedroides

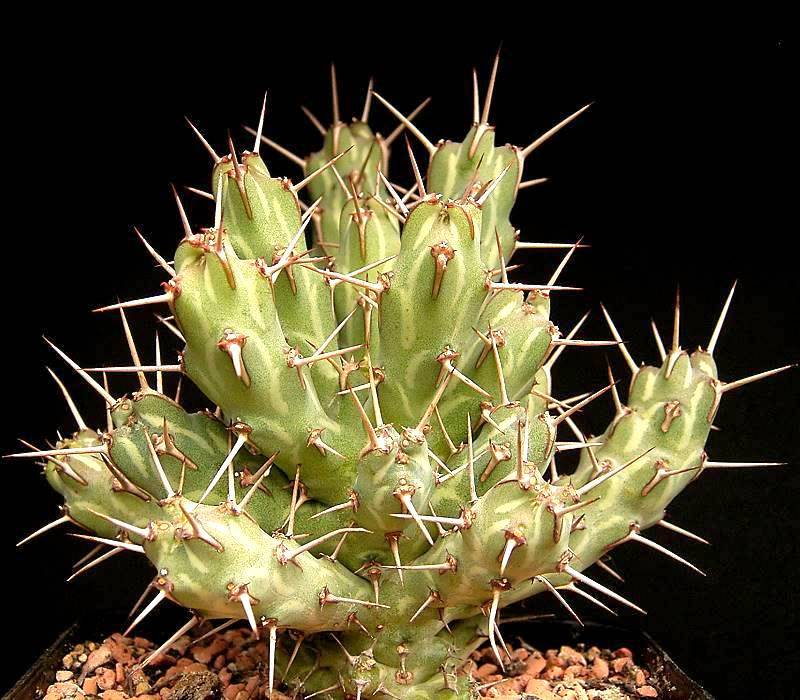
Euphorbia erigavensis

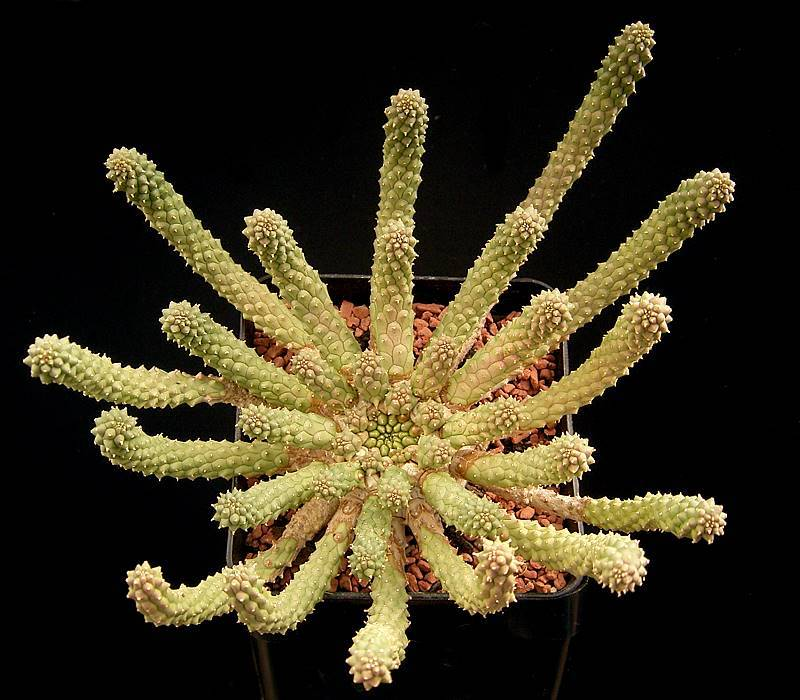
Euphorbia esculenta

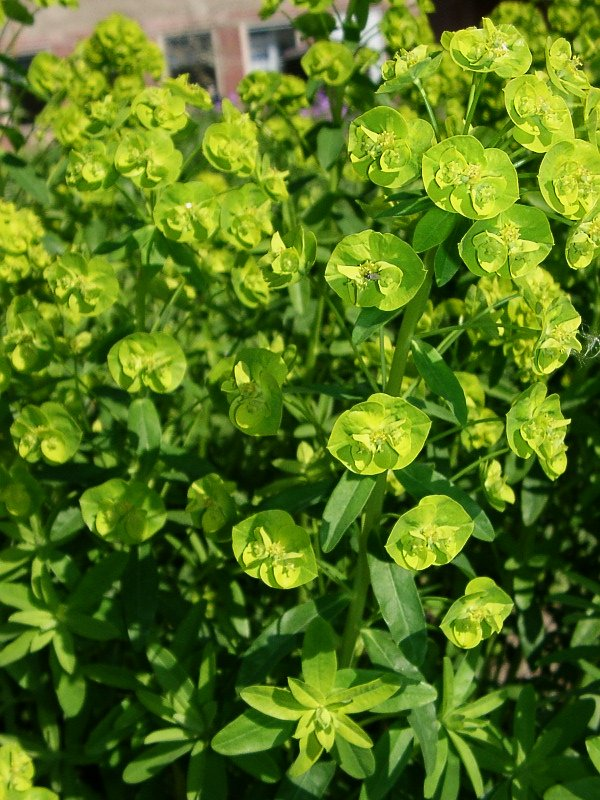
Euphorbia esula

- Euphorbia ebracteolata Hayata, 1904
- Euphorbia echinulata (Stapf) Bruyns, 2006
- Euphorbia ecklonii (Klotzsch & Garcke) Baill., 1863
- Euphorbia ecorniculata Kitam., 1958
- Euphorbia edmondii Hochr., 1904
- Euphorbia eduardoi L.C.Leach, 1968
- Euphorbia eggersii Urb., 1899
- Euphorbia eglandulosa V.W.Steinm., 1996
- Euphorbia eichleri Müll.Arg., 1874
- Euphorbia eilensis S.Carter, 1992
- Euphorbia einensis G.Will., 2004
  - Euphorbia einensis var. anemoarenicola G.Will., 2004
  - Euphorbia einensis var. einensis
- Euphorbia elastica Jum., 1905
- Euphorbia eleanoriae (D.H.Lorence & W.L.Wagner) Govaerts, 2000
- Euphorbia elegans Spreng., 1826
- Euphorbia elegantissima P.R.O.Bally & S.Carter, 1974
- Euphorbia ellenbeckii Pax, 1903
- Euphorbia elliotii Leandri, 1945
- Euphorbia ellipsifolia Gilli, 1981
- Euphorbia elodes Boiss., 1860
- Euphorbia elquiensis Phil., 1895
- Euphorbia elymaitica Bornm., 1911
- Euphorbia emetica Padilla, 1903
- Euphorbia emirnensis Baker, 1883
- Euphorbia engelmannii Boiss., 1860
- Euphorbia engleri Pax, 1895
- Euphorbia engleriana Dinter, 1921
- Euphorbia enopla Boiss., 1860
- Euphorbia enormis N.E.Br., 1915
- Euphorbia ensifolia Baker, 1883
- Euphorbia enterophora Drake, 1899
  - Euphorbia enterophora subsp. crassa Cremers, 1978
  - Euphorbia enterophora subsp. enterophora
- Euphorbia ephedroides E.Mey. ex Boiss., 1862
  - Euphorbia ephedroides var. debilis L.C.Leach, 1990
  - Euphorbia ephedroides var. ephedroides
  - Euphorbia ephedroides var. imminuta L.C.Leach & G.Will., 1990
- Euphorbia ephedromorpha Bartlett ex B.L.Rob. & Bartlett, 1907
- Euphorbia epicyparissias (E.Mey. ex Klotzsch & Garcke) Boiss., 1862
- Euphorbia epiphylloides Kurz, 1873
- Euphorbia epithymoides L., 1762
- Euphorbia equisetiformis A.Stewart, 1911
- Euphorbia eranthes R.A.Dyer & Milne-Redh., 1937
- Euphorbia eriantha Benth., 1844
- Euphorbia ericoides Lam., 1788
- Euphorbia erigavensis S.Carter, 1992
- Euphorbia erinacea Boiss. & Kotschy in P.E.Boissier, 1859
- Euphorbia eriophora Boiss., 1844
- Euphorbia erlangeri Pax, 1903
- Euphorbia ernestii N.E.Br., 1915
- Euphorbia erubescens Boiss., 1846
- Euphorbia erythradenia Boiss., 1846
- Euphorbia erythrina Link, 1822
- Euphorbia erythrocephala P.R.O.Bally & Milne-Redh., 1951
- Euphorbia erythroclada Boiss., 1862
- Euphorbia erythrocucullata Mangelsdorff, 2005
- Euphorbia erythrodon Boiss. & Heldr., 1853
- Euphorbia erythroxyloides Baker, 1883
- Euphorbia esculenta Marloth, 1908
- Euphorbia espinosa Pax, 1894
- Euphorbia estevesii N.Zimm. & P.J.Braun, 2000
- Euphorbia esula L., 1753
  - Euphorbia esula var. cyparissioides Boiss., 1862
  - Euphorbia esula subsp. esula
  - Euphorbia esula subsp. maglicensis (Rohlena) Hayek, 1924
  - Euphorbia esula nothosubsp. pseudovirgata (Schur) Govaerts, 2000
  - Euphorbia esula subsp. tommasiniana (Bertol.) Kuzmanov, 1979
- Euphorbia esuliformis Nees & Schauer, 1847
- Euphorbia etuberculosa P.R.O.Bally & S.Carter, 1985
- Euphorbia eugeniae Prokh., 1949
- Euphorbia euonymoclada Croizat, 1940
- Euphorbia eustacei N.E.Br., 1913
- Euphorbia evansii Pax, 1909
- Euphorbia excelsa A.C.White, R.A.Dyer & B.Sloane, 1941
- Euphorbia excisa Urb. & Ekman, 1929
- Euphorbia exigua L., 1753
  - Euphorbia exigua subsp. exigua
  - Euphorbia exigua subsp. merinoi M.Laínz, 1955
- Euphorbia exilis L.C.Leach, 1990
- Euphorbia exilispina S.Carter, 1987
- Euphorbia exserta (Small) Coker, 1912
- Euphorbia exstipulata Engelm. in W.H.Emory, 1858
- Euphorbia eyassiana P.R.O.Bally & S.Carter, 1982
- Euphorbia eylesii Rendle, 1905

## F
- Euphorbia falcata L., 1753

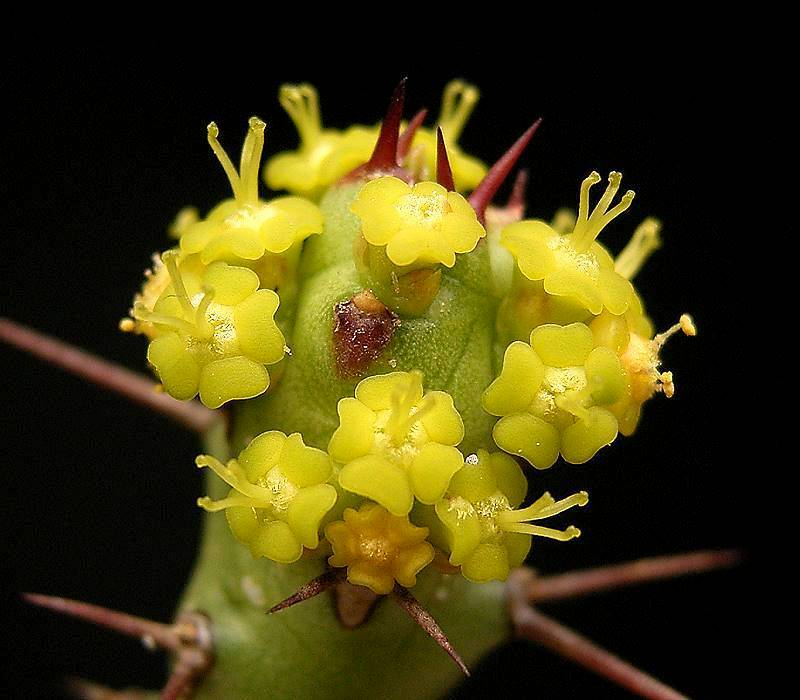
Euphorbia fascicaulis

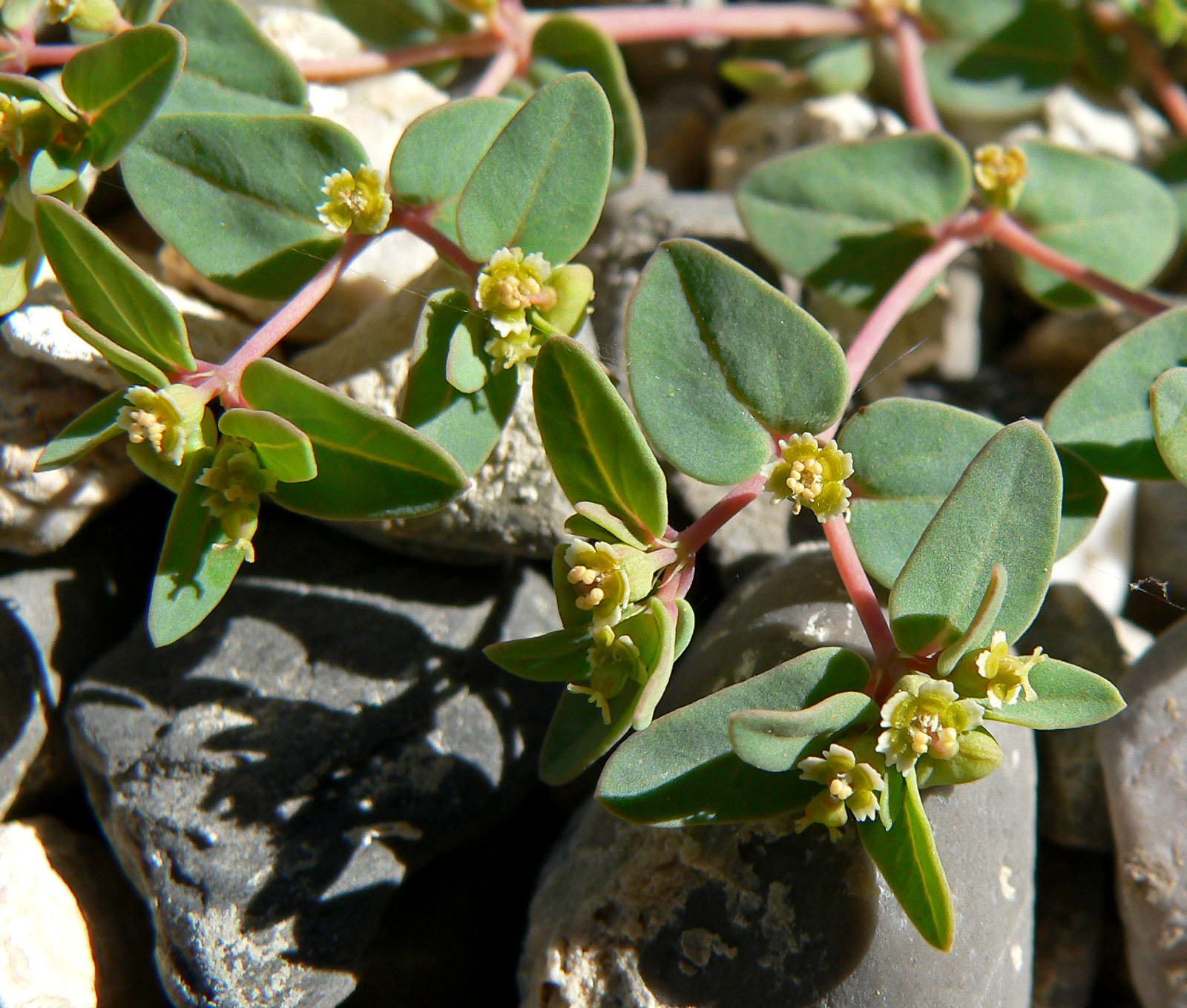
Euphorbia fendleri

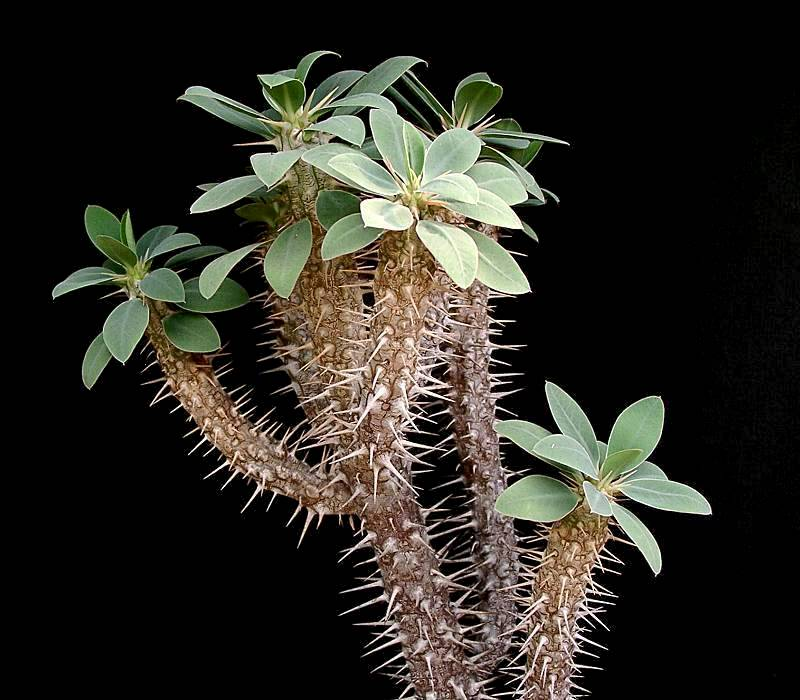
Euphorbia fianarantsoae

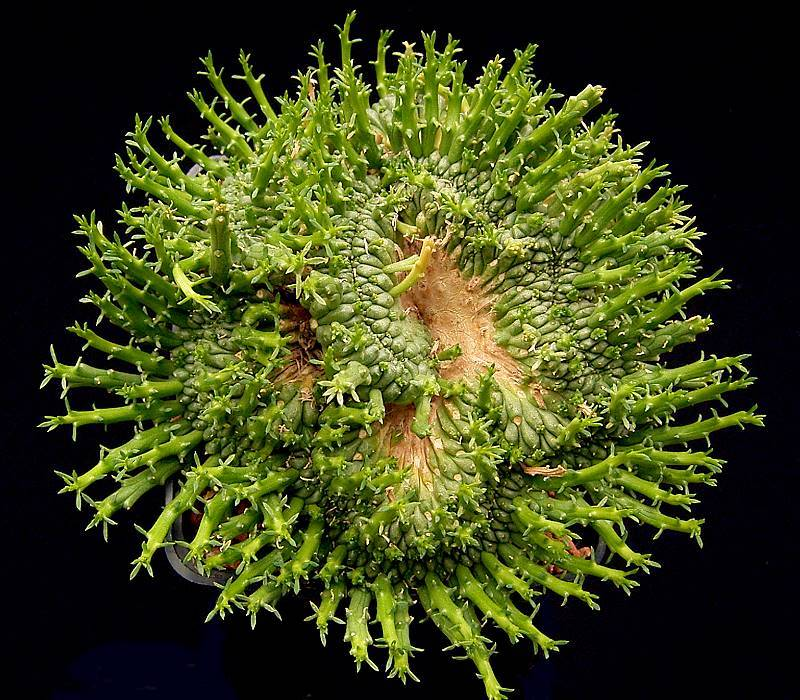
Euphorbia flanaganii

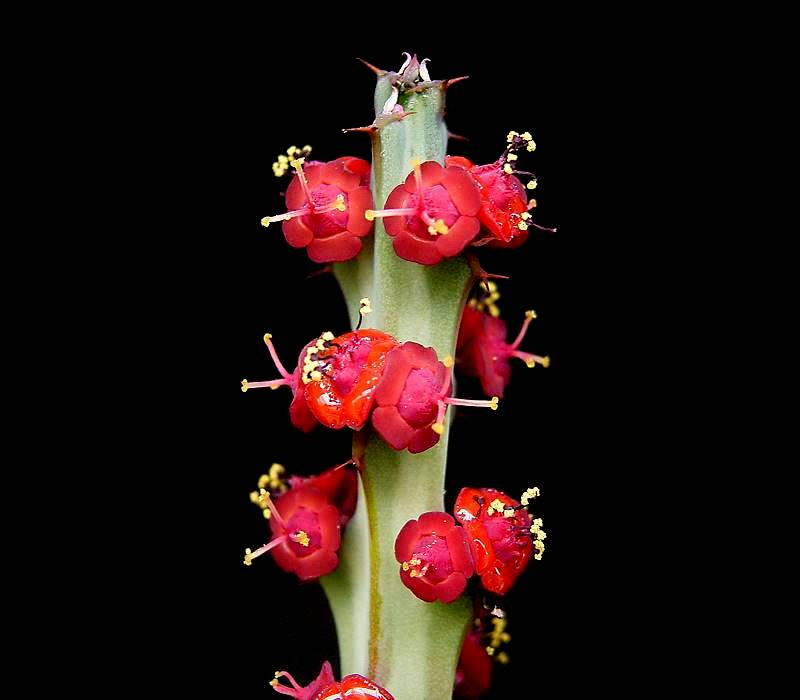
Euphorbia fluminis

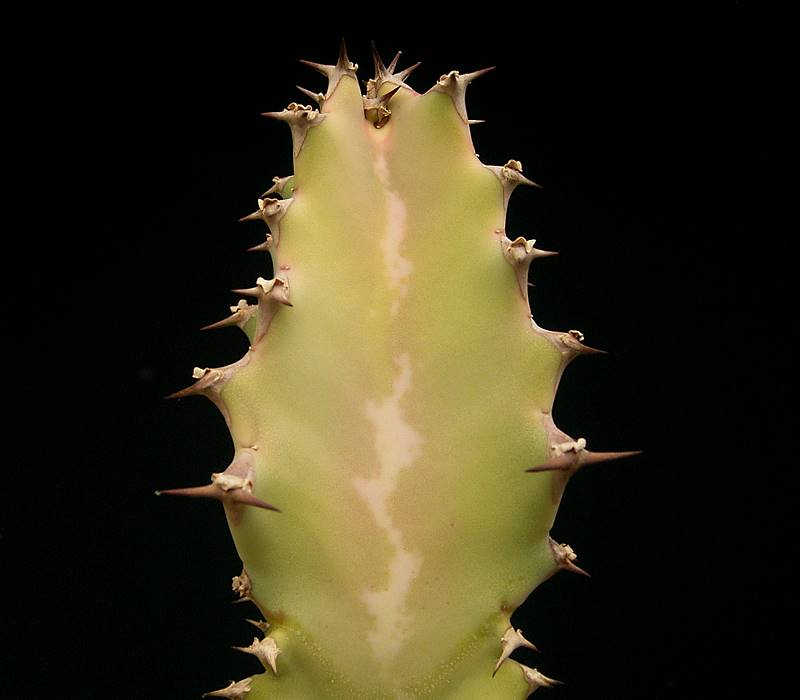
Euphorbia fractiflexa

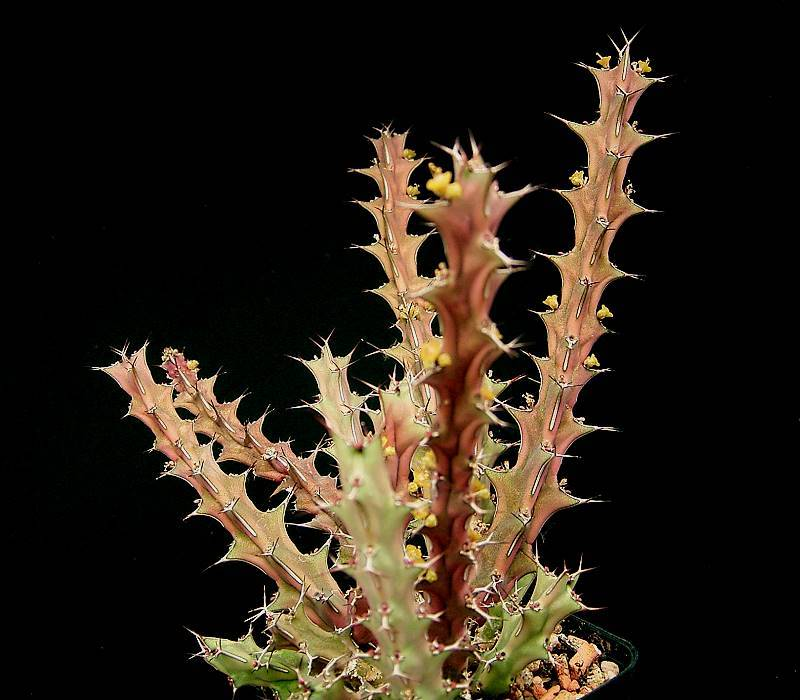
Euphorbia furcata

  - Euphorbia falcata subsp. falcata
  - Euphorbia falcata subsp. macrostegia (Bornm.) O.Schwartz, 1934
- Euphorbia famatamboay F.Friedmann & Cremers, 1976
  - Euphorbia famatamboay subsp. famatamboay
  - Euphorbia famatamboay subsp. itampolensis F.Friedmann & Cremers, 1976
- Euphorbia fanshawei L.C.Leach, 1973
- Euphorbia fascicaulis S.Carter, 1977
- Euphorbia fasciculata Thunb., 1800
- Euphorbia faucicola L.C.Leach, Garcia de Orta, 1977
- Euphorbia fauriei H.Lév. & Vaniot, 1908
- Euphorbia feddemae McVaugh, 1961
- Euphorbia fendleri Torr. & A.Gray, 1857
  - Euphorbia fendleri var. fendleri
  - Euphorbia fendleri var. triligulata L.C.Wheeler, 1936
- Euphorbia ferganensis B.Fedtsch., 1916
- Euphorbia ferox Marloth, 1913
- Euphorbia fianarantsoae Ursch & Leandri, 1955
- Euphorbia fiherenensis Poiss., 1912
- Euphorbia filicaulis Urb., 1924
- Euphorbia filiflora Marloth, 1913
- Euphorbia filiformis (P.R.O.Bally) Bruyns, 2006
- Euphorbia filipes Benth., 1873
- Euphorbia fimbriata Scop., 1788
- Euphorbia fimbrilligera Mart., 1846
- Euphorbia finkii (Boiss.) V.W.Steinm., 2003
- Euphorbia fischeri Pax, 1894
- Euphorbia fischeriana Steud., 1840
- Euphorbia fissispina P.R.O.Bally & S.Carter, 1987
- Euphorbia fistulosa M.L.S.Khan, 1964
- Euphorbia flanaganii N.E.Br., 1915
- Euphorbia flavicoma DC., 1815
  - Euphorbia flavicoma subsp. costeana (Rouy) Vindt & Guin. ex Greuter & Burdet, 1981
  - Euphorbia flavicoma subsp. flavicoma
  - Euphorbia flavicoma subsp. giselae Simon Pall., 1997
  - Euphorbia flavicoma subsp. occidentalis M.Laínz, 1976
- Euphorbia fleckii Pax, 1898
- Euphorbia flindersica Halford & W.K.Harris, 2010
- Euphorbia floribunda Engelm. ex Boiss., 1862
- Euphorbia florida Engelm. in W.H.Emory, 1858
- Euphorbia floridana Chapm., 1860
- Euphorbia fluminis S.Carter, 1982
- Euphorbia foliolosa Boiss., 1862
- Euphorbia foliosa (Klotzsch & Garcke) N.E.Br., 1915
- Euphorbia fontqueriana Greuter, 1965
- Euphorbia forolensis L.E.Newton, 1995
- Euphorbia forsskalii J.Gay, 1847
- Euphorbia fortissima L.C.Leach, 1964
- Euphorbia fortuita A.C.White, R.A.Dyer & B.Sloane, 1941
- Euphorbia fosbergii (J.Florence) Govaerts, 2000
- Euphorbia fractiflexa S.Carter & J.R.I.Wood, 1982
- Euphorbia fragifera Jan, 1818
- Euphorbia franchetii B.Fedtsch., 1915
- Euphorbia franckiana A.Berger, S1906
- Euphorbia francoana Boiss., 1860
- Euphorbia francoisii Leandri, 1946
  - Euphorbia francoisii var. crassicaulis Rauh, 1996
  - Euphorbia francoisii var. francoisii
  - Euphorbia francoisii f. rubrifolia Rauh, 1996
- Euphorbia frankii Lavranos, 2005
- Euphorbia franksiae N.E.Br., 1915
- Euphorbia fraseri Boiss., 1862
- Euphorbia friedrichiae Dinter, 1914
- Euphorbia friesii (N.E.Br.) Bruyns, 2006
- Euphorbia friesiorum (Hassl.) S.Carter, 1985
- Euphorbia fruticosa Forssk., 1775
- Euphorbia fruticulosa Engelm. ex Boiss., 1862
- Euphorbia fulgens Karw. ex Klotzsch, 1834
- Euphorbia furcata N.E.Br., 1911
- Euphorbia furcatifolia M.G.Gilbert, 1990
- Euphorbia furcillata Kunth, 1817
- Euphorbia fusca Marloth, 1912
- Euphorbia fuscolanata Gilli, 1971
- Euphorbia fusiformis Buch.-Ham. ex D.Don, 1825
  - Euphorbia fusiformis var. fusiformis
  - Euphorbia fusiformis var. khandallensis (Blatt. & Hallb.) Binojk. & N.P.Balakr., 2007
- Euphorbia fwambensis (N.E.Br.) Bruyns, 2006

## G

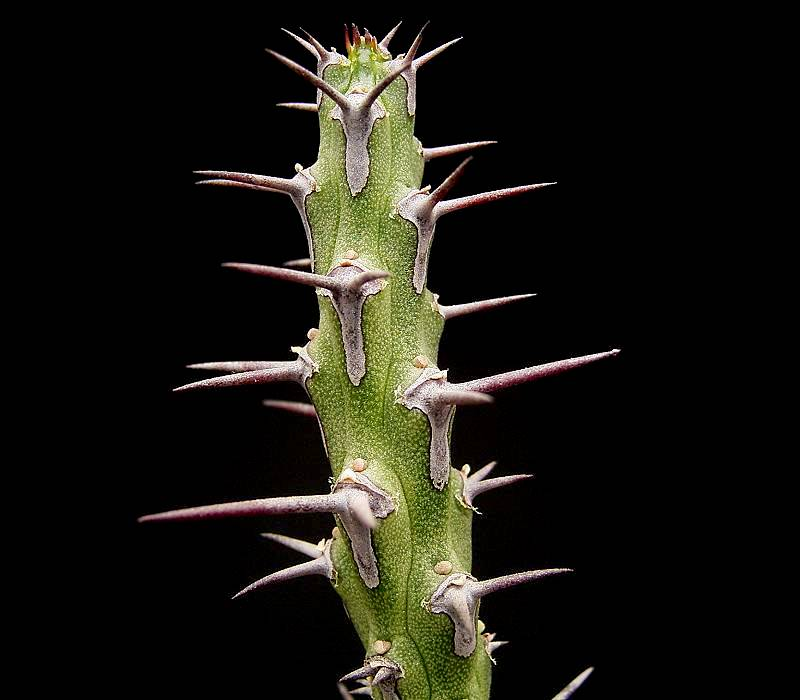
Euphorbia galgalana

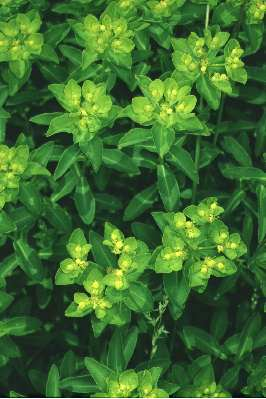
Euphorbia gasparrinii

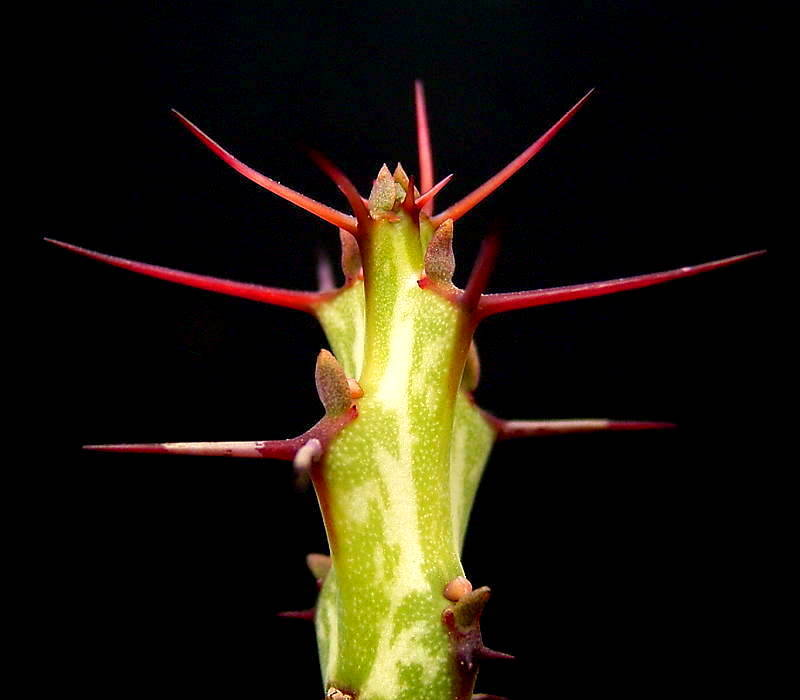
Euphorbia gemmea

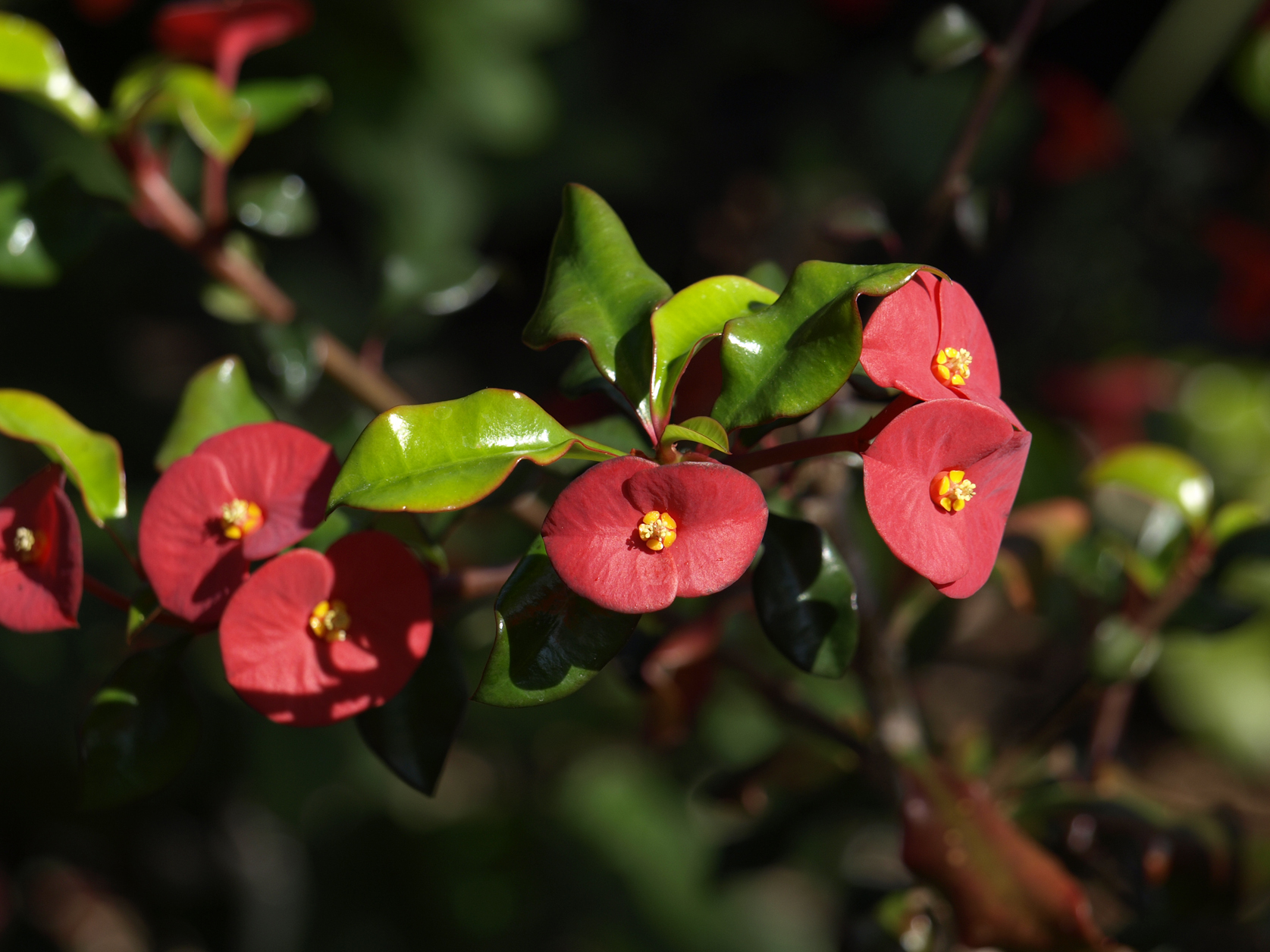
Euphorbia geroldii

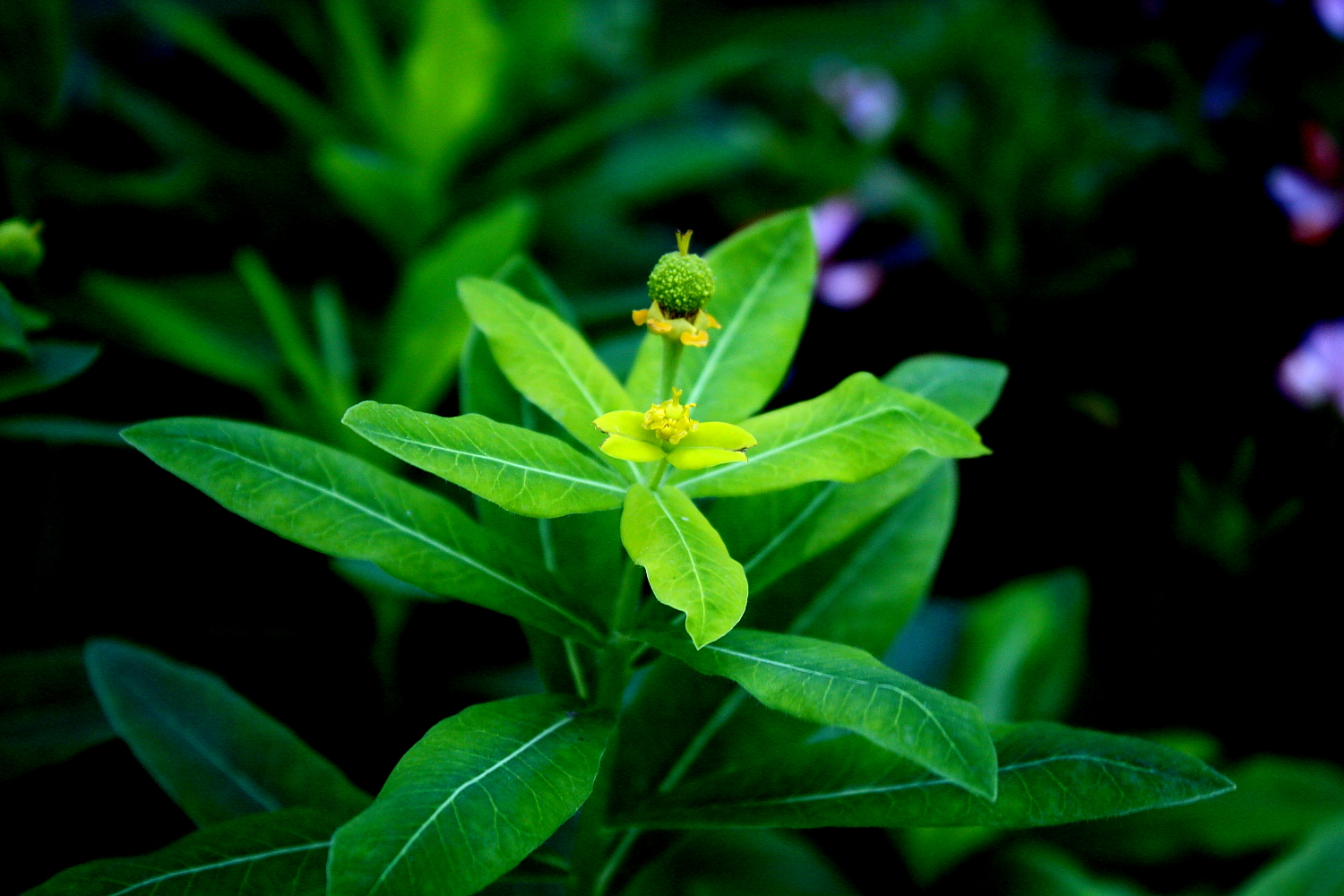
Euphorbia gibelliana

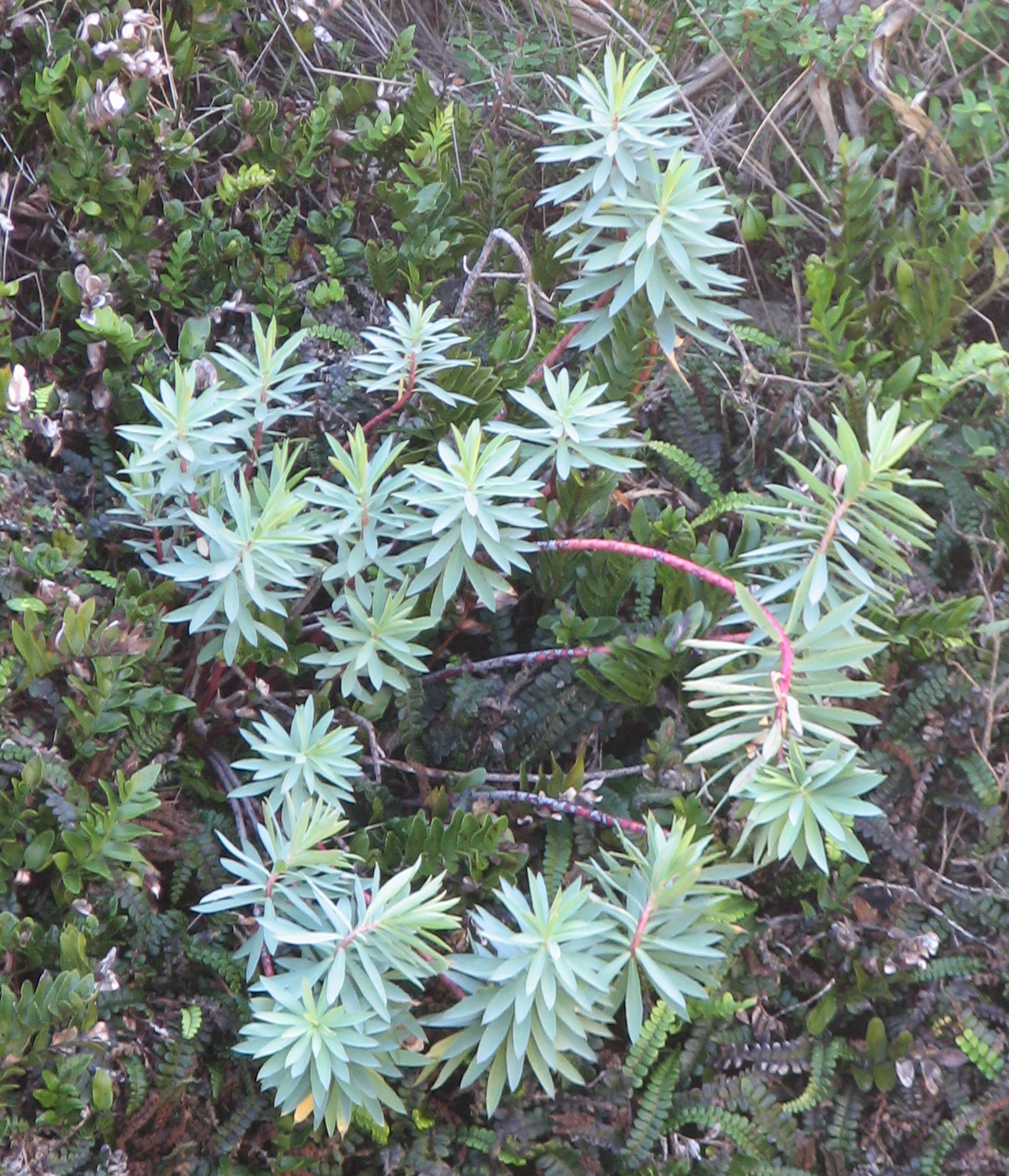
Euphorbia glauca

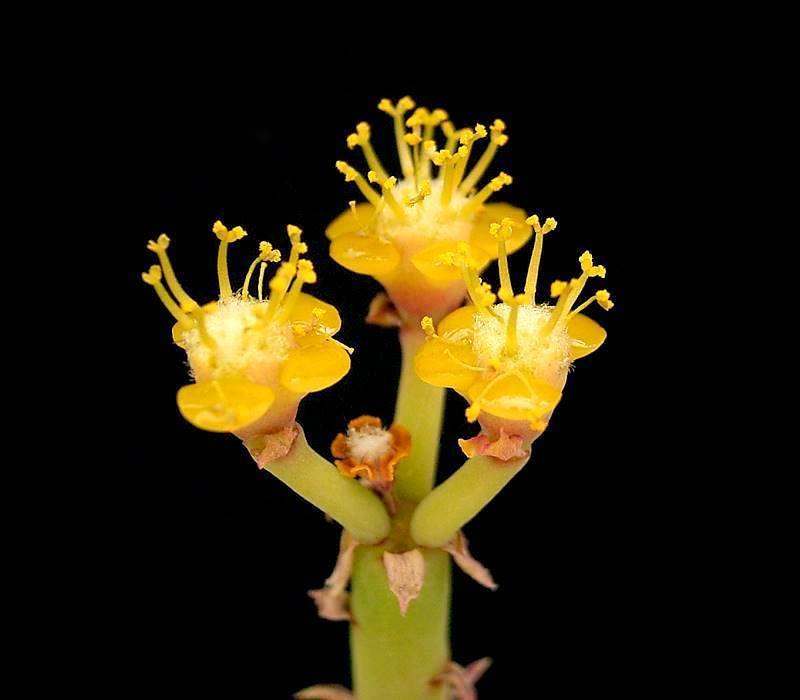
Euphorbia gossypina

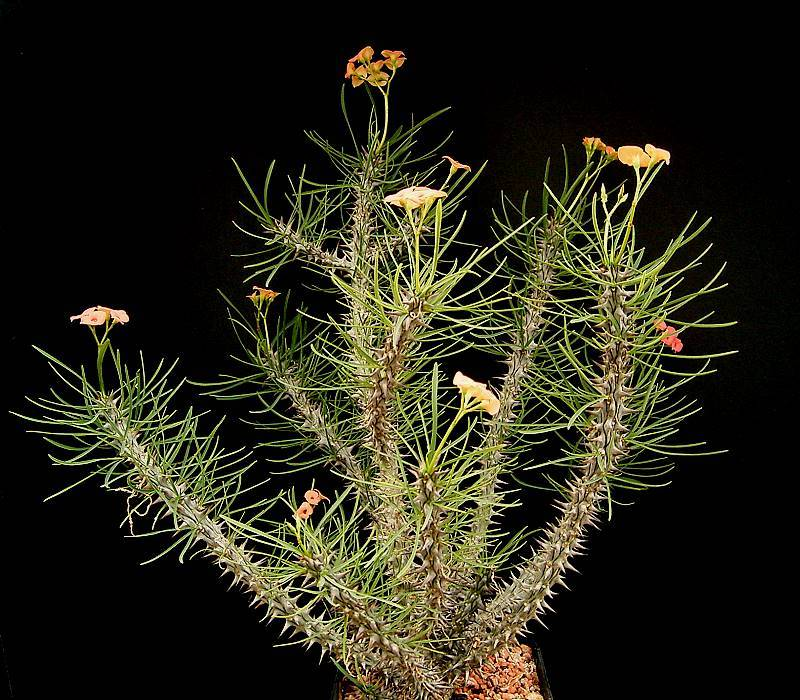
Euphorbia gottlebei

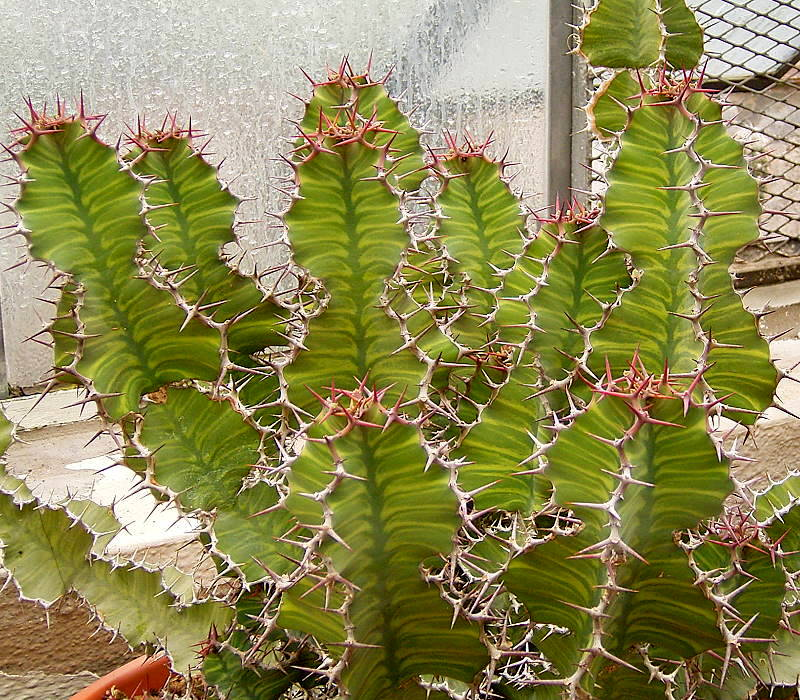
Euphorbia grandialata

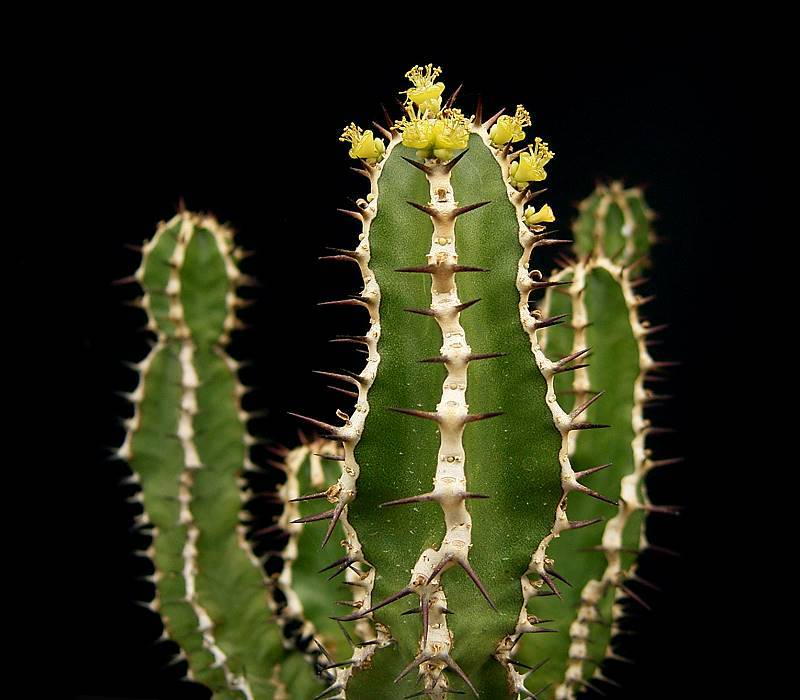
Euphorbia graniticola

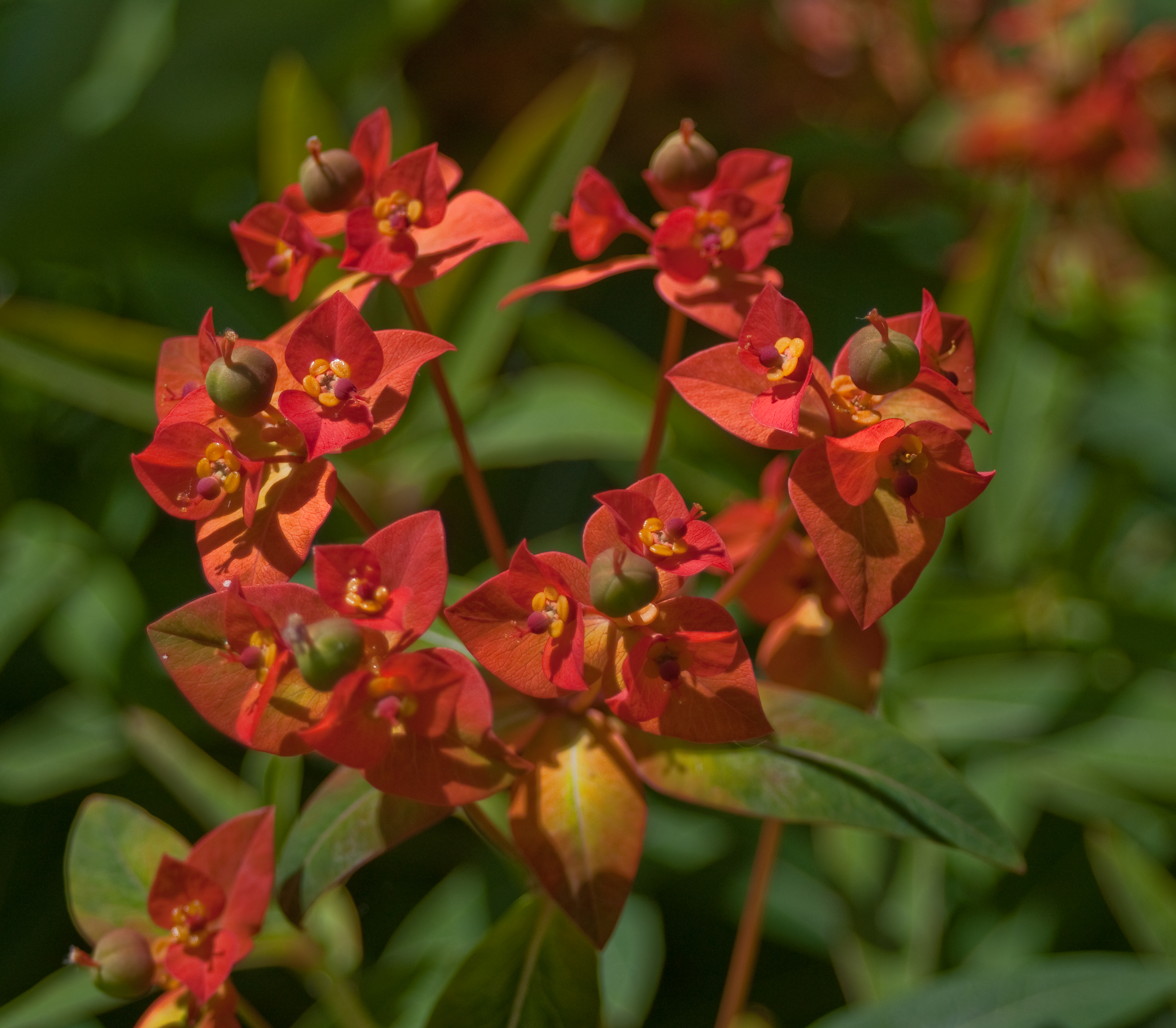
Euphorbia griffithii

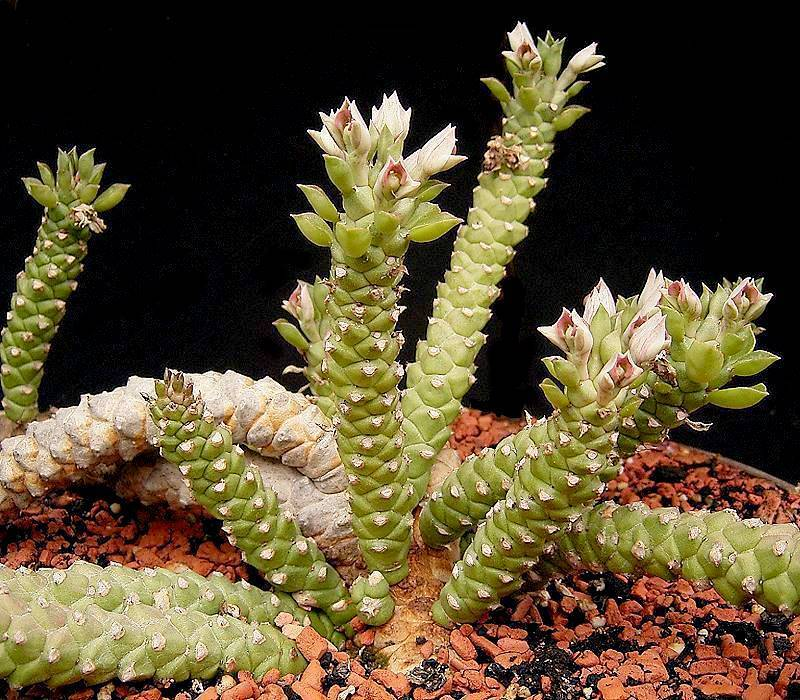
Euphorbia guentheri

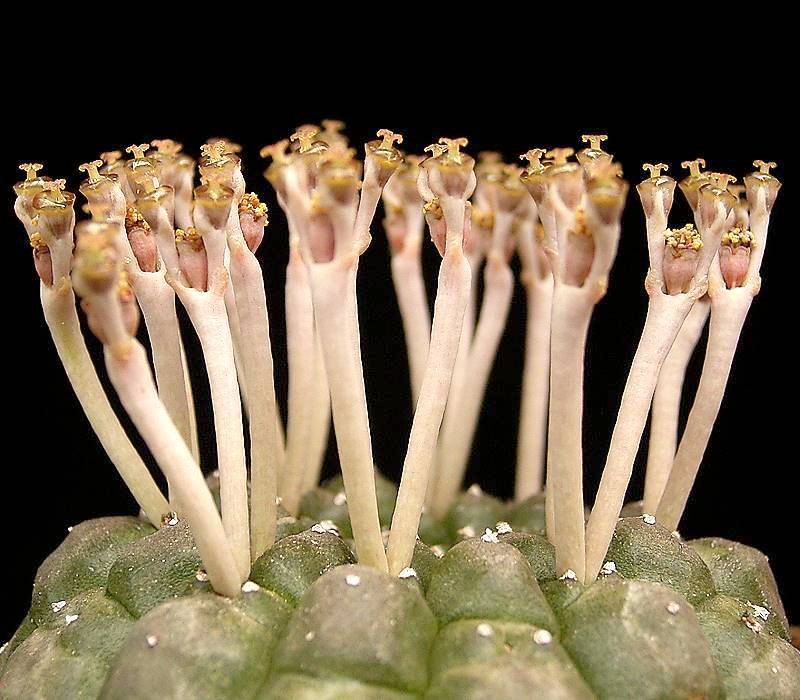
Euphorbia gymnocalycioides

- Euphorbia gaditana Coss., Notes Pl. Crit.: 46 (1849
- Euphorbia gaillardotii Boiss. & Blanche in P.E.Boissier, 1859
- Euphorbia galapageia B.L.Rob. & Greenm., 1895
- Euphorbia galgalana S.Carter, 1992
- Euphorbia gamkensis J.G.Marx, 1999
- Euphorbia gammaranoi G.Will., 2006
- Euphorbia garanbiensis Hayata, 1920
- Euphorbia garberi Engelm. ex Chapm., 1883
- Euphorbia gariepina Boiss., 1860
  - Euphorbia gariepina subsp. balsamea (Welw. ex Hiern) L.C.Leach, 1980
  - Euphorbia gariepina subsp. gariepina
- Euphorbia garkeana Boiss., 1862
- Euphorbia garuana N.E.Br., 1912
- Euphorbia gasparrinii Boiss., 1862
  - Euphorbia gasparrinii subsp. gasparrinii
  - Euphorbia gasparrinii subsp. samnitica (Fiori) Pignatti, 1973
- Euphorbia gatbergensis N.E.Br., 1915
- Euphorbia gaubae (Soják) Radcl.-Sm., 1981
- Euphorbia gaudichaudii Boiss., 1860
- Euphorbia gaumeri Millsp., 1898
- Euphorbia × gayeri Borós & Soó, 1925
- Euphorbia gayi Salis, 1834
- Euphorbia gebelica Brullo, 1996
- Euphorbia gedrosiaca Rech.f., Aellen & Esfand., 1951
- Euphorbia geldorensis S.Carter, 1992
- Euphorbia gemmea P.R.O.Bally & S.Carter, 1982
- Euphorbia genistoides P.J.Bergius, 1767
  - Euphorbia genistoides var. corifolia (Lam.) N.E.Br., 1915
  - Euphorbia genistoides var. genistoides
  - Euphorbia genistoides var. leiocarpa Boiss., 1862
  - Euphorbia genistoides var. major Boiss., 1862
- Euphorbia genoudiana Ursch & Leandri, 1955
- Euphorbia gentilis N.E.Br., 1915
  - Euphorbia gentilis subsp. gentilis
  - Euphorbia gentilis subsp. tanquana L.C.Leach, 1988
- Euphorbia gentryi V.W.Steinm. & T.F.Daniel, 1996
- Euphorbia georgei Oudejans, 1989
- Euphorbia germainii Phil., 1858
- Euphorbia geroldii Rauh, 1994
- Euphorbia geyeri Engelm. & A.Gray, 1845
- Euphorbia × gibelliana Peola, 1892
- Euphorbia giessii L.C.Leach, 1982
- Euphorbia gilbertiana Bisseret & Specks, 2007
- Euphorbia gillettii P.R.O.Bally & S.Carter, 1977
  - Euphorbia gillettii subsp. gillettii
  - Euphorbia gillettii subsp. tenuior S.Carter, 1977
- Euphorbia giumboensis A.Hässl., 1931
- Euphorbia glaberrima K.Koch, 1849
- Euphorbia glabriflora Vis., 1864
- Euphorbia gladiata (P.R.O.Bally) Bruyns, 2006
- Euphorbia glandularis L.C.Leach & G.Will., 1990
- Euphorbia glanduligera Pax, 1894
- Euphorbia glareosa Pall. ex M.Bieb., 1808
- Euphorbia glauca G.Forst., 1786
- Euphorbia globosa (Haw.) Sims, 1826
- Euphorbia globulicaulis S.Carter, 1990
- Euphorbia glochidiata Pax, 1897
- Euphorbia glyptosperma Engelm. in W.H.Emory, 1858
- Euphorbia godana Buddens., Lawant & Lavranos, 2005
- Euphorbia goetzei Pax, 1900
- Euphorbia × goldei Prokh., 1949
- Euphorbia goliana Comm. ex Lam., 1788
- Euphorbia gollmeriana Klotzsch ex Boiss., 1862
- Euphorbia golondrina L.C.Wheeler, 1940
- Euphorbia gorenflotii Mobayen, 1984
- Euphorbia gorgonis A.Berger, 1910
- Euphorbia gossypina Pax, 1894
  - Euphorbia gossypina var. coccinea Pax, 1894
  - Euphorbia gossypina subsp. gossypina
  - Euphorbia gossypina subsp. mangulensis S.Carter, 2000
- Euphorbia gottlebei Rauh, 1992
- Euphorbia goudotii Boiss., 1862
- Euphorbia goyazensis Boiss., 1860
- Euphorbia gracilicaulis L.C.Leach, 1969
- Euphorbia gracilior Cronquist, 1949
- Euphorbia graciliramea Pax, 1904
- Euphorbia gracillima S.Watson, 1886
- Euphorbia gradyi V.W.Steinm. & Ram.-Roa, 1999
- Euphorbia graminea Jacq., 1763
  - Euphorbia graminea f. foliosa McVaugh, 1993
  - Euphorbia graminea var. graminea
  - Euphorbia graminea var. novogaliciana McVaugh, 1993
- Euphorbia graminifolia Vill., 1786
- Euphorbia grammata (McVaugh) Oudejans, 1993
- Euphorbia grandialata R.A.Dyer, 1937
- Euphorbia grandicornis Goebel ex N.E.Br., 1897
  - Euphorbia grandicornis subsp. grandicornis
  - Euphorbia grandicornis subsp. sejuncta L.C.Leach, 1970
- Euphorbia grandidens Haw., 1825
- Euphorbia grandidieri Baill., 1886
- Euphorbia grandifolia Haw., 1812
- Euphorbia grandilobata Chiov., 1932
- Euphorbia graniticola L.C.Leach, 1964
- Euphorbia grantii Oliv., 1875
- Euphorbia granulata Forssk., 1775
- Euphorbia greenwayi P.R.O.Bally & S.Carter, 1974
  - Euphorbia greenwayi subsp. breviaculeata S.Carter, 1987
  - Euphorbia greenwayi subsp. greenwayi
- Euphorbia gregaria Marloth, 1912
- Euphorbia gregersenii K.Malý ex Beck, 1920
- Euphorbia greggii Engelm., 1862
- Euphorbia greuteri N.Kilian, Kürschner & P.Hein, 2006
- Euphorbia griffithii Hook.f., 1887
  - Euphorbia griffithii var. bhutanica (Fisch.) D.G.Long, 1986
  - Euphorbia griffithii var. griffithii
- Euphorbia grisea Engelm. ex Boiss, 1862
- Euphorbia griseola Pax, 1904
  - Euphorbia griseola subsp. griseola
  - Euphorbia griseola subsp. mashonica L.C.Leach, 1967
  - Euphorbia griseola subsp. zambiensis L.C.Leach, 1967
- Euphorbia grisophylla M.L.S.Khan, 1964
- Euphorbia groenewaldii R.A.Dyer, 1938
- Euphorbia grosseri Pax, 1903
- Euphorbia grossheimii (Prokh.) Prokh., 1949
- Euphorbia guachanca Azara, 1809
- Euphorbia guadalajarana S.Watson, 1887
- Euphorbia guanarensis Pittier, 1929
- Euphorbia guatemalensis Standl. & Steyerm., 1944
- Euphorbia gueinzii Boiss., 1862
- Euphorbia guentheri (Pax) Bruyns, 2006
- Euphorbia guerichiana Pax ex Engl., 1894
- Euphorbia guiengola W.R.Buck & Huft, 1977
- Euphorbia guillauminiana Boiteau, 1942
- Euphorbia guineensis Brot. ex N.E.Br., 1912
- Euphorbia gulestanica Podlech, 1981
- Euphorbia gumaroi J.Meyrán, 2000
- Euphorbia gummifera Boiss., 1860
- Euphorbia gundlachii Urb., 1908
- Euphorbia guntensis (Prokh.) Prokh., 1949
- Euphorbia guyoniana Boiss. & Reut., 1852
- Euphorbia gymnocalycioides M.G.Gilbert & S.Carter, 1984
- Euphorbia gymnoclada Boiss., 1860
- Euphorbia gymnonota Urb., 1908
- Euphorbia gypsicola Rech.f. & Aellen, 1951
- Euphorbia gypsophila S.Carter, 1992

## H
- Euphorbia hadramautica Baker, 1894
- Euphorbia haeleeleana Herbst, 1971
- Euphorbia haematantha Boiss., 1862

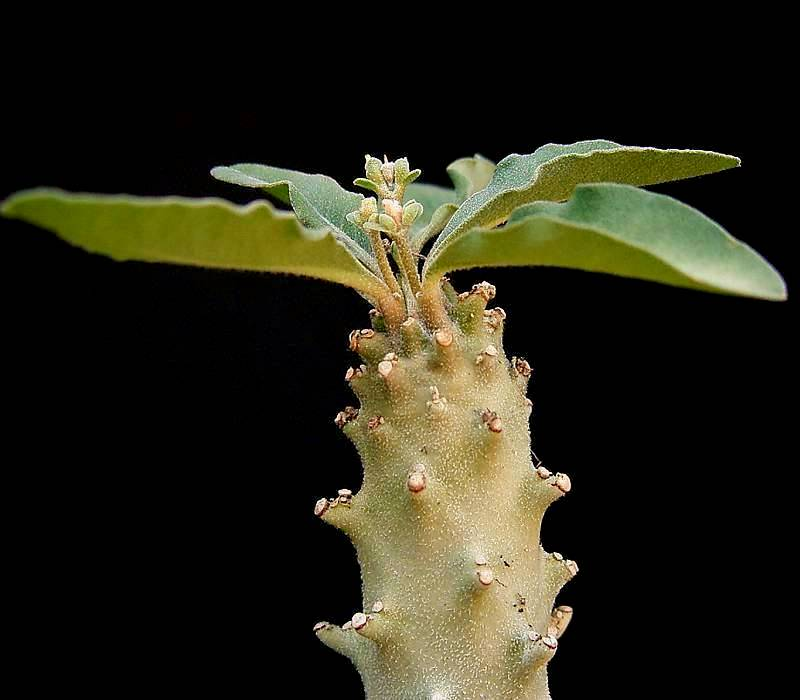
Euphorbia hadramautica

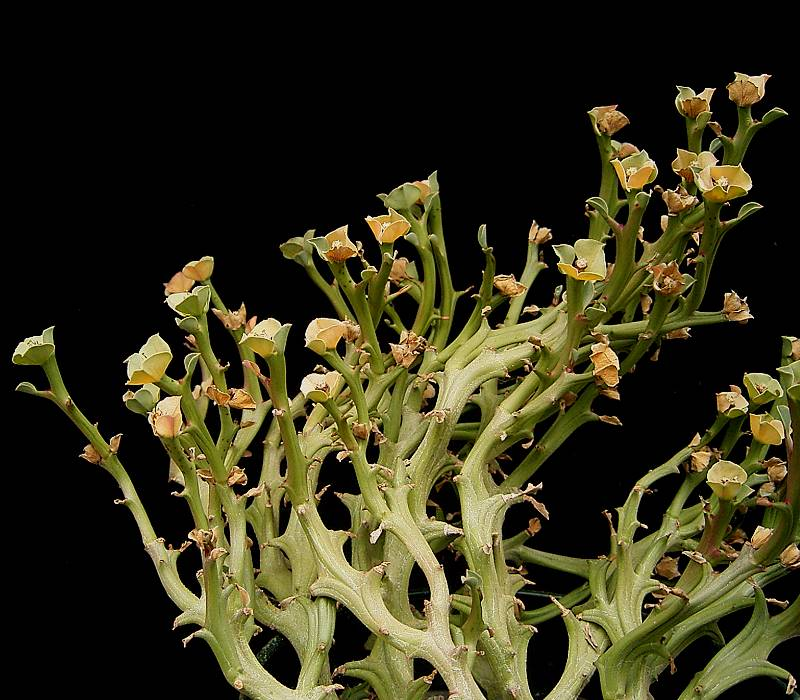
Euphorbia hamata

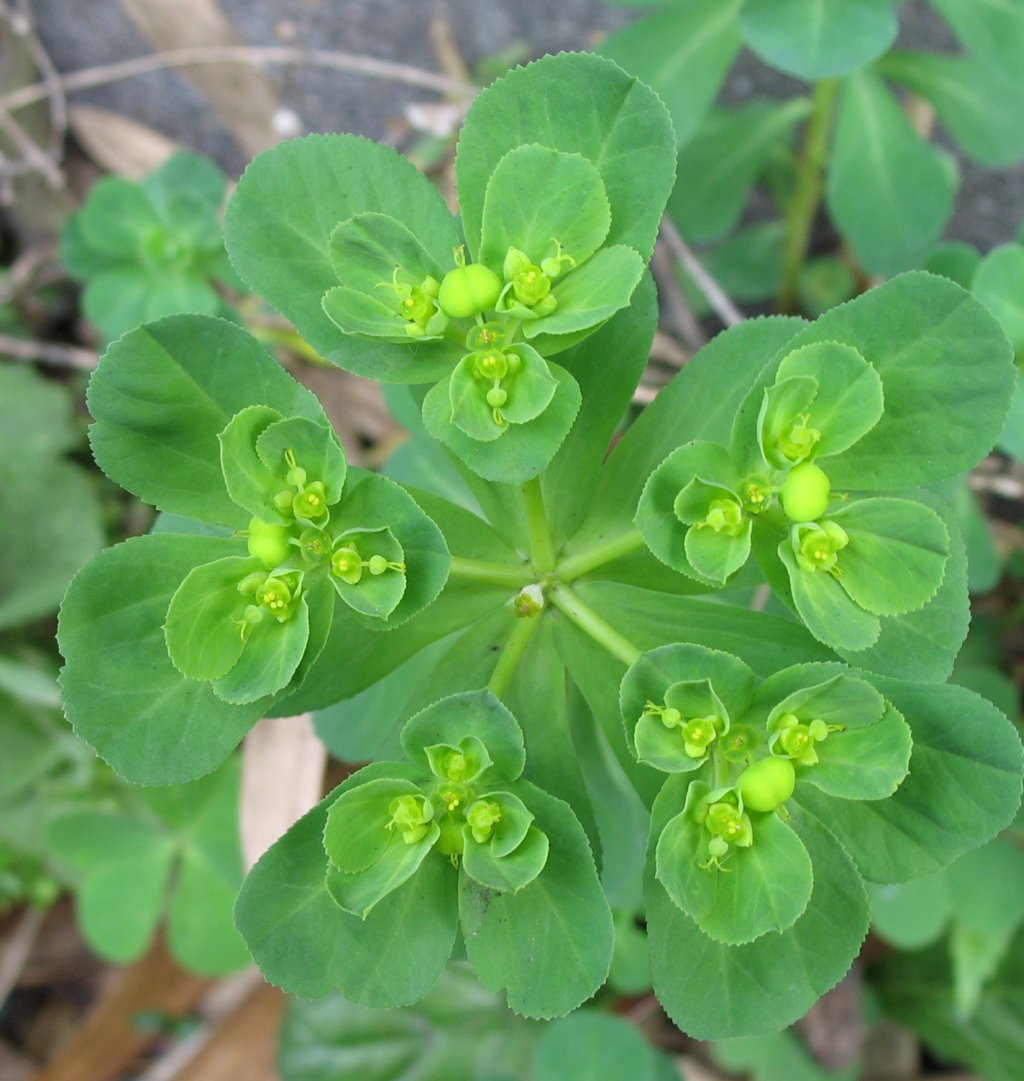
Euphorbia helioscopia

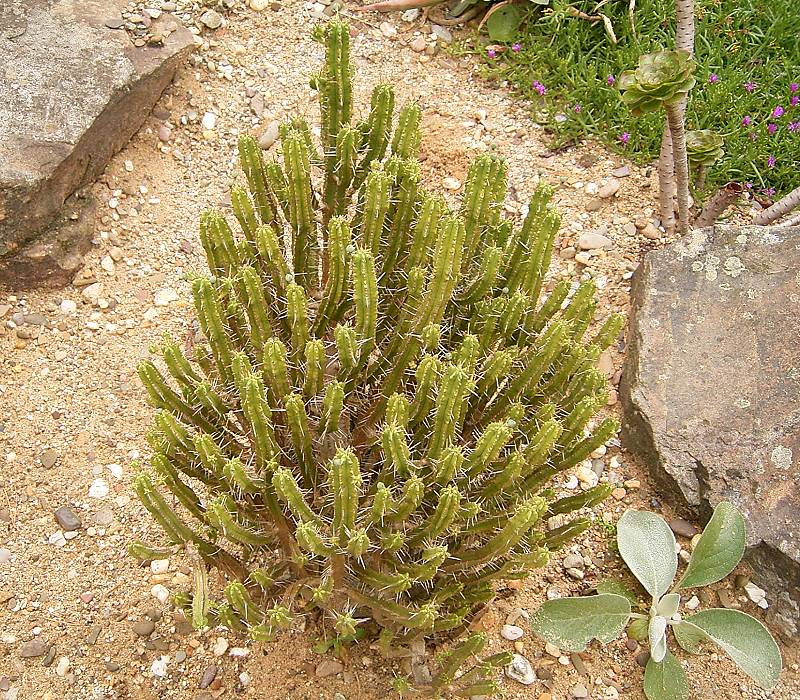
Euphorbia heptagona

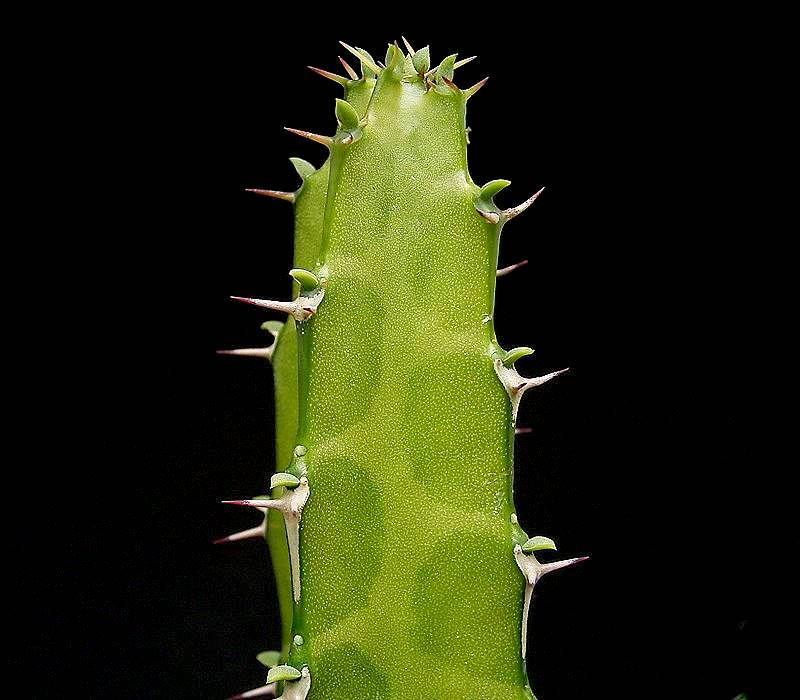
Euphorbia heterochroma

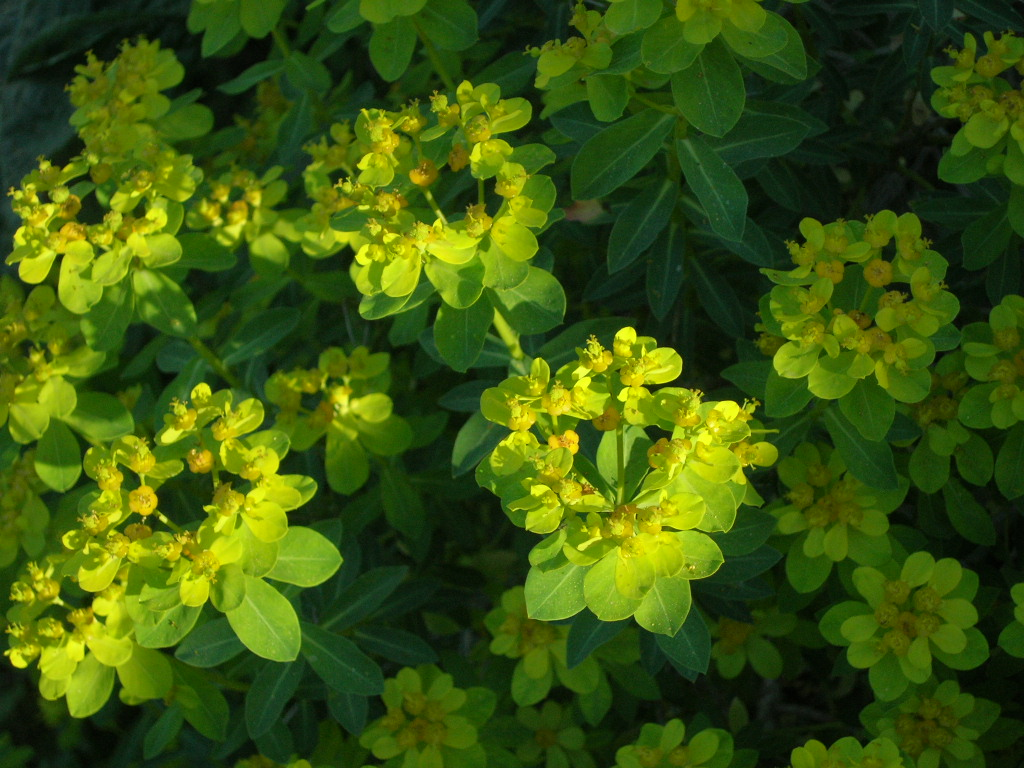
Euphorbia hierosolymitana

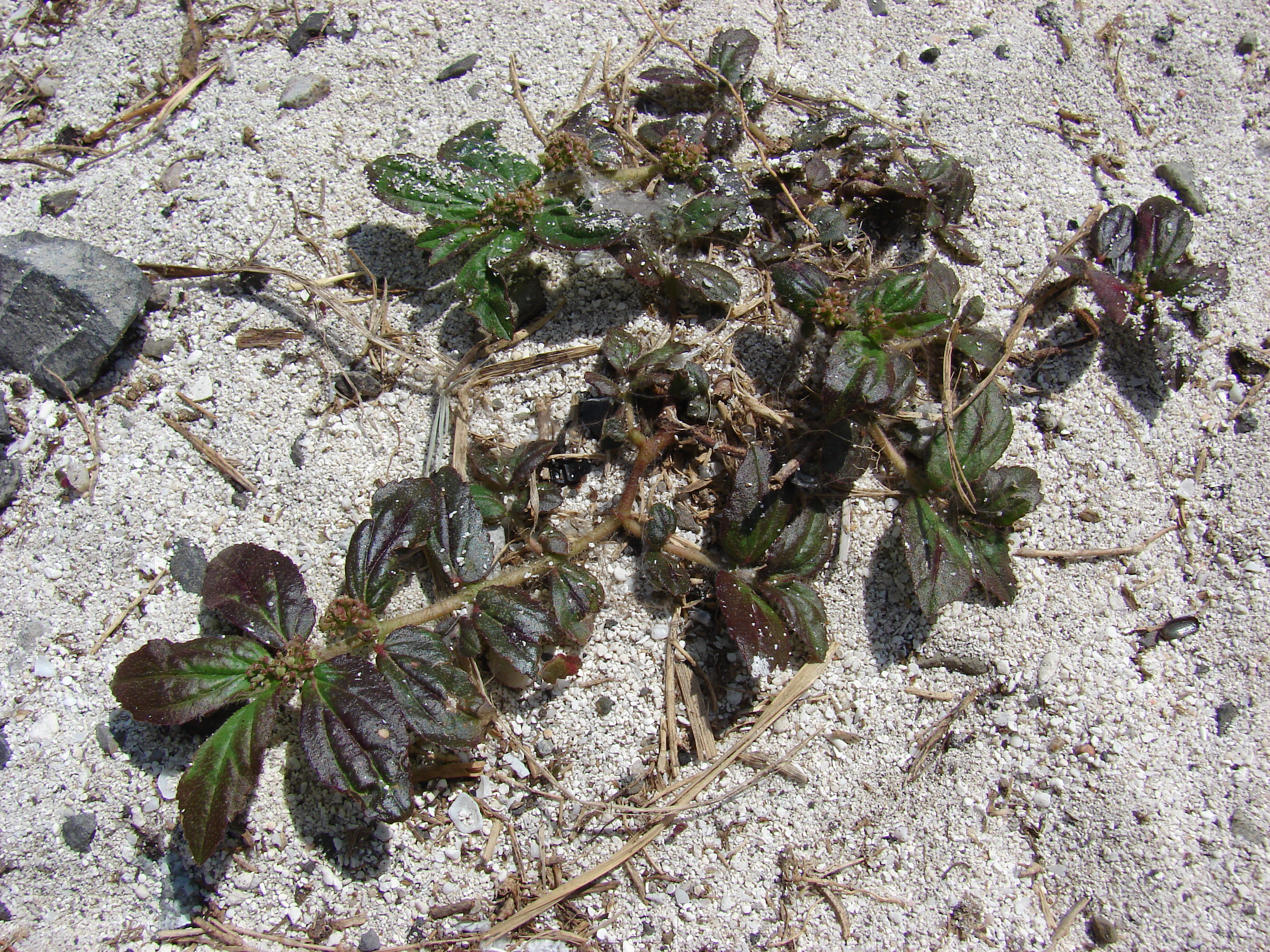
Euphorbia hirta

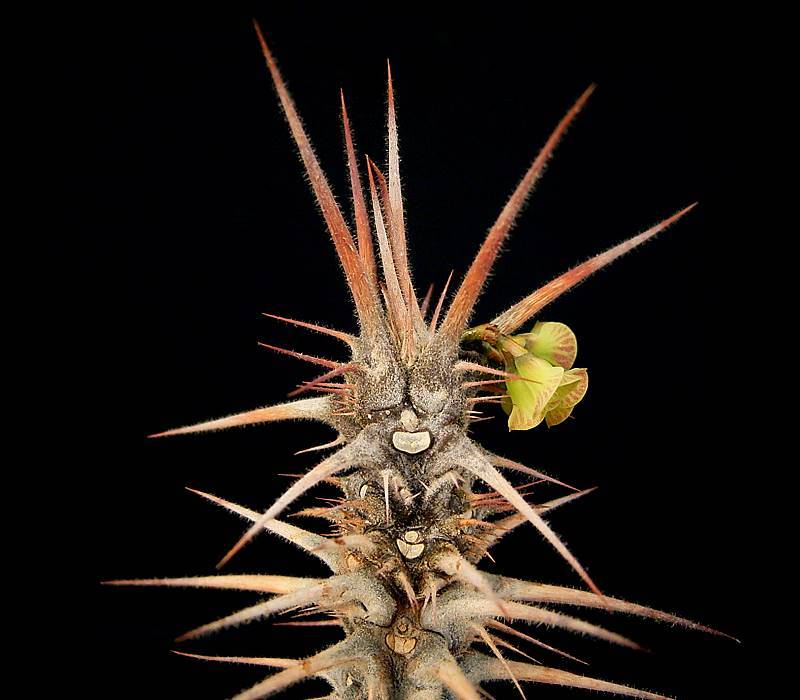
Euphorbia hofstaetteri

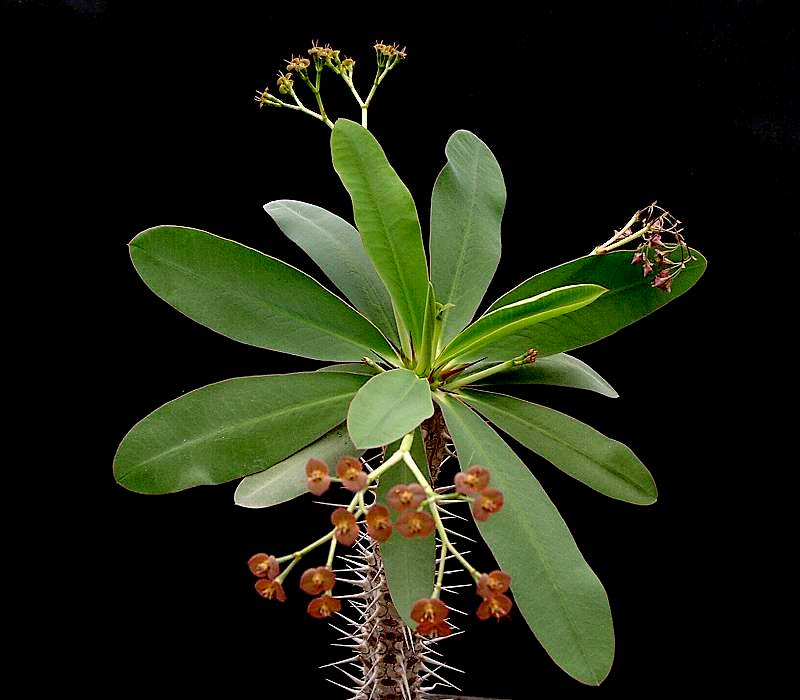
Euphorbia horombensis

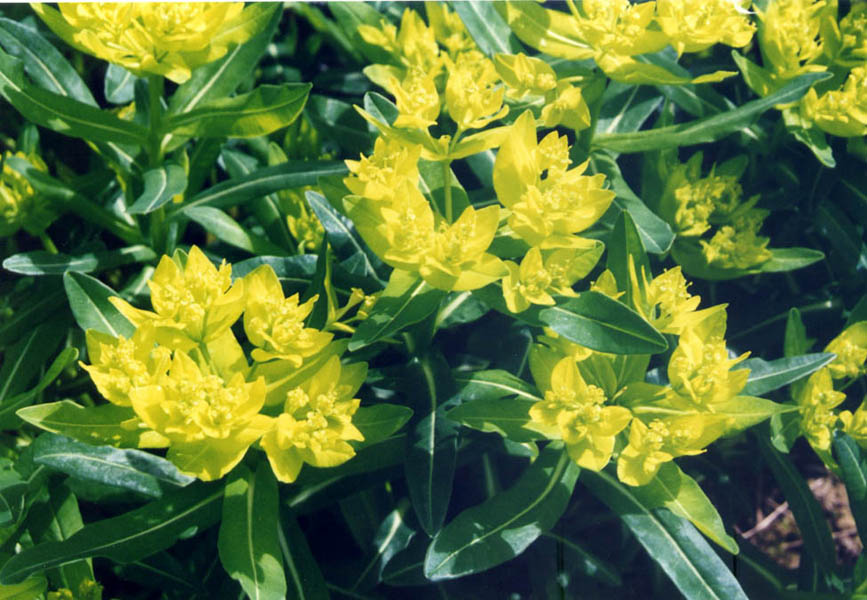
Euphorbia hyberna

- Euphorbia hainanensis Croizat, 1940
- Euphorbia hajhirensis Radcl.-Sm., 1971
- Euphorbia hakutosanensis Hurus., 1940
- Euphorbia halemanui Sherff, 1936
- Euphorbia halipedicola L.C.Leach, 1970
- Euphorbia hallii R.A.Dyer, 1953
- Euphorbia hamaderoensis A.G.Mill., 2004
- Euphorbia hamata (Haw.) Sweet, 1818
- Euphorbia handeniensis S.Carter, 1985
- Euphorbia handiensis Burchard, 1912
- Euphorbia hararensis Pax, 1907
- Euphorbia haussknechtii Boiss., 1866
- Euphorbia hebecarpa Boiss., 1846
- Euphorbia hedigeriana (Malaisse) Bruyns, 2006
- Euphorbia hedyotoides N.E.Br., 1911
- Euphorbia heishuiensis W.T.Wang, 1988
- Euphorbia heldreichii Orph. ex Boiss., 1859
- Euphorbia helenae Urb., 1908
  - Euphorbia helenae subsp. grandifolia Borhidi & O.Muñiz, 1972
  - Euphorbia helenae subsp. helenae
- Euphorbia heleniana Thell. & Stapf, 1916
- Euphorbia helioscopia L.,1753
  - Euphorbia helioscopia subsp. helioscopia
  - Euphorbia helioscopia subsp. hiemalis A.P.Khokhr., 1989
- Euphorbia helleri Millsp., 1898
- Euphorbia helwigii Urb. & Ekman, 1929
- Euphorbia henricksonii M.C.Johnst., 1974
- Euphorbia hepatica Urb. & Ekman, 1929
- Euphorbia heptagona L., 1753
- Euphorbia heptapotamica Golosk., 1982
- Euphorbia heraldiana (Millsp.) Oudejans, 1989
- Euphorbia herbacea (Pax) Bruyns, 2006
- Euphorbia herbstii (W.L.Wagner) Oudejans, 1989
- Euphorbia herman-schwartzii Rauh, 1991
- Euphorbia herniariifolia Willd., 1799
  - Euphorbia herniariifolia var. glaberrima Halácsy, 1904
  - Euphorbia herniariifolia var. herniariifolia
- Euphorbia herrei A.C.White, R.A.Dyer & B.Sloane, 1941
- Euphorbia herteri Arechav., 1911
- Euphorbia heteradena Jaub. & Spach, 1845
- Euphorbia heterochroma Pax, 1895
  - Euphorbia heterochroma subsp. heterochroma
  - Euphorbia heterochroma subsp. tsavoensis S.Carter, 1987
- Euphorbia heterodoxa Müll.Arg., 1874
- Euphorbia heterophylla L., 1753
- Euphorbia heteropodum Pax, 1904
  - Euphorbia heteropodum var. formosa (P.R.O.Bally) Bruyns, 2006
  - Euphorbia heteropodum var. heteropodum
- Euphorbia heterospina S.Carter, 1987
  - Euphorbia heterospina subsp. baringoensis S.Carter, 1987
  - Euphorbia heterospina subsp. heterospina
- Euphorbia hexadenia Denis, 1921
- Euphorbia hexagona Nutt. ex Spreng., 1826
- Euphorbia hexagonoides S.Watson, 1890
- Euphorbia heyligersiana P.I.Forst., 1994
- Euphorbia heyneana Spreng., 1826
  - Euphorbia heyneana subsp. galioides (Boiss.) Panigrahi, 1975
  - Euphorbia heyneana subsp. heyneana
  - Euphorbia heyneana subsp. nilagirica (Miq.) Panigrahi, 1975
- Euphorbia hiernii (Croizat) Oudejans, 1989
- Euphorbia hieroglyphica Coss. & Durieu ex Boiss., 1862
- Euphorbia hieronymi Subils, 1977
- Euphorbia hierosolymitana Boiss., 1853
  - Euphorbia hierosolymitana var. hierosolymitana
  - Euphorbia hierosolymitana var. ramanensis (Baum) Zohary, 1972
- Euphorbia hildebrandtii Baill., 1886
- Euphorbia hillebrandii H.Lév., 1911
- Euphorbia hindsiana Benth., 1844
- Euphorbia hinkleyorum I.M.Johnst., 1924
- Euphorbia hintonii L.C.Wheeler, 1939
- Euphorbia hirsuta L., 1759
- Euphorbia hirta L., 1753
- Euphorbia hirtella Boiss., 1860
- Euphorbia hispida Boiss., 1860
- Euphorbia hockii De Wild., 1911
- Euphorbia hoffmanniana (Klotzsch & Garcke) Boiss., 1862
- Euphorbia hofstaetteri Rauh, 1992
- Euphorbia holmesiae Lavranos, 1992
- Euphorbia holochlorina Rizzini, 1990
- Euphorbia hondurana Standl. & L.O.Williams, 1950
- Euphorbia hooveri L.C.Wheeler, 1940
- Euphorbia hopetownensis Nel, 1933
- Euphorbia hormorrhiza Radcl.-Sm., 1978
- Euphorbia horombensis Ursch & Leandri, 1955
- Euphorbia horrida Boiss., 1860
- Euphorbia horwoodii S.Carter & Lavranos, 1978
- Euphorbia hottentota Marloth, 1930
- Euphorbia hsinchuensis (S.C.Lin & S.M.Chaw) C.Y.Wu & J.S.Ma, 1993
- Euphorbia huanchahana (Klotzsch & Garcke) Boiss., 1862
- Euphorbia hubertii Pax, 1912
- Euphorbia humayensis Brandegee, 1905
- Euphorbia humbertii Denis, 1921
- Euphorbia humifusa Willd., 1814
- Euphorbia humilis C.A.Mey. ex Ledeb., 1830
- Euphorbia humistrata Engelm. ex A.Gray, 1856
- Euphorbia hunzikeri Subils, 1975
- Euphorbia hyberna L., 1753
- Euphorbia hylonoma Hand.-Mazz., 1931
- Euphorbia hypericifolia L., 1753
- Euphorbia hypogaea Marloth, 1912
- Euphorbia hyrcana Grossh., 1920
- Euphorbia hyssopifolia L., 1759

## I

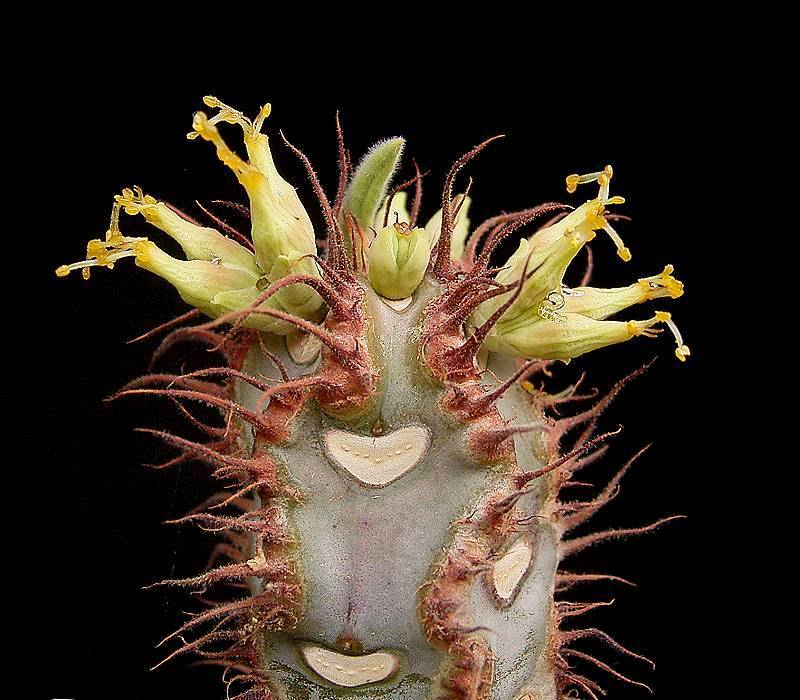
Euphorbia iharanae

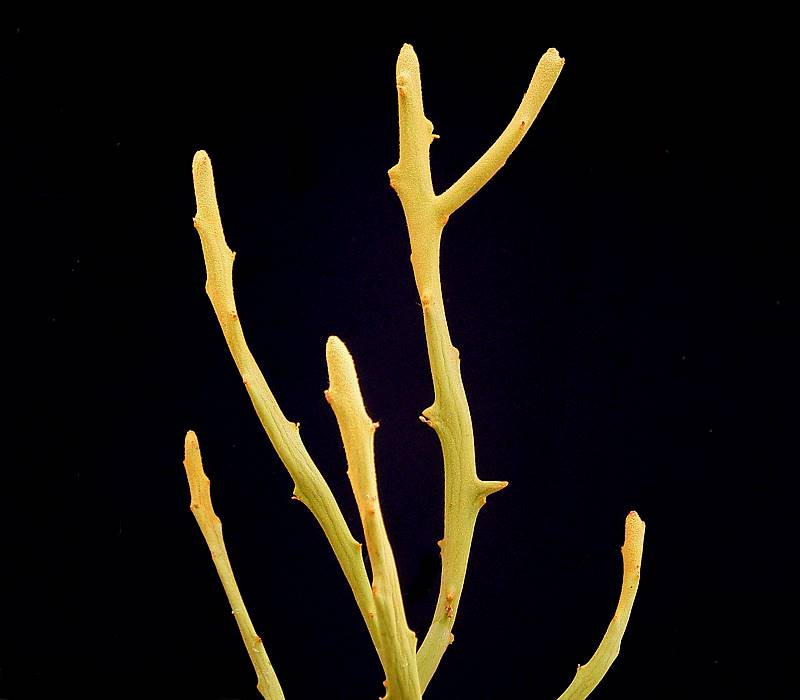
Euphorbia imerina

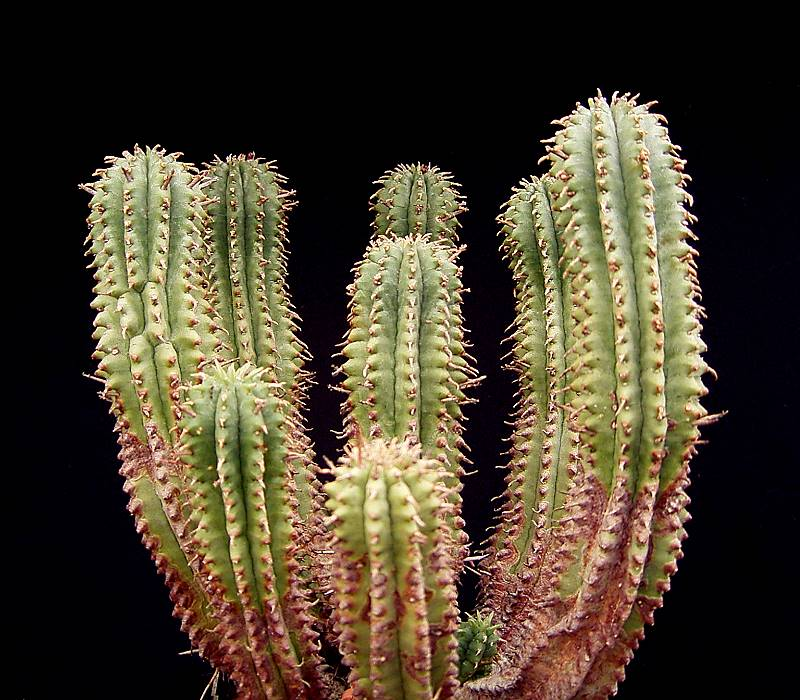
Euphorbia inconstantia

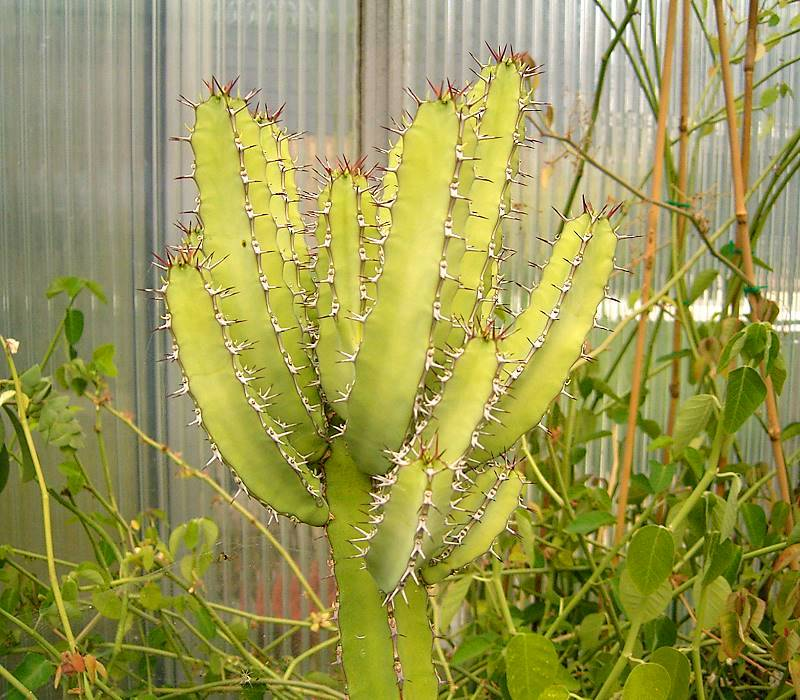
Euphorbia inculta

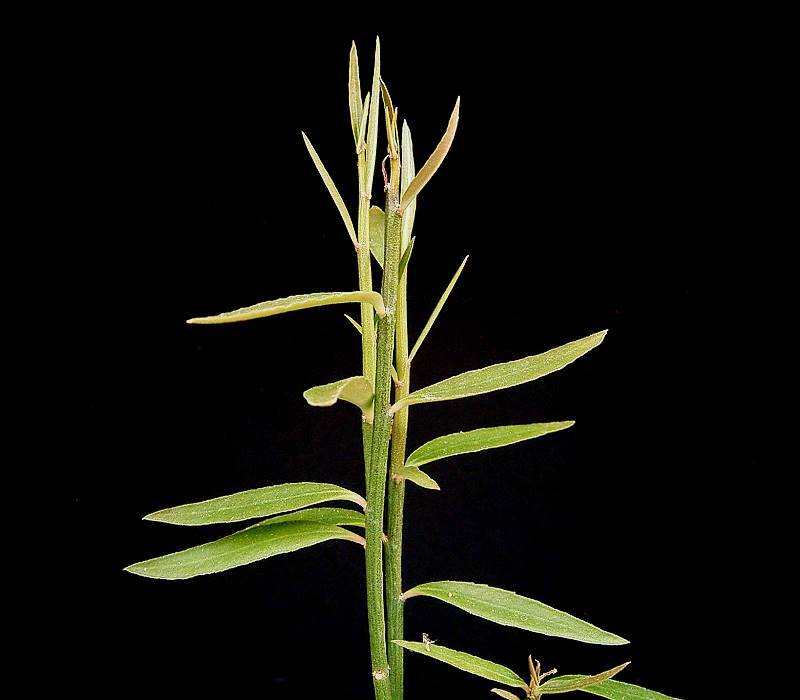
Euphorbia invenusta

- Euphorbia iancannellii Bruyns, 2006
- Euphorbia iberica Boiss., 1860
- Euphorbia iharanae Rauh, 1995
- Euphorbia illirica Lam., 1788
- Euphorbia iloitaii Powys & S.Carter, 2009
- Euphorbia imerina Cremers, 1984
- Euphorbia imitata N.E.Br., 1911
- Euphorbia immersa P.R.O.Bally & S.Carter, 1967
- Euphorbia imparispina S.Carter, 1992
- Euphorbia impressa Chiov., 1929
- Euphorbia inaequilatera Sond., 1850
- Euphorbia inaequispina N.E.Br., 1911
- Euphorbia inaguaensis Oudejans, 1989
- Euphorbia inappendiculata Domin, 1927
- Euphorbia inarticulata Schweinf., 1899
- Euphorbia incerta Brandegee, 1891
- Euphorbia inconstantia R.A.Dyer, 1931
- Euphorbia inculta P.R.O.Bally, 1964
- Euphorbia indecora N.E.Br., 1915
- Euphorbia inderiensis Less. ex Kar. & Kir., 1842
- Euphorbia indica Lam., 1788
- Euphorbia indistincta P.I.Forst., 1994
- Euphorbia indivisa (Engelm.) Tidestr., 1935
- Euphorbia indurescens L.C.Leach, Garcia de Orta, 1975
- Euphorbia inermis Mill., 1768
- Euphorbia infernidialis V.W.Steinm., 2005
- Euphorbia ingens E.Mey. ex Boiss., 1862
- Euphorbia ingenticapsa L.C.Leach, 1971
- Euphorbia × ingezalahiana Ursch & Leandri, 1955
- Euphorbia innocua L.C.Wheeler, 1939
- Euphorbia inornata N.E.Br., 1925
- Euphorbia insarmentosa P.G.Mey., 1966
- Euphorbia insulana Vell., 1829
  - Euphorbia insulana var. insulana
  - Euphorbia insulana var. pilcomayensis (Croizat) Oudejans, 1993
  - Euphorbia insulana var. tovarensis (Boiss.) Oudejans, 1993
- Euphorbia insularis Boiss., 1860
- Euphorbia intisy Drake, 1900
- Euphorbia intricata S.Carter, 1985
- Euphorbia inundata Torr. ex Chapm., 1860
  - Euphorbia inundata var. garrettii E.L.Bridges & Orzell, 2002
  - Euphorbia inundata var. inundata
- Euphorbia inundaticola L.C.Leach, 1992
- Euphorbia invaginata Croizat, 1943
- Euphorbia invenusta (N.E.Br.) Bruyns, 2006
  - Euphorbia invenusta var. angusta (P.R.O.Bally) Bruyns, 2006
  - Euphorbia invenusta var. invenusta
- Euphorbia ipecacuanhae L., 1753
- Euphorbia iranshahrii Pahlevani, 2011
- Euphorbia irgisensis Litv., 1916
- Euphorbia isacantha Pax, 1904
- Euphorbia isaloensis Drake, 1899
- Euphorbia isatidifolia Lam., 1788
- Euphorbia isaurica M.L.S.Khan, 1964
- Euphorbia itremensis Kimnach & Lavranos, 2001
- Euphorbia ivanjohnstonii M.C.Johnst., 1975

## J

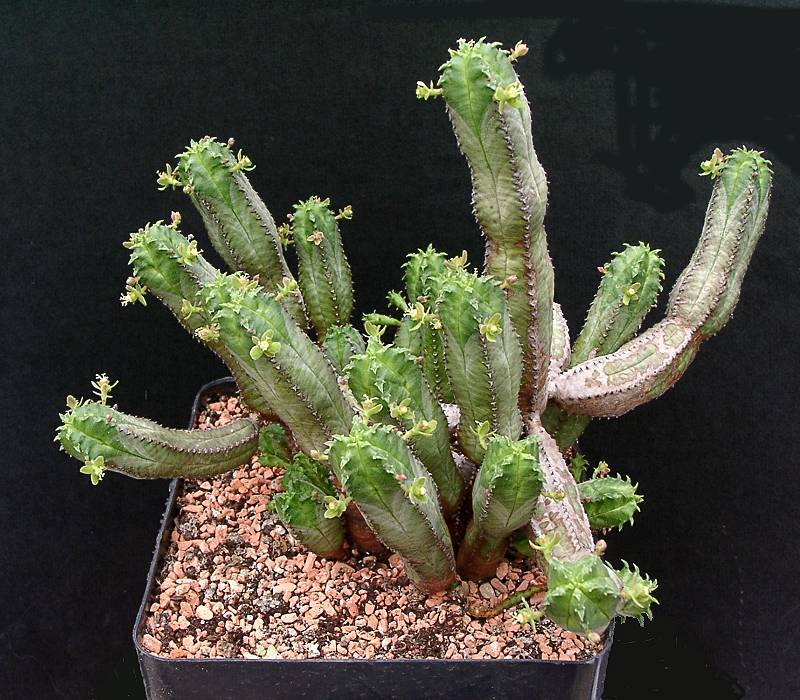
Euphorbia jansenvillensis

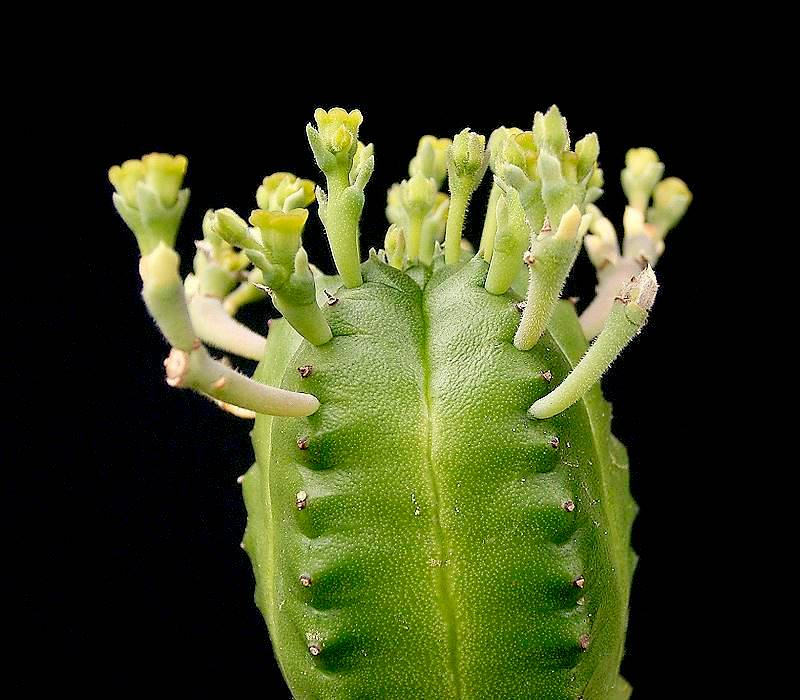
Euphorbia juglans

- Euphorbia × jablonskiana Polatschek, 1972
- Euphorbia jablonskii V.W.Steinm., 2007
- Euphorbia jacquemontii Boiss., 1862
- Euphorbia jaliscensis B.L.Rob. & Greenm., 1894
- Euphorbia jamesonii Boiss., 1860
- Euphorbia jansenvillensis Nel, 1935
- Euphorbia jatrophoides Pax, 1903
- Euphorbia jejuna M.C.Johnst. & Warnock, 1960
- Euphorbia jenisseiensis Baikov, 1996
- Euphorbia jodhpurensis Blatt. & Hallb., 1920
- Euphorbia johannis S.Carter, 1992
- Euphorbia johnstonii Mayfield, 1991
- Euphorbia jolkinii Boiss., 1860
- Euphorbia josei Oudejans, 1989
- Euphorbia joyae P.R.O.Bally & S.Carter, 1985
- Euphorbia × jubaeaphylla Svent., 1960
- Euphorbia jubata L.C.Leach, 1964
- Euphorbia juglans Compton, 1935
- Euphorbia juttae Dinter, 1914
- Euphorbia juvoklanti Pax, 1909

## K

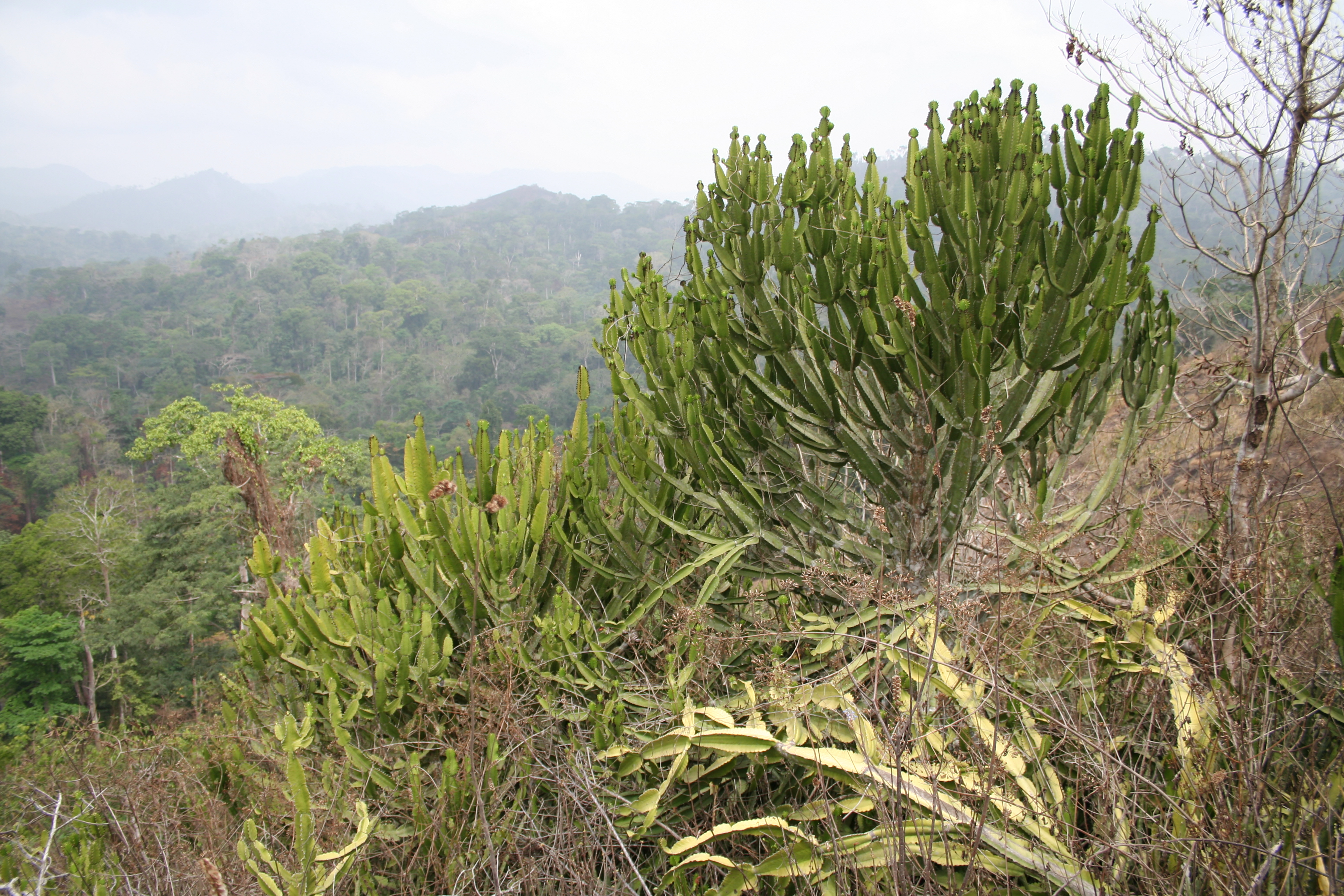
Euphorbia kamerunica

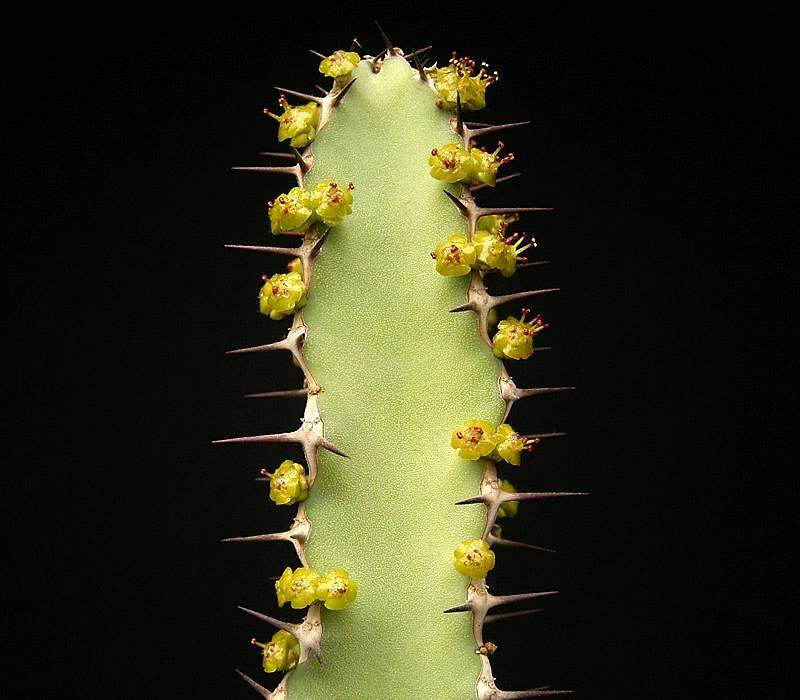
Euphorbia keithii

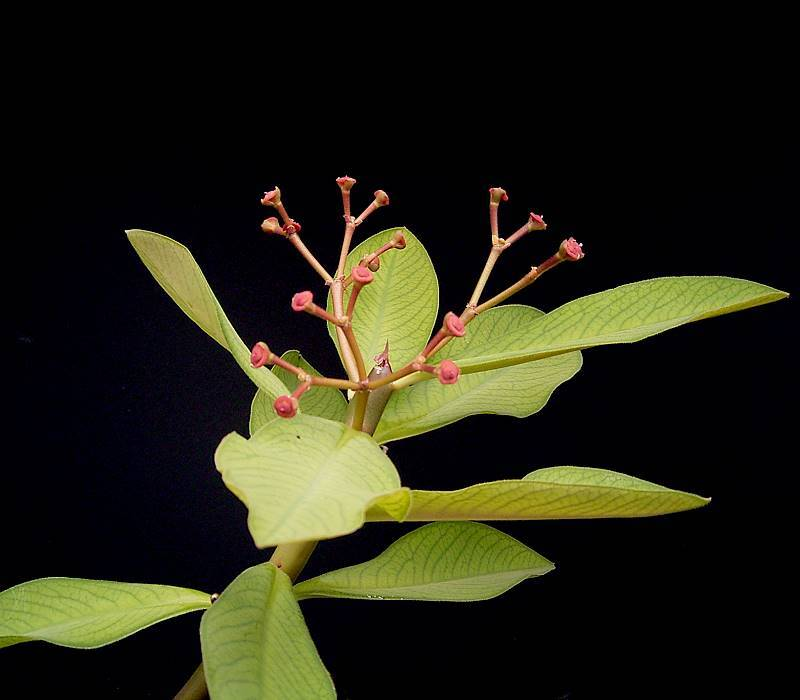
Euphorbia kirkii

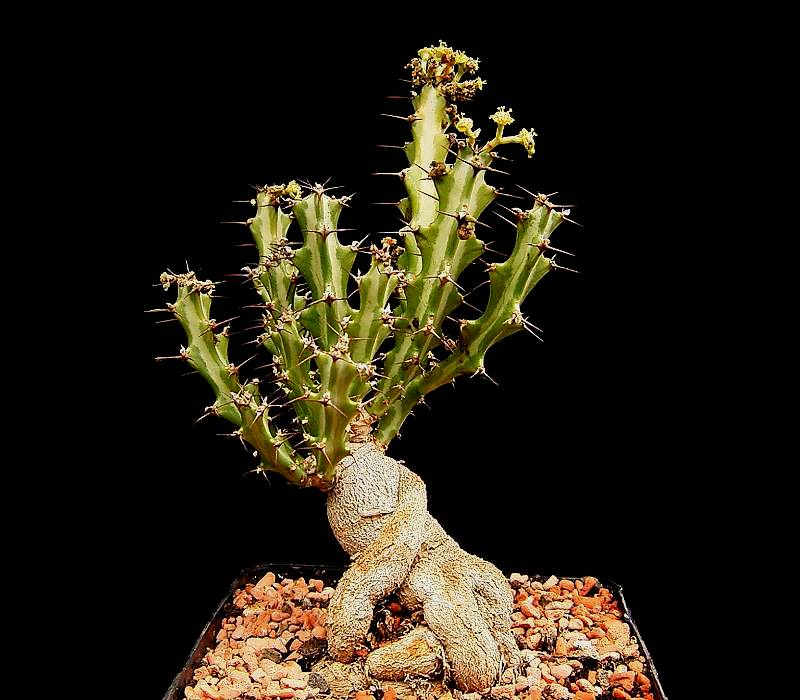
Euphorbia knuthii

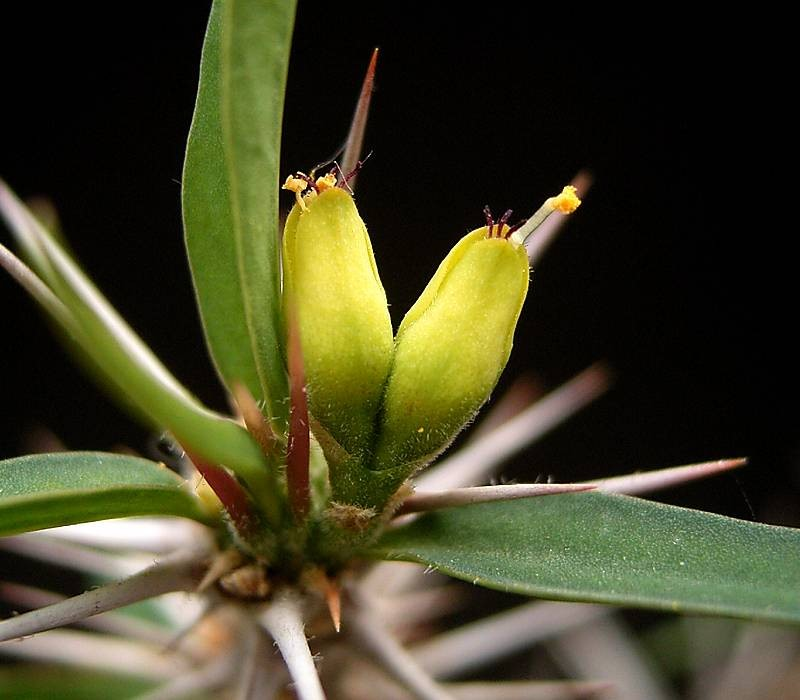
Euphorbia kondoi

- Euphorbia kabridarensis Thulin, 2009
- Euphorbia kaessneri Pax, 1909
- Euphorbia kalbaensis Baikov & I.V.Khan, 2005
- Euphorbia kalisana S.Carter, 1982
- Euphorbia kamerunica Pax, 1904
- Euphorbia kamponii Rauh & Petignat, 1995
- Euphorbia kanalensis Boiss., 1866
- Euphorbia kanaorica Boiss., 1862
- Euphorbia kansuensis Prokh., 1926
- Euphorbia kansui S.L.Liou ex S.B.Ho, 1981
- Euphorbia kaokoensis (A.C.White, R.A.Dyer & B.Sloane) L.C.Leach, 1976
- Euphorbia karibensis S.Carter, 1990
- Euphorbia karrooensis (Boiss.) N.E.Br., 1915
- Euphorbia katrajensis Gage, 1914
- Euphorbia keithii R.A.Dyer, 1951
- Euphorbia kelleri Pax, 1898
  - Euphorbia kelleri var. kelleri
  - Euphorbia kelleri var. latifolia Pax, 1898
- Euphorbia kerneri Huter ex A.Kern., 1883
- Euphorbia kerstingii Pax, 1903
- Euphorbia khasyana Boiss., 1862
- Euphorbia kilwana N.E.Br., 1911
- Euphorbia kimberleyana (G.Will.) Bruyns, 2006
- Euphorbia kimberleyensis B.G.Thomson, 1992
- Euphorbia kimmerica Lipsky ex Grossh., 1932
- Euphorbia kingdon-wardii Binojk. & N.P.Balakr., 1993
- Euphorbia kirimzjulica Stepanov, 1994
- Euphorbia kiritensis P.R.O.Bally & S.Carter, 1988
- Euphorbia kirkii (N.E.Br.) Bruyns, 2006
- Euphorbia kischenensis Vierh., 1907
- Euphorbia kitagawae (Hurus.) Kitag., 1979
- Euphorbia klotzschii Oudejans, 1989
- Euphorbia knobelii Letty, 1934
- Euphorbia knuthii Pax, 1904
  - Euphorbia knuthii subsp. johnsonii (N.E.Br.) L.C.Leach, 1963
  - Euphorbia knuthii subsp. knuthii
- Euphorbia kondoi Rauh & Razaf., 1989
- Euphorbia kopetdaghi (Prokh.) Prokh., 1949
- Euphorbia korshinskyi Geltman, 1996
- Euphorbia kotschyana Fenzl, 1842
- Euphorbia kouandenensis Beille ex A.Chev., 1917
- Euphorbia kozlovii Prokh., 1926
- Euphorbia kraussiana Bernh. ex Krauss, 1845
- Euphorbia kudrjaschevii (Pazij) Prokh., 1949
- Euphorbia kundelunguensis (Malaisse) Bruyns, 2006
- Euphorbia kuriensis Vierh., 1905
- Euphorbia kurtzii Subils, 1971
- Euphorbia kuwaleana O.Deg. & Sherff, 1949

## L
- Euphorbia labatii Rauh & Bard.-Vauc., 1999
- Euphorbia lacei Craib, 1911
- Euphorbia lacera Boiss., 1860

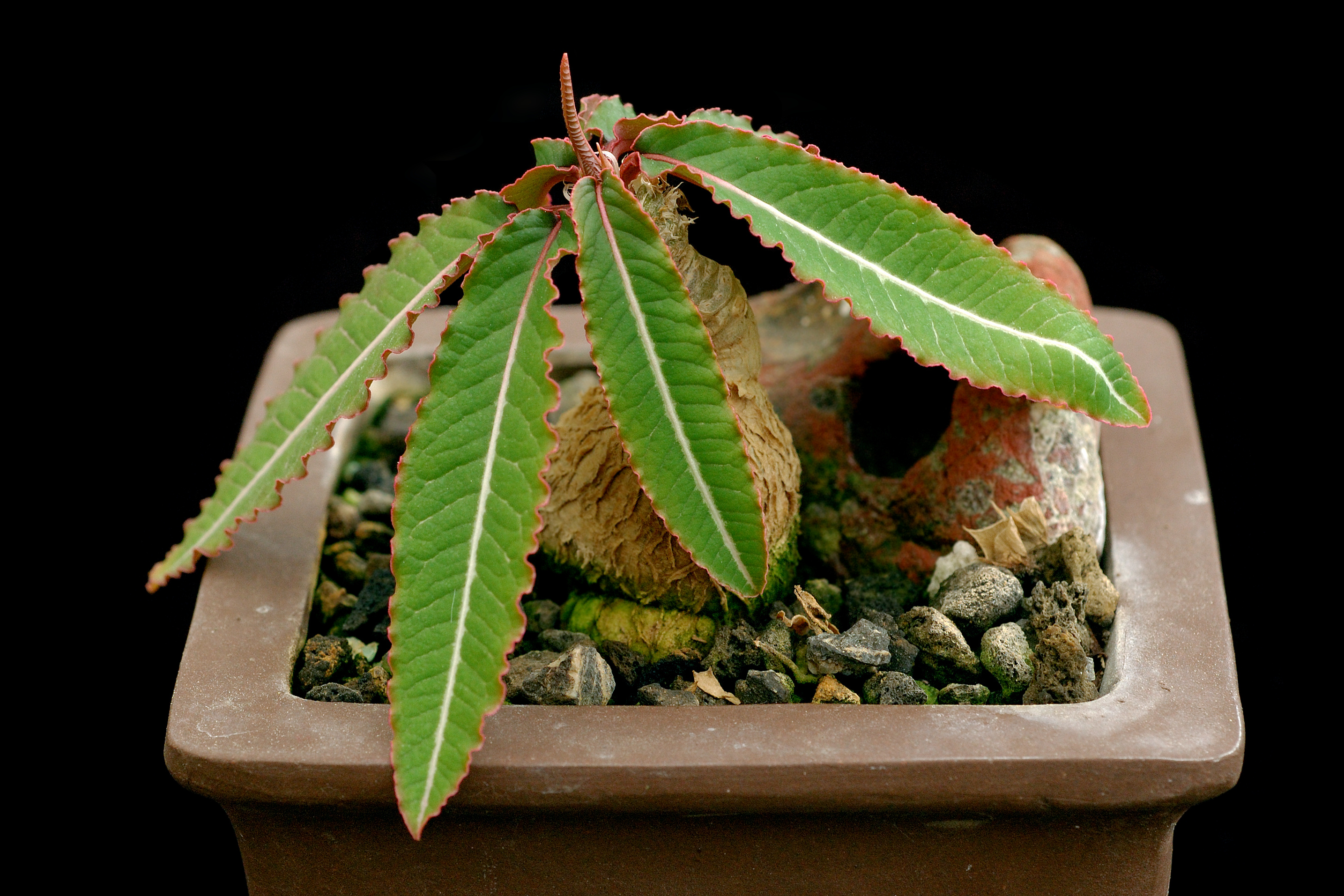
Euphorbia labatii

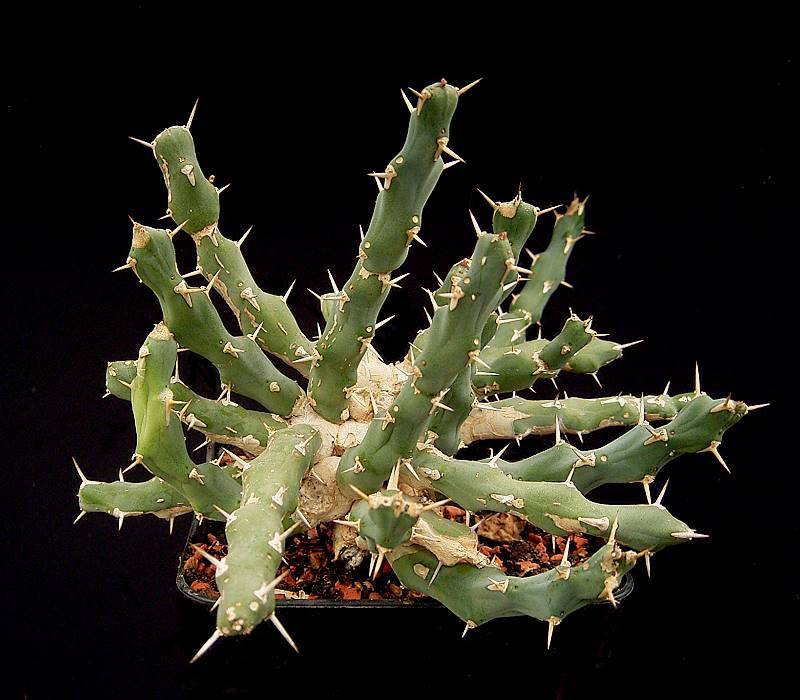
Euphorbia laikipiensis

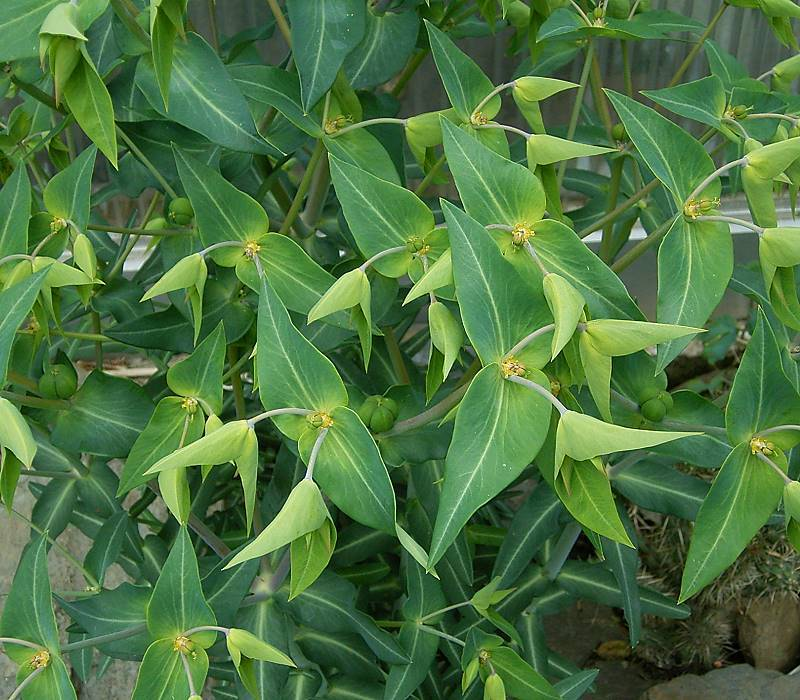
Euphorbia lathyris

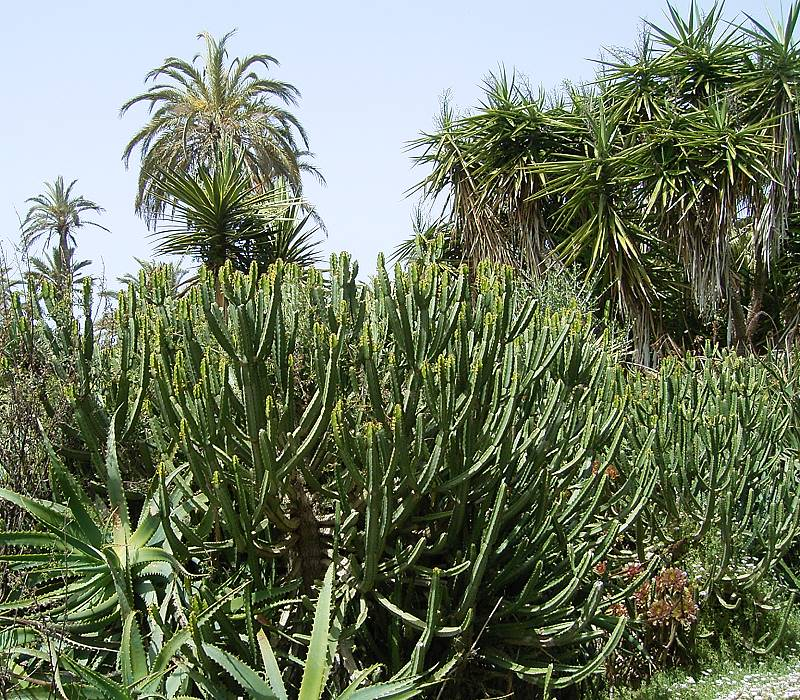
Euphorbia ledienii

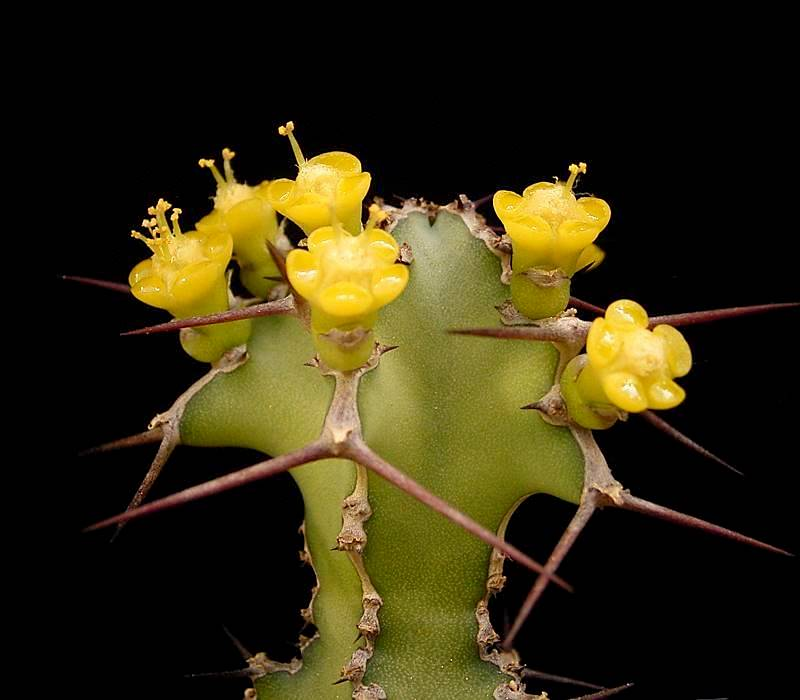
Euphorbia leontopoda

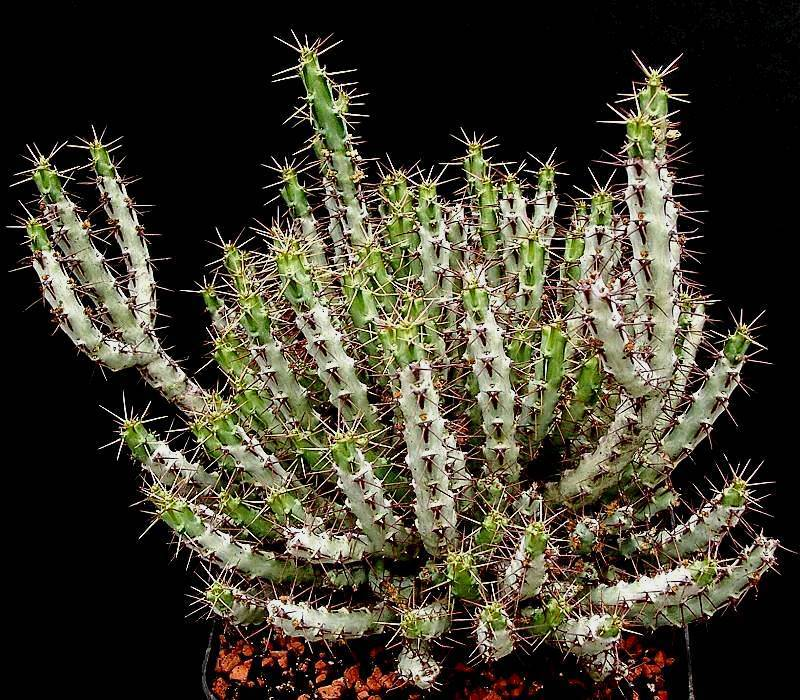
Euphorbia limpopoana

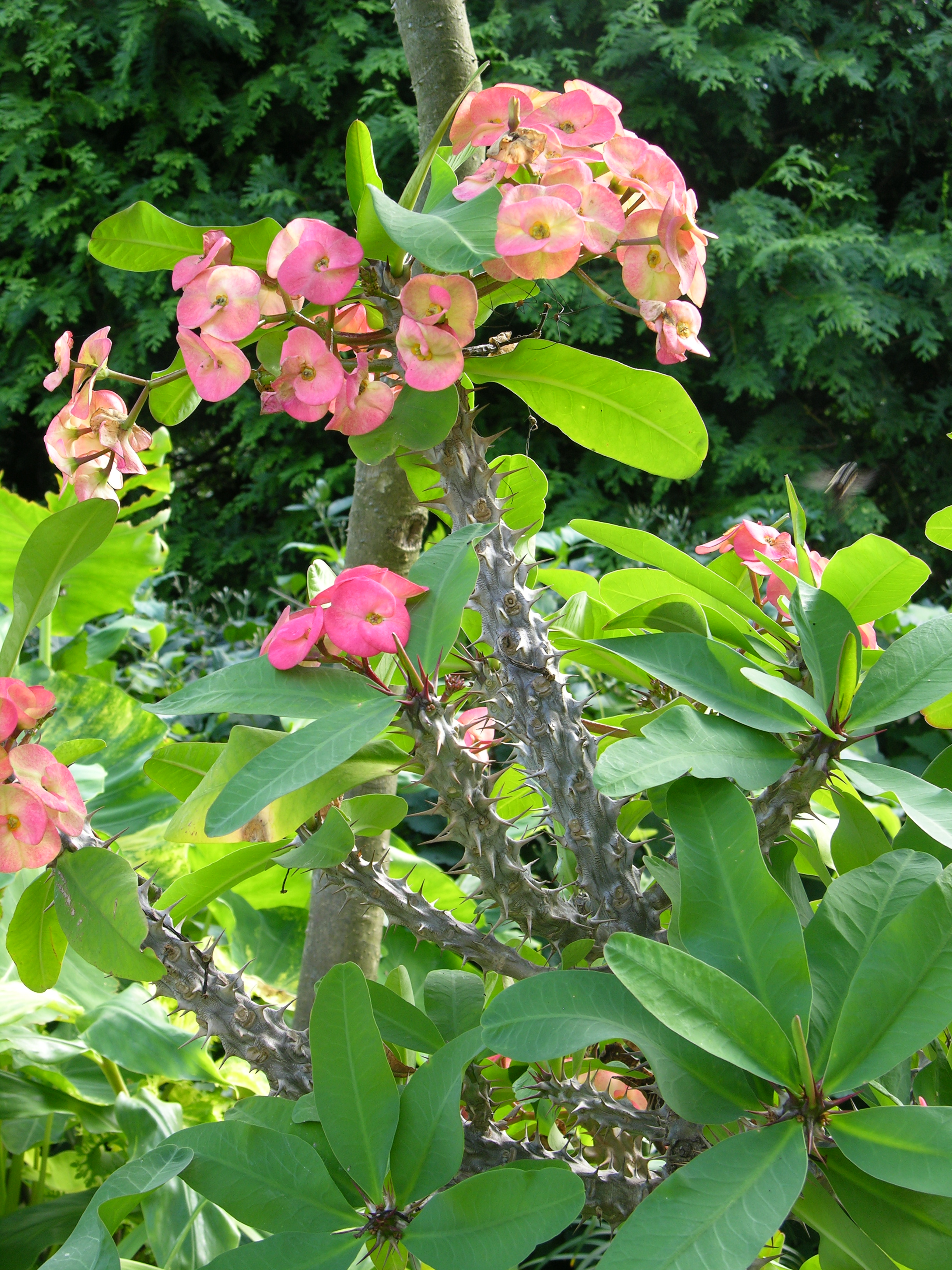
Euphorbia x lomi

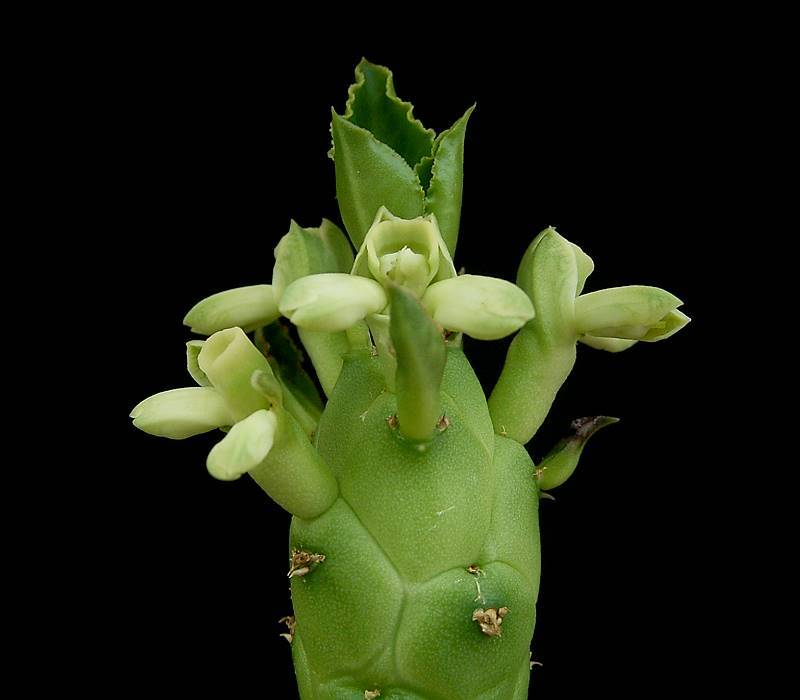
Euphorbia lugardiae

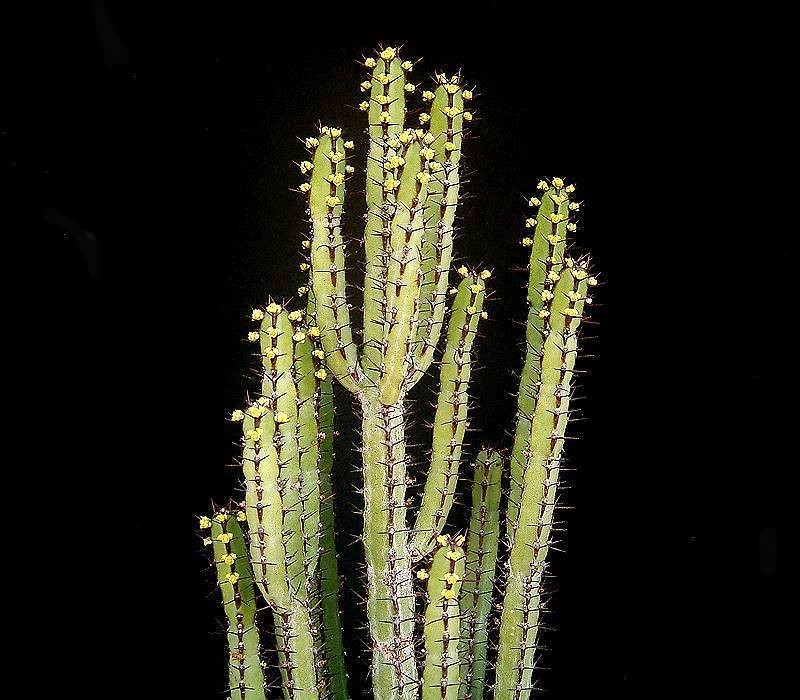
Euphorbia lydenburgensis

- Euphorbia laciniata Panigrahi, 1975
- Euphorbia lactea Haw., 1812
- Euphorbia lactiflua Phil., 1860
- Euphorbia laevigata Lam., 1788
- Euphorbia lagascae Spreng., 1821
- Euphorbia lagunensis Huft, 1985
- Euphorbia lagunillarum Croizat, 1967
- Euphorbia laikipiensis S.Carter, 1987
- Euphorbia lamarckii Sweet, 1818
- Euphorbia lamprocarpa (Prokh.) Prokh., 1949
- Euphorbia lancasteriana Radcl.-Sm., 1999
- Euphorbia lancifolia Schltdl., 1832
- Euphorbia laredana Millsp., 1890
- Euphorbia larica Boiss., 1860
- Euphorbia larranagae Oudejans, 1989
- Euphorbia lasiocarpa Klotzsch, 1843
- Euphorbia lata Engelm., 1858
- Euphorbia latericolor Brandegee, 1913
- Euphorbia lateriflora Schumach., 1827
- Euphorbia lathyris L., 1753
- Euphorbia latifolia C.A.Mey. ex Ledeb., 1830
- Euphorbia latimammillaris Croizat, 1933
- Euphorbia laurifolia Juss. ex Lam., 1788
- Euphorbia lavicola S.Carter, 1980
- Euphorbia lavranii L.C.Leach, 1981
- Euphorbia lawsonii Binojk. & Dwarakan, 1994
- Euphorbia lecheoides Millsp., 1906
- Euphorbia ledebourii Boiss., 1860
- Euphorbia ledermanniana Pax & K.Hoffm., 1910
- Euphorbia ledienii A.Berger, 1906
- Euphorbia leistneri R.H.Archer, 1998
- Euphorbia lenensis Baikov, 1996
- Euphorbia lenewtonii S.Carter, 2000
- Euphorbia leonardii (D.G.Burch) Radcl.-Sm., 1971
- Euphorbia leontopoda S.Carter, 1992
- Euphorbia leptocaula Boiss., 1862
- Euphorbia leptoclada Balf.f., 1884
- Euphorbia letestuana (Denis) Bruyns, 2006
- Euphorbia letestui J.Raynal, 1966
- Euphorbia letouzeyana (Malaisse) Bruyns, 2007
- Euphorbia leucocephala Lotsy, 1895
- Euphorbia leucochlamys Chiov., 1929
- Euphorbia leuconeura Boiss., 1862
- Euphorbia leucophylla Benth., 1844
- Euphorbia lignosa Marloth, 1910
- Euphorbia limaensis Oudejans, 1989
- Euphorbia limpopoana L.C.Leach ex S.Carter, 2000
- Euphorbia lindenii (S.Carter) Bruyns, 2006
- Euphorbia linearibracteata L.C.Leach, Garcia de Orta, 1973
- Euphorbia lineata S.Watson, 1886
- Euphorbia lingiana C.Shih, 1963
- Euphorbia linguiformis McVaugh, 1961
- Euphorbia lioui C.Y.Wu & S.J.Ma, 1992
- Euphorbia lipskyi (Prokh.) Prokh., 1949
- Euphorbia lissosperma S.Carter, 1980
- Euphorbia liukiuensis Hayata, 1920
- Euphorbia livida E.Mey. ex Boiss., 1862
- Euphorbia lividiflora L.C.Leach, 1964
- Euphorbia loandensis N.E.Br., 1911
- Euphorbia lomelii V.W.Steinm., 2003
- Euphorbia × lomi Rauh, 1979
- Euphorbia longicornuta S.Watson, 1890
- Euphorbia longicruris Scheele, 1849
- Euphorbia longinsulicola S.R.Hill, 1976
- Euphorbia longispina Chiov., 1929
- Euphorbia longistyla Boiss., 1860
- Euphorbia longituberculosa Hochst. ex Boiss., 1862
- Euphorbia lophiosperma S.Carter, 1984
- Euphorbia lophogona Lam., 1788
  - Euphorbia lophogona var. lophogona
  - Euphorbia lophogona var. tenuicaulis Rauh, 1991
- Euphorbia lorentzii Müll.Arg., 1874
- Euphorbia loricata Lam., 1788
- Euphorbia lottiae V.W.Steinm., 2005
- Euphorbia louwii L.C.Leach, 1980
- Euphorbia luapulana L.C.Leach, 1992
- Euphorbia lucida Waldst. & Kit., 1802
- Euphorbia lucii-smithii B.L.Rob. & Greenm., 1896
- Euphorbia lucorum Rupr., 1859
- Euphorbia ludoviciana Raf., 1817
- Euphorbia lugardae (N.E.Br.) Bruyns, 2006
- Euphorbia lukoseana S.Carter, 2000
- Euphorbia lumbricalis L.C.Leach, 1986
- Euphorbia lundelliana Croizat, 1943
- Euphorbia lupatensis N.E.Br., 1911
- Euphorbia lurida Engelm., 1861
- Euphorbia luteoviridis D.G.Long, 1986
- Euphorbia lutosa S.Carter, 1980
- Euphorbia lutulenta (Croizat) Oudejans, 1989
- Euphorbia luzoniensis Merr., 1920
- Euphorbia lycioides Boiss., 1860
- Euphorbia lydenburgensis Schweick. & Letty, 1933

## M
- Euphorbia macella N.E.Br., 1915

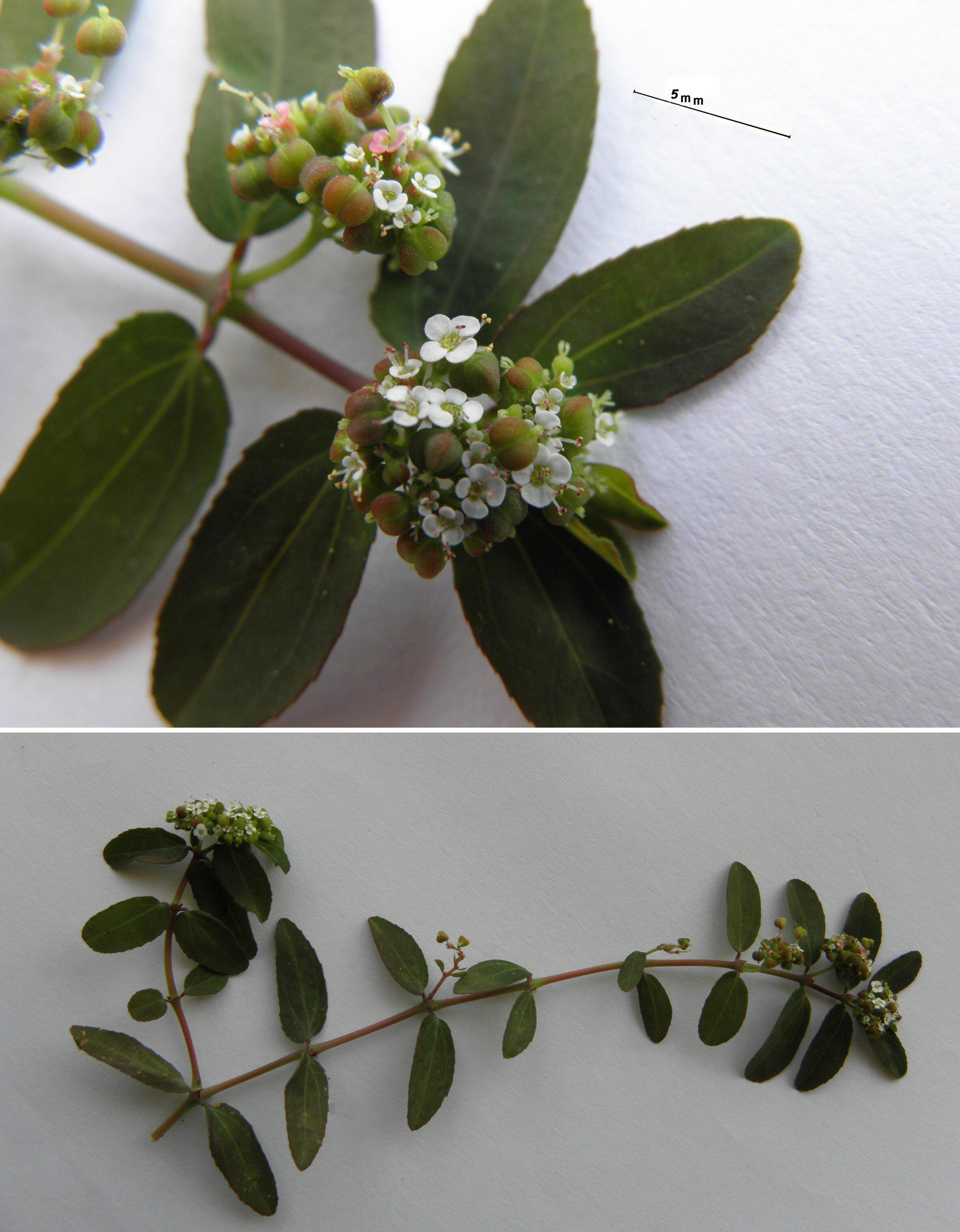
Euphorbia maculata

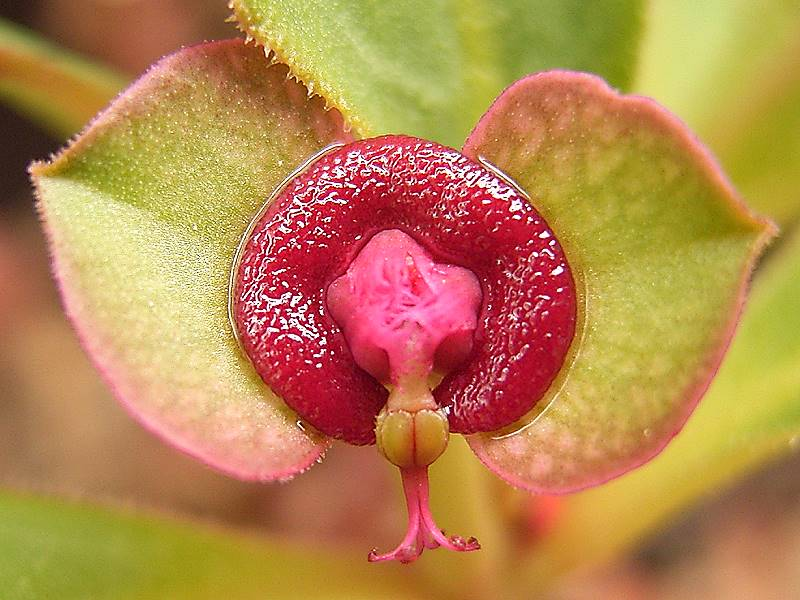
Euphorbia mafingensis

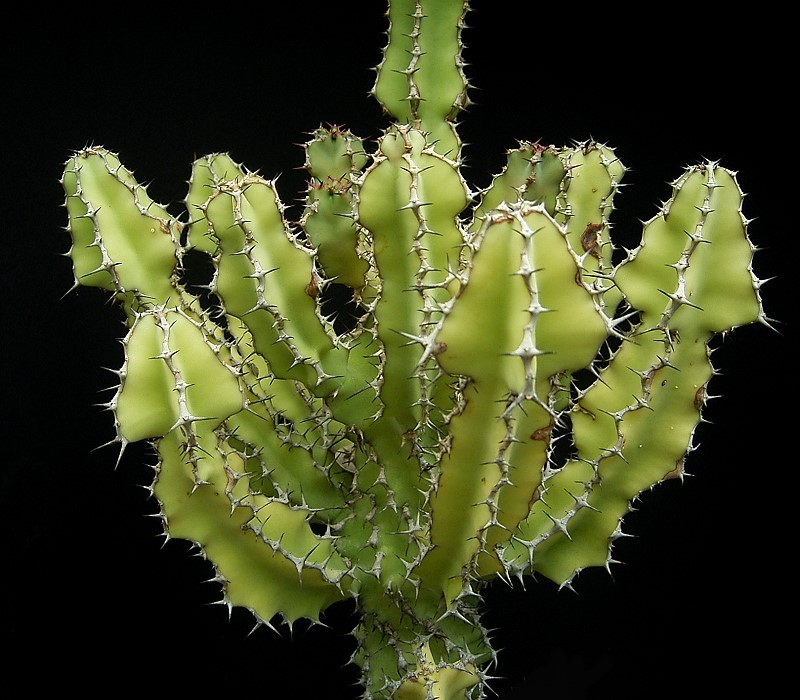
Euphorbia magnicapsula

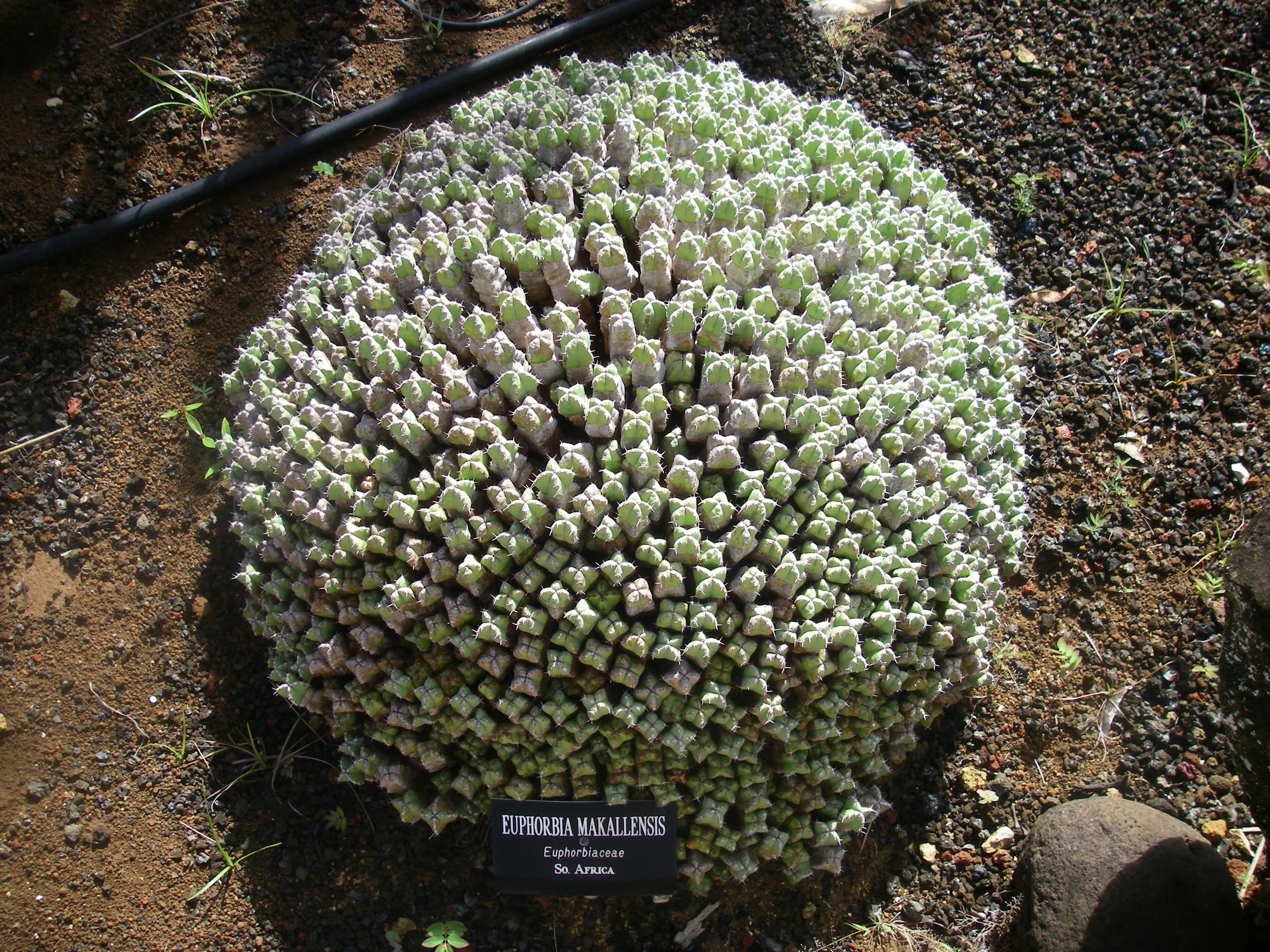
Euphorbia makallensis

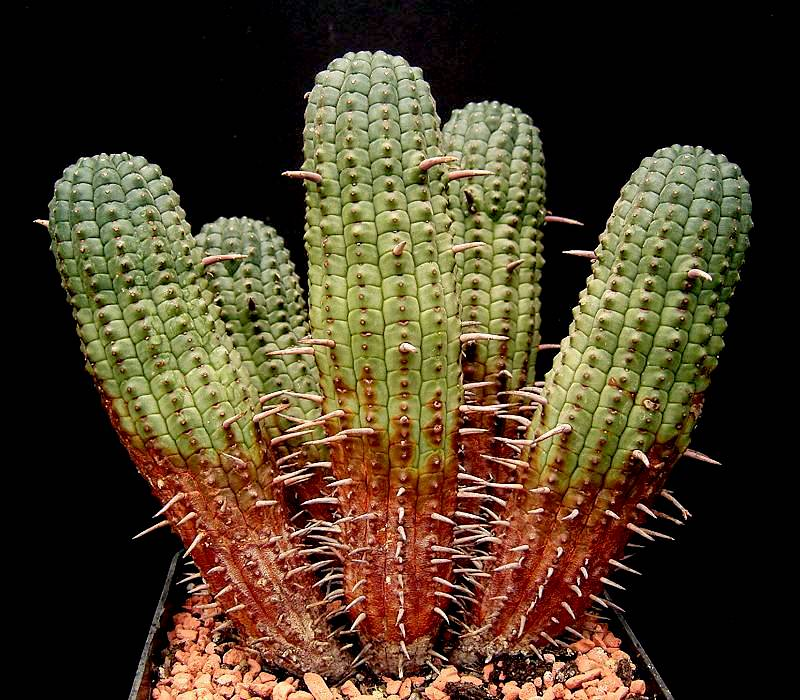
Euphorbia mammillaris

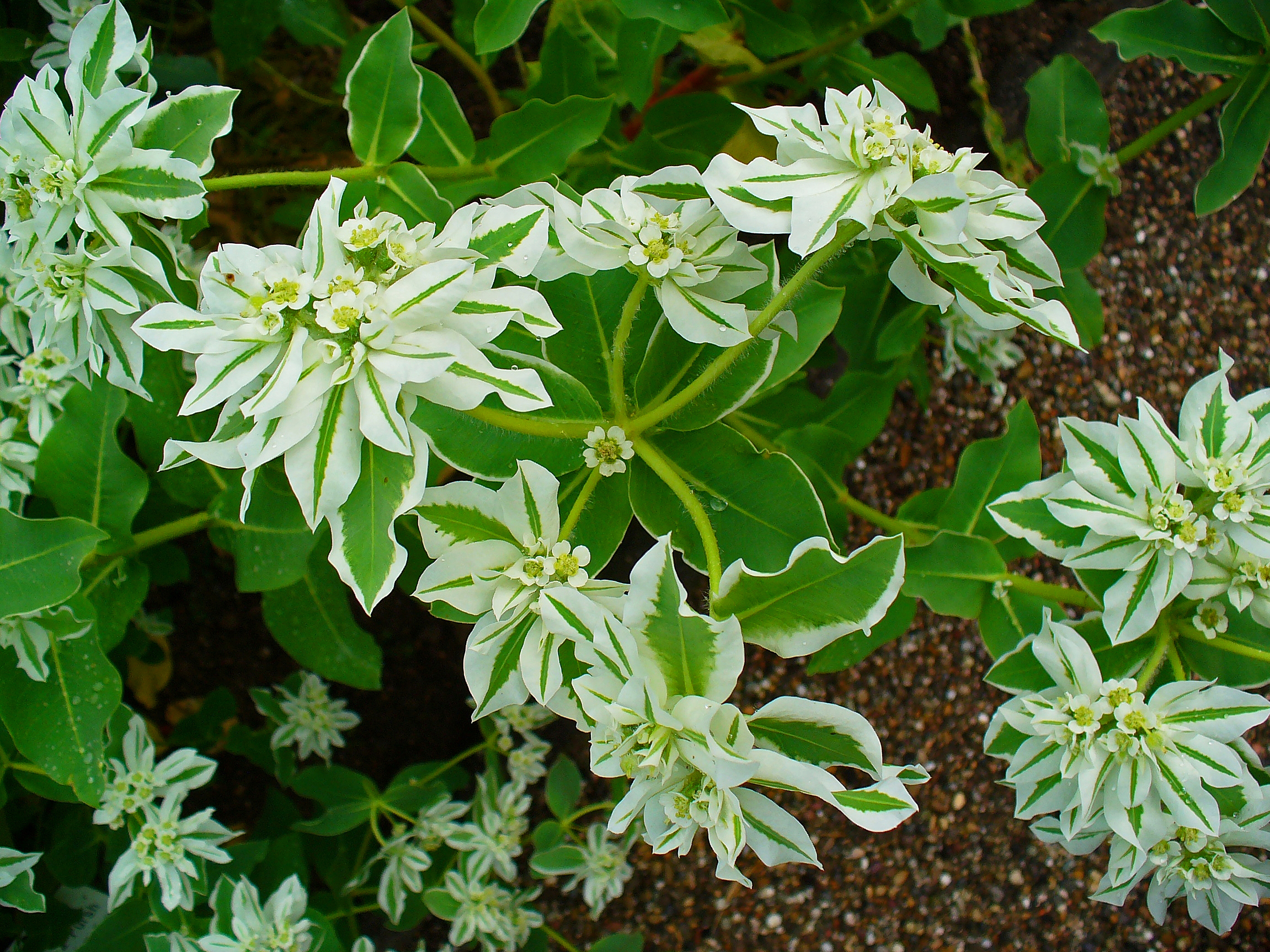
Euphorbia marginata

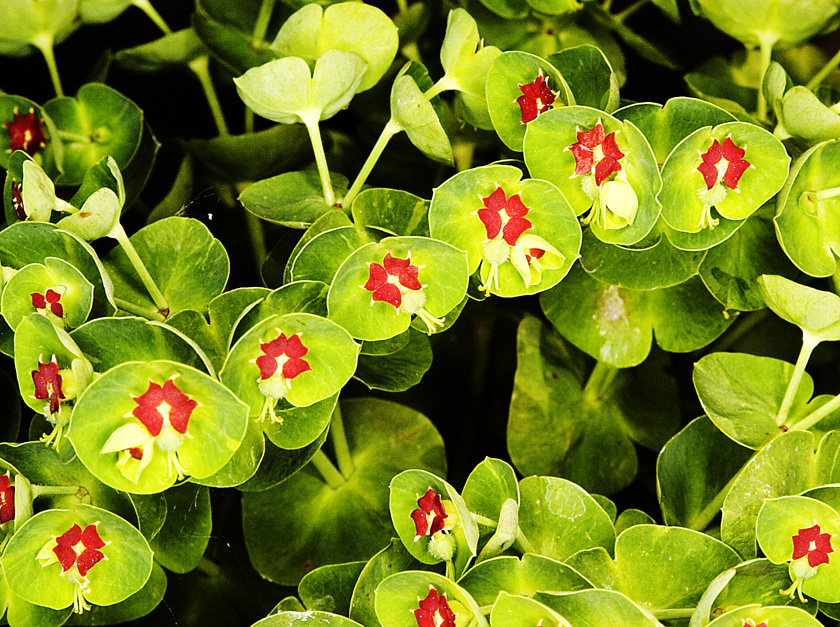
Euphorbia x martini

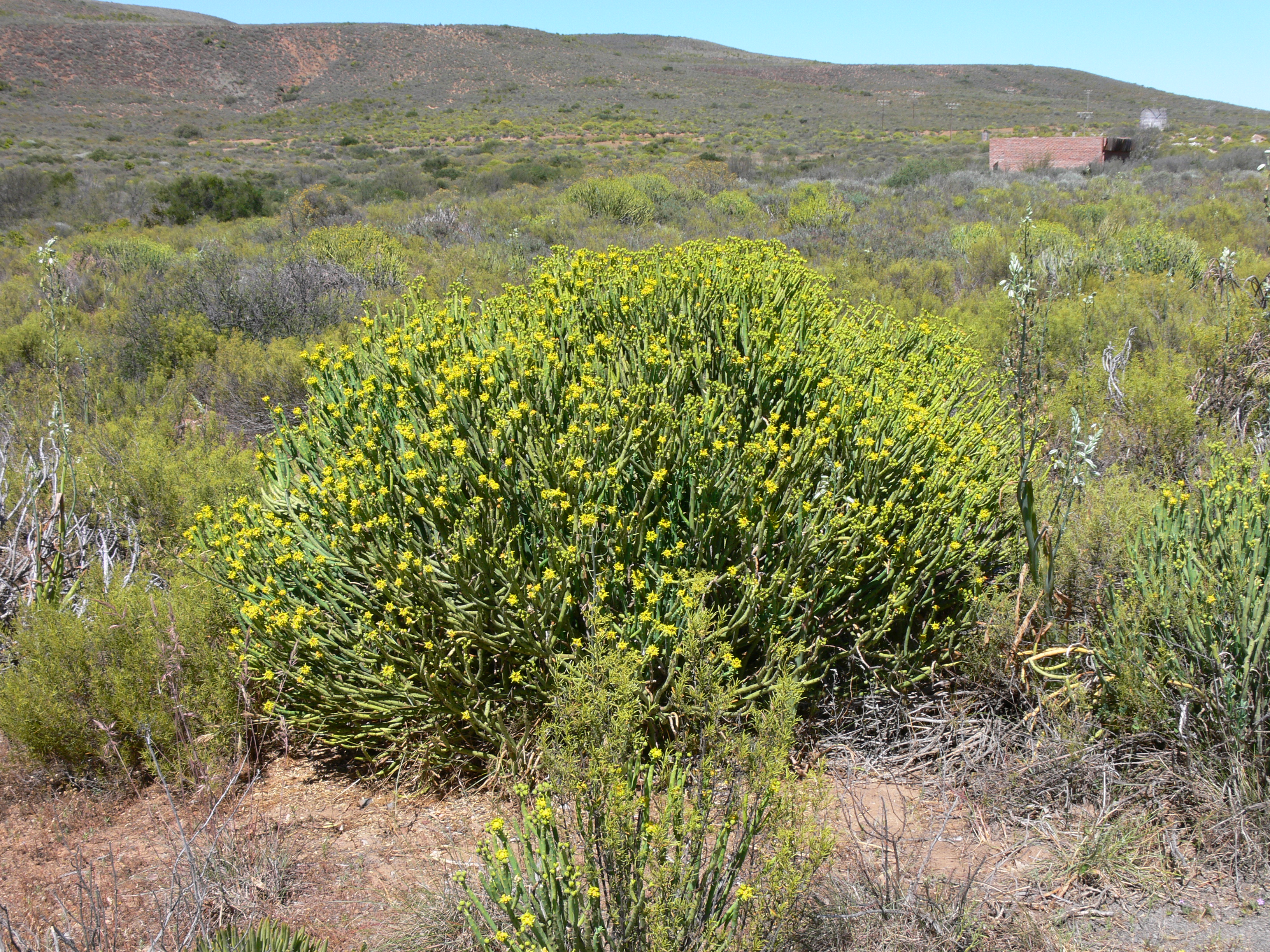
Euphorbia mauritanica

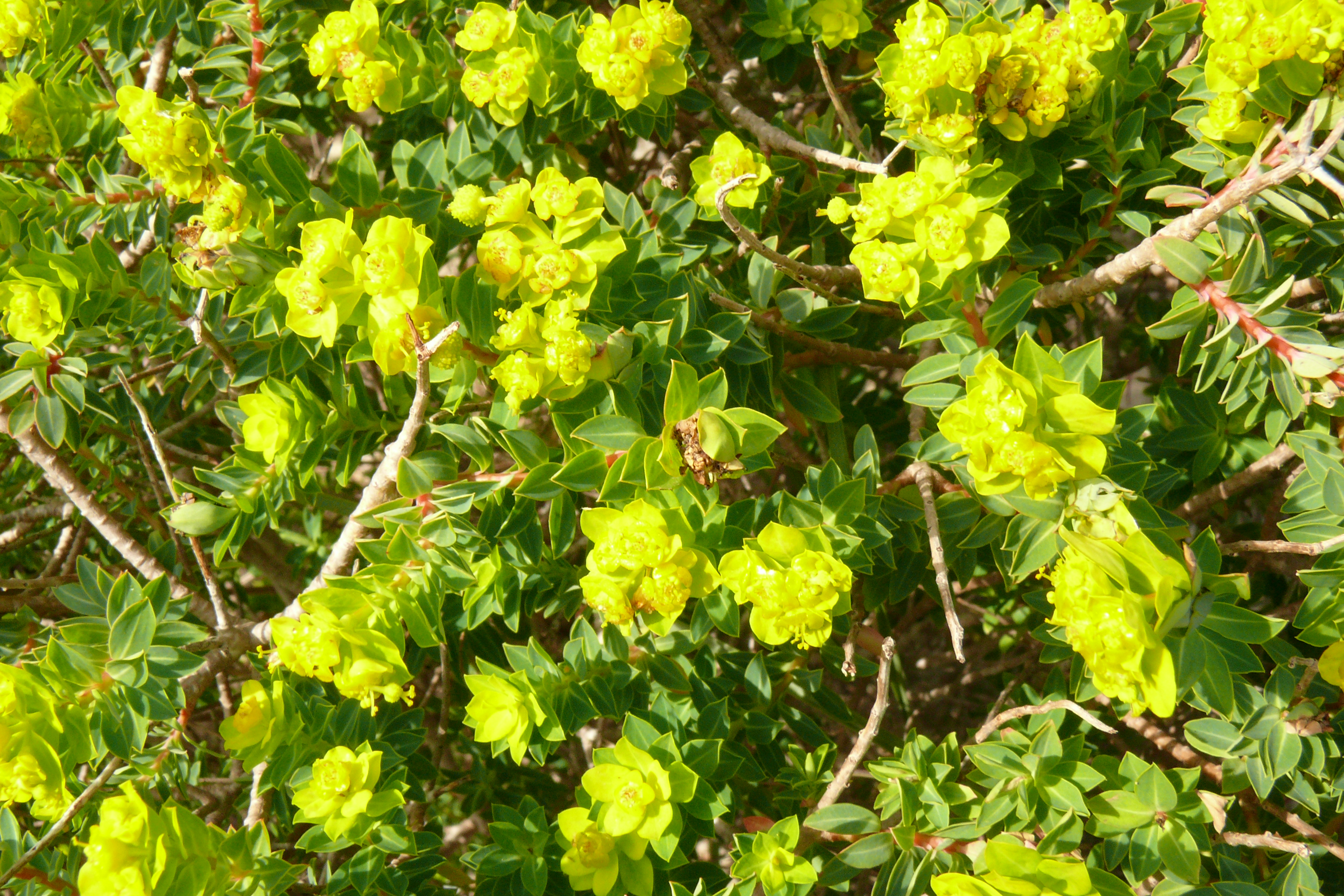
Euphorbia melitensis

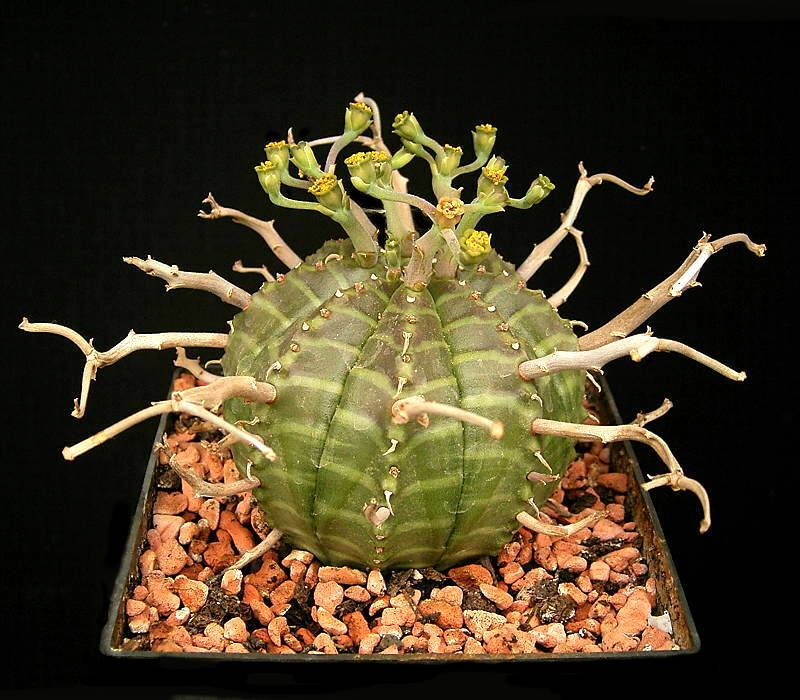
Euphorbia meloformis

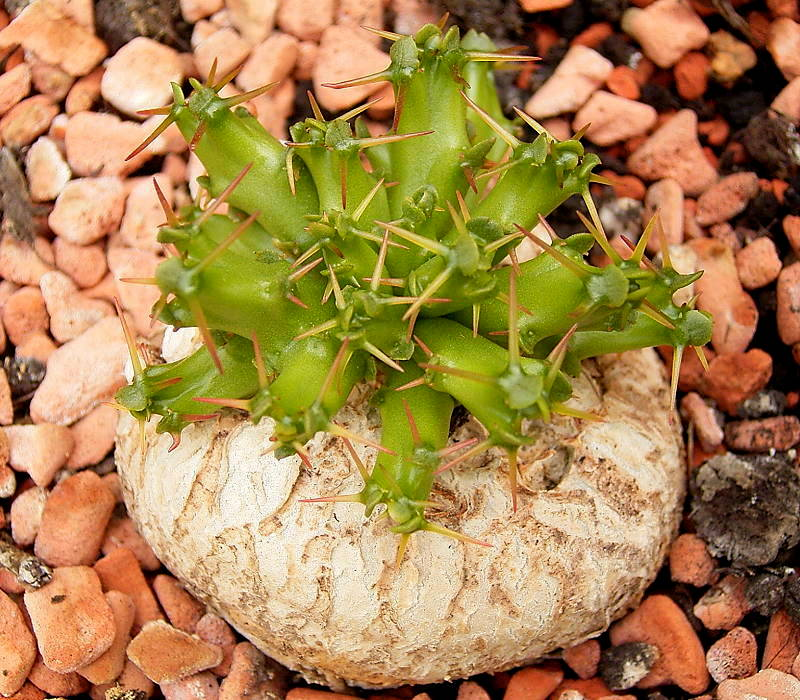
Euphorbia micracantha

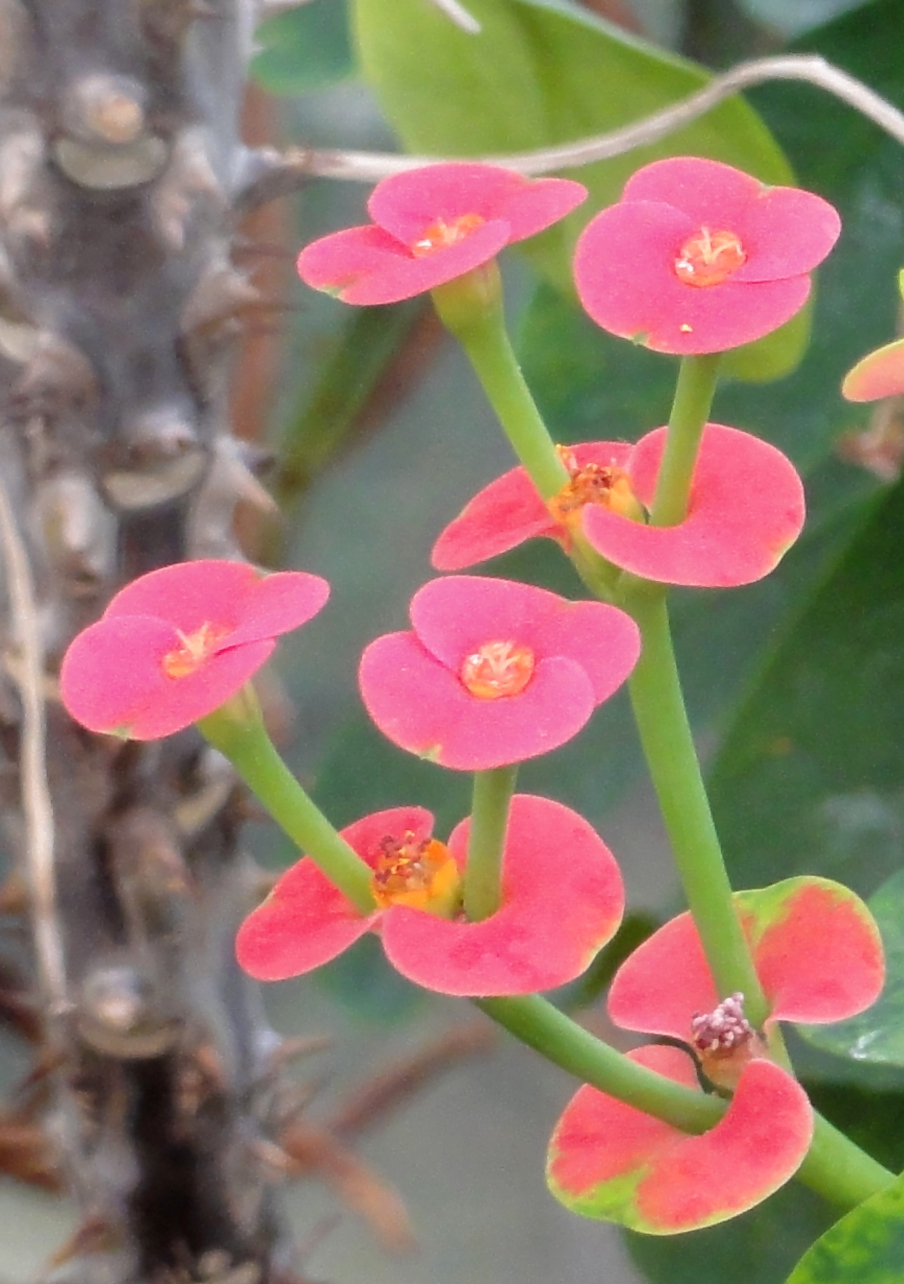
Euphorbia milii

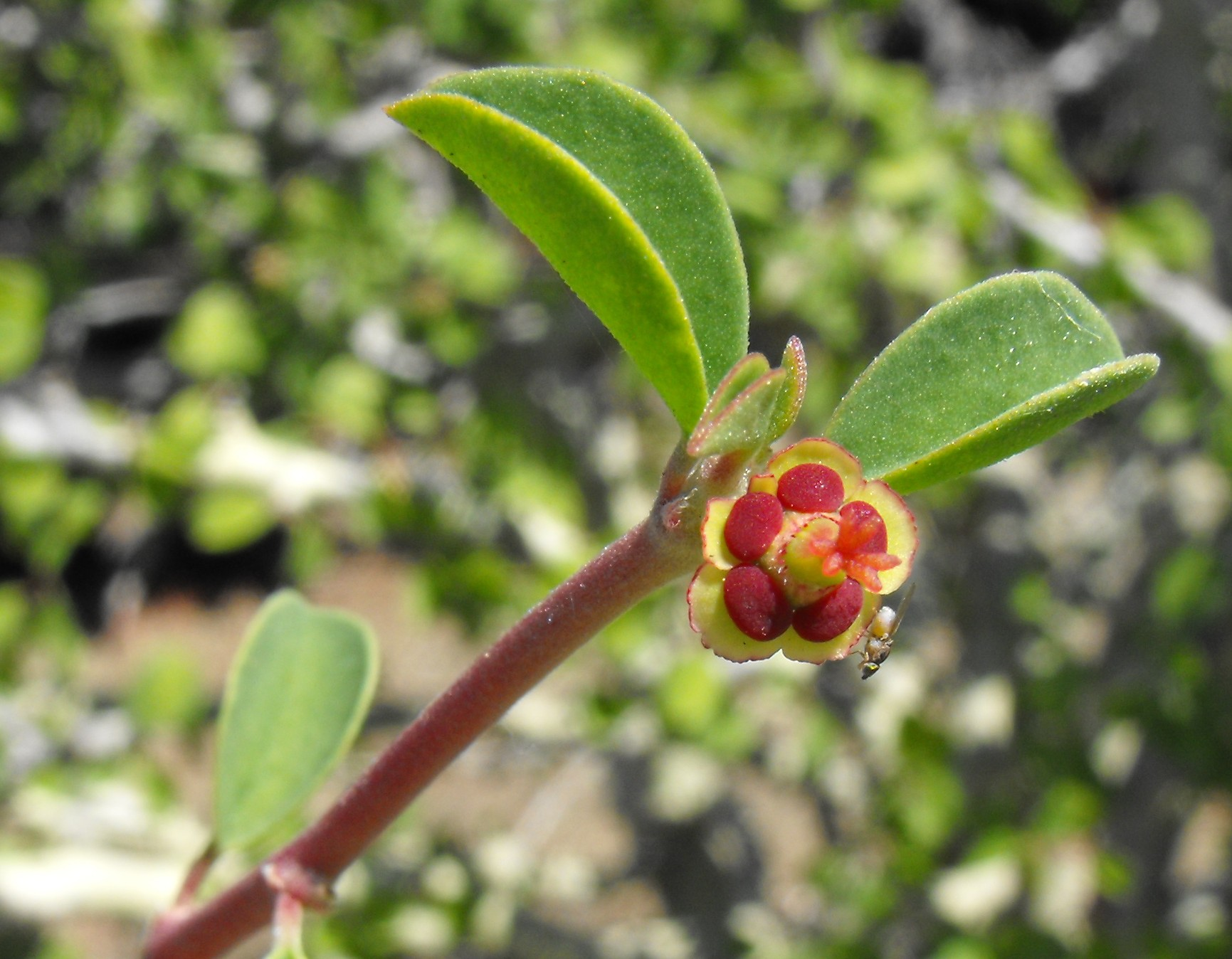
Euphorbia misera

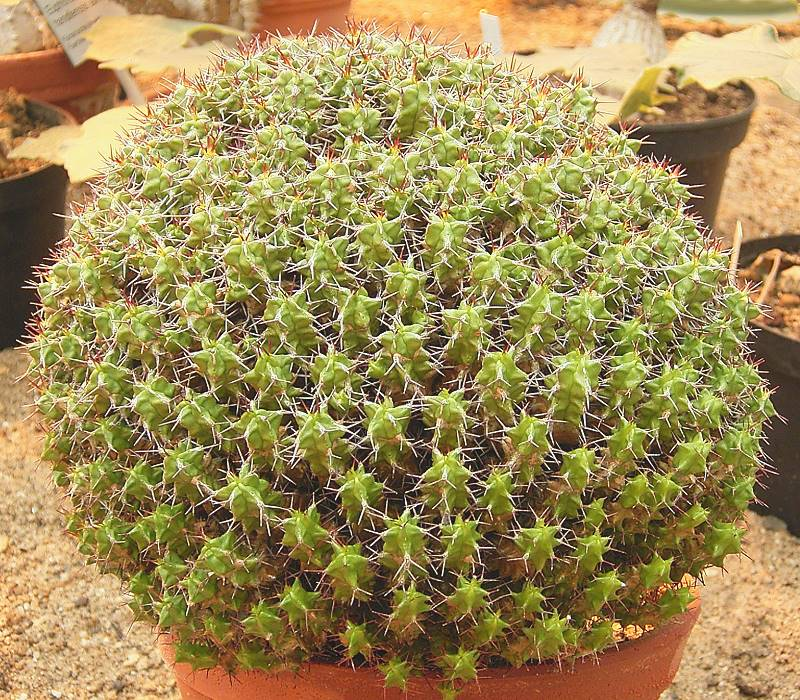
Euphorbia mitriformis

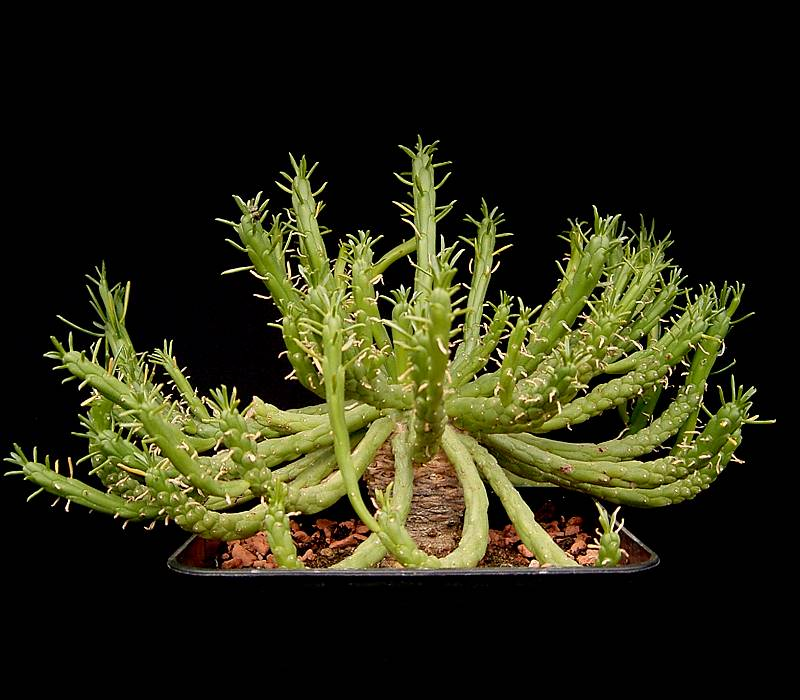
Euphorbia muirii

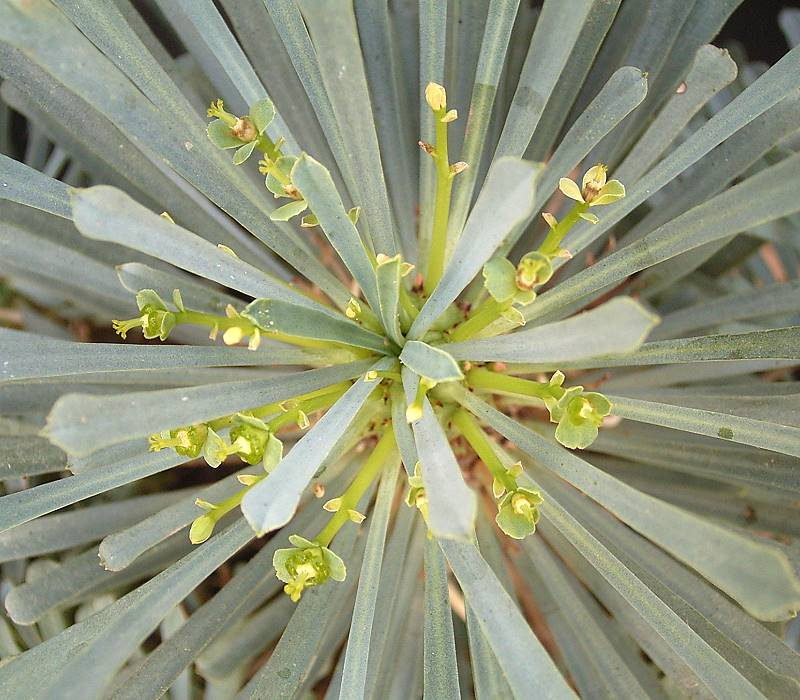
Euphorbia multifolia

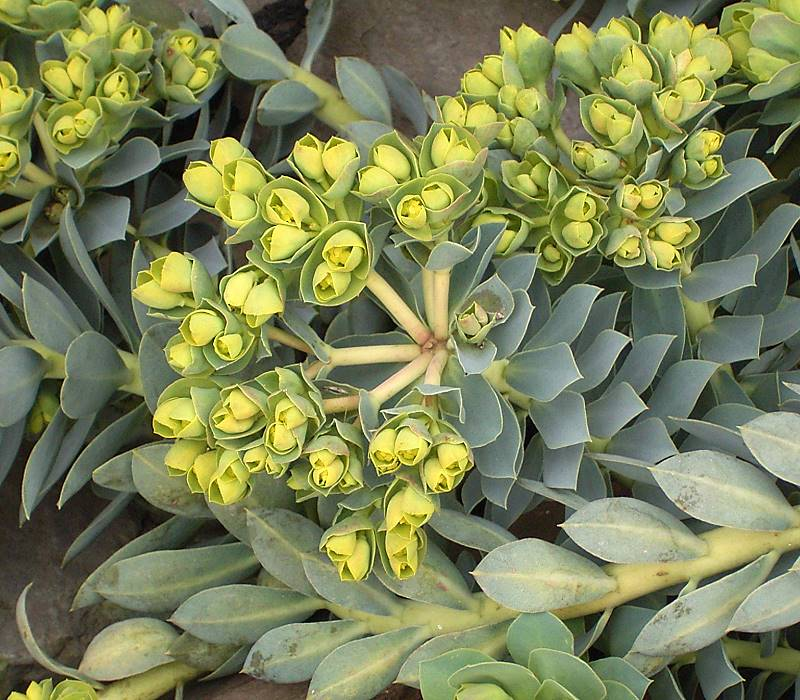
Euphorbia myrsinites

- Euphorbia macgillivrayi Boiss., 1862
- Euphorbia machrisiae Steyerm., 1958
- Euphorbia × macinensis Prodán, 1953
- Euphorbia maconochieana B.G.Thomson, 1992
- Euphorbia macra Hiern, 1900
- Euphorbia macraulonia Phil., 1895
- Euphorbia macrocarpa Boiss. & Buhse, 1860
- Euphorbia macroceras Fisch. & C.A.Mey., 1838
- Euphorbia macroclada Boiss., 1844
- Euphorbia macroglypha Lem., 1857
- Euphorbia macrophylla Pax, 1894
- Euphorbia macropodoides B.L.Rob. & Greenm., 1895
- Euphorbia macropus (Klotzsch & Garcke) Boiss., 1862
- Euphorbia macrorhiza C.A.Mey. ex Ledeb., 1830
- Euphorbia maculata L., 1753
- Euphorbia macvaughii Carvajal & Lomelí, 1981
- Euphorbia maddenii Boiss., 1862
- Euphorbia madinahensis Fayed & Al-Zahrani, 2007
- Euphorbia mafingensis (Hargr.) Bruyns, 2006
- Euphorbia magdalenae Benth., 1844
- Euphorbia magnicapsula S.Carter, 1987
  - Euphorbia magnicapsula var. lacertosa S.Carter, 1987
  - Euphorbia magnicapsula var. magnicapsula
- Euphorbia magnifica (E.A.Bruce) Bruyns, 2006
- Euphorbia mahabobokensis Rauh, 1995
- Euphorbia mahafalensis Denis, 1921
  - Euphorbia mahafalensis var. mahafalensis
  - Euphorbia mahafalensis var. xanthadenia (Denis) Leandri, 1946
- Euphorbia mainty (Poiss.) Denis ex Leandri, 1966
- Euphorbia major (Pax) Bruyns, 2007
- Euphorbia makallensis S.Carter, 1981
- Euphorbia makinoi Hayata, 1911
- Euphorbia maleolens E.Phillips, 1932
- Euphorbia malevola L.C.Leach, 1964
- Euphorbia malleata Boiss., 1862
- Euphorbia malurensis Rech.f., 1963
- Euphorbia malvana Maire, 1940
- Euphorbia mamfwensis (Malaisse & Lecron) Bruyns, 2006
- Euphorbia mammillaris L., 1753
- Euphorbia mandravioky Leandri, 1958
- Euphorbia mangelsdorffii Rauh, 1998
- Euphorbia mangokyensis Denis, 1921
- Euphorbia mangorensis Leandri, 1945
- Euphorbia marayensis Subils, 1975
- Euphorbia maresii Knoche, 1922
  - Euphorbia maresii subsp. balearica (Willk.) Malag., 1973
  - Euphorbia maresii subsp. maresii
- Euphorbia margalidiana Kuhbier & Lewej., 1978
- Euphorbia margaretae S.Carter, 1992
- Euphorbia marginata Pursh, 1814
- Euphorbia maritae Rauh, 1999
- Euphorbia marlothiana N.E.Br., 1915
- Euphorbia maromokotrensis Rebmann, 2009
- Euphorbia × marreroi Molero & Rovira, 2005
- Euphorbia marrupana Bruyns, 2006
- Euphorbia marsabitensis S.Carter, 1982
- Euphorbia marschalliana Boiss., 1846
  - Euphorbia marschalliana subsp. armena (Prokh.) Oudejans, 1993
  - Euphorbia marschalliana subsp. marschalliana
  - Euphorbia marschalliana subsp. woronowii (Grossh.) Prokh., 1964
- Euphorbia martinae Rauh, 1999
- Euphorbia × martini Rouy, 1900
- Euphorbia maryrichardsiae G.Will., 2008
- Euphorbia masirahensis Ghaz., 1993
- Euphorbia matabelensis Pax, 1901
- Euphorbia matritensis Boiss., 1860
- Euphorbia mauritanica L., 1753
- Euphorbia maysillesii McVaugh, 1961
- Euphorbia mazicum Emb. & Maire, 1929
- Euphorbia mcvaughiana M.C.Johnst., 1975
- Euphorbia medicaginea Boiss., 1838
- Euphorbia meenae S.Carter, 2000
- Euphorbia megalatlantica Ball, 1875
- Euphorbia megalocarpa Rech.f., 1963
- Euphorbia melanadenia Torr. & A.Gray, 1857
- Euphorbia melanocarpa Boiss., 1862
- Euphorbia melanohydrata Nel, 1935
- Euphorbia melitensis Parl., 1869
- Euphorbia mellifera Aiton, 1789
- Euphorbia meloformis Aiton, 1789
  - Euphorbia meloformis subsp. meloformis
  - Euphorbia meloformis subsp. valida (N.E.Br.) G.D.Rowley, 1998
- Euphorbia memoralis R.A.Dyer, 1952
- Euphorbia mendezii Boiss., 1860
- Euphorbia mercurialina Michx., 1803
- Euphorbia meridensis Pittier, 1929
- Euphorbia meridionalis P.R.O.Bally & S.Carter, 1982
- Euphorbia mertonii Fosberg, 1978
- Euphorbia mesembryanthemifolia Jacq., 1760
- Euphorbia meuleniana O.Schwartz, 1939
- Euphorbia mexiae Standl., 1929
- Euphorbia meyeniana Klotzsch, 1843
- Euphorbia meyeriana Galushko, 1970
- Euphorbia michaelii Thulin, 2009
- Euphorbia micracantha Boiss., 1860
- Euphorbia micractina Boiss., 1862
- Euphorbia micradenia Boiss., 1862
- Euphorbia microcarpa (Prokh.) Krylov, 1934
- Euphorbia microcephala Boiss., 1866
- Euphorbia micromera Boiss. ex Engelm., 1861
- Euphorbia microsciadia Boiss., 1846
- Euphorbia microsphaera Boiss., 1846
- Euphorbia migiurtinorum Chiov., 1929
- Euphorbia milii Des Moul., 1826
  - Euphorbia milii var. bevilaniensis (Croizat) Ursch & Leandri, 1955
  - Euphorbia milii var. hislopii (N.E.Br.) Ursch & Leandri, 1955
  - Euphorbia milii var. longifolia Rauh, 1967
  - Euphorbia milii var. milii
  - Euphorbia milii var. roseana Marn.-Lap. ex Demoly, 2002
  - Euphorbia milii var. splendens (Bojer ex Hook.) Ursch & Leandri, 1955
  - Euphorbia milii var. tenuispina Rauh & Razaf., 1991
  - Euphorbia milii var. tulearensis Ursch & Leandri, 1955
- Euphorbia millotii Ursch & Leandri, 1955
- Euphorbia millspaughii V.W.Steinm. & P.E.Berry, 2007
- Euphorbia minbuensis Gage, 1914
- Euphorbia minuta Loscos & J.Pardo, 1863
  - Euphorbia minuta subsp. minuta
  - Euphorbia minuta subsp. moleroi P.Monts. & Ferrández, 1998
- Euphorbia minutifolia Boiss., 1866
- Euphorbia minutula Boiss., 1866
- Euphorbia mira L.C.Leach, 1986
- Euphorbia miscella L.C.Leach, 1984
- Euphorbia misella S.Watson, 1891
- Euphorbia misera Benth., 1844
- Euphorbia missurica Raf., 1832
- Euphorbia mitchelliana Boiss., 1862
- Euphorbia mitriformis P.R.O.Bally & S.Carter, 1976
- Euphorbia mixta N.E.Br., 1925
- Euphorbia mlanjeana L.C.Leach, 1973
- Euphorbia moehringioides Pax, 1899
- Euphorbia monacantha Pax, 1903
- Euphorbia monadenioides M.G.Gilbert, 1987
- Euphorbia monantha C.Wright ex Boiss., 1862
- Euphorbia mongolica (Prokh.) Prokh., 1949
- Euphorbia monocyathium (Prokh.) Prokh., 1949
- Euphorbia monostyla Prokh., 1949
- Euphorbia monteiroi Hook., 1865
  - Euphorbia monteiroi subsp. brandbergensis B.Nord., 1974
  - Euphorbia monteiroi subsp. monteiroi
  - Euphorbia monteiroi subsp. ramosa L.C.Leach, 1964
- Euphorbia montenegrina (Bald.) K.Malý, 1908
- Euphorbia moratii Rauh, 1970
  - Euphorbia moratii var. antsingiensis Cremers, 1984
  - Euphorbia moratii var. bemarahensis Cremers, 1984
  - Euphorbia moratii var. moratii
  - Euphorbia moratii var. multiflora Rauh, 1991
- Euphorbia mosaica P.R.O.Bally & S.Carter, 1976
- Euphorbia mossambicensis (Klotzsch & Garcke) Boiss., 1862
- Euphorbia mossamedensis N.E.Br., 1913
- Euphorbia mucronulata (Prokh.) Pavlov, 1933
- Euphorbia muelleri Boiss., 1862
- Euphorbia muirii N.E.Br., 1915
- Euphorbia multiceps A.Berger, 1905
- Euphorbia multiclava P.R.O.Bally & S.Carter, 1974
- Euphorbia multifida N.E.Br., 1915
- Euphorbia multifolia A.C.White, R.A.Dyer & B.Sloane, 1941
- Euphorbia multiformis Gaudich. ex Hook. & Arn., 1832
- Euphorbia multinodis Urb., 1899
- Euphorbia multiramosa Nel, 1935
- Euphorbia multiseta Benth., 1840
- Euphorbia mundii N.E.Br., 1915
- Euphorbia munizii Borhidi, 1972
- Euphorbia muraltioides N.E.Br., 1915
- Euphorbia muricata Thunb., 1800
- Euphorbia muscicola Fernald, 1901
- Euphorbia musilii Velen., 1912
- Euphorbia mwinilungensis L.C.Leach, 1976
- Euphorbia myrioclada S.Carter, 1992
- Euphorbia myrsinites L., 1753
  - Euphorbia myrsinites subsp. myrsinites
  - Euphorbia myrsinites subsp. rechingeri (Greuter) Aldén, 1986
- Euphorbia myrtillifolia L., 1759
- Euphorbia myrtoides Boiss., 1862

## N

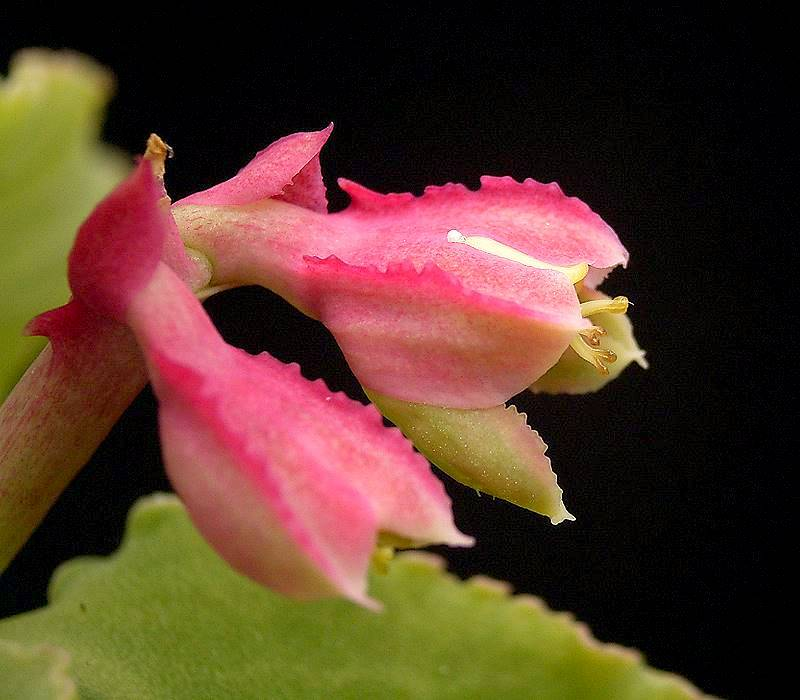
Euphorbia neoarborescens

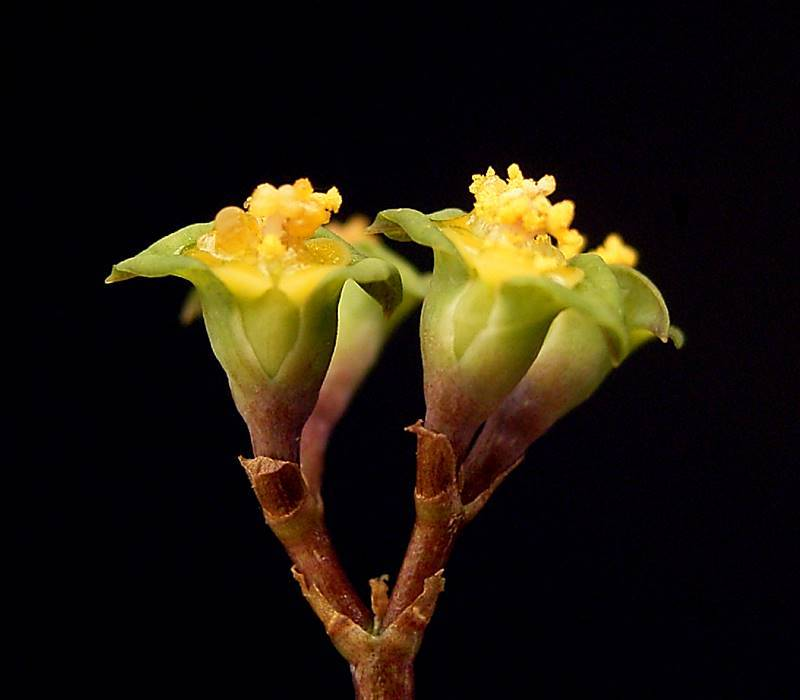
Euphorbia neobosseri

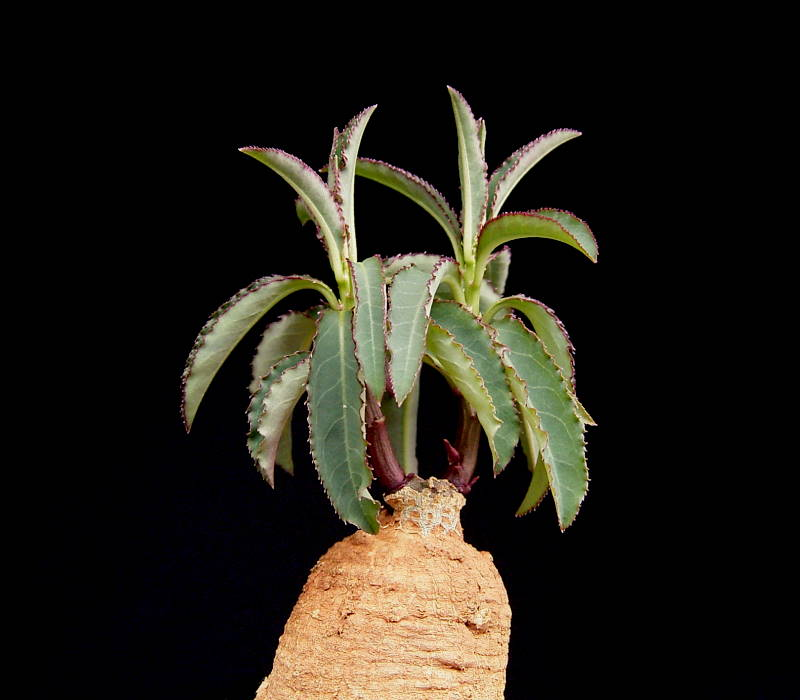
Euphorbia neocrispa

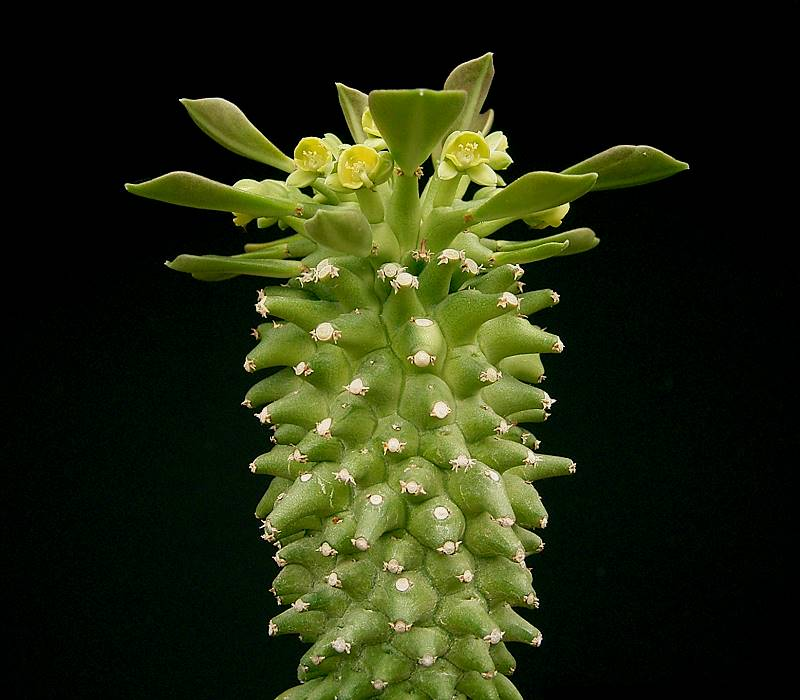
Euphorbia neoreflexa

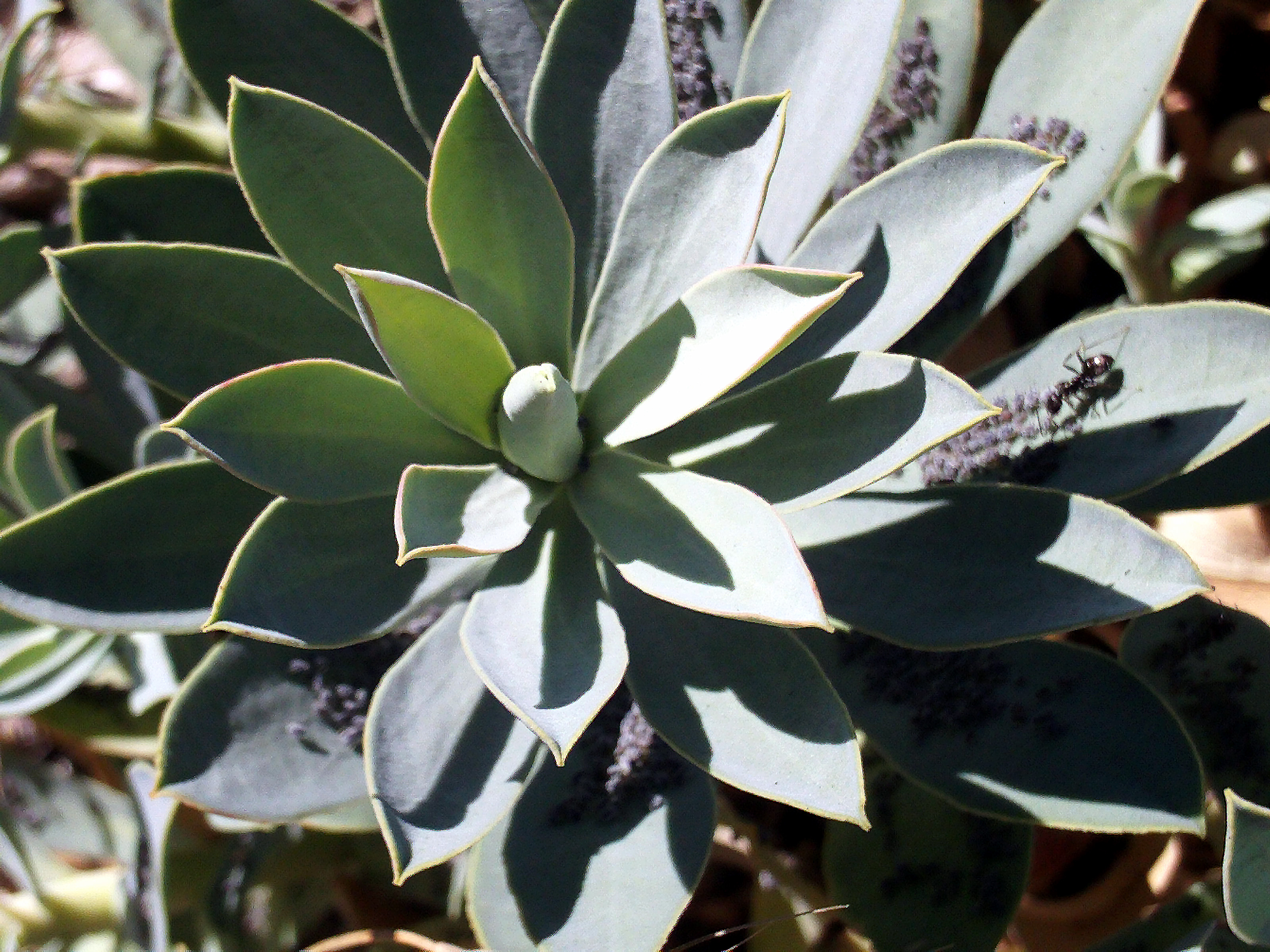
Euphorbia nevadensis

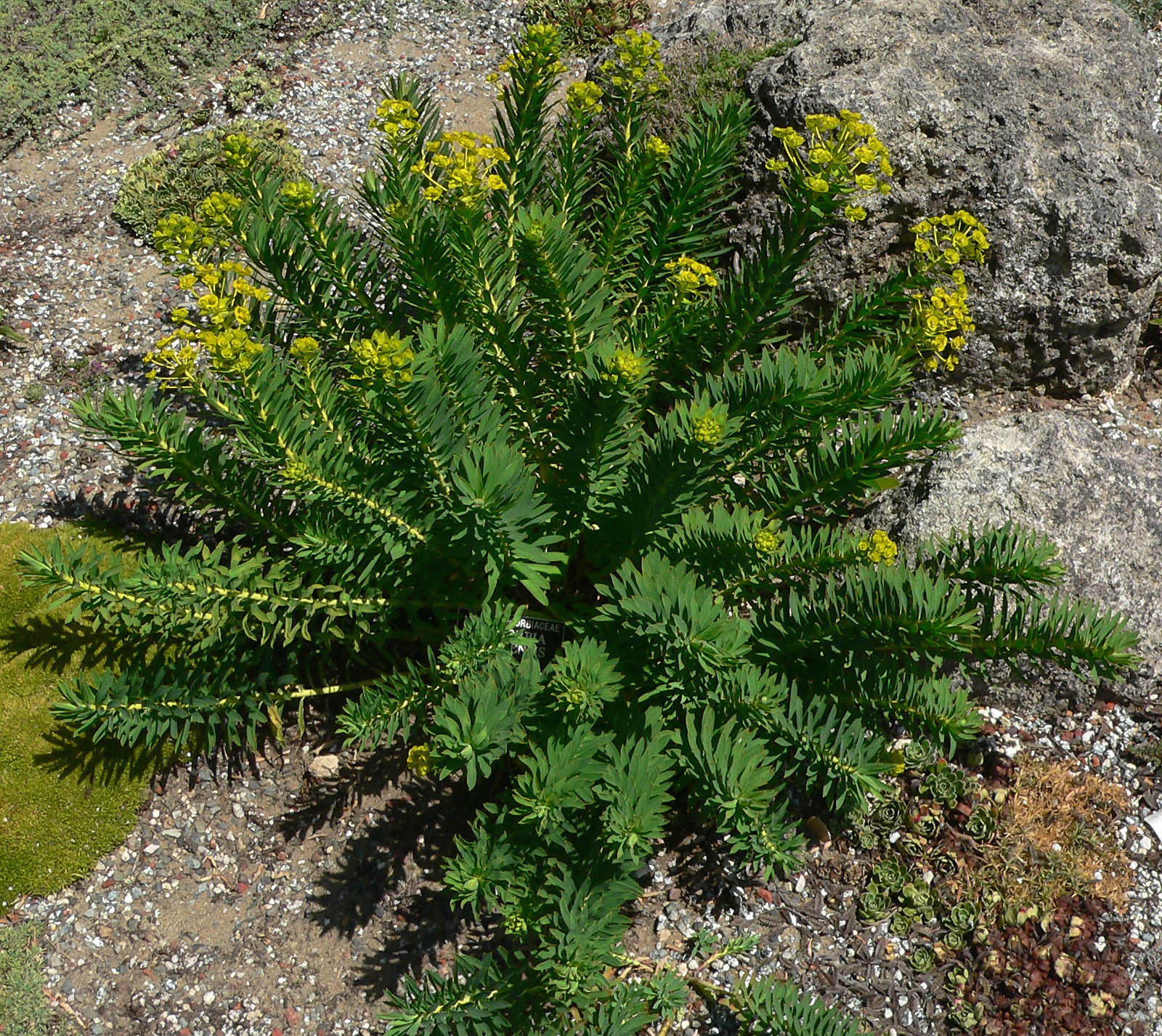
Euphorbia nicaeensis

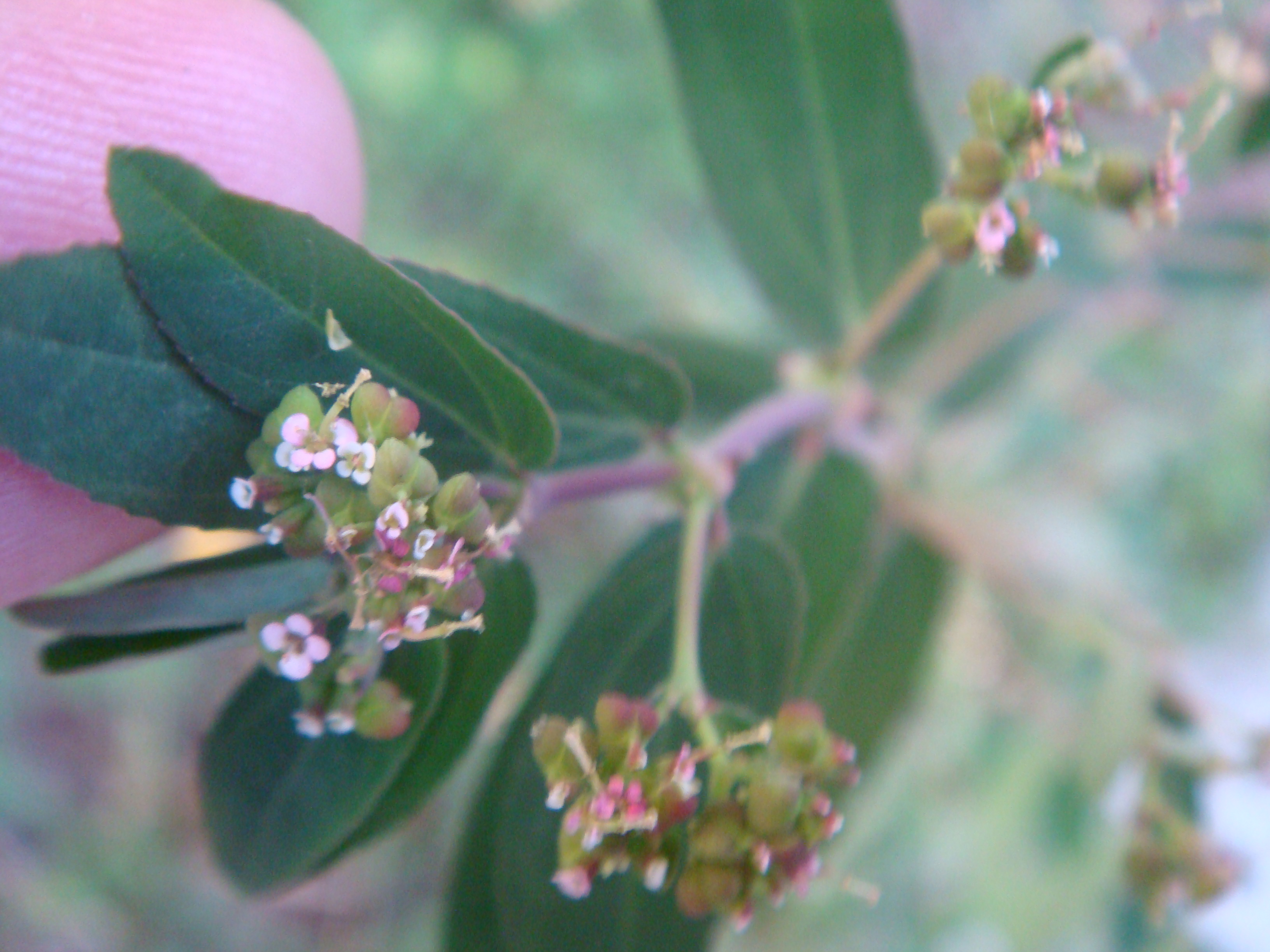
Euphorbia nutans

- Euphorbia nagleri (Klotzsch & Garcke) Boiss., 1862
- Euphorbia namibensis Marloth, 1910
- Euphorbia namuliensis Bruyns, 2006
- Euphorbia namuskluftensis L.C.Leach, 1983
- Euphorbia nana Royle, 1836
- Euphorbia natalensis Bernh. ex Krauss, 1845
- Euphorbia × navae Svent., 1948
- Euphorbia nayarensis V.W.Steinm., 2001
- Euphorbia negromontana N.E.Br., 1911
- Euphorbia neilmulleri M.C.Johnst., 1975
- Euphorbia nelii A.C.White, R.A.Dyer & B.Sloane, 1941
- Euphorbia neoangolensis Bruyns, 2006
- Euphorbia neoarborescens Bruyns, 2006
- Euphorbia neobosseri Rauh, 1992
- Euphorbia neocaledonica Boiss., 1866
- Euphorbia neocapitata Bruyns, 2006
- Euphorbia neococcinea Bruyns, 2006
- Euphorbia neocrispa Bruyns, 2006
- Euphorbia neocymosa Bruyns, 2006
- Euphorbia neogillettii Bruyns, 2006
- Euphorbia neoglabrata Bruyns, 2006
- Euphorbia neoglaucescens Bruyns, 2006
- Euphorbia neogoetzei Bruyns, 2006
- Euphorbia neogossweileri Bruyns, 2006
- Euphorbia neogracilis Bruyns, 2006
- Euphorbia neohalipedicola Bruyns, 2006
- Euphorbia neohumbertii Boiteau, 1942
- Euphorbia neokaessneri Bruyns, 2007
- Euphorbia neomontana Bruyns, 2006
- Euphorbia neoparviflora Bruyns, 2006
- Euphorbia neopedunculata Bruyns, 2006
- Euphorbia neopolycnemoides Pax & K.Hoffm., 1910
- Euphorbia neoreflexa Bruyns, 2006
- Euphorbia neorubella Bruyns, 2006
- Euphorbia neostolonifera Bruyns, 2006
- Euphorbia neovirgata Bruyns, 2006
- Euphorbia nephradenia Barneby, 1966
- Euphorbia nereidum Jahand. & Maire, 1923
- Euphorbia neriifolia L., 1753
- Euphorbia nevadensis Boiss. & Reut., 1852
  - Euphorbia nevadensis subsp. aragonensis (Loscos & J.Pardo) O.Bolòs & Vigo, 1974
  - Euphorbia nevadensis subsp. bolosii Molero & Rovira, 1993
  - Euphorbia nevadensis subsp. nevadensis
- Euphorbia nicaeensis All., 1785
  - Euphorbia nicaeensis subsp. demnatensis (Coss. ex Batt. & Trab.) Breistr.
  - Euphorbia nicaeensis var. hispanica (Degen & Hervier) Cuatrec., 1929
  - Euphorbia nicaeensis subsp. nicaeensis
  - Euphorbia nicaeensis subsp. prostrata (Fiori) Arrigoni, 1981
- Euphorbia nicholasii Oudejans, 1989
- Euphorbia nigrispina N.E.Br., 1911
- Euphorbia nigrispinoides M.G.Gilbert, 1993
- Euphorbia nivulia Buch.-Ham., 1825
- Euphorbia nocens (L.C.Wheeler) V.W.Steinm., 2003
- Euphorbia nodosa Houtt., 1777
- Euphorbia nogalensis (A.Hässl.) S.Carter, 1988
- Euphorbia norfolkiana Boiss., 1862
- Euphorbia normannii Schmalh. ex Lipsky, 1891
- Euphorbia notoptera Boiss., 1862
- Euphorbia noxia Pax, 1894
- Euphorbia nubica N.E.Br., 1911
- Euphorbia nubigena L.C.Leach, 1976
  - Euphorbia nubigena var. nubigena
  - Euphorbia nubigena var. rutilans L.C.Leach, 1976
- Euphorbia nuda Velen., 1891
- Euphorbia nudicaulis Perr., 1824
- Euphorbia nummularia Hook.f., 1847
- Euphorbia nurae P.Fraga & Rosselló, 2011
- Euphorbia nutans Lag., 1816
- Euphorbia × nyaradyana Prodán, 1957
- Euphorbia nyassae Pax, 1904
- Euphorbia nyikae Pax ex Engl., 1895
  - Euphorbia nyikae var. neovolkensii (Pax) S.Carter, 1987
  - Euphorbia nyikae var. nyikae

## O
- Euphorbia oatesii Rolfe, 1889

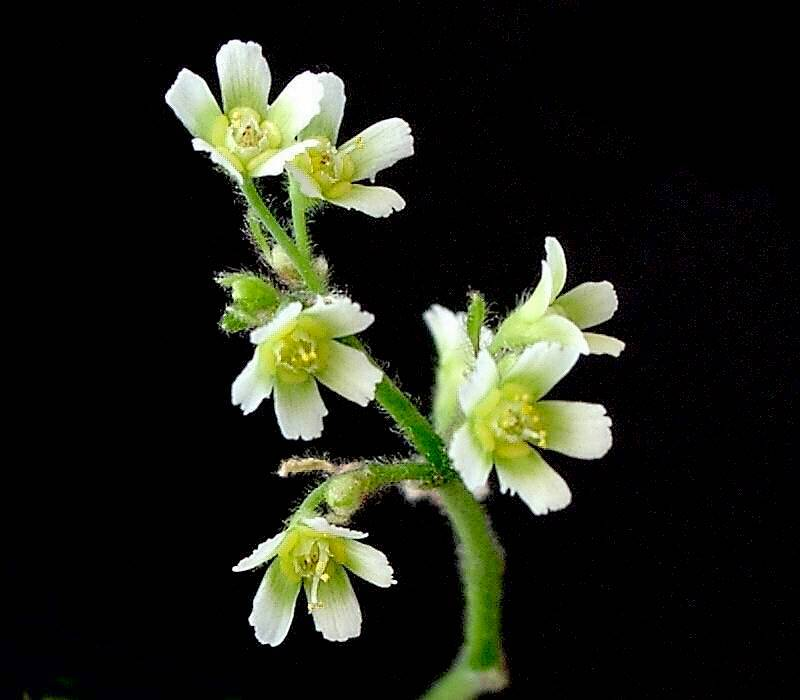
Euphorbia oaxacana

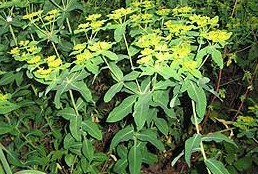
Euphorbia oblongata

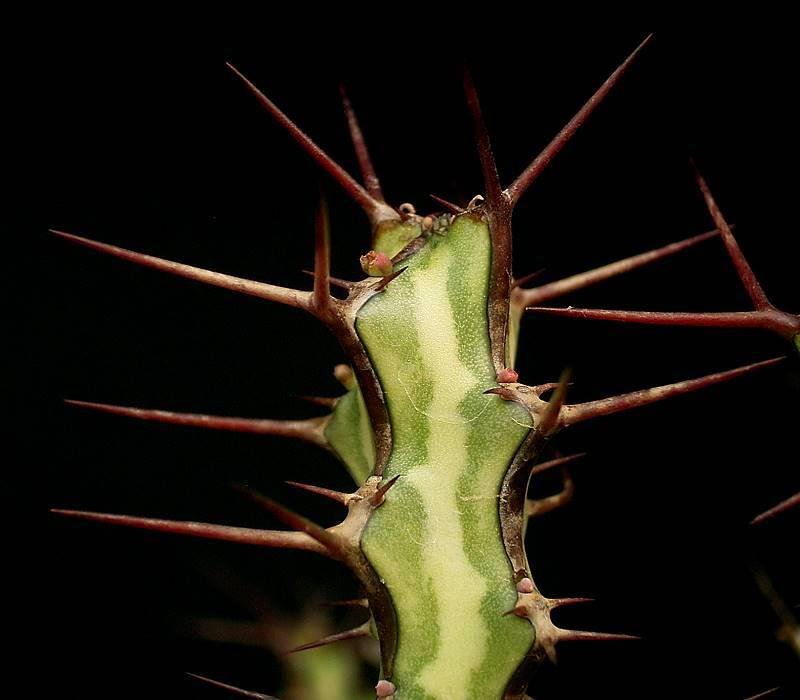
Euphorbia odontophora

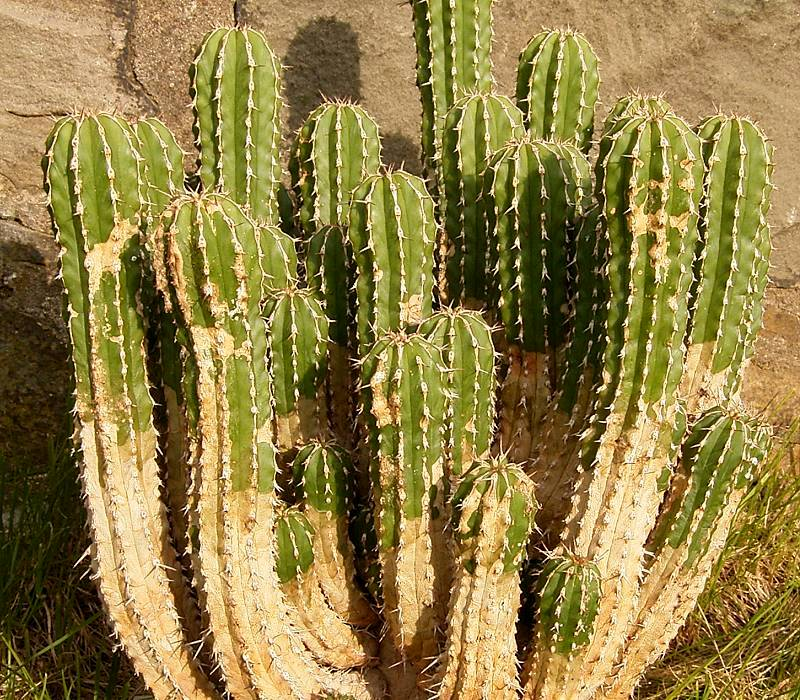
Euphorbia officinarum

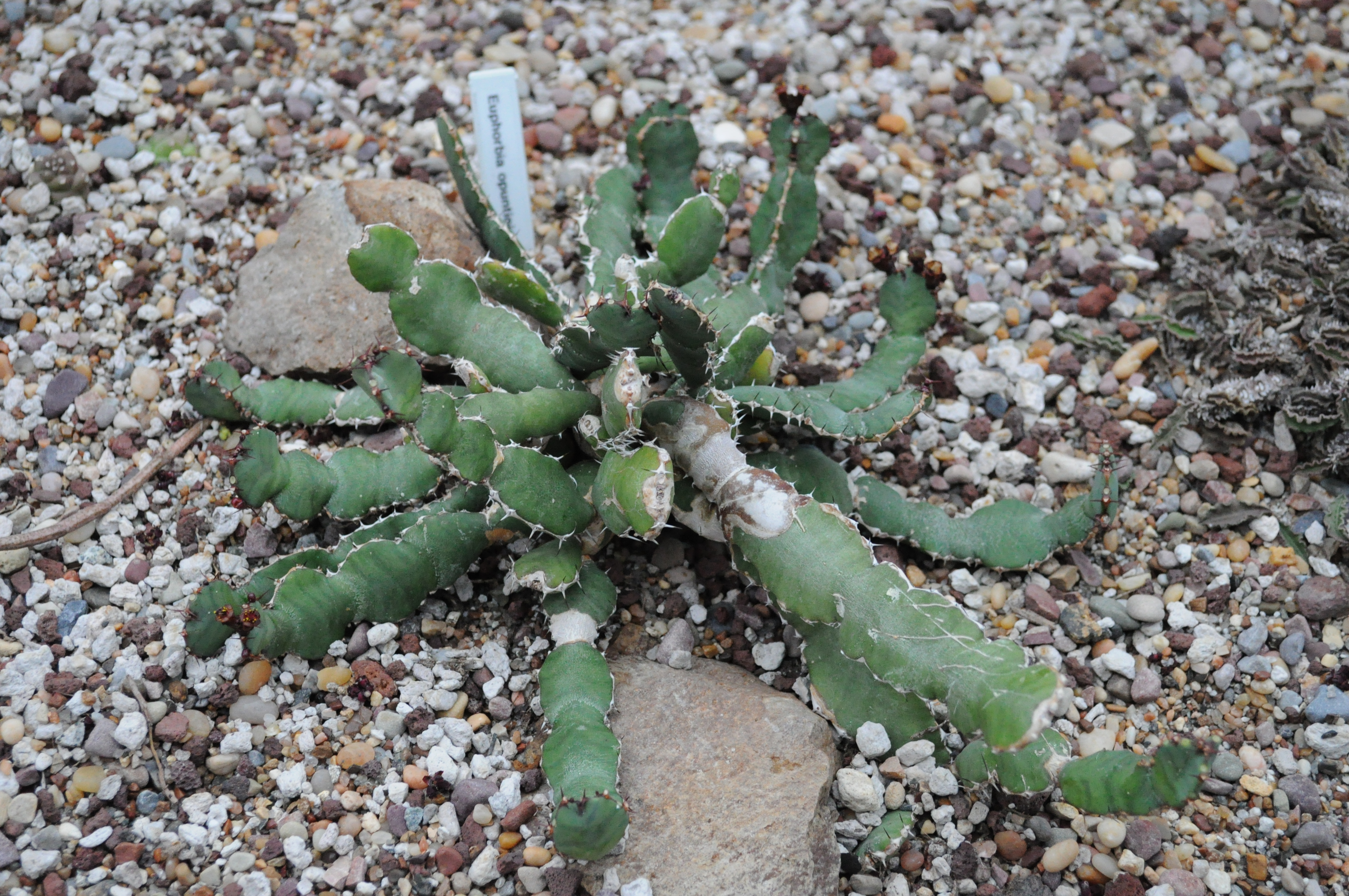
Euphorbia opuntioides

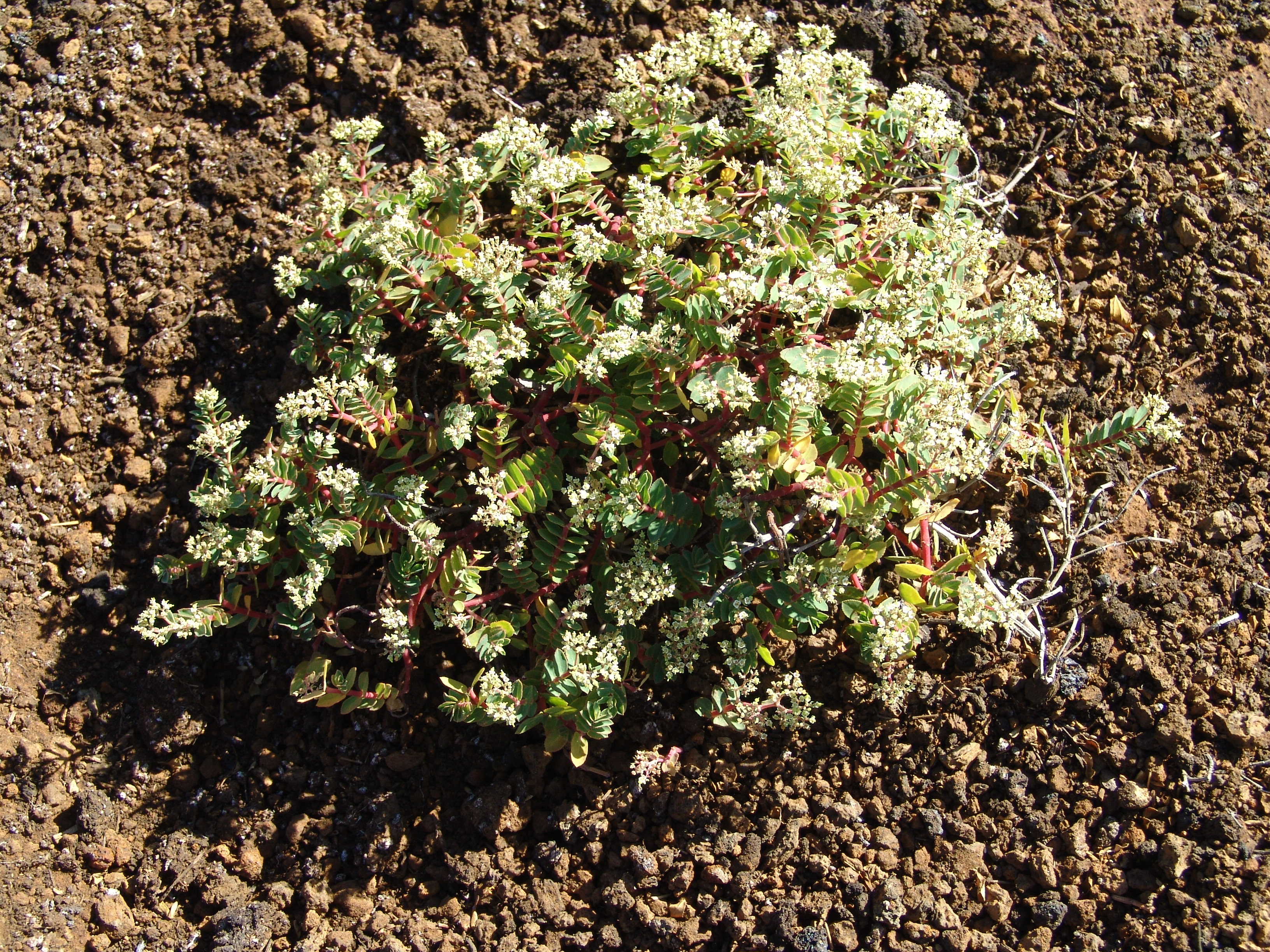
Euphorbia origanoides

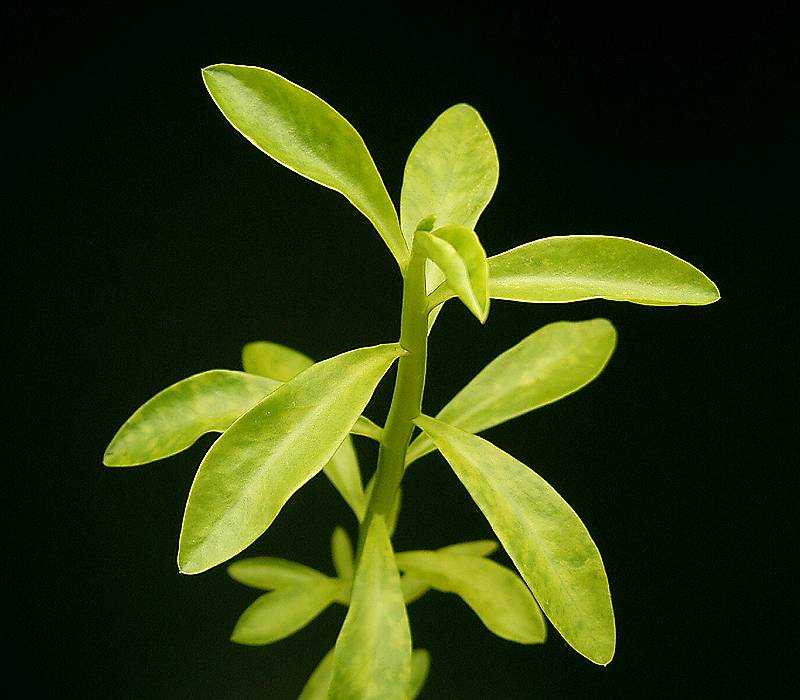
Euphorbia orthoclada

- Euphorbia oaxacana B.L.Rob. & Greenm., 1896
- Euphorbia obconica Bojer ex N.E.Br., 1912
- Euphorbia obcordata Balf.f., 1884
- Euphorbia obesa Hook.f., 1903
  - Euphorbia obesa subsp. obesa
  - Euphorbia obesa subsp. symmetrica (A.C.White, R.A.Dyer & B.Sloane) G.D.Rowley, 1998
- Euphorbia oblanceolata Balf.f., 1884
- Euphorbia obliqua F.A.Bauer ex Endl., 1833
- Euphorbia oblongata Griseb., 1843
  - Euphorbia oblongata var. oblongata
  - Euphorbia oblongata var. sessiliflora Boiss., 1862
- Euphorbia oblongifolia (K.Koch) K.Koch, 1849
- Euphorbia obovata Decne., 1834
- Euphorbia occidentaustralica Radcl.-Sm. & Govaerts, 1996
- Euphorbia ocellata Durand & Hilg., 1854
  - Euphorbia ocellata subsp. arenicola (Parish) Oudejans, 1989
  - Euphorbia ocellata subsp. ocellata
  - Euphorbia ocellata subsp. rattanii (S.Watson) Oudejans, 1989
- Euphorbia ocymoidea L., 1753
- Euphorbia odontophora S.Carter, 1982
- Euphorbia oerstediana (Klotzsch & Garcke) Boiss., 1862
- Euphorbia officinalis Forssk., 1775
- Euphorbia officinarum L., 1753
  - Euphorbia officinarum var. beaumieriana (Hook.f. & Coss.) Maire, 1932
  - Euphorbia officinarum subsp. echinus (Hook.f. & Coss.) Vindt, 1960
  - Euphorbia officinarum subsp. officinarum
- Euphorbia ogadenensis P.R.O.Bally & S.Carter, 1985
- Euphorbia ohiva Swanepoel, 2009
- Euphorbia oidorrhiza Pojark., 1951
- Euphorbia oligoclada L.C.Leach, 1976
- Euphorbia olowaluana Sherff, 1936
- Euphorbia omariana M.G.Gilbert, 1990
- Euphorbia ophthalmica Pers., 1806
- Euphorbia oppositifolia McVaugh, 1993
- Euphorbia opuntioides Welw. ex Hiern, 1900
- Euphorbia oranensis (Croizat) Subils, 1977
- Euphorbia orbiculata Kunth, 1817
- Euphorbia orbiculifolia S.Carter, 1990
- Euphorbia orbifolia (Alain) Oudejans, 1989
- Euphorbia orientalis L., 1753
- Euphorbia origanoides L., 1753
- Euphorbia orizabae Boiss., 1862
- Euphorbia orjeni Beck, 1920
- Euphorbia ornithopus Jacq., 1809
- Euphorbia orobanchoides (P.R.O.Bally) Bruyns, 2006
  - Euphorbia orobanchoides var. calycina (P.R.O.Bally) Bruyns, 2006
  - Euphorbia orobanchoides var. orobanchoides
- Euphorbia orphanidis Boiss., 1859
- Euphorbia orthoclada Baker, 1887
- Euphorbia oryctis Dinter, 1931
- Euphorbia osyridea Boiss., 1846
- Euphorbia osyridiformis Parsa, 1948
- Euphorbia otjingandu Swanepoel, 2009
- Euphorbia otjipembana L.C.Leach, 1976
- Euphorbia ovalleana Phil., 1895
- Euphorbia ovata (E.Mey. ex Klotzsch & Garcke) Boiss., 1862
- Euphorbia oxycoccoides Boiss., 1860
- Euphorbia oxyodonta Boiss., 1866
- Euphorbia oxyphylla Boiss., 1866
- Euphorbia oxystegia Boiss., 1860

## P

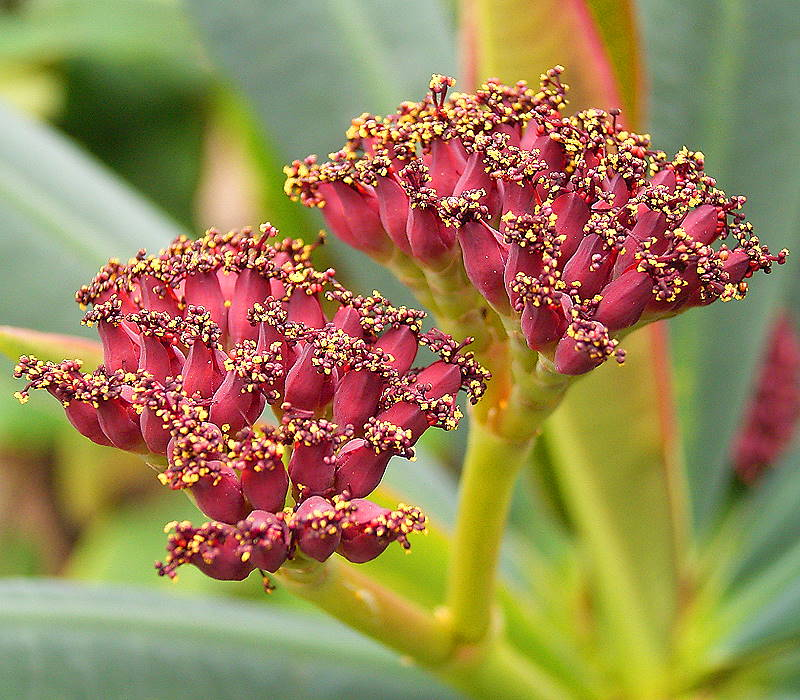
Euphorbia pachypodioides

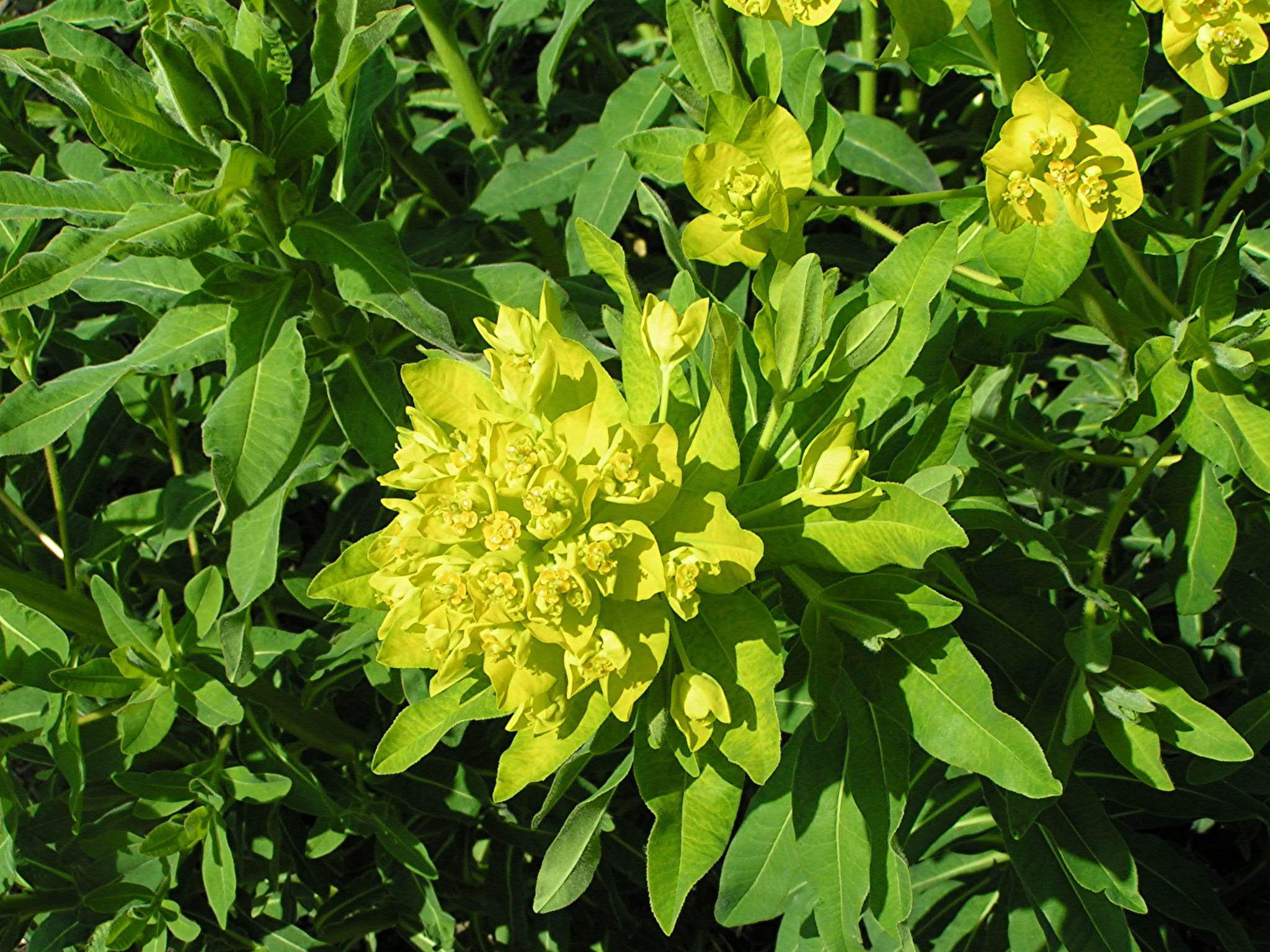
Euphorbia palustris

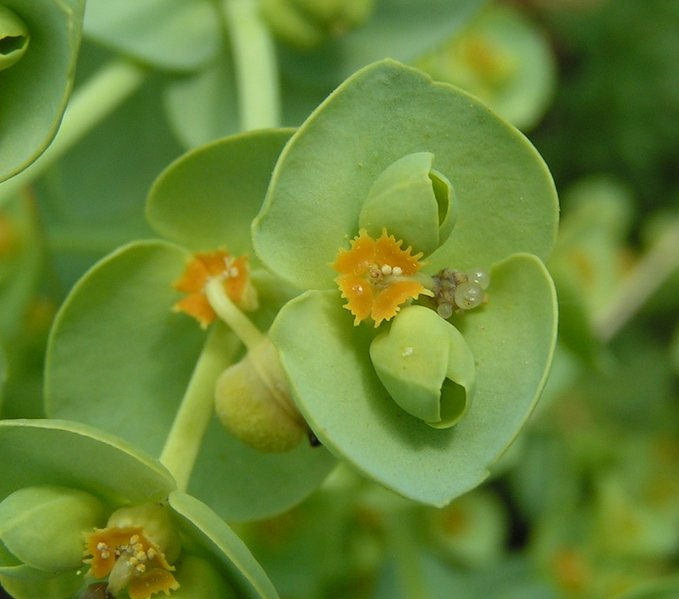
Euphorbia paralias

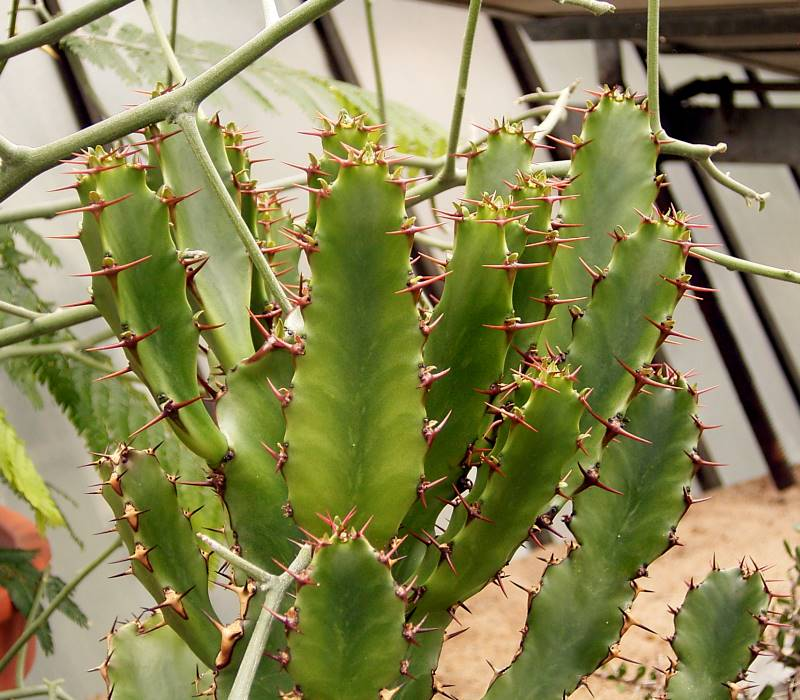
Euphorbia parviceps

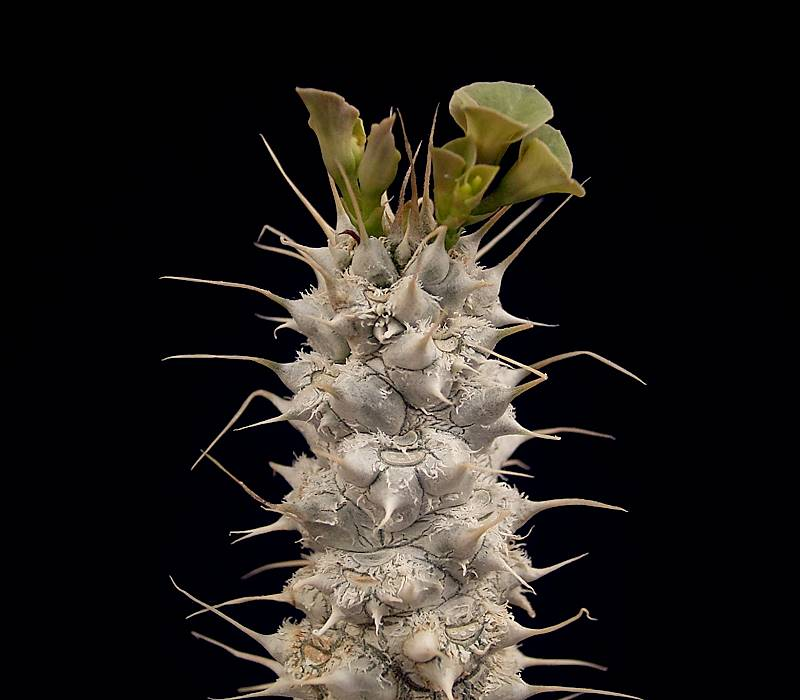
Euphorbia parvicyathophora

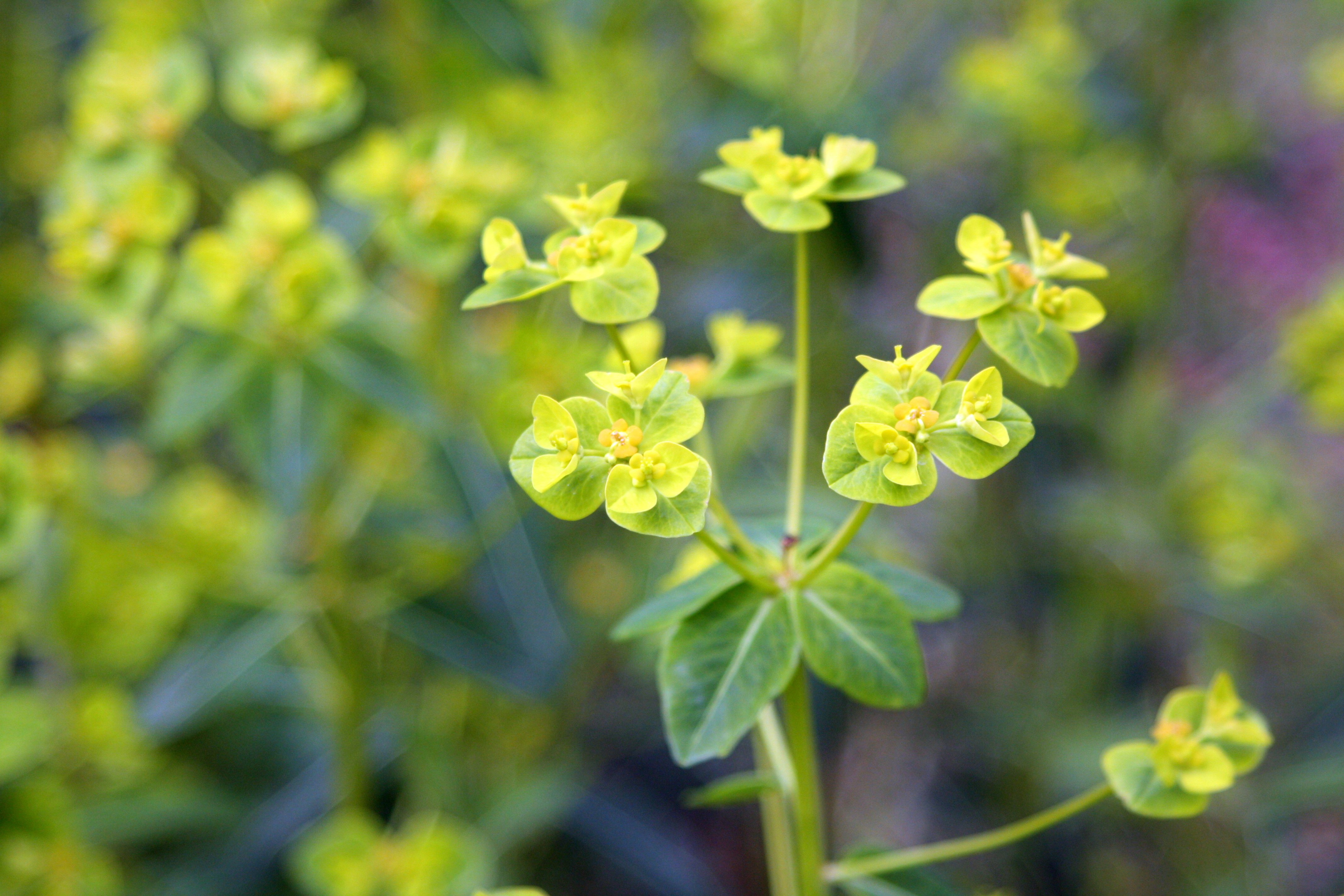
Euphorbia pekinensis

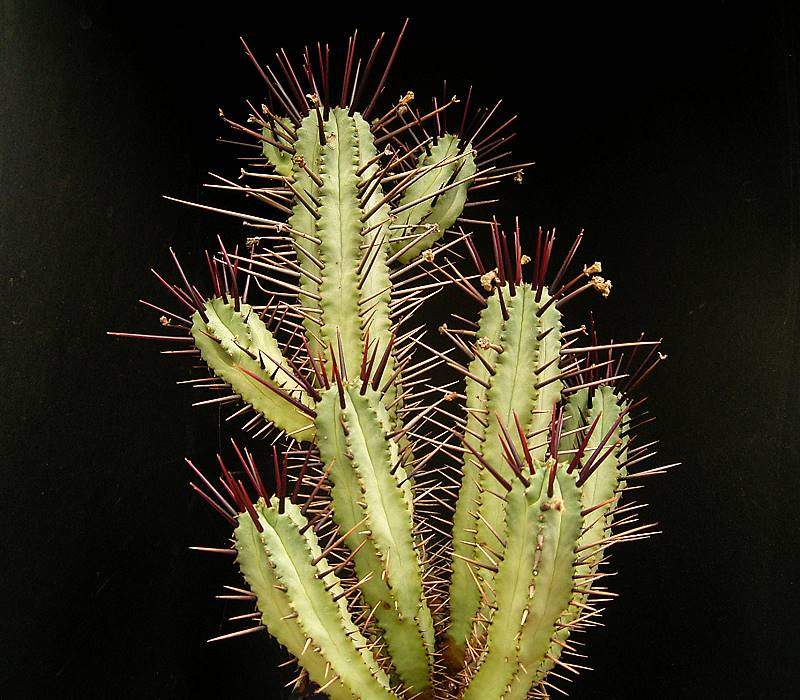
Euphorbia pentagona

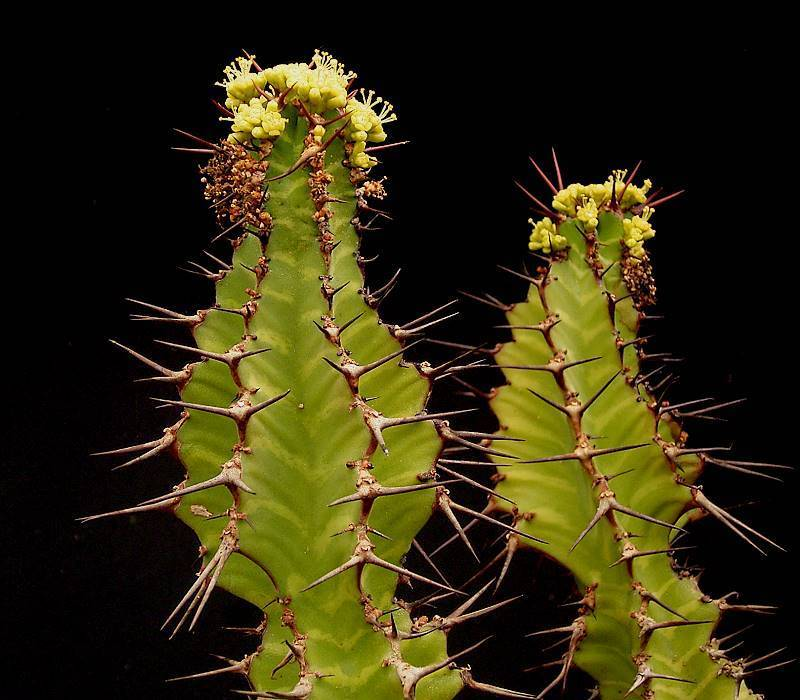
Euphorbia perangusta

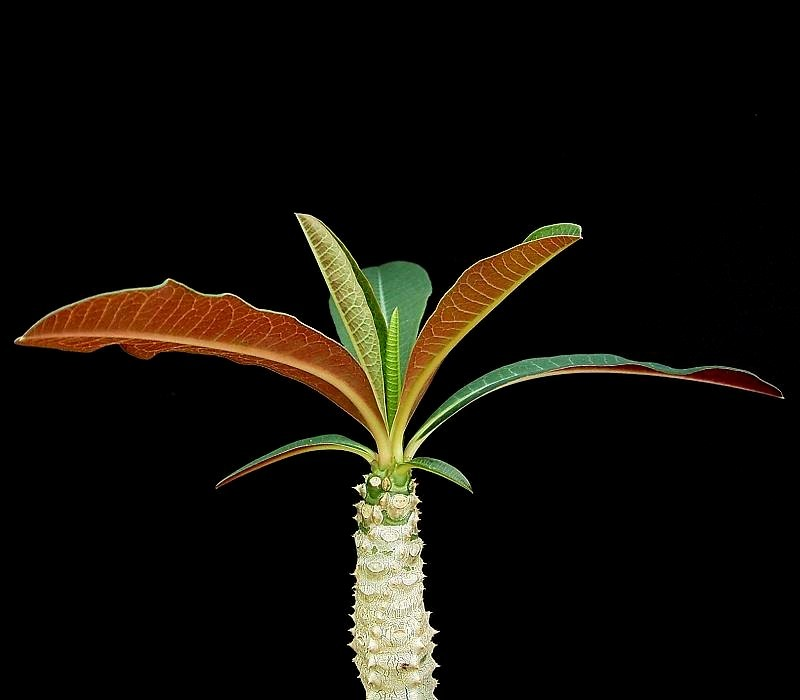
Euphorbia perrieri

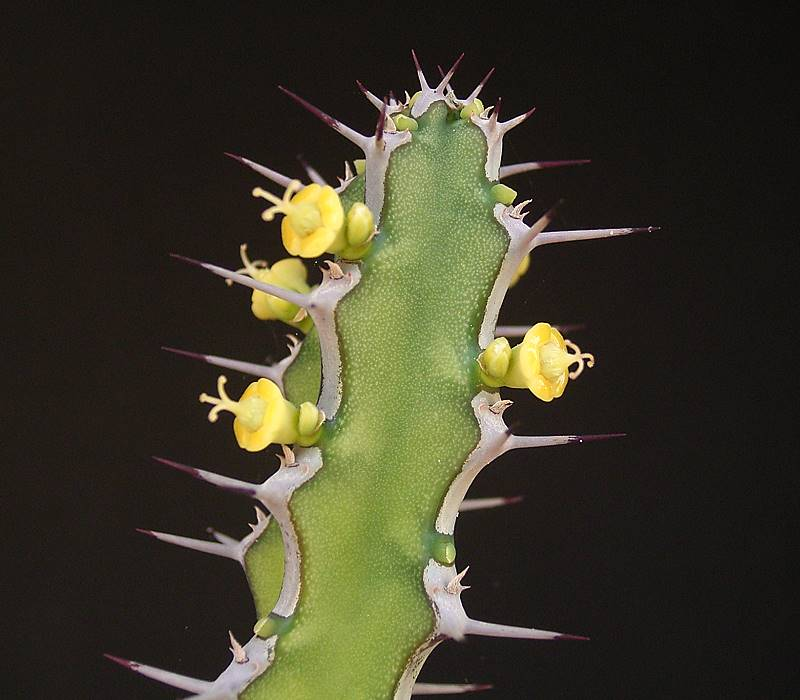
Euphorbia petraea

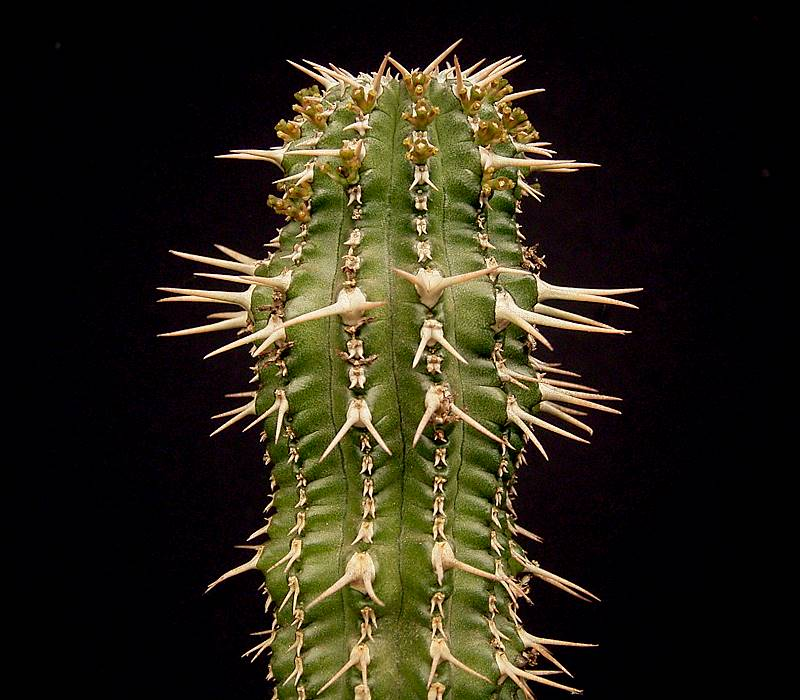
Euphorbia phillipsioides

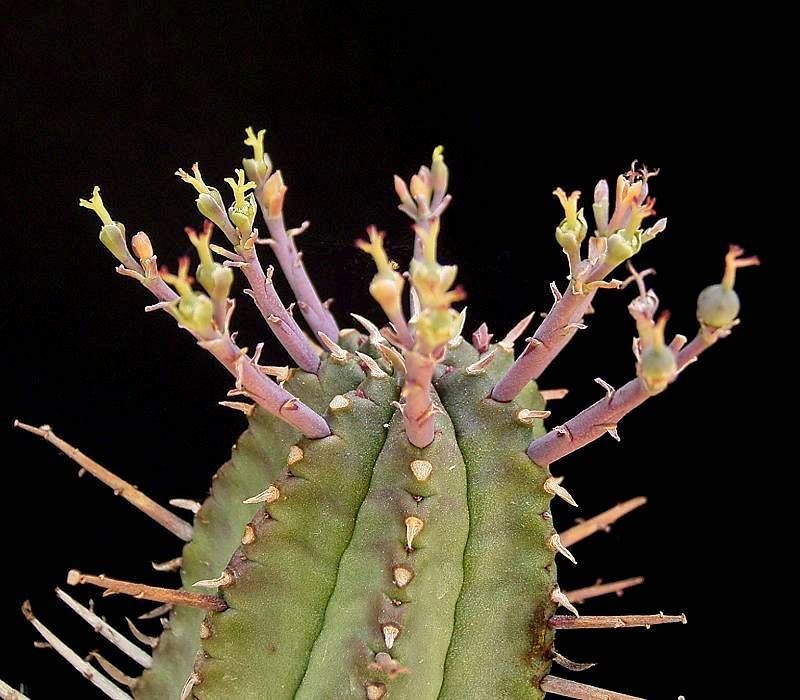
Euphorbia pillansii

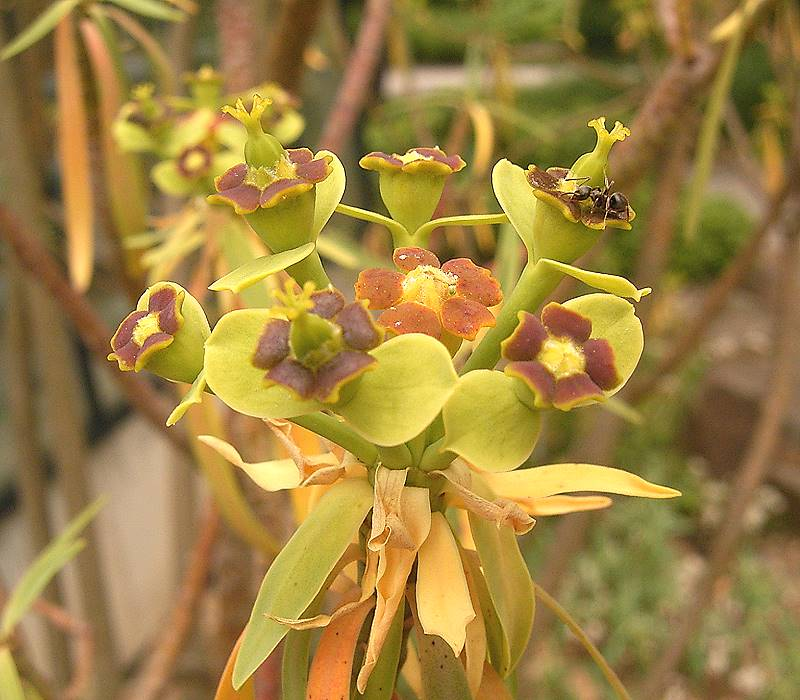
Euphorbia piscatoria

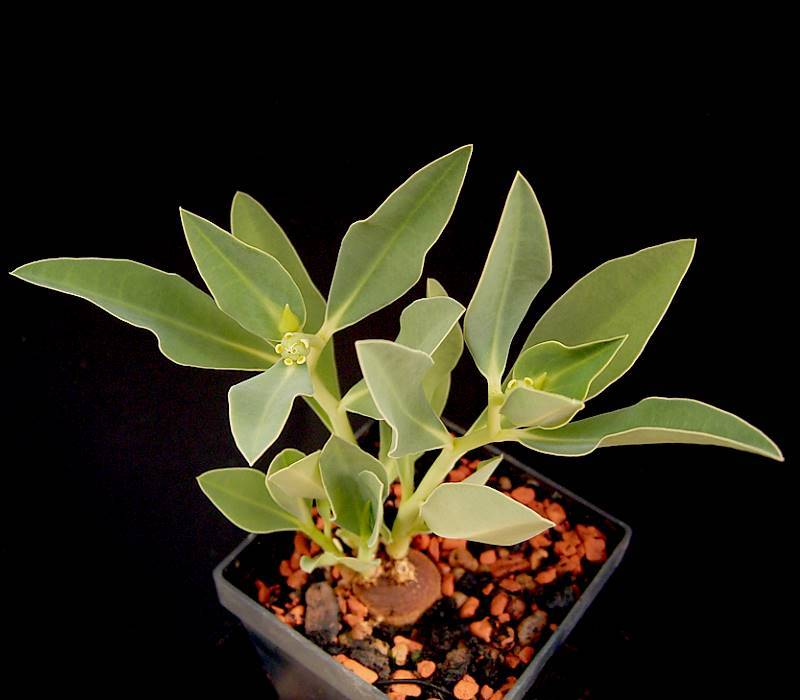
Euphorbia platycephala

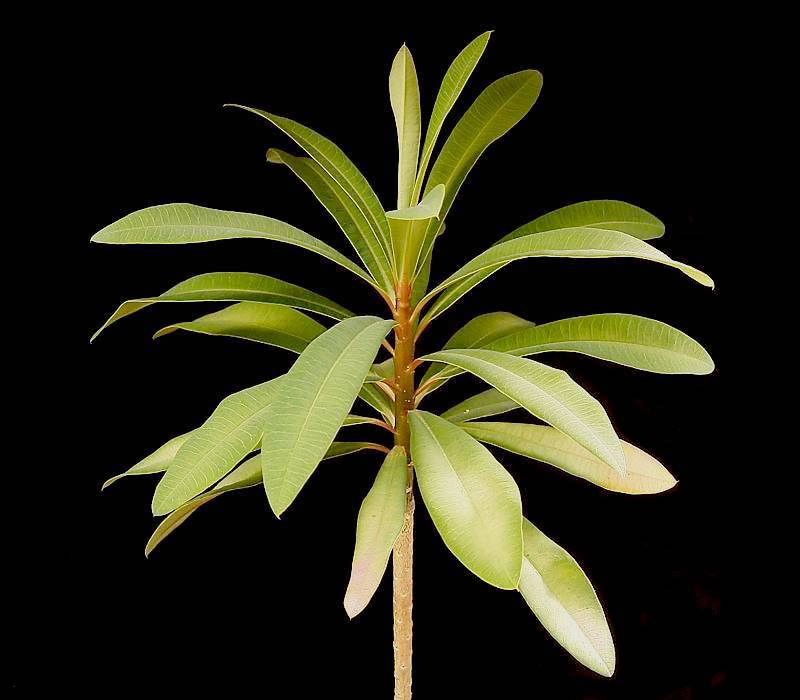
Euphorbia plumerioides

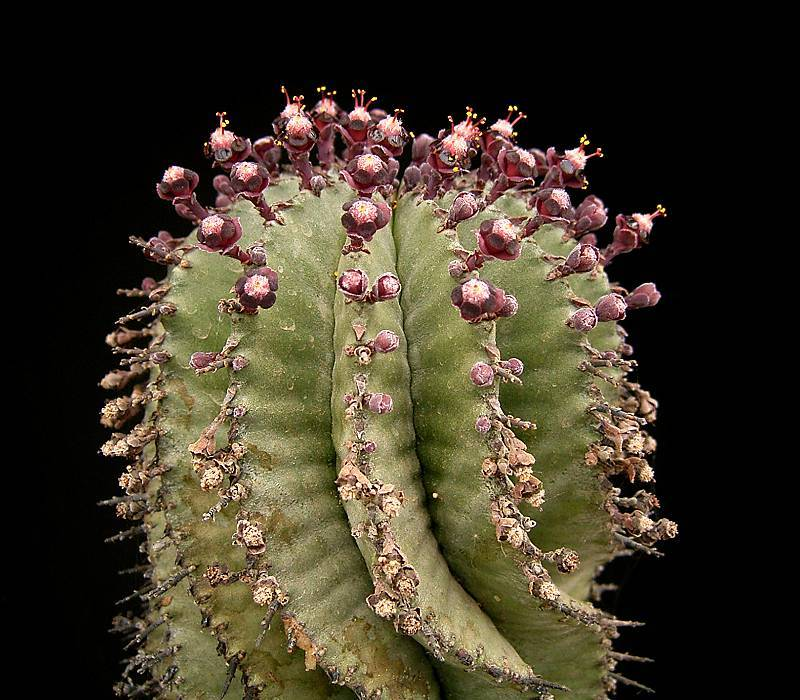
Euphorbia polygona

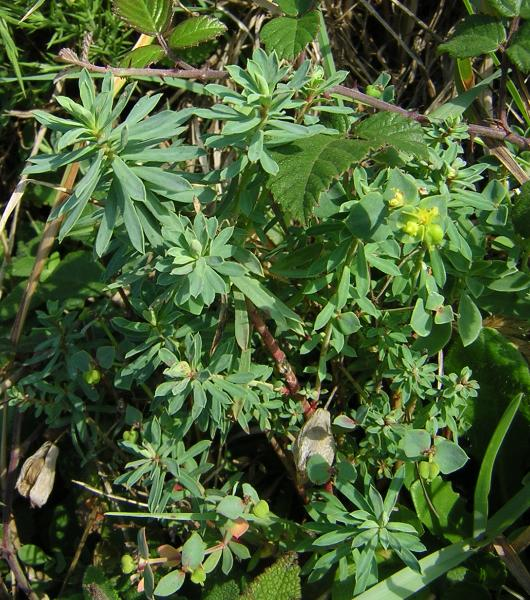
Euphorbia portlandica

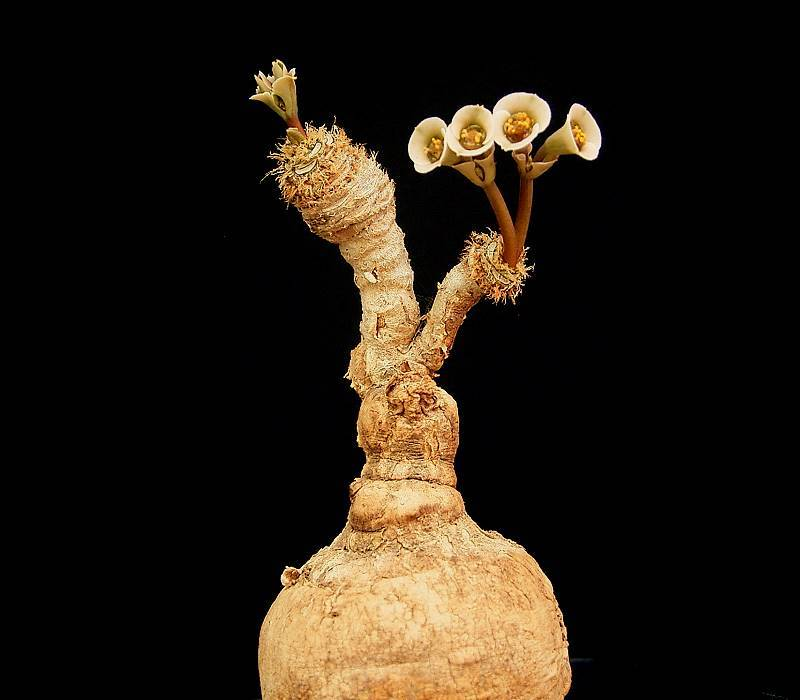
Euphorbia primulifolia

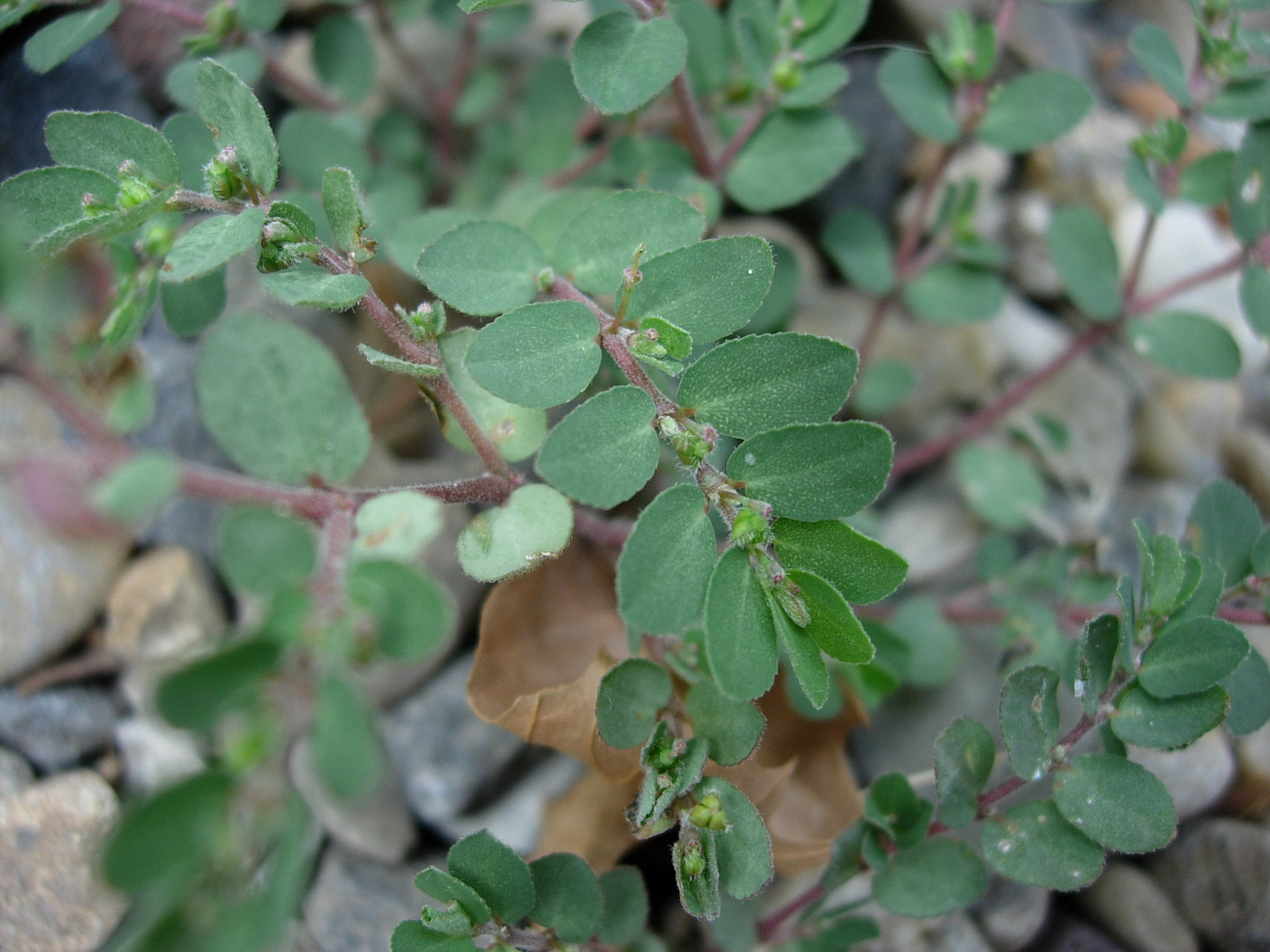
Euphorbia prostrata

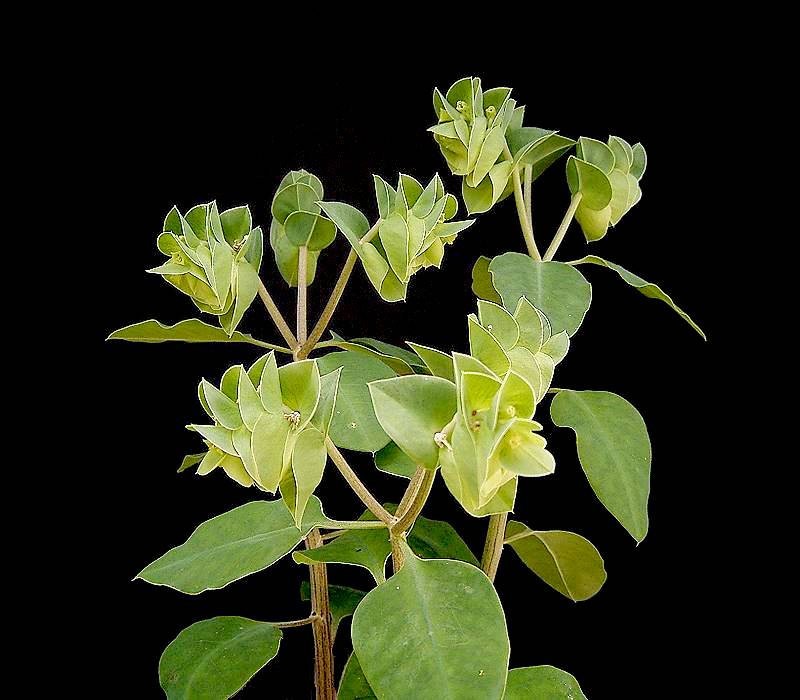
Euphorbia psammophila

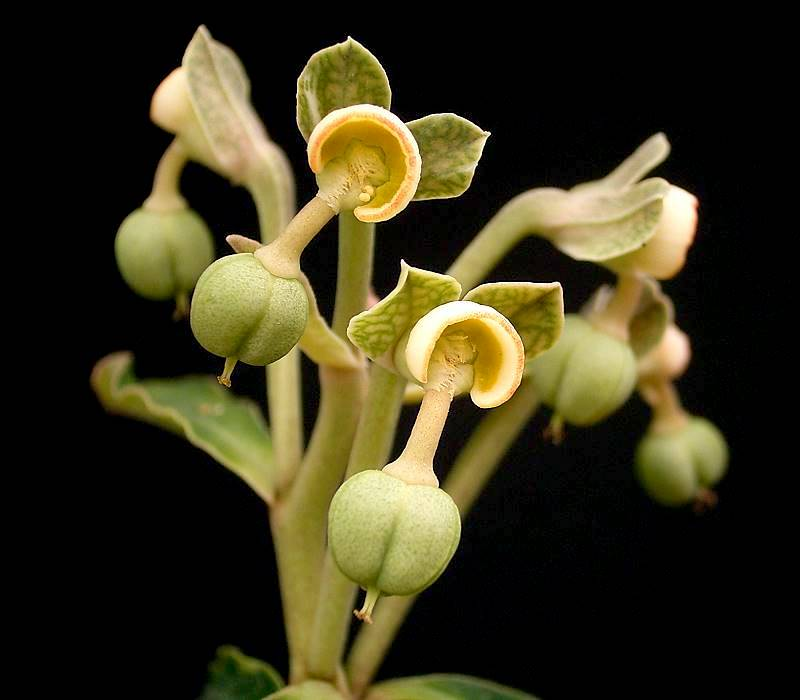
Euphorbia pseudoracemosa

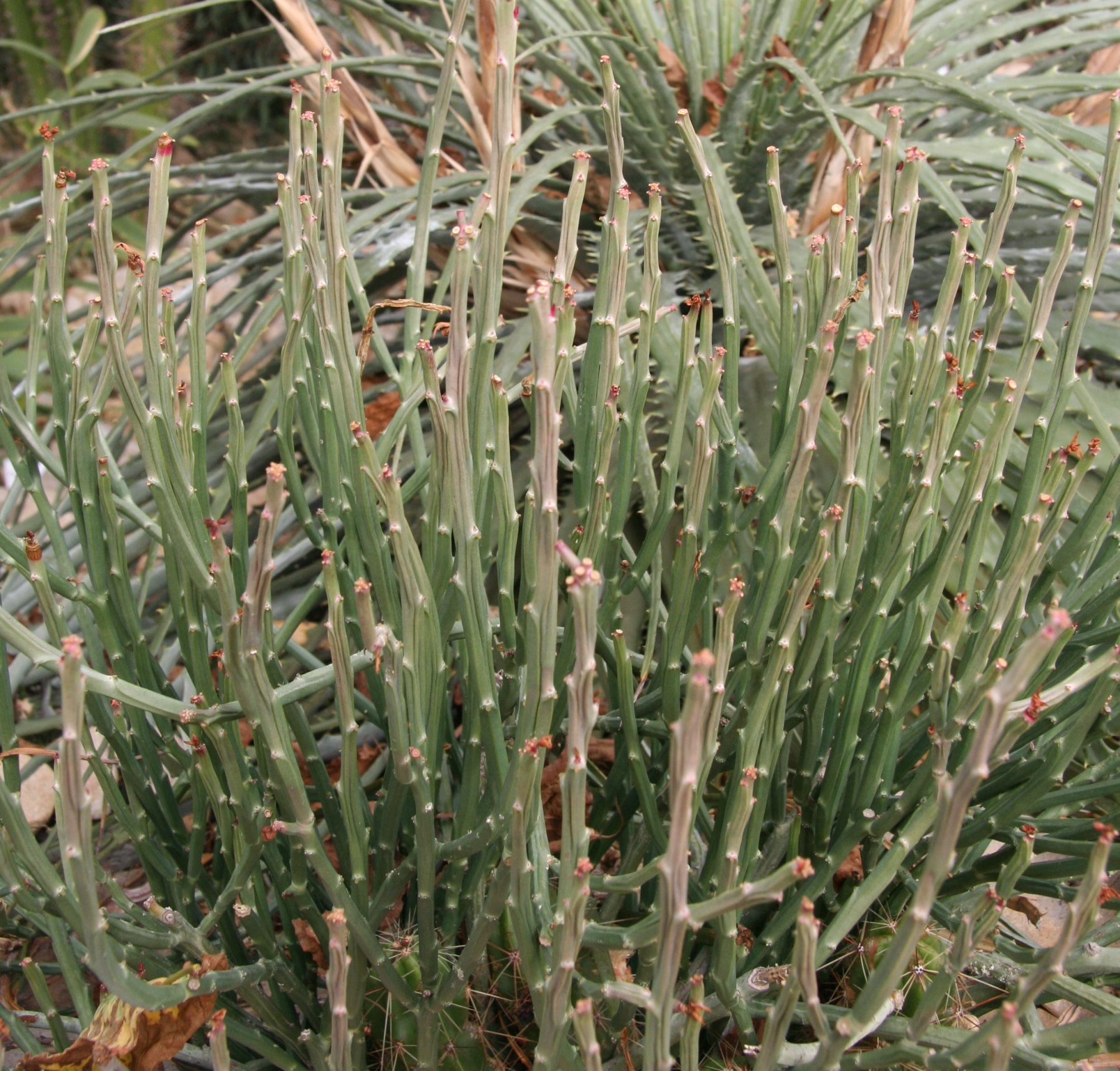
Euphorbia pteroneura

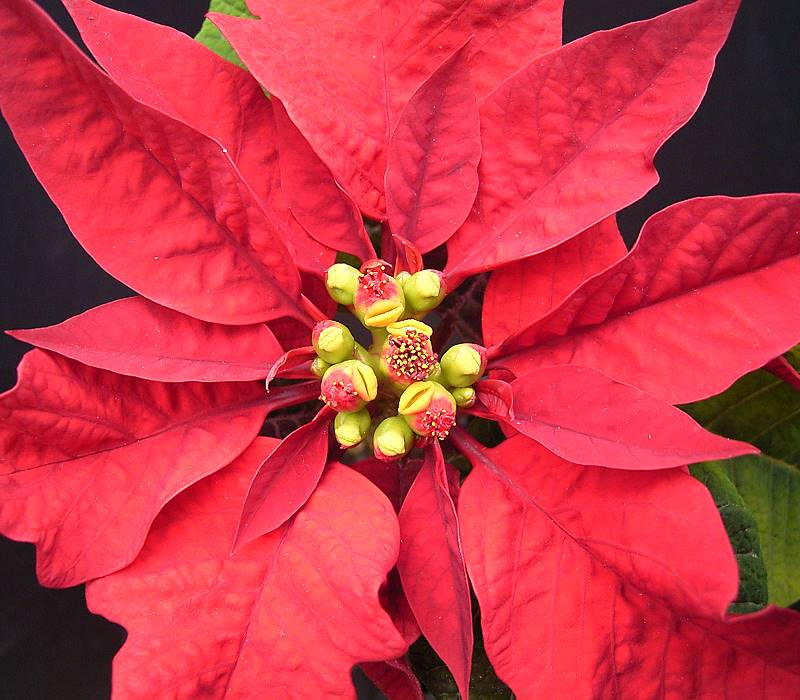
Euphorbia pulcherrima

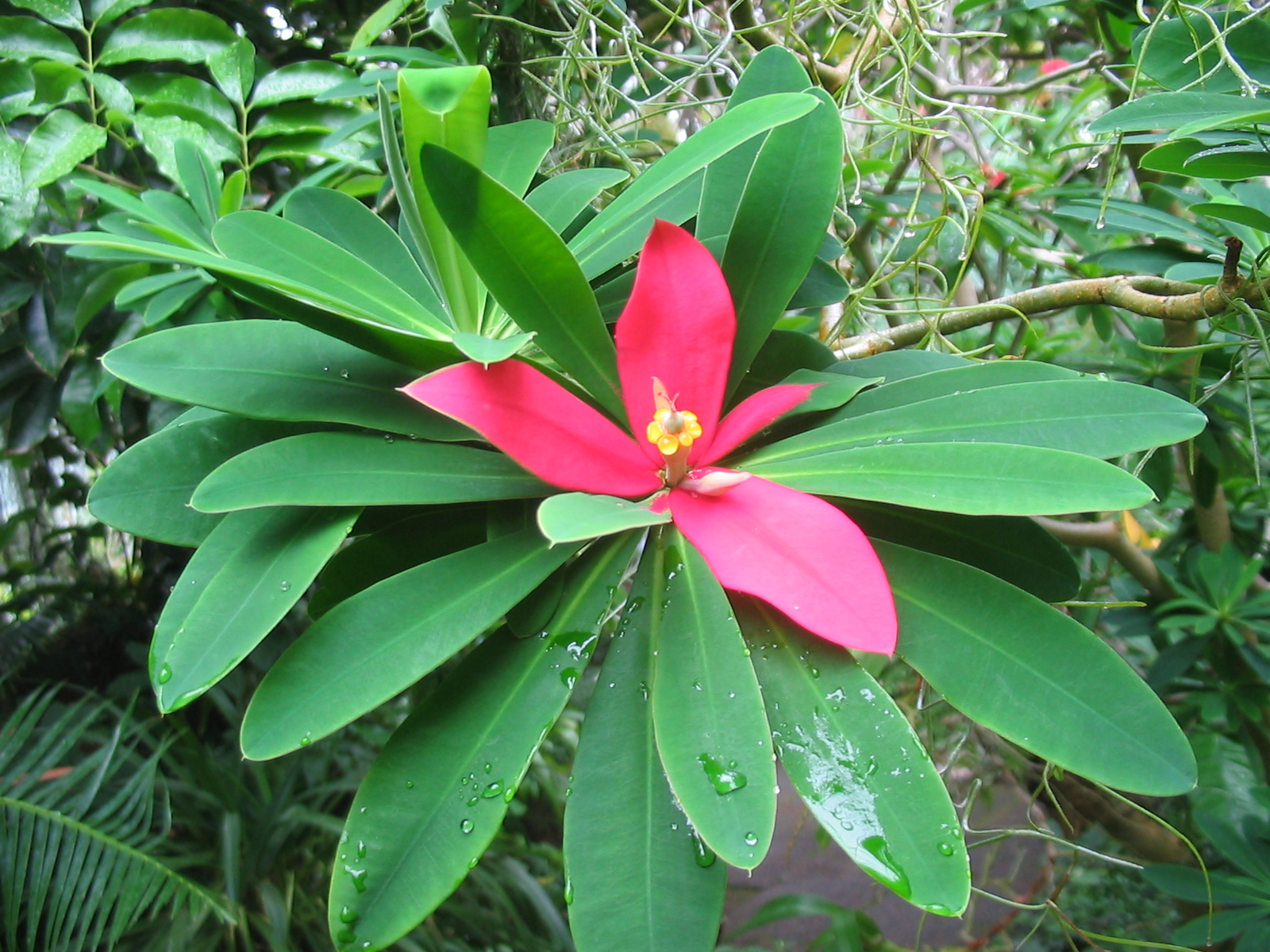
Euphorbia punicea

- Euphorbia pachyclada S.Carter, 1992
- Euphorbia pachypodioides Boiteau, 1942
- Euphorbia pachyrrhiza Kar. & Kir., 1841
- Euphorbia pachysantha Baill., 1886
- Euphorbia paganorum A.Chev., 1933
- Euphorbia pallens Dillwyn, 1839
- Euphorbia palustris L., 1753
- Euphorbia pamirica (Prokh.) Prokh., 1949
- Euphorbia pampeana Speg., 1893
- Euphorbia pancheri Baill., 1862
- Euphorbia paniculata Desf., 1798
  - Euphorbia paniculata subsp. monchiquensis (Franco & P.Silva) Vicens, 1996
  - Euphorbia paniculata subsp. paniculata
  - Euphorbia paniculata subsp. welwitschii (Boiss. & Reut.) Vicens, Molero & C.Blanché, 1996
- Euphorbia panjutinii Grossh., 1950
- Euphorbia pannonica Host, 1831
- Euphorbia pantomalaca Standl. & Steyerm., 1944
- Euphorbia papilionum S.Carter, 1992
- Euphorbia papillaris (Boiss.) Raffaelli & Ricceri, 1988
- Euphorbia papillosa A.St.-Hil., 1824
- Euphorbia papillosicapsa L.C.Leach, 1975
- Euphorbia × paradoxa (Schur) Simonk., 1883
  - Euphorbia × paradoxa nothosubsp. gusuleacii (Prodán & Soran) Govaerts, 2000
  - Euphorbia × paradoxa nothosubsp. paradoxa
  - Euphorbia × paradoxa nothovar. podolica (Blocki ex Borza) Govaerts, 2000
- Euphorbia paralias L., 1753
- Euphorbia paranensis Dusén, 1910
- Euphorbia parciflora Urb., 1919
- Euphorbia parciramulosa Schweinf., 1899
- Euphorbia paredonensis (Millsp.) Oudejans, 1989
- Euphorbia parifolia N.E.Br., 1913
- Euphorbia parishii Greene, 1886
- Euphorbia parkeri Binojk. & N.P.Balakr., 1993
- Euphorbia parodii Oudejans, 1989
- Euphorbia parryi Engelm., 1875
- Euphorbia parva  N.E.Br., 1911
- Euphorbia parvicaruncula D.C.Hassall, 1977
- Euphorbia parviceps L.C.Leach, 1974
- Euphorbia parvicyathophora Rauh, 1986
- Euphorbia parviflora L., 1759
- Euphorbia parvula Delile, 1813
- Euphorbia patentispina S.Carter, 2002
- Euphorbia patula Mill., 1768
- Euphorbia pauciradiata Blatt., 1933
- Euphorbia paulianii Ursch & Leandri, 1955
- Euphorbia paxiana Dinter, 1921
- Euphorbia pedemontana L.C.Leach, 1988
- Euphorbia pedersenii Subils, 1971
- Euphorbia pediculifera Engelm., 1858
- Euphorbia pedilanthoides Denis, 1921
- Euphorbia pedroi Molero & Rovira, 1997
- Euphorbia peganoides Boiss., 1860
- Euphorbia × peisonis Rech.f., 1925
- Euphorbia pekinensis Rupr., 1859
  - Euphorbia pekinensis subsp. asoensis Kuros. & H.Ohashi, 1994
  - Euphorbia pekinensis subsp. pekinensis
- Euphorbia pellegrinii Leandri, 1947
- Euphorbia peltata Roxb., 1832
- Euphorbia peninsularis I.M.Johnst., 1922
- Euphorbia pentadactyla Griseb., 1879
- Euphorbia pentagona Haw., 1828
- Euphorbia pentlandii Boiss., 1862
- Euphorbia pentops Marloth ex A.C.White, R.A.Dyer & B.Sloane, 1941
- Euphorbia peperomioides Boiss., 1860
- Euphorbia peplidion Engelm., 1858
- Euphorbia peplis L., 1753
- Euphorbia peplus L., 1753
  - Euphorbia peplus var. minima DC., 1805
  - Euphorbia peplus var. peplus
- Euphorbia perangusta R.A.Dyer, 1938
- Euphorbia perangustifolia S.Carter, 1984
- Euphorbia perarmata S.Carter, 1992
- Euphorbia perbracteata Gage, 1914
- Euphorbia perennans (Shinners) Warnock & M.C.Johnst., 1960
- Euphorbia pereskiifolia Houllet ex Baill., 1861
- Euphorbia perfoliata Scheutz, 1888
- Euphorbia pergamena Small, 1898
- Euphorbia pergracilis P.G.Mey., 1966
- Euphorbia peritropoides (Millsp.) V.W.Steinm., 2003
- Euphorbia perlignea McVaugh, 1961
- Euphorbia perpera N.E.Br., 1915
- Euphorbia perplexa L.C.Leach, 1992
  - Euphorbia perplexa var. kasamana L.C.Leach, 1992
  - Euphorbia perplexa var. perplexa
- Euphorbia perrieri Drake, 1899
  - Euphorbia perrieri var. elongata Denis, 1921
  - Euphorbia perrieri var. perrieri
- Euphorbia persistentifolia L.C.Leach, 1965
- Euphorbia personata (Croizat) V.W.Steinm., 2003
- Euphorbia peruviana L.C.Wheeler, 1939
- Euphorbia pervilleana Baill., 1861
- Euphorbia pervittata S.Carter, 2000
- Euphorbia pestalozzae Boiss., 1853
- Euphorbia petala Ewart & L.R.Kerr, 1926
- Euphorbia petiolaris Sims, Bot. Mag. 23: t. 883 1805
- Euphorbia petiolata Banks & Sol., 1794
  - Euphorbia petiolata var. petiolata
  - Euphorbia petiolata var. postii (Boiss.) Radcl.-Sm., 1974
- Euphorbia petitiana A.Rich., 1850
- Euphorbia petraea S.Carter, 1982
- Euphorbia petricola P.R.O.Bally & S.Carter, 1982
- Euphorbia petrina S.Watson, 1889
- Euphorbia petrophila C.A.Mey., 1850
- Euphorbia × petterssonii Svent., 1949
- Euphorbia pfeilii Pax, 1897
- Euphorbia philippiana (Klotzsch & Garcke) Boiss., 1862
- Euphorbia phillipsiae N.E.Br., 1903
- Euphorbia phillipsioides S.Carter, Nordic J. Bot. 12: 413 1992
- Euphorbia phosphorea Mart., 1828
- Euphorbia phylloclada Boiss., 1862
- Euphorbia phymatosperma Boiss., 1859
  - Euphorbia phymatosperma subsp. cernua (Coss. & Durieu ex Boiss.) Vindt, 1953
  - Euphorbia phymatosperma subsp. phymatosperma
- Euphorbia physocaulos Mouterde, 1953
- Euphorbia physoclada Boiss., 1860
- Euphorbia picachensis Brandegee, 1915
- Euphorbia piceoides Thulin, 2009
- Euphorbia pillansii N.E.Br., 1913
- Euphorbia pilosa L., 1753
- Euphorbia pilosissima S.Carter, 1984
- Euphorbia pinkavana M.C.Johnst., 1975
- Euphorbia pionosperma V.W.Steinm. & Felger, 1997
- Euphorbia pirottae N.Terracc., 1894
- Euphorbia piscatoria Aiton, 1789
- Euphorbia piscidermis M.G.Gilbert, 1974
- Euphorbia pisidica Hub.-Mor. & M.S.Khan, 1964
- Euphorbia pithyusa L., 1753
  - Euphorbia pithyusa subsp. cupanii (Guss. ex Bertol.) Radcl.-Sm., 1968
  - Euphorbia pithyusa subsp. pithyusa
- Euphorbia plagiantha Drake, 1903
- Euphorbia planiceps A.C.White, R.A.Dyer & B.Sloane, 1941
- Euphorbia planiticola D.C.Hassall, 1977
- Euphorbia platycephala Pax, 1894
- Euphorbia platyclada Rauh, 1970
  - Euphorbia platyclada var. hardyi Rauh, 1970
  - Euphorbia platyclada var. platyclada
- Euphorbia platyphyllos L., 1753
  - Euphorbia platyphyllos subsp. literata (Jacq.) Holub, 1964
  - Euphorbia platyphyllos subsp. platyphyllos
- Euphorbia platypoda Pax, 1912
- Euphorbia platyrrhiza L.C.Leach, 1976
- Euphorbia platysperma Engelm. ex S.Watson, 1880
- Euphorbia plebeia Boiss., 1846
- Euphorbia plenispina S.Carter, 2000
- Euphorbia plumerioides Teijsm. ex Hassk., 1858
- Euphorbia podadenia Boiss., 1862
- Euphorbia podocarpifolia Urb., 1924
- Euphorbia poecilophylla (Prokh.) Prokh., Fl. URSS 14: 428 (
- Euphorbia poeppigii (Klotzsch & Garcke) Boiss., 1862
- Euphorbia poissonii Pax, 1902
- Euphorbia polyacantha Boiss., 1860
- Euphorbia polyantha Pax, 1909
- Euphorbia polycarpa Benth., 1844
- Euphorbia polycaulis Boiss. & Hohen., 1853
- Euphorbia polycephala Marloth, 1931
- Euphorbia polycnemoides Hochst. ex Boiss., 1862
- Euphorbia polygalifolia Boiss. & Reut., 1860
  - Euphorbia polygalifolia subsp. hirta (Lange) M.Laínz, 1974
  - Euphorbia polygalifolia subsp. polygalifolia
  - Euphorbia polygalifolia subsp. vasconcensis Vivant ex Kerguélen, 1987
- Euphorbia polygona Haw., 1803
  - Euphorbia polygona var. nivea D.H.Schnabel, 2011
  - Euphorbia polygona var. polygona
- Euphorbia polygonifolia L., 1753
- Euphorbia polyphylla Engelm. ex Holz., 1892
- Euphorbia ponderosa S.Carter, 1992
- Euphorbia pondii Millsp., 1890
- Euphorbia popayanensis Pax, 1899
- Euphorbia × popovii Rotschild, 1961
- Euphorbia porphyrantha Phil., 1895
- Euphorbia porteriana (Small) Oudejans, 1989
- Euphorbia portlandica L., 1753
- Euphorbia portucasadiana (Croizat) Subils, 1977
- Euphorbia portulacoides L., 1753
  - Euphorbia portulacoides subsp. collina (Phil.) Croizat, 1943
  - Euphorbia portulacoides subsp. major (Müll.Arg.) Croizat, 1943
  - Euphorbia portulacoides subsp. portulacoides
- Euphorbia potaninii Prokh., 1927
- Euphorbia potentilloides Boiss., 1860
- Euphorbia potosina Fernald, 1901
- Euphorbia praecox (Boiss.) Fisch. ex Grossh., 1932
- Euphorbia primulifolia Baker, 1881
  - Euphorbia primulifolia var. begardii Cremers, 1984
  - Euphorbia primulifolia var. primulifolia
- Euphorbia proballyana L.C.Leach, 1968
  - Euphorbia proballyana var. multangula S.Carter, 2000
  - Euphorbia proballyana var. proballyana
- Euphorbia procera M.Bieb., 1808
- Euphorbia × procopianii Savul. & Rayss, 1926
- Euphorbia proctorii (D.G.Burch) Correll, 1980
- Euphorbia procumbens Mill., 1768
- Euphorbia prolifera Buch.-Ham. ex D.Don, 1825
- Euphorbia promecocarpa Davis, 1947
- Euphorbia prona S.Carter, 1992
- Euphorbia prostrata Aiton, 1789
- Euphorbia psammogeton P.S.Green, 1993
- Euphorbia psammophila Ule, 1908
- Euphorbia pseudoapios Maire & Weiller, 1939
- Euphorbia pseudoburuana P.R.O.Bally & S.Carter, 1982
- Euphorbia pseudocactus A.Berger, 1906
- Euphorbia pseudoduseimata A.C.White, 1941
- Euphorbia × pseudoesula Schur, 1853
- Euphorbia pseudofalcata Chiov., 1951
- Euphorbia pseudofulva Miranda, 1951
- Euphorbia pseudoglobosa Marloth, 1929
- Euphorbia pseudograntii Pax, 1901
- Euphorbia pseudohirsuta Bruyns, 2006
- Euphorbia pseudohypogaea Dinter, 1921
- Euphorbia pseudolaevis Bruyns, 2006
- Euphorbia × pseudolucida Schur, 1852
- Euphorbia pseudomollis Bruyns, 2006
- Euphorbia pseudonudicaulis Bruyns, 2006
- Euphorbia pseudopetiolata Bruyns, 2006
- Euphorbia pseudoracemosa (P.R.O.Bally) Bruyns, 2006
  - Euphorbia pseudoracemosa var. lorifolia (P.R.O.Bally) Bruyns, 2006
  - Euphorbia pseudoracemosa var. pseudoracemosa
- Euphorbia pseudosikkimensis (Hurus. & Yu.Tanaka) Radcl.-Sm., 1981
- Euphorbia pseudosimplex Bruyns, 2006
- Euphorbia pseudostellata Bruyns, 2006
- Euphorbia pseudotrinervis Bruyns, 2006
- Euphorbia pseudotuberosa Pax, 1908
- Euphorbia × pseudovillosa Prodán, 1953
- Euphorbia pseudovolkensii Bruyns, 2006
- Euphorbia pteroclada L.C.Leach, 1976
- Euphorbia pterococca Brot., 1805
- Euphorbia pteroneura A.Berger, 1906
- Euphorbia pubentissima Michx., 1803
- Euphorbia pubicaulis S.Moore, 1926
- Euphorbia pubiglans N.E.Br., 1915
- Euphorbia pudibunda (P.R.O.Bally) Bruyns, 2006
  - Euphorbia pudibunda var. lanata (S.Carter) Bruyns, 2006
  - Euphorbia pudibunda var. pudibunda
  - Euphorbia pudibunda var. rotundifolia (Malaisse & Lecron) Bruyns, 2006
- Euphorbia pueblensis Brandegee, 1917
- Euphorbia pulcherrima Willd. ex Klotzsch, 1834
- Euphorbia pulvinata Marloth, 1910
- Euphorbia pumicicola Huft, 1985
- Euphorbia punctata Delile, 1813
- Euphorbia punctulata Andersson, 1855
- Euphorbia punicea Sw., 1788
- Euphorbia purpurea (Raf.) Fernald, 1932
- Euphorbia pycnostegia Boiss., 1860
  - Euphorbia pycnostegia var. pycnostegia
  - Euphorbia pycnostegia var. zornioides (Boiss.) Santapau, 1955
- Euphorbia pyrenaica Jord., 1846
- Euphorbia pyrifolia Lam., 1788
  - Euphorbia pyrifolia var. coriacea Radcl.-Sm., 1984
  - Euphorbia pyrifolia var. pyrifolia

## Q
- Euphorbia qarad Deflers, 1896
- Euphorbia quadrangularis Pax, 1894
- Euphorbia quadrata Nel, 1935
- Euphorbia quadrialata Pax, 1903

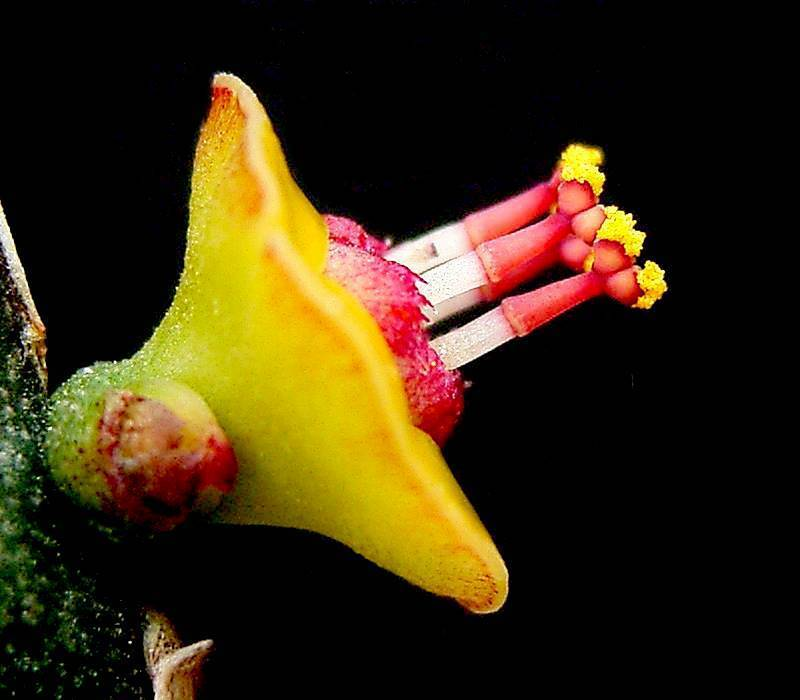
Euphorbia quadrilatera

- Euphorbia quadrilatera L.C.Leach, 1980
- Euphorbia quadrispina S.Carter, 1982
- Euphorbia quaitensis S.Carter, 1988
- Euphorbia quartziticola Leandri, 1946
- Euphorbia quinquecostata Volkens, 1899
- Euphorbia quitensis Boiss., 1862

## R
- Euphorbia radians Benth., 1839
  - Euphorbia radians var. radians

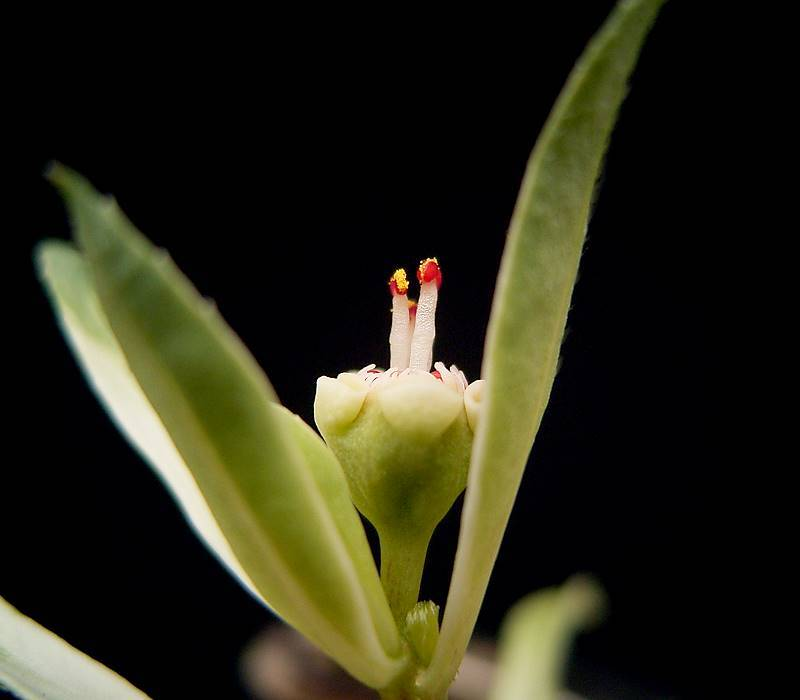
Euphorbia radians

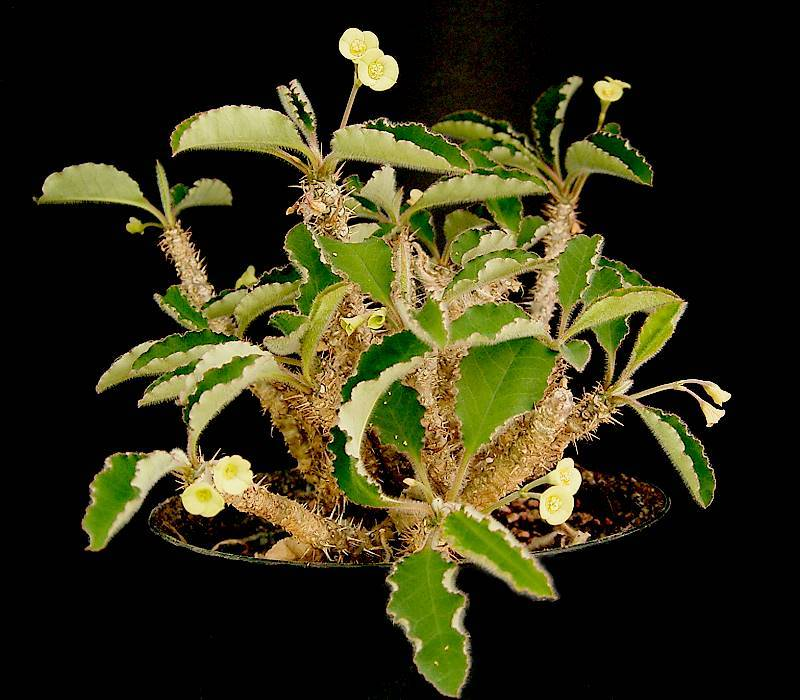
Euphorbia razafindratsirae

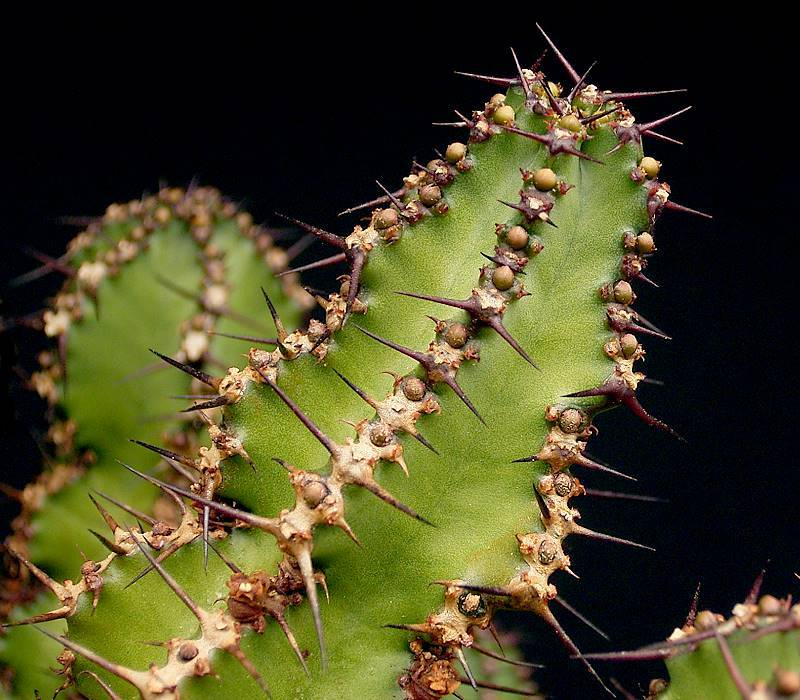
Euphorbia restricta

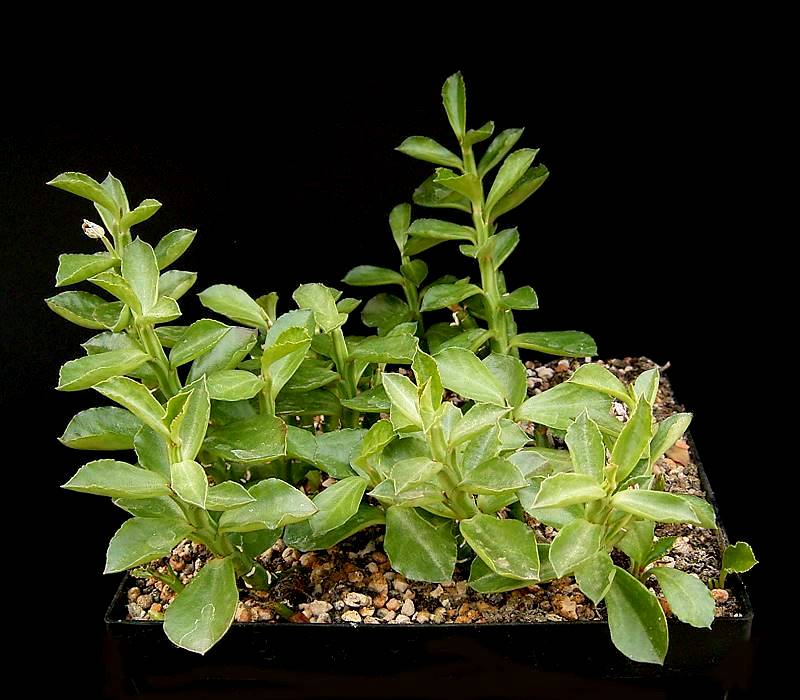
Euphorbia rhizophora

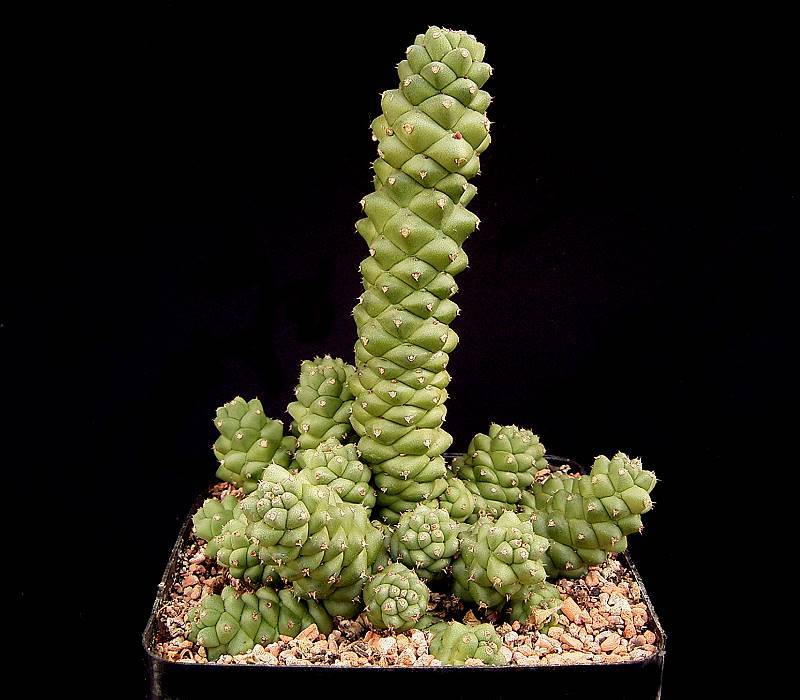
Euphorbia ritchiei

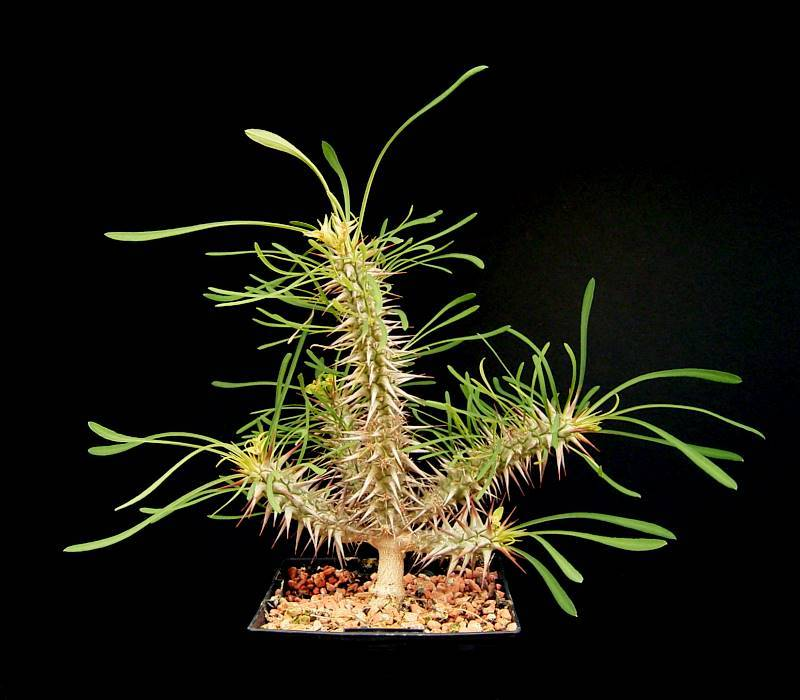
Euphorbia rossii

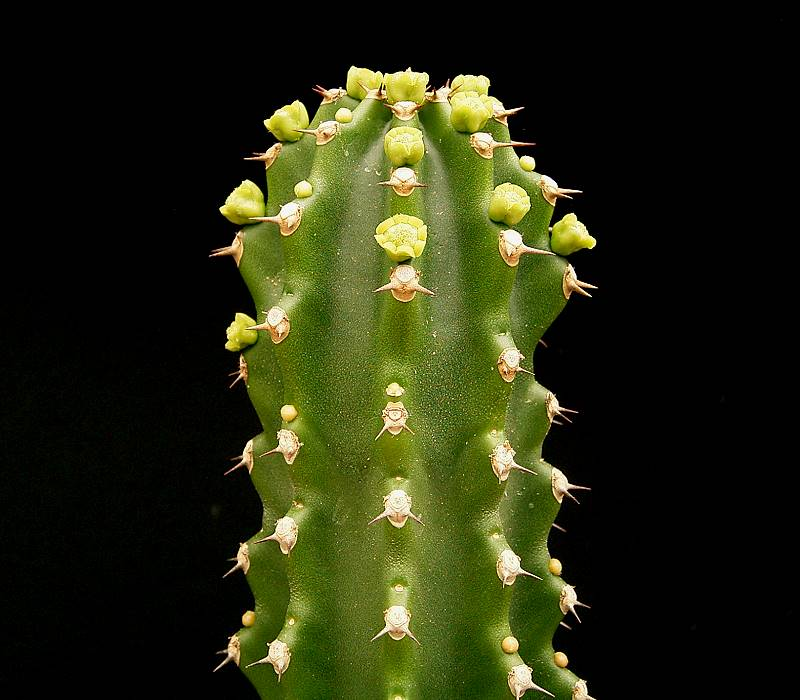
Euphorbia royleana

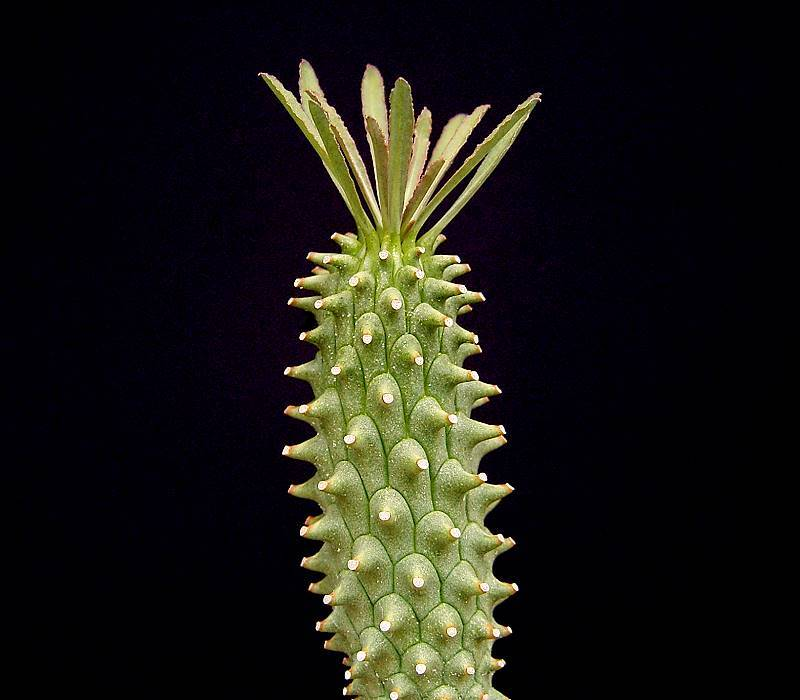
Euphorbia rudis

  - Euphorbia radians var. stormiae (Croizat) Rzed. & Calderón, 1987
- Euphorbia radiifera L.C.Leach, 1975
- Euphorbia radioloides Boiss., 1862
- Euphorbia ramiglans N.E.Br., 1915
- Euphorbia ramipressa Croizat, 1934
- Euphorbia ramofraga Denis & Humbert ex Leandri, 1952
- Euphorbia ramosa Seaton, 1893
- Euphorbia ramulosa L.C.Leach, 1966
- Euphorbia randrianijohanyi Haevermans & Labat, 2004
- Euphorbia rangovalensis Leandri, 1945
- Euphorbia raphanorrhiza (Millsp.) J.F.Macbr., 1951
- Euphorbia raphilippii Oudejans, 1989
- Euphorbia rapulum Kar. & Kir., 1842
- Euphorbia rauhii Haevermans & Labat, 2004
- Euphorbia razafindratsirae Lavranos, 2002
- Euphorbia razafinjohanyi Ursch & Leandri, 1955
- Euphorbia reclinata P.R.O.Bally & S.Carter, 1985
- Euphorbia reconciliationis Radcl.-Sm., 1978
- Euphorbia rectirama N.E.Br., 1915
- Euphorbia recurva Hook.f., 1847
- Euphorbia regis-jubae J.Gay, 1847
- Euphorbia reineckei Pax, 1898
- Euphorbia remyi A.Gray, 1866
- Euphorbia reniformis Blume, 1826
- Euphorbia renneyi (S.Carter) Bruyns, 2006
- Euphorbia repanda (Haw.) Sweet, 1818
- Euphorbia repens K.Koch, 1849
- Euphorbia repetita Hochst. ex A.Rich., 1850
- Euphorbia reptans P.R.O.Bally & S.Carter, 1977
- Euphorbia resinifera O.Berg, 1863
- Euphorbia restiacea Benth., 1846
- Euphorbia restituta N.E.Br., 1915
- Euphorbia restricta R.A.Dyer, 1951
- Euphorbia retrospina Rauh & Gerold, 2000
- Euphorbia retusa Forssk., 1775
- Euphorbia reuteriana Boiss., 1853
- Euphorbia revoluta Engelm., 1858
- Euphorbia rhabdodes Boiss., 1860
- Euphorbia rhabdotosperma Radcl.-Sm., 1975
- Euphorbia rhizophora (P.R.O.Bally) Bruyns, 2006
- Euphorbia rhombifolia Boiss., 1860
- Euphorbia rhytidosperma Boiss. & Balansa, 1859
- Euphorbia rhytisperma (Klotzsch & Garcke) Boiss., 1862
- Euphorbia richardsiae L.C.Leach, 1977
  - Euphorbia richardsiae subsp. richardsiae
  - Euphorbia richardsiae subsp. robusta L.C.Leach, 1977
- Euphorbia ridleyi Croizat, 1937
- Euphorbia riebeckii Pax, 1899
- Euphorbia rigida M.Bieb., 1808
- Euphorbia rimarum Coss. & Balansa, 1873
- Euphorbia ritchiei (P.R.O.Bally) Bruyns, 2006
  - Euphorbia ritchiei subsp. marsabitensis (S.Carter) Bruyns, 2006
  - Euphorbia ritchiei subsp. nyambensis (S.Carter) Bruyns, 2006
  - Euphorbia ritchiei subsp. ritchiei
- Euphorbia rivae Pax, 1897
- Euphorbia robecchii Pax, 1897
- Euphorbia robivelonae Rauh, 1994
- Euphorbia rochaensis (Croizat) Alonso Paz & Marchesi, 1988
- Euphorbia rockii C.N.Forbes, 1909
- Euphorbia roemeriana Scheele, 1849
- Euphorbia rohlenae Velen., 1912
- Euphorbia roschanica (Ikonn.) Czerep., 1981
- Euphorbia rosea Retz., 1786
- Euphorbia rosescens E.L.Bridges & Orzell, 2002
- Euphorbia rossiana Pax, 1910
- Euphorbia rossii Rauh & Buchloh, 1967
- Euphorbia rosularis Fed., 1941
- Euphorbia rothiana Spreng., 1826
- Euphorbia rothrockii (Millsp.) Oudejans, 1989
- Euphorbia rowlandii R.A.Dyer, 1958
- Euphorbia royleana Boiss., 1862
- Euphorbia rubella Pax, 1903
- Euphorbia rubriflora N.E.Br., 1911
- Euphorbia rubriseminalis S.Carter ex Boulos, 1988
- Euphorbia rubrispinosa S.Carter, 1982
- Euphorbia rubromarginata L.E.Newton, 1992
- Euphorbia rudis N.E.Br., 1915
- Euphorbia rudolfii N.E.Br., 1915
- Euphorbia ruficeps S.Carter, 1980
- Euphorbia rugosiflora L.C.Leach, 1990
- Euphorbia ruiziana (Klotzsch & Garcke) Boiss., 1862
- Euphorbia ruizlealii Subils, 1975
- Euphorbia rupestris C.A.Mey. ex Ledeb., 1830
- Euphorbia ruscifolia (Boiss.) N.E.Br., 1915
- Euphorbia rutilis (Millsp.) Standl. & Steyerm., 1944
- Euphorbia rzedowskii McVaugh, 1995

## S
- Euphorbia sabulicola Boiss., 1860
- Euphorbia saccharata Boiss., 1860

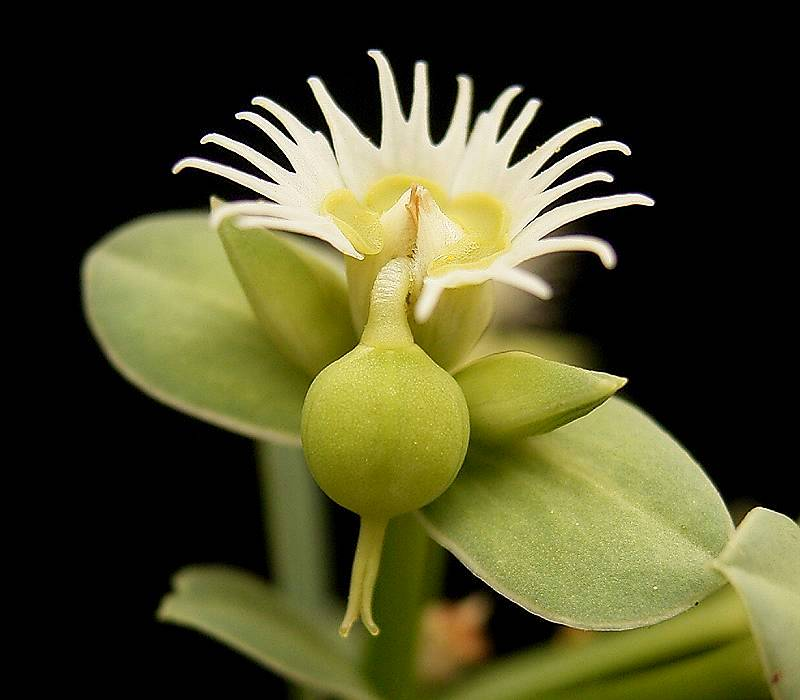
Euphorbia sarcodes

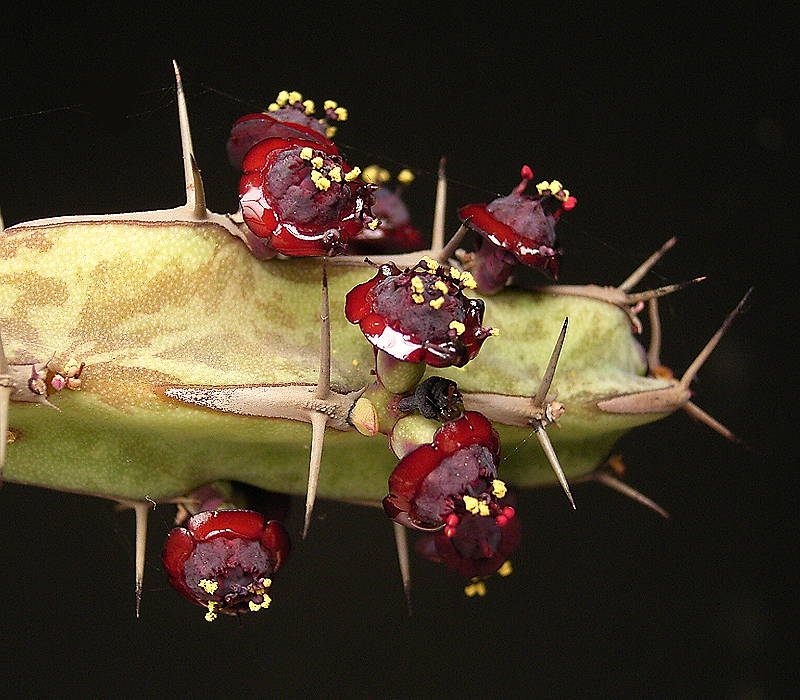
Euphorbia saxorum

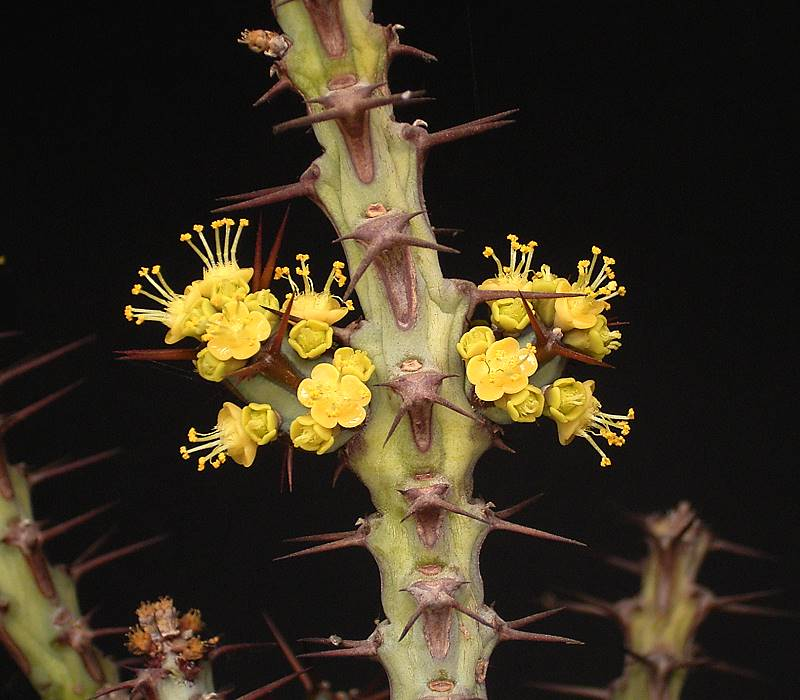
Euphorbia schinzii

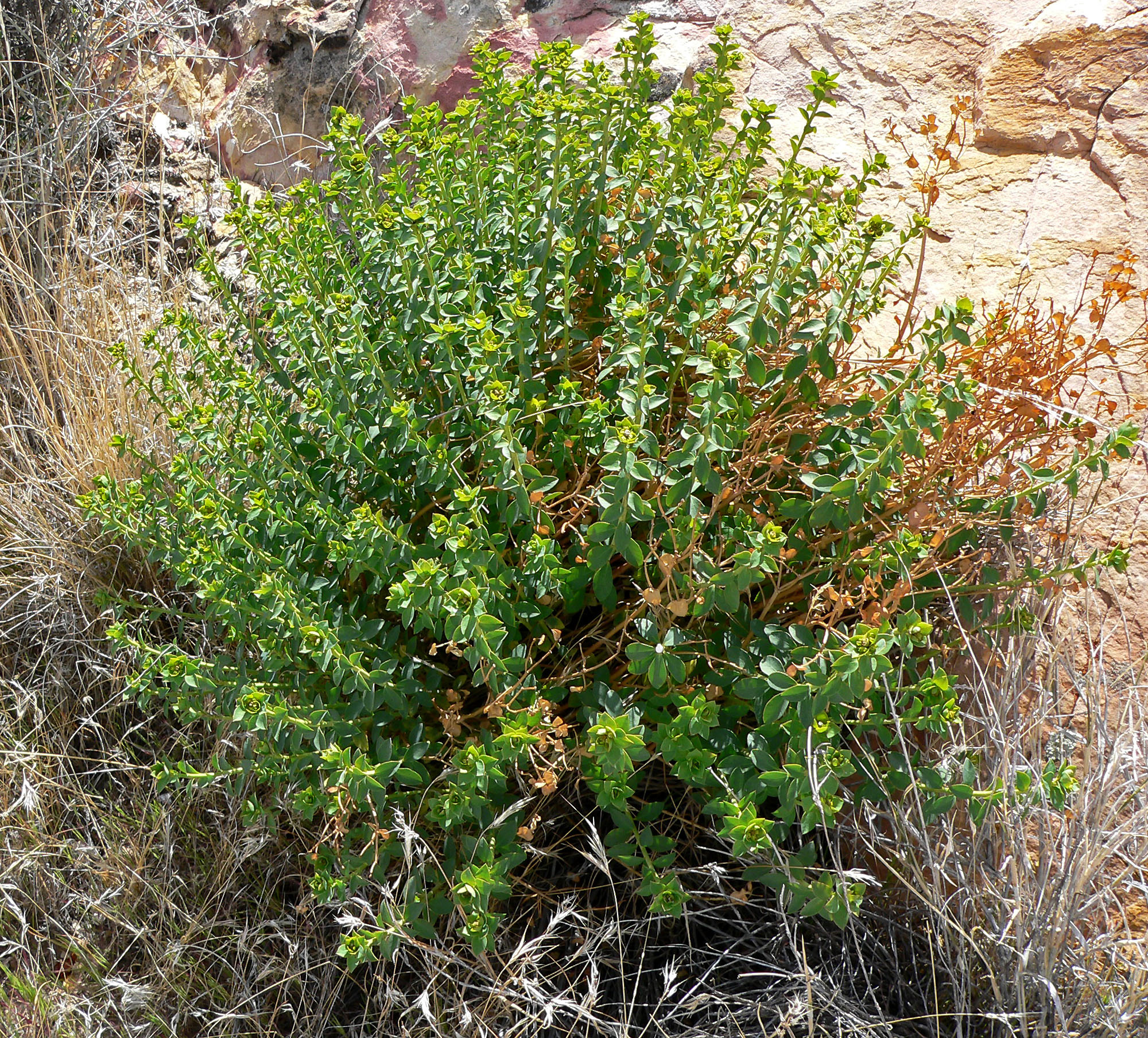
Euphorbia schizoloba

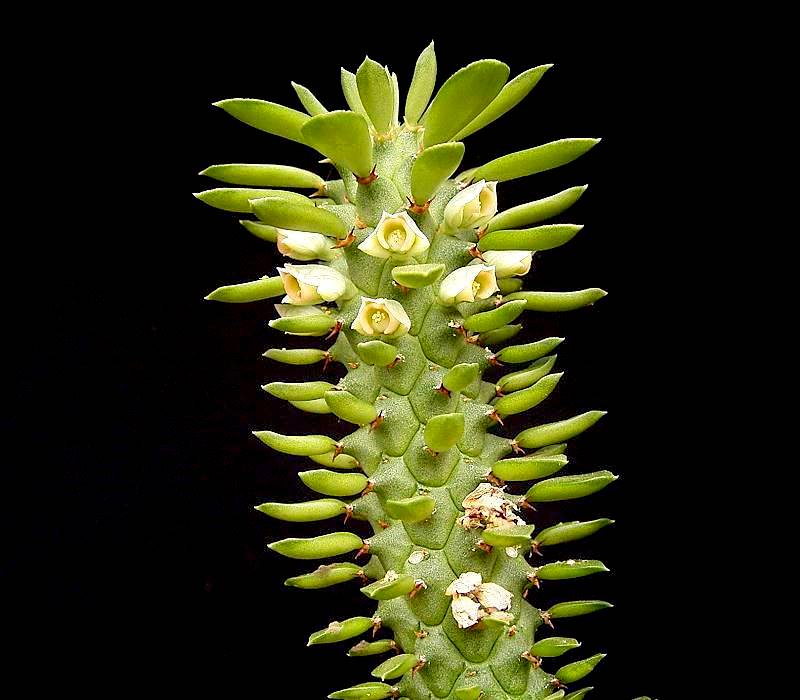
Euphorbia schubei

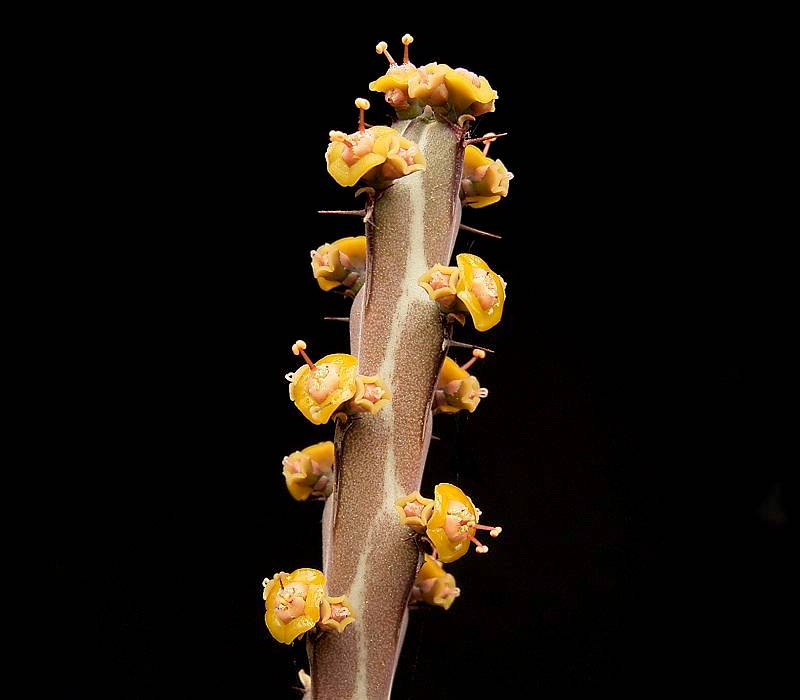
Euphorbia sebsebei

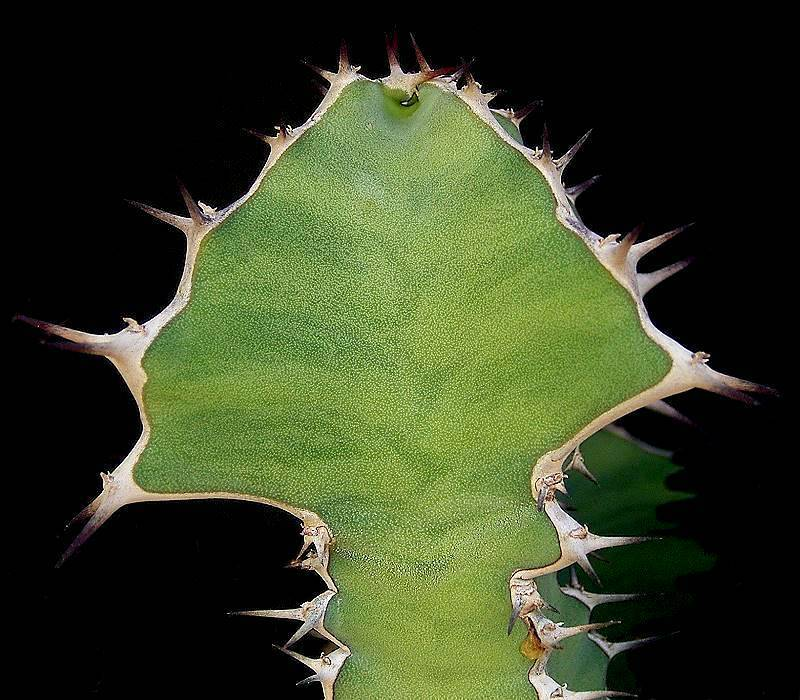
Euphorbia semperflorens

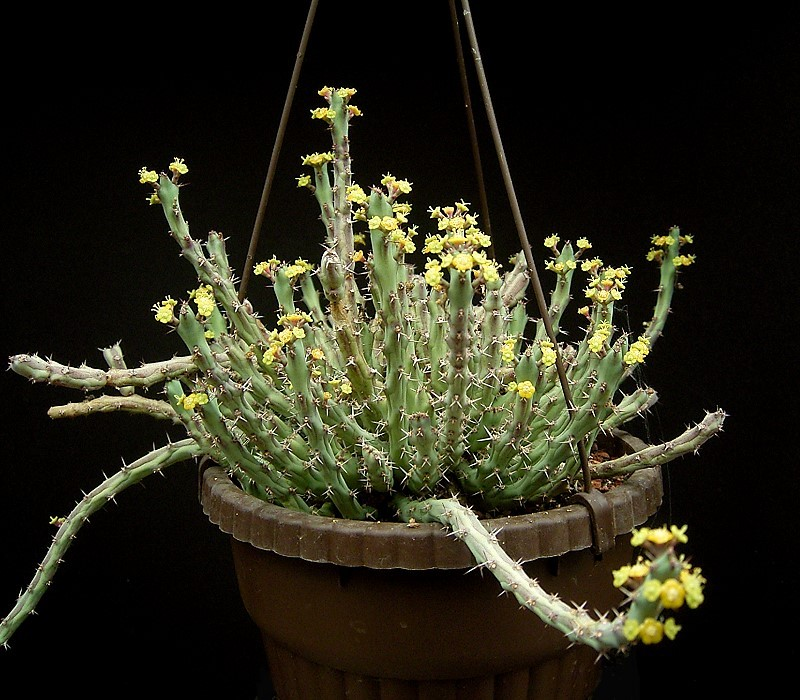
Euphorbia septentrionalis

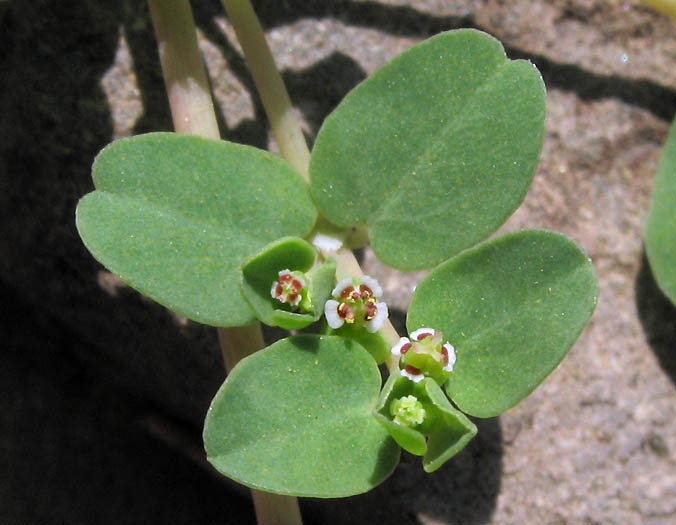
Euphorbia serpens

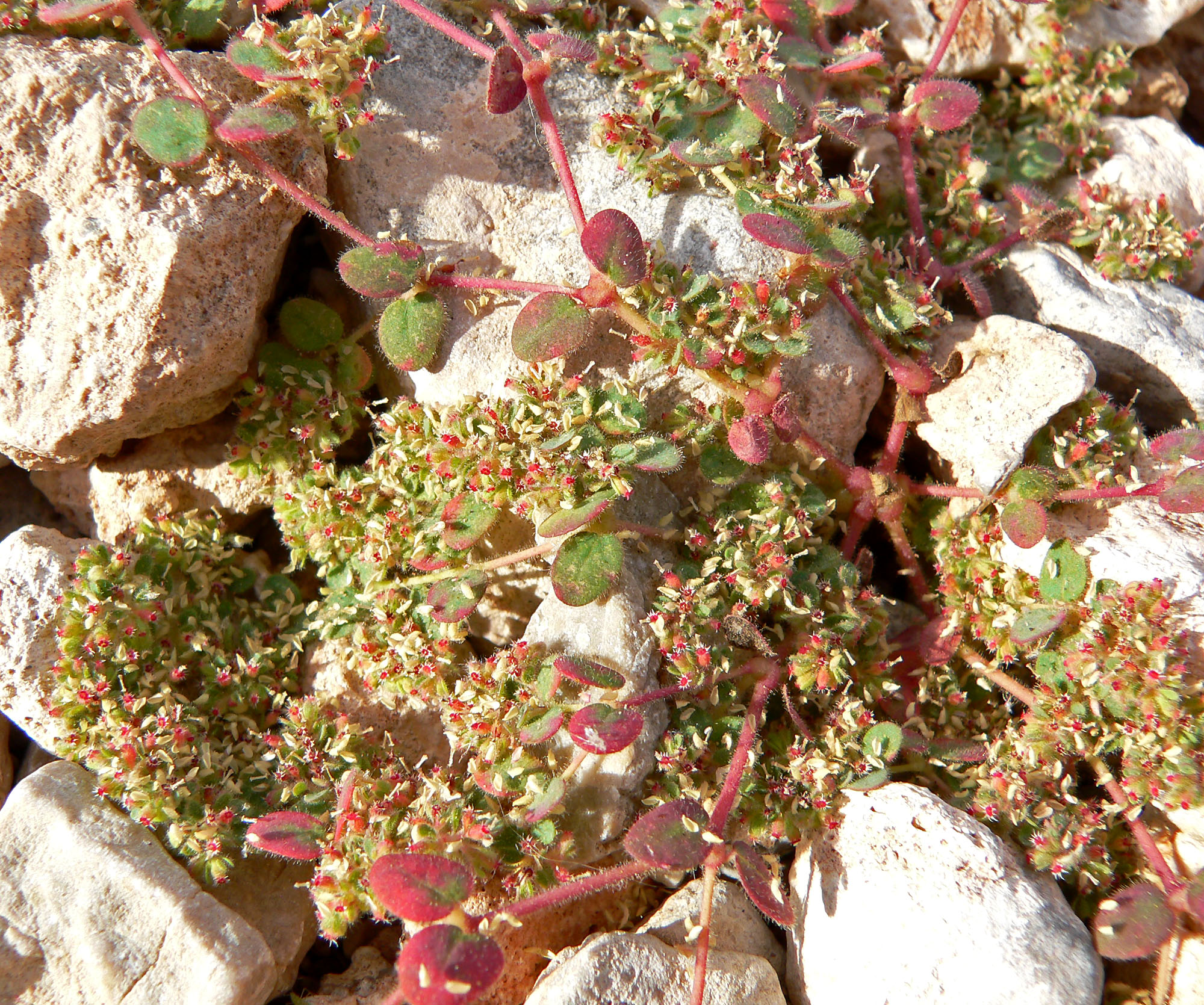
Euphorbia setiloba

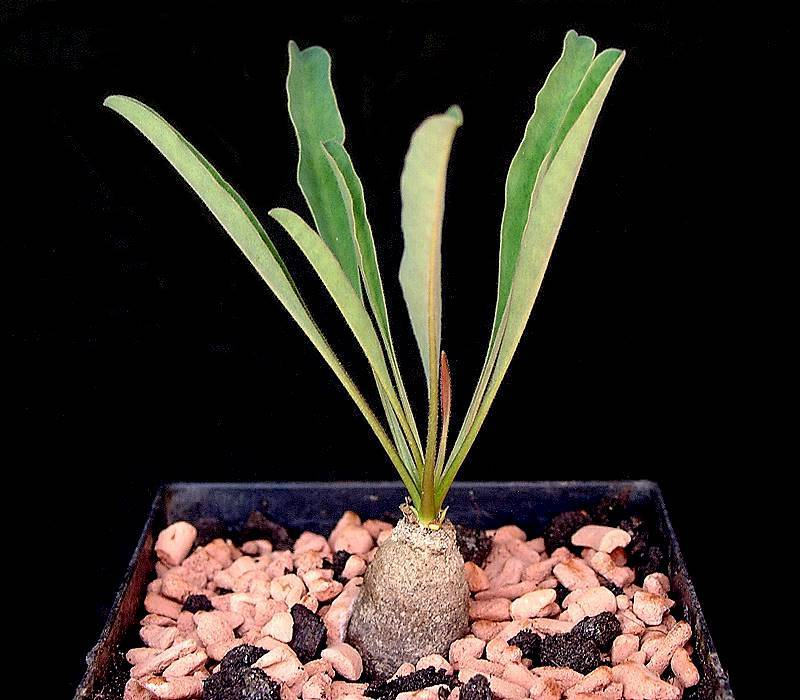
Euphorbia silenifolia

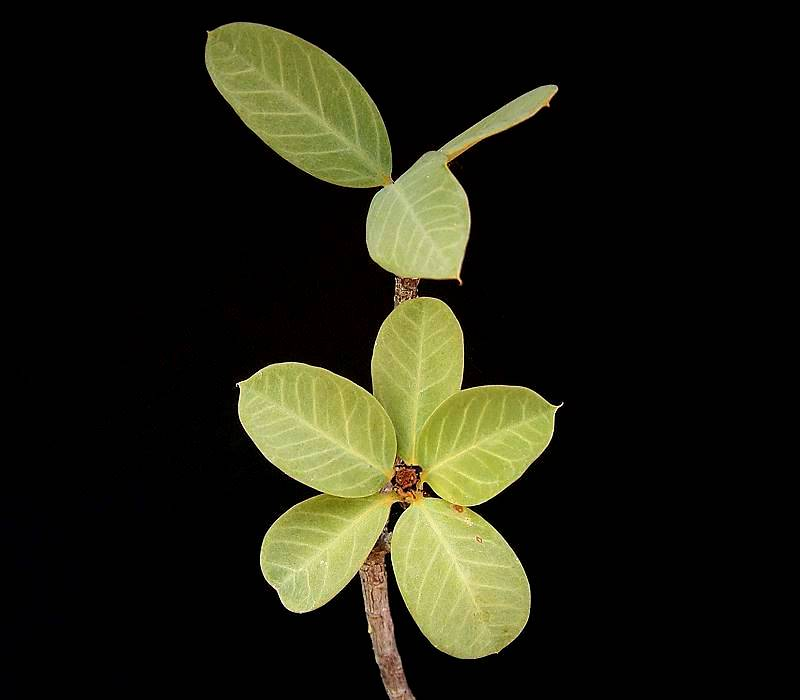
Euphorbia socotrana

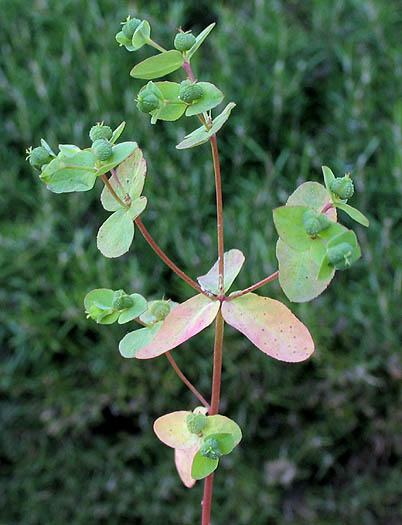
Euphorbia spathulata

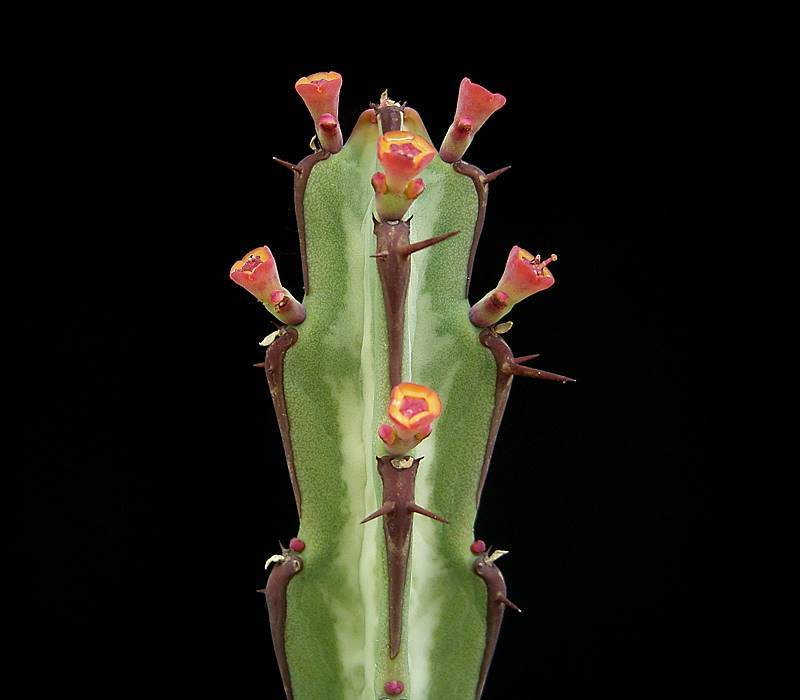
Euphorbia speciosa

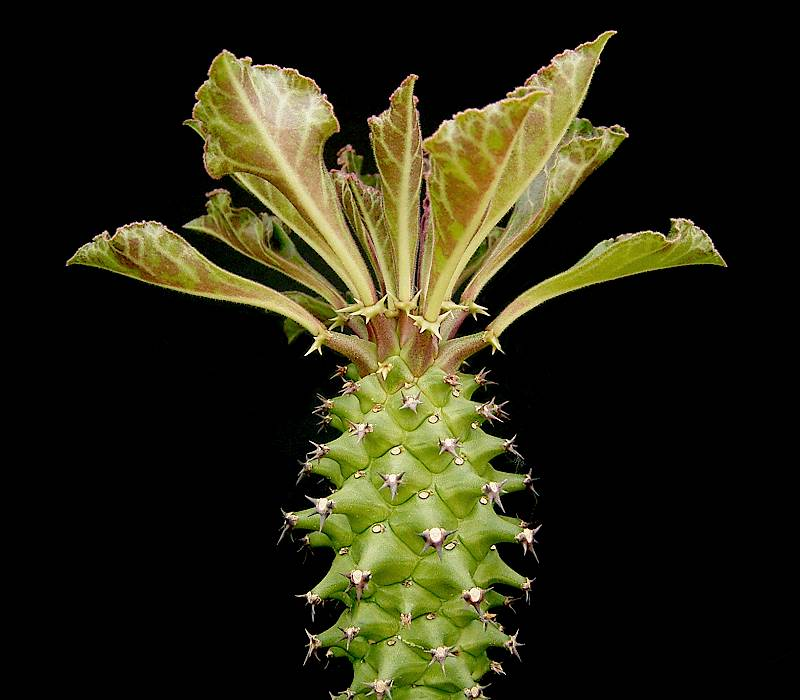
Euphorbia spinulosa

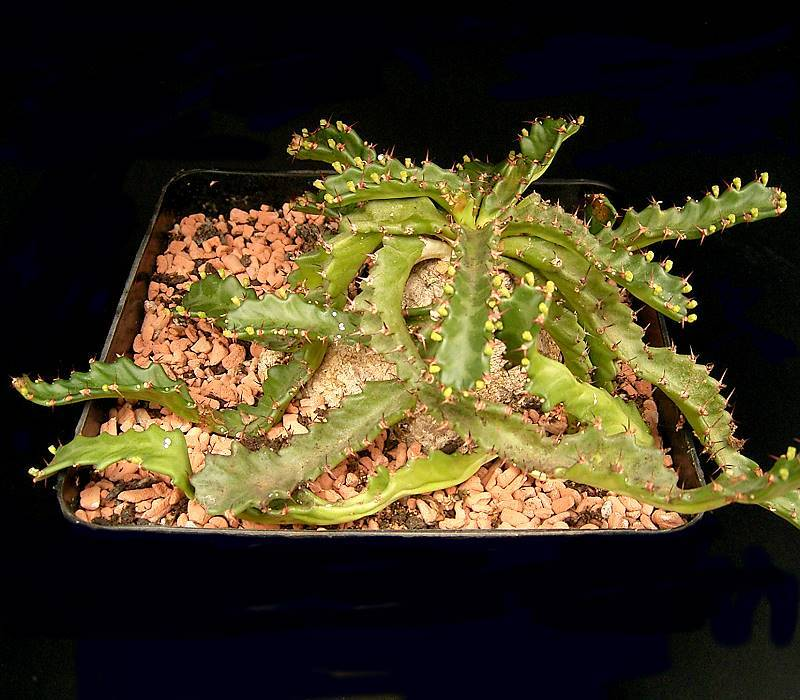
Euphorbia stellata

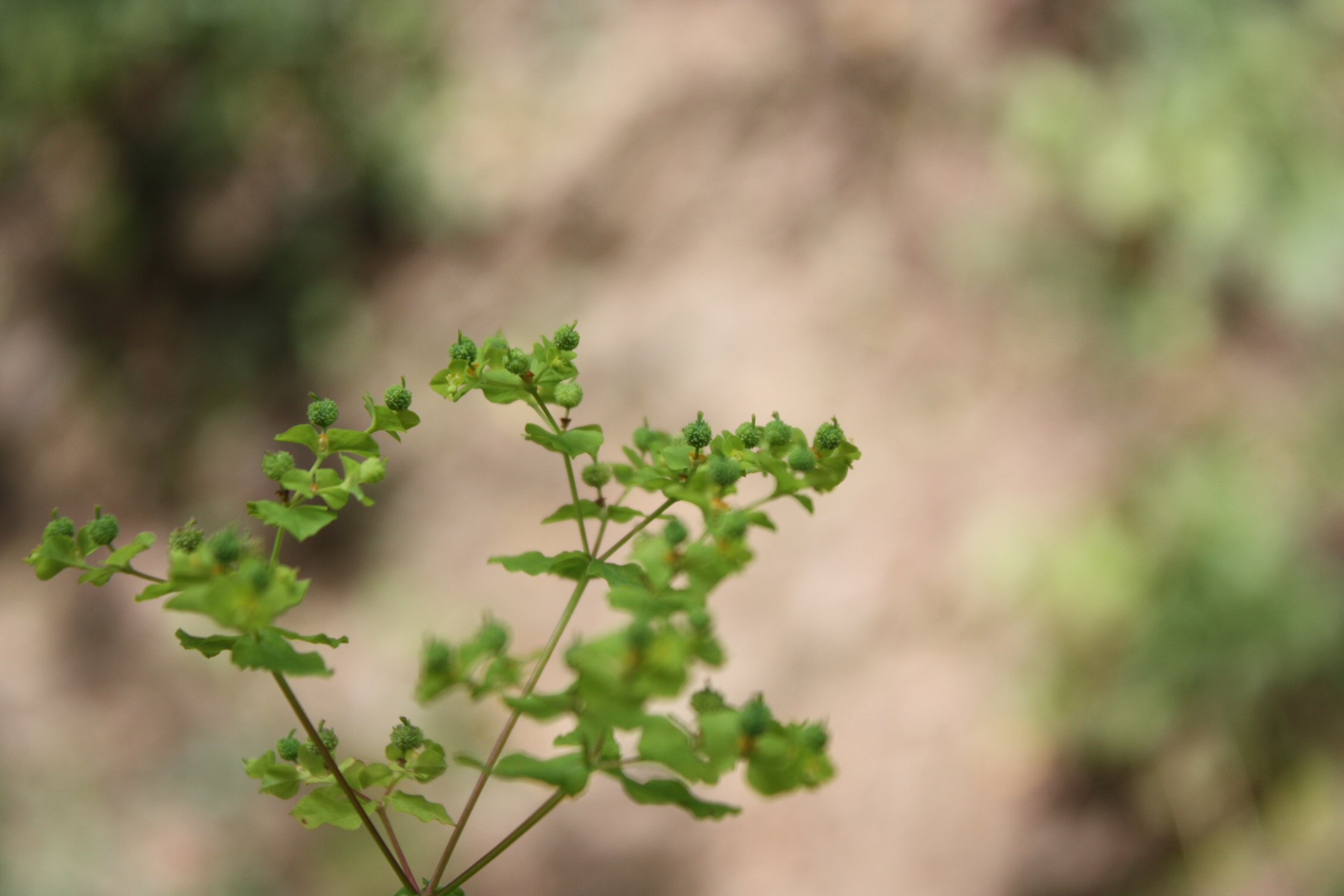
Euphorbia stricta

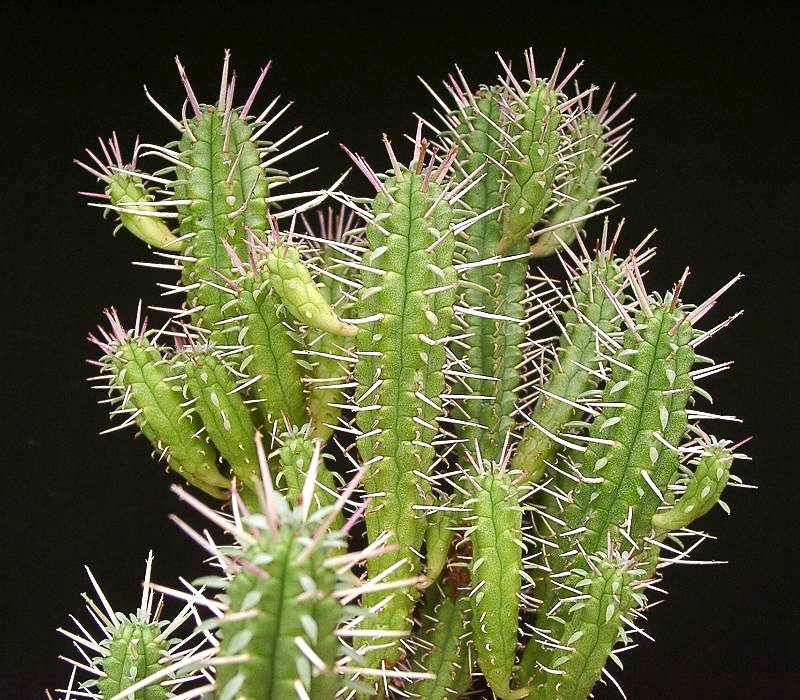
Euphorbia submammillaris

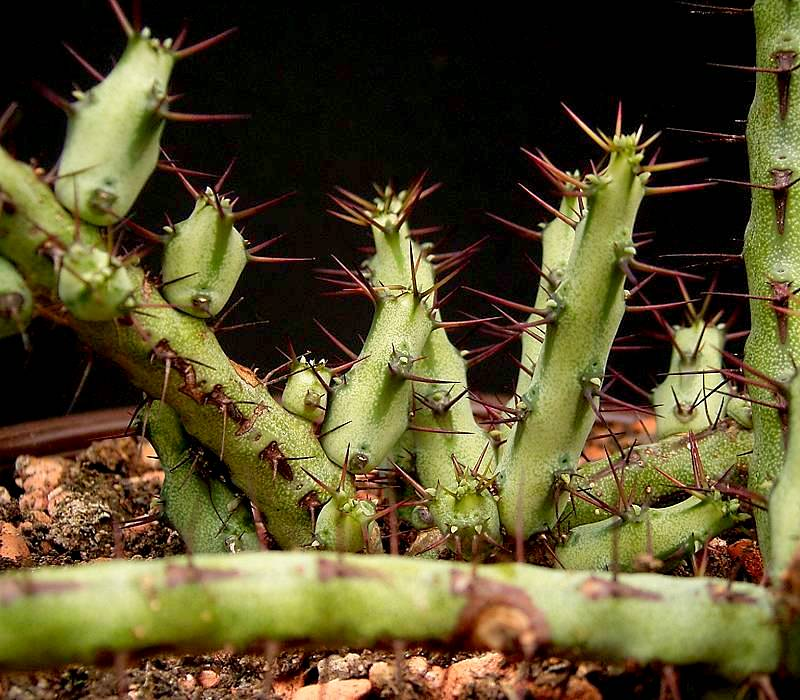
Euphorbia subscandens

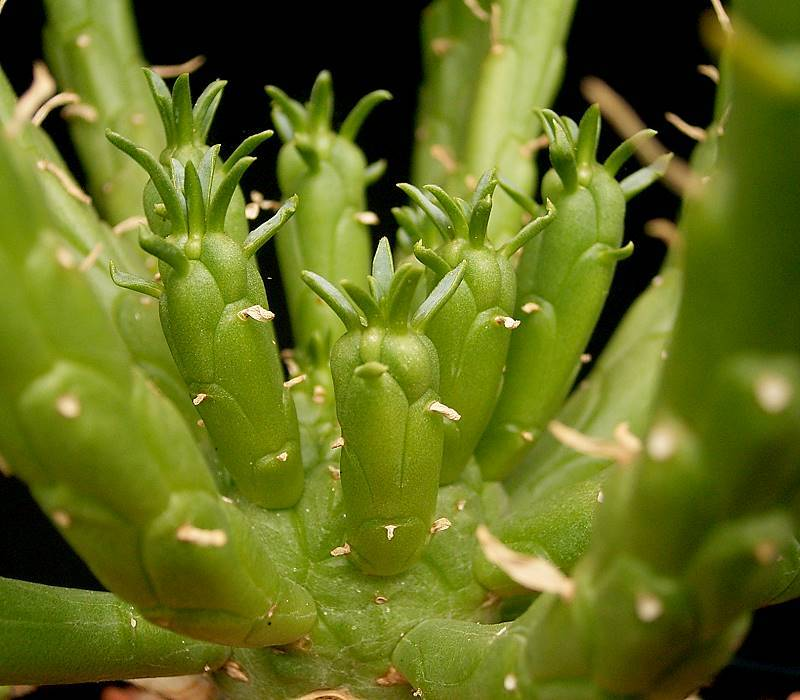
Euphorbia superans

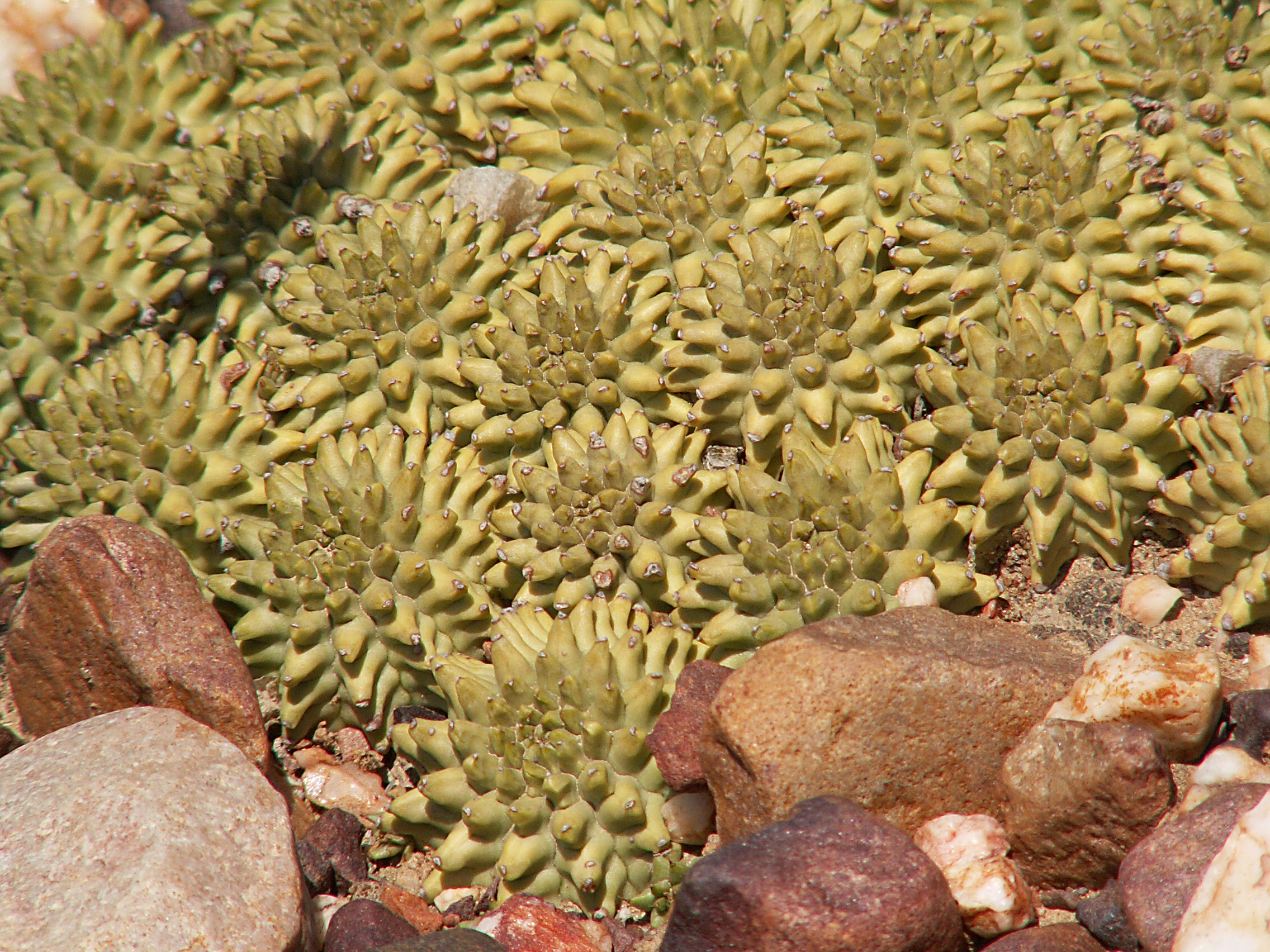
Euphorbia susannae

- Euphorbia sachetiana (J.Florence) Govaerts, 2000
- Euphorbia sahendi Bornm., 1910
- Euphorbia salicifolia Host, 1797
- Euphorbia salota Leandri, 1947
- Euphorbia salsicola S.Carter, 1992
- Euphorbia salsuginosa (McVaugh) Radcl.-Sm. & Govaerts, 1996
- Euphorbia samburuensis P.R.O.Bally & S.Carter, 1982
- Euphorbia sanasunitensis Hand.-Mazz., 1912
- Euphorbia sanctae-catharinae Fayed, 1983
- Euphorbia sanmartensis Rusby, 1920
- Euphorbia santapaui A.N.Henry, 1965
- Euphorbia sapinii De Wild., 1908
- Euphorbia sarawschanica Regel, 1882
- Euphorbia sarcodes Boiss., 1860
- Euphorbia sarcostemmatoides Dinter, 1921
- Euphorbia sarcostemmoides J.H.Willis, 1975
- Euphorbia sareciana M.G.Gilbert, 1990
- Euphorbia sareptana Becker, 1858
- Euphorbia sarmentosa Welw. ex Pax, 1894
- Euphorbia saudiarabica Fayed & Al-Zahrani, 2007
- Euphorbia saurica Baikov, 1999
- Euphorbia saxatilis Jacq., 1776
- Euphorbia saxicola Radcl.-Sm., 1971
- Euphorbia saxorum P.R.O.Bally & S.Carter, 1974
- Euphorbia scabrifolia Kurz, 1873
- Euphorbia scandens Kunth, 1817
- Euphorbia scarlatina S.Carter, 1987
- Euphorbia scatorhiza S.Carter, 1992
- Euphorbia schaijesii (Malaisse) Bruyns, 2006
- Euphorbia scheffleri Pax, 1909
- Euphorbia schickendantzii Hieron., 1881
- Euphorbia schillingii Radcl.-Sm., 1987
- Euphorbia schimperi C.Presl, 1845
- Euphorbia schimperiana Scheele, 1844
  - Euphorbia schimperiana var. pubescens (N.E.Br.) S.Carter, 1985
  - Euphorbia schimperiana var. schimperiana
  - Euphorbia schimperiana var. velutina N.E.Br., 1911
- Euphorbia schinzii Pax, 1898
- Euphorbia schizacantha Pax, 1897
- Euphorbia schizolepis F.Muell. ex Boiss., 1862
- Euphorbia schizoloba Engelm., 1861
- Euphorbia schlechtendalii Boiss., 1860
  - Euphorbia schlechtendalii var. pacifica McVaugh, 1993
  - Euphorbia schlechtendalii var. schlechtendalii
  - Euphorbia schlechtendalii var. websteri McVaugh, 1993
- Euphorbia schlechteri Pax, 1899
- Euphorbia schmitzii L.C.Leach, 1976
- Euphorbia schoenlandii Pax, 1905
- Euphorbia schottiana Boiss., 1859
- Euphorbia schubei Pax, 1904
- Euphorbia schugnanica B.Fedtsch., 1916
- Euphorbia schultzii Benth., 1873
- Euphorbia schumannii Radcl.-Sm., 1980
- Euphorbia schweinfurthii Balf.f., 1884
- Euphorbia sciadophila Boiss., 1862
- Euphorbia scitula L.C.Leach, 1976
- Euphorbia sclerocyathium Korovin & Popov, 1927
- Euphorbia sclerophylla Boiss., 1860
- Euphorbia scopulorum Brandegee,  184 (1911
- Euphorbia scordiifolia Jacq., Icon. Pl. Rar. 3: 5 (1793
- Euphorbia scripta Sommier & Levier, 1892
- Euphorbia scutiformis V.W.Steinm. & P.E.Berry, 2007
- Euphorbia scyphadena S.Carter, 1990
- Euphorbia sebastinei Binojk. & N.P.Balakr., 1993
- Euphorbia sebsebei M.G.Gilbert, 1993
- Euphorbia segetalis L., 
  - Euphorbia segetalis var. pinea (L.) Lange, 1877
  - Euphorbia segetalis var. segetalis
- Euphorbia segoviensis (Klotzsch & Garcke) Boiss., 1862
- Euphorbia seguieriana Neck., 1770
  - Euphorbia seguieriana subsp. hohenackeri (Boiss.) Rech.f., 1948
  - Euphorbia seguieriana subsp. niciciana (Borbás ex Novák) Rech.f., 1948
  - Euphorbia seguieriana subsp. seguieriana
- Euphorbia seibanica Lavranos & Gifri, 1999
- Euphorbia sekukuniensis R.A.Dyer, 1940
- Euphorbia seleri Donn.Sm., 1899
- Euphorbia selloi (Klotzsch & Garcke) Boiss., 1862
- Euphorbia selousiana S.Carter, 1987
- Euphorbia semiperfoliata Viv., 1824
- Euphorbia semivillosa (Prokh.) Krylov, 1934
- Euphorbia semperflorens L.C.Leach, 1970
- Euphorbia sendaica Makino, 1910
- Euphorbia senguptae N.P.Balakr. & Subr., 1960
- Euphorbia senilis Standl. & Steyerm., 1944
- Euphorbia sennii Chiov., Fl. Somala 2: 404 (1932
- Euphorbia septemsulcata Vierh., 1904
- Euphorbia septentrionalis P.R.O.Bally & S.Carter, 1974
  - Euphorbia septentrionalis subsp. gamugofana M.G.Gilbert, 1993
  - Euphorbia septentrionalis subsp. septentrionalis
- Euphorbia sepulta P.R.O.Bally & S.Carter, 1976
- Euphorbia serendipita L.E.Newton, 1993
- Euphorbia seretii De Wild., 1908
  - Euphorbia seretii subsp. seretii
  - Euphorbia seretii subsp. variantissima L.C.Leach, 1969
- Euphorbia serpens Kunth, 1817
- Euphorbia serpentini Novák, 1924
- Euphorbia serpyllifolia Pers., 1806
  - Euphorbia serpyllifolia subsp. hirtula (Engelm. ex S.Watson) Oudejans, 1989
  - Euphorbia serpyllifolia subsp. serpyllifolia
- Euphorbia serrata L., 1753
- Euphorbia serratifolia S.Carter, 1980
- Euphorbia serrula Engelm., 1858
- Euphorbia sessei Oudejans, 1989
- Euphorbia sessiliflora Roxb., 1832
- Euphorbia sessilifolia Klotzsch ex Boiss., 1862
- Euphorbia setiloba Engelm. ex Torr., 1857
- Euphorbia setispina S.Carter, 1992
- Euphorbia setosa (Boiss.) Müll.Arg., 1874
- Euphorbia sewerzowii (Prokh.) Pavlov, 1933
- Euphorbia sharkoensis Baill., 1866
- Euphorbia sharmae U.C.Bhattach., 1967
- Euphorbia shebeliensis (M.G.Gilbert) Bruyns, 2006
- Euphorbia sieboldiana C.Morren & Decne., 1836
- Euphorbia sikkimensis Boiss., 1862
- Euphorbia silenifolia (Haw.) Sweet, 1826
- Euphorbia similiramea S.Carter, 1987
- Euphorbia simulans (L.C.Wheeler) Warnock & M.C.Johnst., 1960
- Euphorbia sinaloensis Brandegee, 1905
- Euphorbia sinclairiana Benth., 1846
- Euphorbia sintenisii Boiss. ex Freyn, 1898
- Euphorbia sipolisii N.E.Br., 1893
- Euphorbia skottsbergii Sherff, 1936
  - Euphorbia skottsbergii var. skottsbergii
  - Euphorbia skottsbergii var. vaccinioides Sherff, 1936
- Euphorbia smirnovii Geltman, 1997
- Euphorbia smithii S.Carter, 1985
- Euphorbia socotrana Balf.f., 1884
  - Euphorbia socotrana subsp. purpurea N.Kilian & P.Hein, 2006
  - Euphorbia socotrana subsp. socotrana
- Euphorbia sogdiana Popov, 1923
- Euphorbia sojakii (Chrtek & Krísa) Dubovik, 1973
- Euphorbia somalensis Pax, 1897
- Euphorbia × somboriensis Prodán, 1930
- Euphorbia songweana S.Carter, 2000
- Euphorbia sonorae Rose, 1895
- Euphorbia soobyi McVaugh, 1961
- Euphorbia × sooi T.Simon, 1949
- Euphorbia soongarica Boiss., 1860
- Euphorbia sororia Schrenk, 1845
- Euphorbia × souliei Sennen, 1917
- Euphorbia sparrmanii Boiss., 1860
- Euphorbia sparsiflora A.Heller, 1897
- Euphorbia spartaria N.E.Br., 1911
- Euphorbia spartiformis Mobayen, 1984
- Euphorbia spathulata Lam., 1788
- Euphorbia speciosa L.C.Leach, 1992
- Euphorbia specksii Rauh, 2000
- Euphorbia spectabilis (S.Carter) Bruyns, 2006
- Euphorbia spellenbergiana Mayfield & V.W.Steinm., 2010
- Euphorbia sphaerorhiza Benth., 1839
- Euphorbia spicata E.Mey. ex Boiss., 1862
- Euphorbia spinea N.E.Br., 1915
- Euphorbia spinicapsula Rauh & Petignat, 1993
- Euphorbia spinidens Bornm. ex Prokh., 1933
- Euphorbia spinosa L., 1753
  - Euphorbia spinosa subsp. ligustica (Fiori) Pignatti, 1973
  - Euphorbia spinosa subsp. spinosa
- Euphorbia spinulosa (S.Carter) Bruyns, 2006
- Euphorbia spiralis Balf.f., 1884
- Euphorbia spissa Thulin, 2007
- Euphorbia spissiflora S.Carter, 1990
- Euphorbia spruceana Boiss., 1862
- Euphorbia squamigera Loisel., 1807
- Euphorbia squamosa Willd., 1799
- Euphorbia squarrosa Haw., 1827
- Euphorbia standleyi (Millsp.) Oudejans, 1989
- Euphorbia stapelioides Boiss., 1860
- Euphorbia stapfii A.Berger, 1906
- Euphorbia stellata Willd., 1799
- Euphorbia stellispina Haw., 1826 publ. 1827
- Euphorbia × stenocalli Croizat, 1972
- Euphorbia stenocaulis Bruyns, 2006
- Euphorbia stenoclada Baill., 1887
  - Euphorbia stenoclada subsp. ambatofinandranae (Leandri) Cremers, 1978
  - Euphorbia stenoclada subsp. stenoclada
- Euphorbia stenophylla (Klotzsch & Garcke) Boiss., 1862
- Euphorbia stepposa Zoz ex Prokh., 1949
- Euphorbia stevenii F.M.Bailey, 1910
- Euphorbia stictospora Engelm., 1858
- Euphorbia stoddartii Fosberg, 1978
- Euphorbia stolonifera Marloth ex A.C.White, R.A.Dyer & B.Sloane, 1941
- Euphorbia stracheyi Boiss., 1862
- Euphorbia strangulata N.E.Br., 1913
- Euphorbia striata Thunb., 1800
- Euphorbia stricta L., 1759
- Euphorbia strictior Holz., 1892
- Euphorbia strigosa Hook. & Arn., 1838
- Euphorbia stygiana H.C.Watson, 1844
  - Euphorbia stygiana subsp. santamariae H.Schäf., 2003
  - Euphorbia stygiana subsp. stygiana
- Euphorbia subamplexicaulis Kar. & Kir., 1841
- Euphorbia subcordata C.A.Mey. ex Ledeb., 1830
- Euphorbia submamillaris (A.Berger) A.Berger, 1906
- Euphorbia suborbicularis Thulin, 2009
- Euphorbia subpeltata S.Watson, 1891
- Euphorbia subpeltatophylla Rauh, 1993
- Euphorbia subsalsa Hiern, 1900
  - Euphorbia subsalsa subsp. fluvialis L.C.Leach, 1976
  - Euphorbia subsalsa subsp. subsalsa
- Euphorbia subscandens P.R.O.Bally & S.Carter, 1982
- Euphorbia subterminalis N.E.Br., 1911
- Euphorbia subtrifoliata Rusby, 1920
- Euphorbia succedanea L.C.Wheeler, 1939
- Euphorbia succulenta (Schweick.) Bruyns, 2007
  - Euphorbia succulenta var. congesta (P.R.O.Bally) Bruyns, 2007
  - Euphorbia succulenta var. succulenta
- Euphorbia sudanica A.Chev., 1932
- Euphorbia suffulta Bruyns, 1990
- Euphorbia sulcata Lens ex Loisel., 1828
- Euphorbia sultan-hassei Å.Strid & al., 1989
- Euphorbia sumati S.Carter, 2000
- Euphorbia sumbawensis Boiss., 1862
- Euphorbia superans Nel ex A.G.J.Herre, 1950
- Euphorbia suppressa J.G.Marx, 1999
- Euphorbia surinamensis Lanj., 1931
- Euphorbia susan-holmesiae Binojk. & Gopalan, 1993
- Euphorbia susannae Marloth, 1929
- Euphorbia suzannae-marnierae Rauh & Petignat, 1996
- Euphorbia syncalycina Bruyns, 2006
- Euphorbia syncameronii Bruyns, 2006
- Euphorbia systyla Edgew., 1847
- Euphorbia systyloides Pax, 1894
  - Euphorbia systyloides subsp. porcaticapsa S.Carter, 1990
  - Euphorbia systyloides subsp. systyloides
- Euphorbia szovitsii Fisch. & C.A.Mey., 1835
  - Euphorbia szovitsii var. kharputensis Azn. ex M.S.Khan, 1964
  - Euphorbia szovitsii var. szovitsii

## T

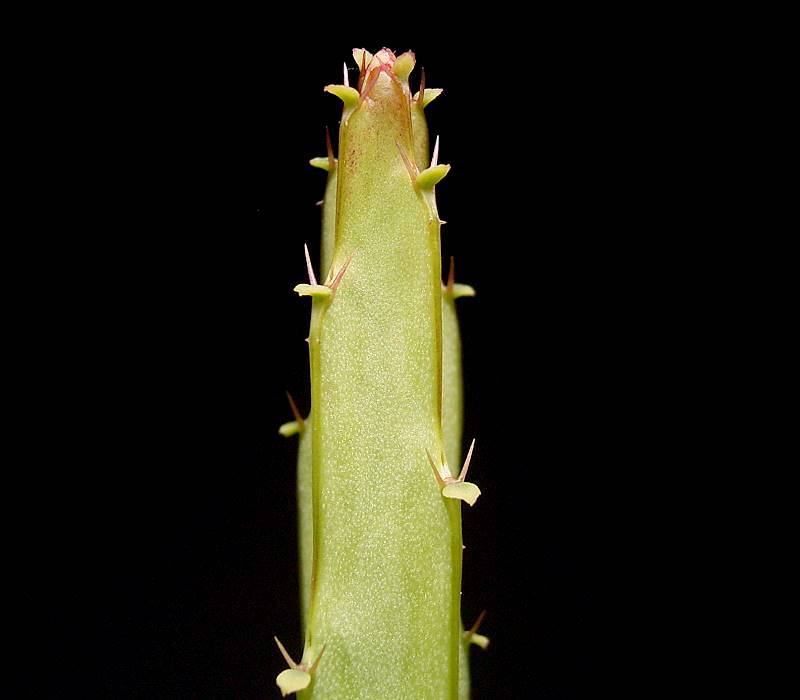
Euphorbia taruensis

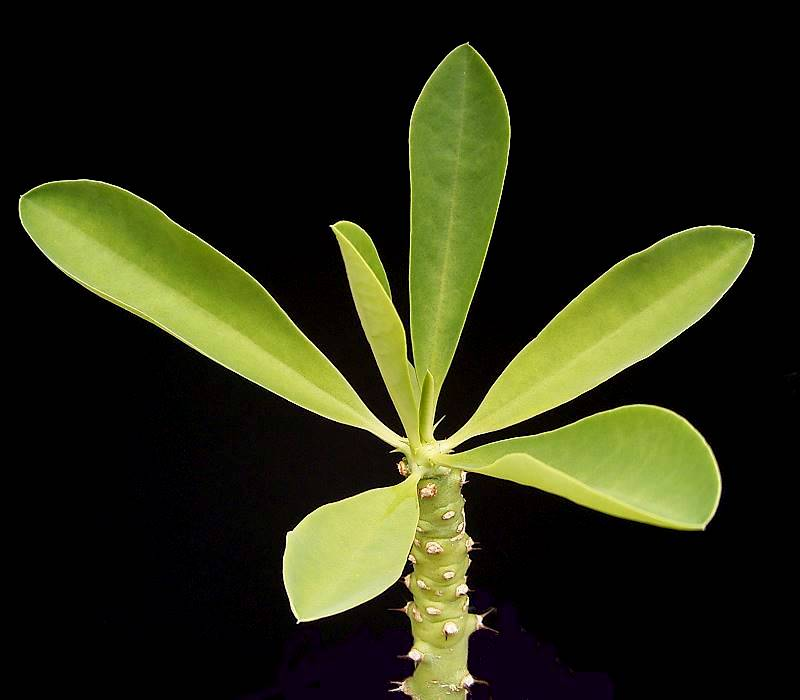
Euphorbia teke

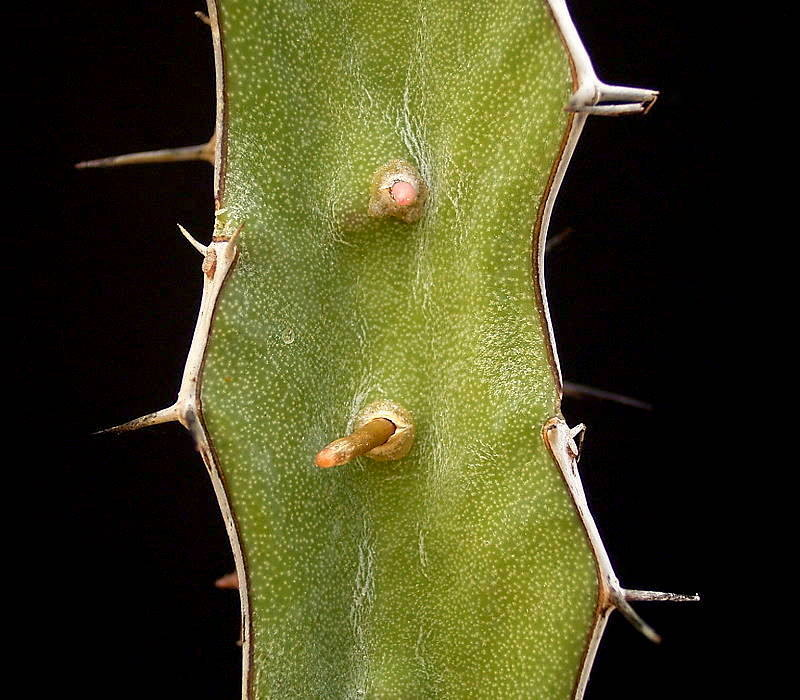
Euphorbia tenuispinosa

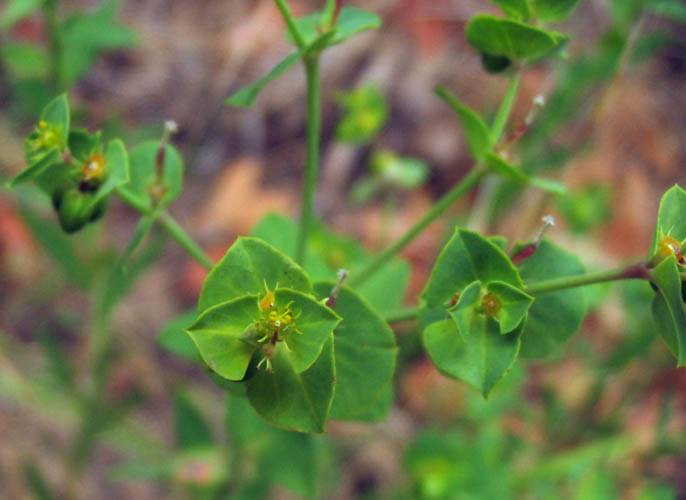
Euphorbia terracina

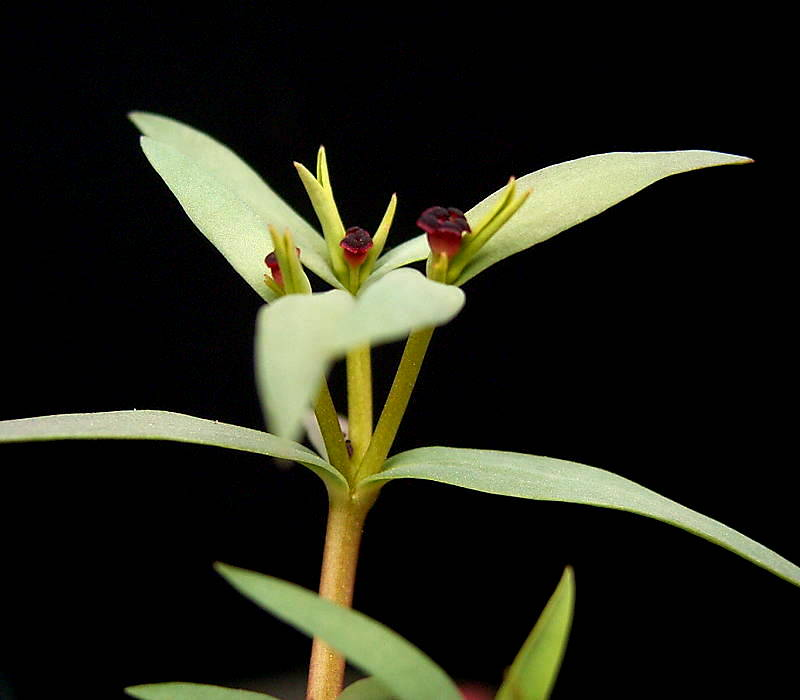
Euphorbia thinophila

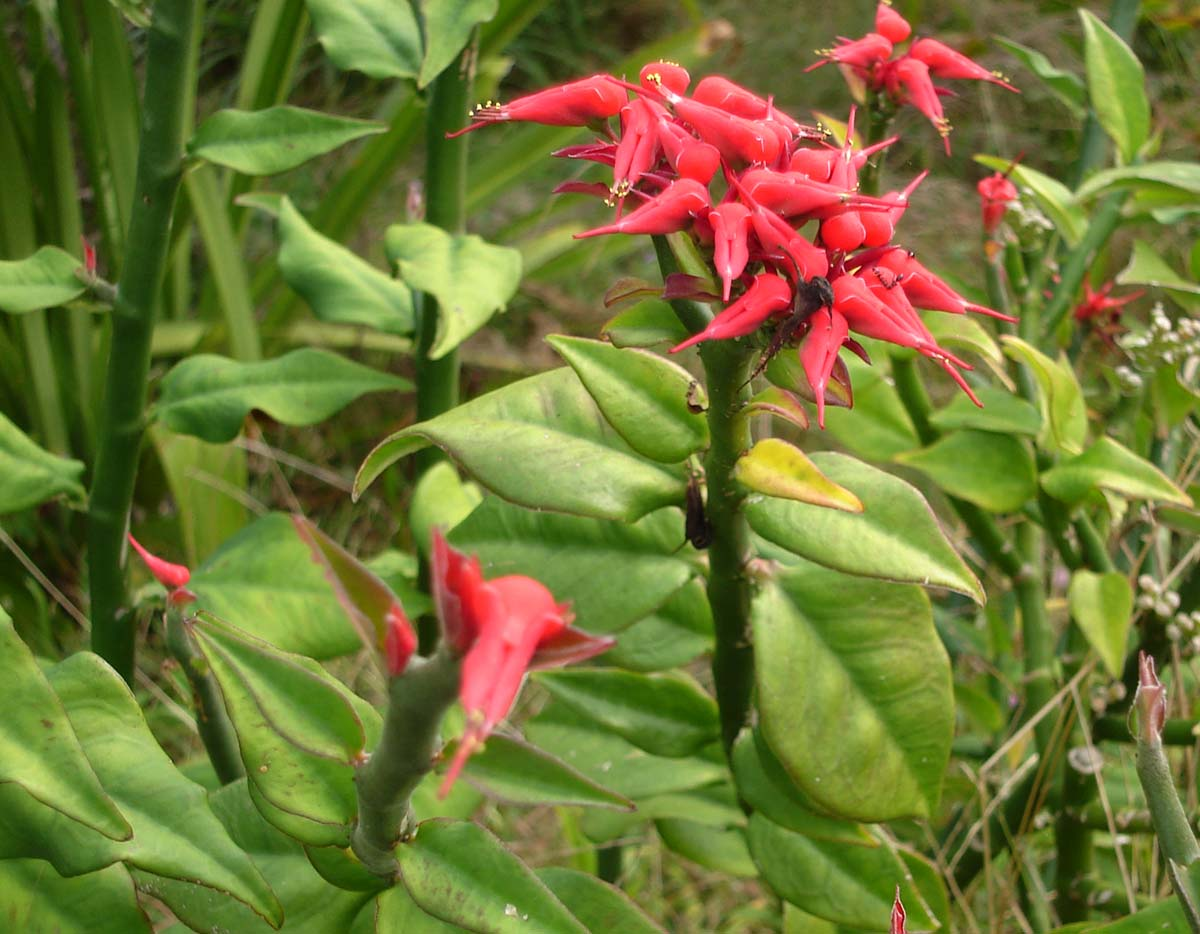
Euphorbia tithymaloides

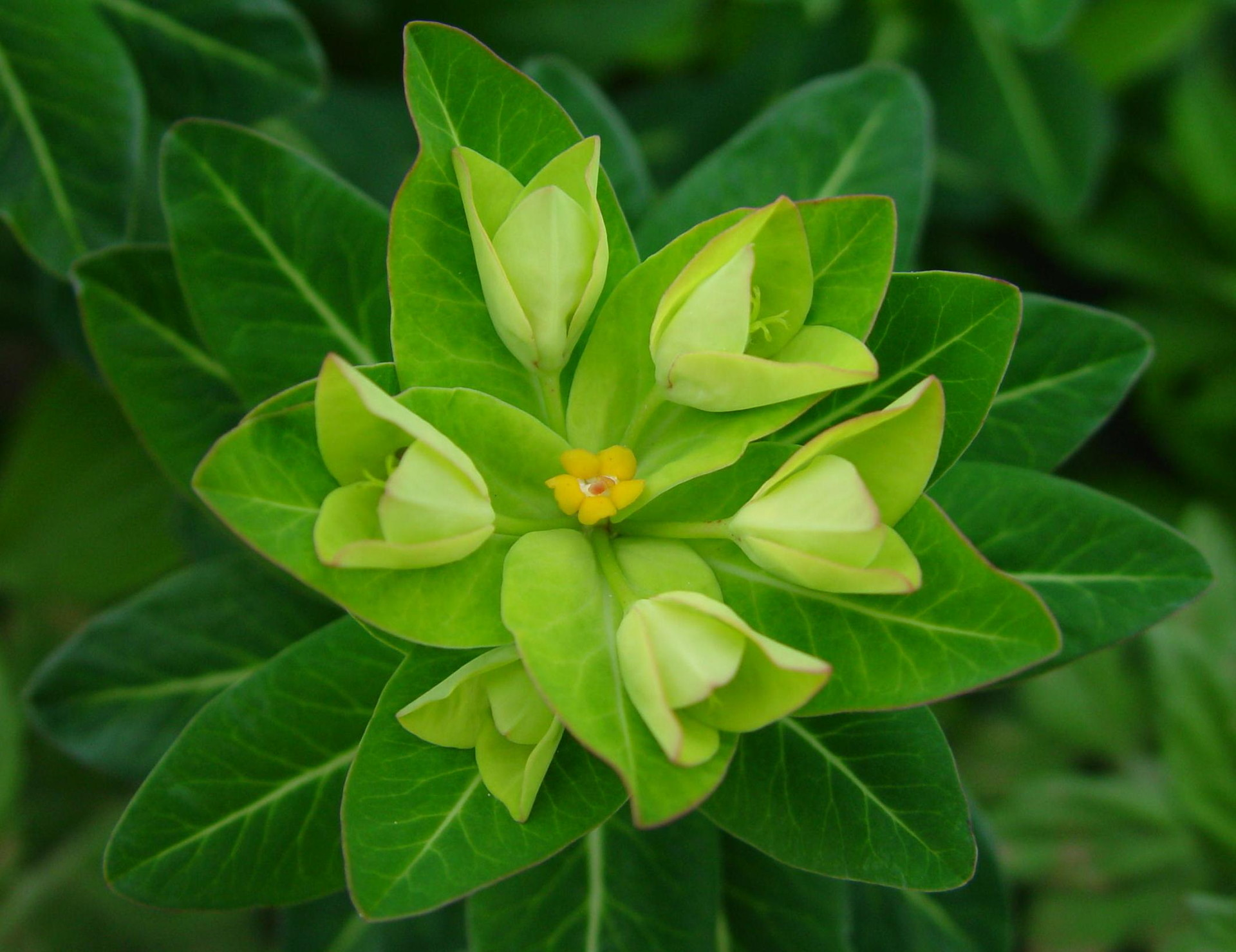
Euphorbia togakusensis

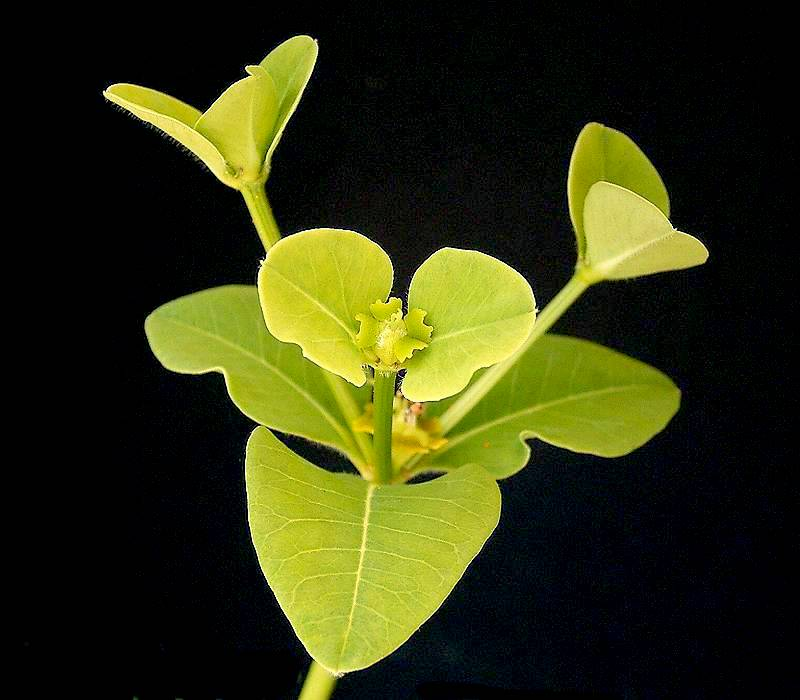
Euphorbia transvaalensis

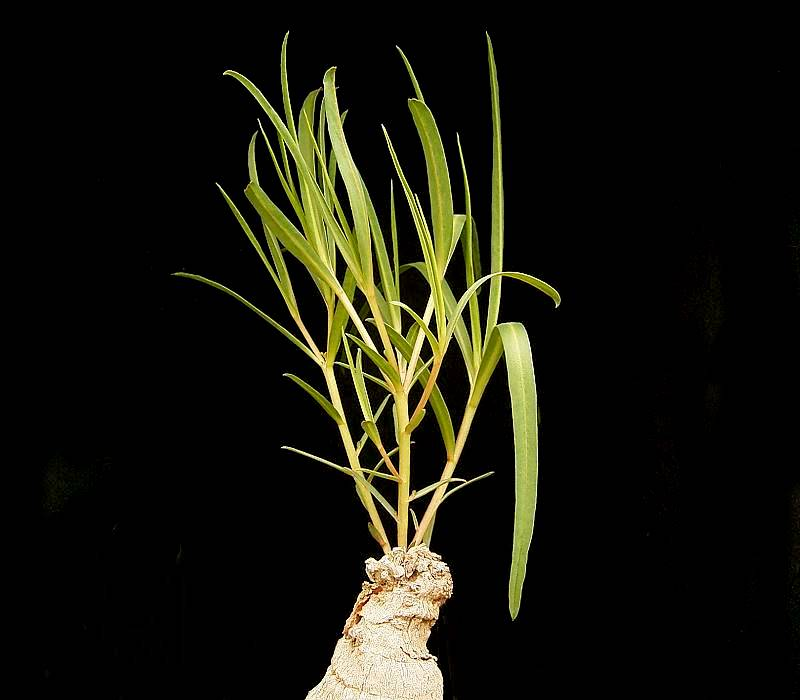
Euphorbia trichadenia

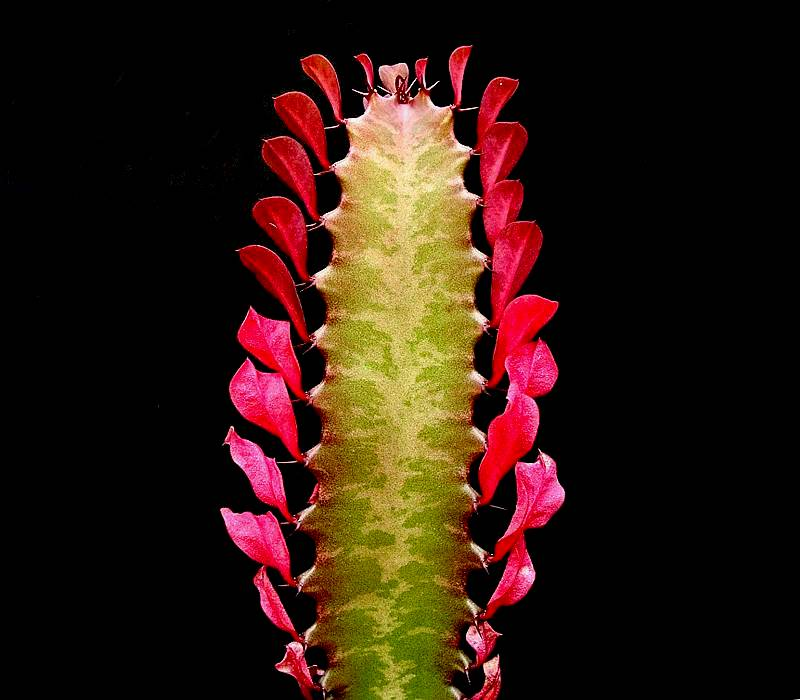
Euphorbia trigona

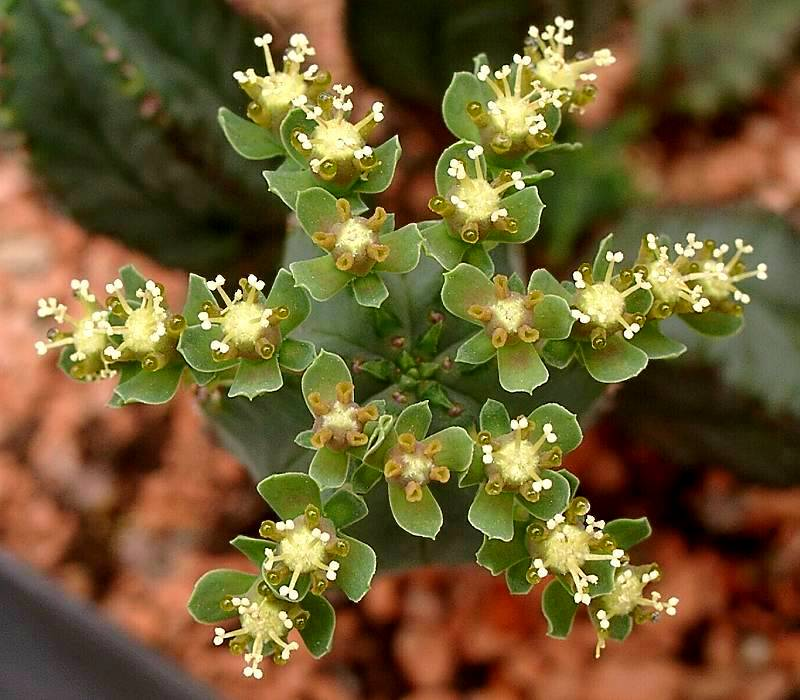
Euphorbia tubiglans

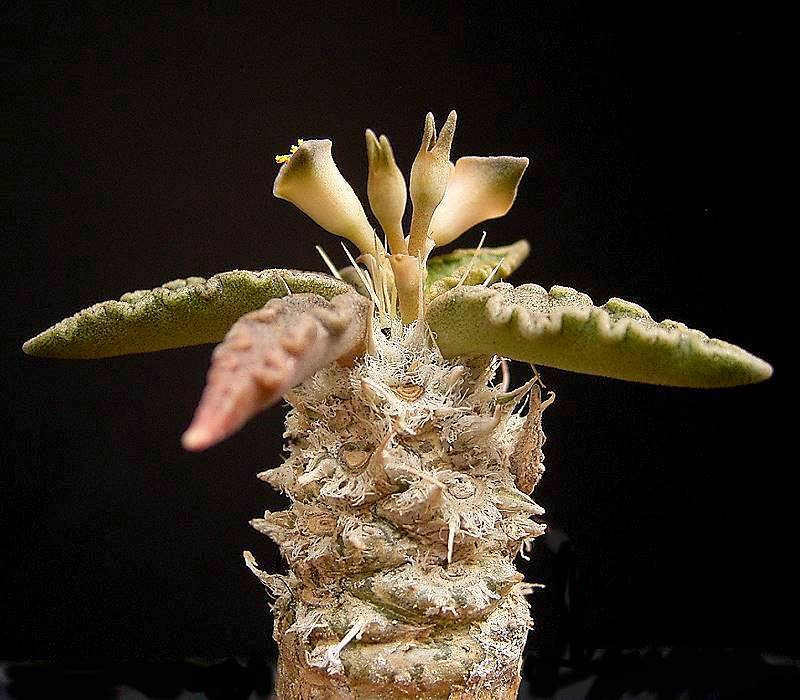
Euphorbia tulearensis

- Euphorbia taboraensis A.Hässl., 1931
- Euphorbia tacnensis Phil., 1891
- Euphorbia taifensis Fayed & Al-Zahrani, 2007
- Euphorbia taihsiensis (Chaw & Koutnik) Oudejans, 1990
- Euphorbia talaina Radcl.-Sm., 1986
- Euphorbia talastavica (Prokh.) Prokh., 1949
- Euphorbia taluticola Wiggins, 1965
- Euphorbia tamanduana Boiss., 1860
- Euphorbia tamaulipasana (Millsp.) Oudejans, 1989
- Euphorbia tanaensis P.R.O.Bally & S.Carter, 1974
- Euphorbia tannensis Spreng., 1807
  - Euphorbia tannensis subsp. eremophila (A.Cunn. ex T.Mitch.) D.C.Hassall, 1977
  - Euphorbia tannensis subsp. tannensis
- Euphorbia tanquahuete Sessé & Moc., 1894
- Euphorbia tarapacana Phil., 1891
- Euphorbia tardieuana Leandri, 1946
- Euphorbia taruensis S.Carter, 1987
- Euphorbia tauricola Prokh., 1949
- Euphorbia taurinensis All., 1785
- Euphorbia tavoyensis N.P.Balakr., 1976
- Euphorbia teheranica Boiss., 1860
- Euphorbia tehuacana (Brandegee) V.W.Steinm., 2003
- Euphorbia teixeirae L.C.Leach & Garcia de Orta, 1974
- Euphorbia teke Schweinf. ex Pax, 1894
- Euphorbia telephioides Chapm., 1860
- Euphorbia tellieri A.Chev., 1933
- Euphorbia tenax Burch., 1822
- Euphorbia tenebrosa N.E.Br., 1912
- Euphorbia tenuirama Schweinf. ex A.Berger, 1906
- Euphorbia tenuispinosa Gilli, 1974
  - Euphorbia tenuispinosa var. robusta P.R.O.Bally & S.Carter, 1987
  - Euphorbia tenuispinosa var. tenuispinosa
- Euphorbia teres M.Machado & Hofacker, 2008
- Euphorbia terracina L., 1762
- Euphorbia tescorum S.Carter, 1982
- Euphorbia teskensuensis Orazova, 1983
- Euphorbia tessmannii Mansf., 1929
- Euphorbia tetracantha Rendle, 1896
- Euphorbia tetracanthoides Pax, 1901
- Euphorbia tetragona Haw., 1827
- Euphorbia tetrapora Engelm., 1858
- Euphorbia tetraptera Baker, 1885
- Euphorbia tettensis Klotzsch, 1861
- Euphorbia texana Boiss., 1860
- Euphorbia theriaca L.C.Wheeler, 1941
- Euphorbia thinophila Phil., 1873
- Euphorbia tholicola L.C.Leach, 1992
- Euphorbia thompsonii Holmboe, 1914
- Euphorbia thomsoniana Boiss., 1862
- Euphorbia thouarsiana Baill., 1861
- Euphorbia thulinii S.Carter, 1992
- Euphorbia thymifolia L., 1753
- Euphorbia thyrsoidea Boiss., 1862
- Euphorbia tibetica Boiss., 1862
- Euphorbia tinianensis Hosok., 1935
- Euphorbia tirucalli L., 1753
- Euphorbia tisserantii A.Chev. & Sillans, 1953
- Euphorbia tithymaloides L., 1753
  - Euphorbia tithymaloides subsp. angustifolia (Poit.) V.W.Steinm., 2003
  - Euphorbia tithymaloides subsp. bahamensis (Millsp.)
  - Euphorbia tithymaloides subsp. jamaicensis (Millsp. & Britton) V.W.Steinm., 2003
  - Euphorbia tithymaloides subsp. padifolia (L.) V.W.Steinm., 2003
  - Euphorbia tithymaloides subsp. parasitica (Boiss. ex Klotzsch) V.W.Steinm., 2003
  - Euphorbia tithymaloides subsp. retusa (Benth.) V.W.Steinm., 2003
  - Euphorbia tithymaloides subsp. smallii (Millsp.) V.W.Steinm., 2003
  - Euphorbia tithymaloides subsp. tithymaloides
- Euphorbia togakusensis Hayata, 1904
- Euphorbia tomentella Engelm. ex Boiss., 1862
- Euphorbia tomentulosa S.Watson, 1887
- Euphorbia tongchuanensis C.Y.Wu & J.S.Ma, 1993
- Euphorbia torralbasii Urb., 1899
- Euphorbia torrei (L.C.Leach) Bruyns, 2006
- Euphorbia torta Pax & K.Hoffm., 1910
- Euphorbia tortilis Rottler ex Ainslie, 1826
- Euphorbia tortirama R.A.Dyer, 1937
- Euphorbia tortistyla N.E.Br., 1911
- Euphorbia tozzii Chiov., 1932
- Euphorbia trachysperma Engelm., 1858
- Euphorbia trancapatae (Croizat) J.F.Macbr., 1951
- Euphorbia transoxana (Prokh.) Prokh., 1949
- Euphorbia transtagana Boiss., 1859
- Euphorbia transvaalensis Schltr., 1896
- Euphorbia tranzschelii (Prokh.) Prokh., 1949
- Euphorbia tresmariae (Millsp.) Standl., 1923
- Euphorbia triaculeata Forssk., 1775
- Euphorbia trialata (Huft) V.W.Steinm., 2002
- Euphorbia triangolensis Bruyns, 2006
- Euphorbia triangularis Desf. ex A.Berger, 1906
- Euphorbia trichadenia Pax, 1894
  - Euphorbia trichadenia var. gibbsiae N.E.Br., 1911
  - Euphorbia trichadenia var. trichadenia
- Euphorbia trichiocyma S.Carter, 1985
- Euphorbia trichocardia L.B.Sm., 1936
- Euphorbia trichophylla Baker, 1883
- Euphorbia trichotoma Kunth, 1817
- Euphorbia tricolor Greenm., 1898
- Euphorbia triflora Schott, Nyman & Kotschy, 1854
- Euphorbia trigona Mill., 1768
- Euphorbia trinervia Schumach. & Thonn., 1827
- Euphorbia triodonta (Prokh.) Prokh., 1949
- Euphorbia tripartita S.Carter, 1992
- Euphorbia triphylla (Klotzsch & Garcke) Oudejans, 1989
- Euphorbia tshuiensis (Prokh.) Serg. ex Krylov, 1934
- Euphorbia tuberculata Jacq., 1797
- Euphorbia tuberculatoides N.E.Br., 1915
- Euphorbia tuberifera N.E.Br., 1911
- Euphorbia tuberosa L., 1753
- Euphorbia tubiglans Marloth ex R.A.Dyer, 1934
- Euphorbia tuckeyana Steud. ex Webb, 1849
- Euphorbia tuerckheimii Urb., 1912
- Euphorbia tugelensis N.E.Br., 1915
- Euphorbia tulearensis (Rauh) Rauh, 1988
- Euphorbia tumbaensis De Wild., 1908
- Euphorbia tumistyla (D.G.Burch) Radcl.-Sm., 1971
- Euphorbia turbiniformis Chiov., 1929
- Euphorbia turczaninowii Kar. & Kir., 1842
- Euphorbia turkanensis S.Carter, 1982
- Euphorbia turkestanica Regel, 1882
- Euphorbia turpinii Boiss., 1860

## U

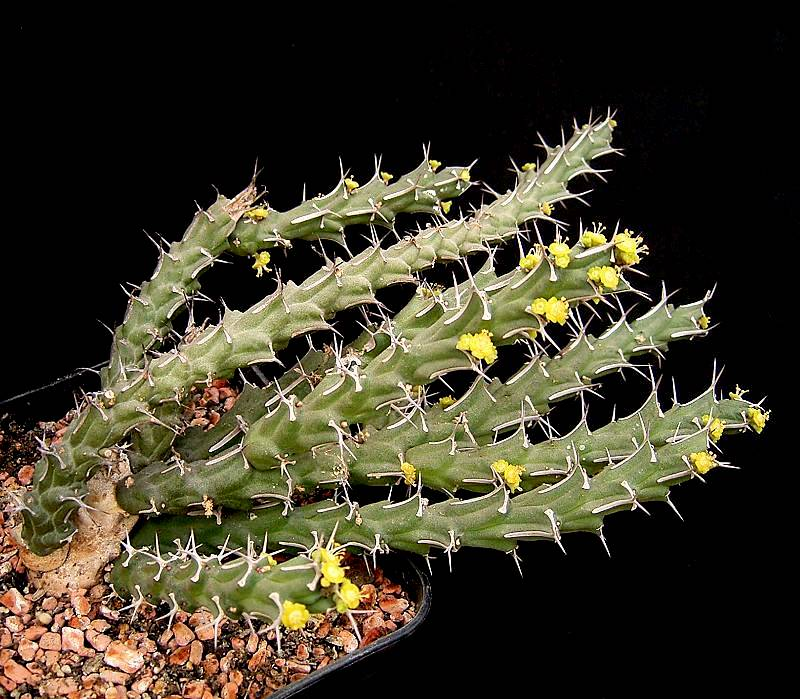
Euphorbia uhligiana

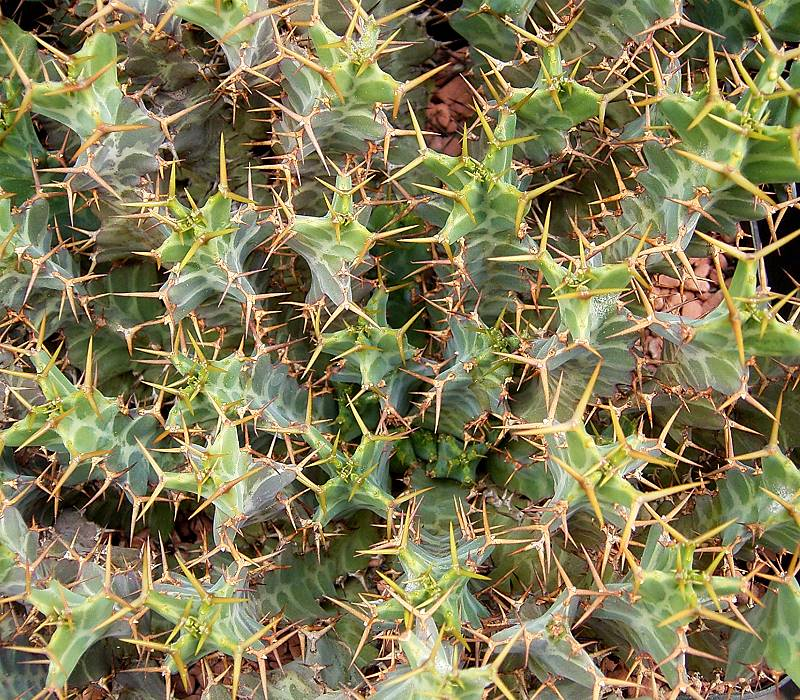
Euphorbia umfoloziensis

- Euphorbia ugandensis Pax & K.Hoffm., 1910
- Euphorbia uhligiana Pax, 1909
- Euphorbia uliginosa Welw. ex Boiss., 1862
- Euphorbia umbellata (Pax) Bruyns, 2007
- Euphorbia umbelliformis (Urb. & Ekman) V.W.Steinm. & P.E.Berry, 2007
- Euphorbia umbellulata Engelm. ex Boiss., 1862
- Euphorbia umbonata S.Carter, 1992
- Euphorbia umbrosa Bertero ex Spreng., 1826
- Euphorbia umfoloziensis Peckover, 1991
- Euphorbia undulata M.Bieb., 1808
- Euphorbia undulatifolia Janse, 1953
- Euphorbia unicornis R.A.Dyer, 1951
- Euphorbia uniglans M.G.Gilbert, 1990
- Euphorbia unispina N.E.Br., 1911
- Euphorbia urceolophora Parodi, 1881
- Euphorbia usambarica Pax, 1894
  - Euphorbia usambarica subsp. elliptica Pax, 1904
  - Euphorbia usambarica subsp. usambarica
- Euphorbia uzmuk S.Carter & J.R.I.Wood, 1982

## V

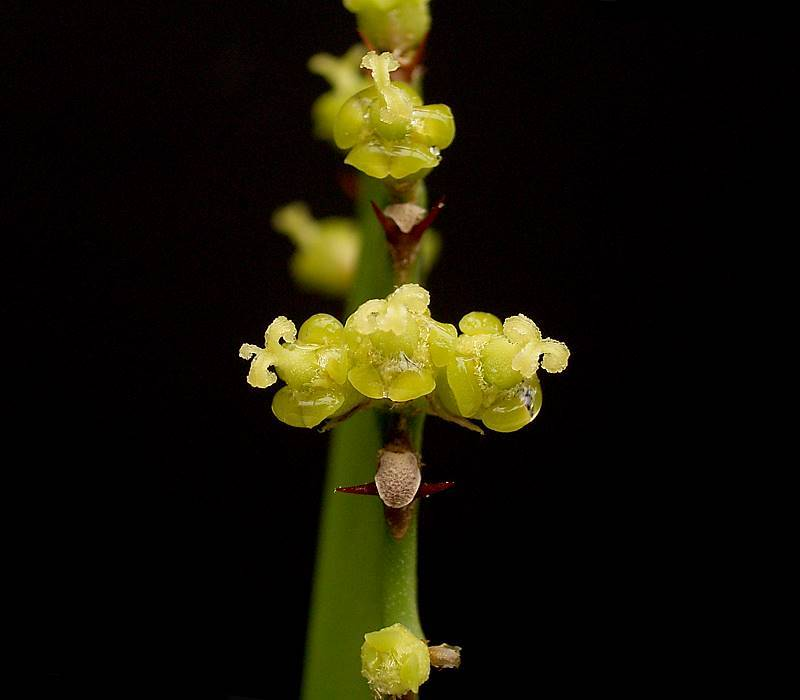
Euphorbia vajravelui

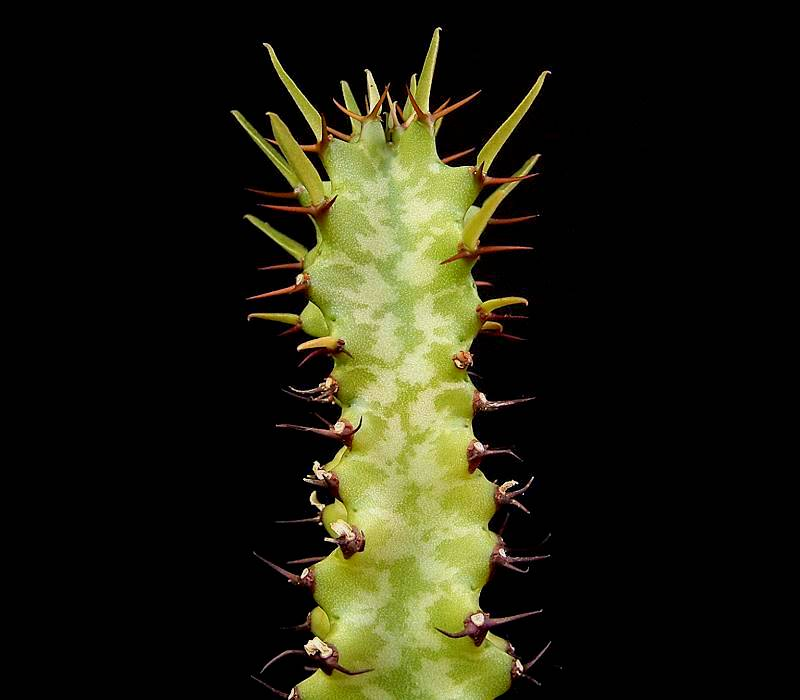
Euphorbia vallaris

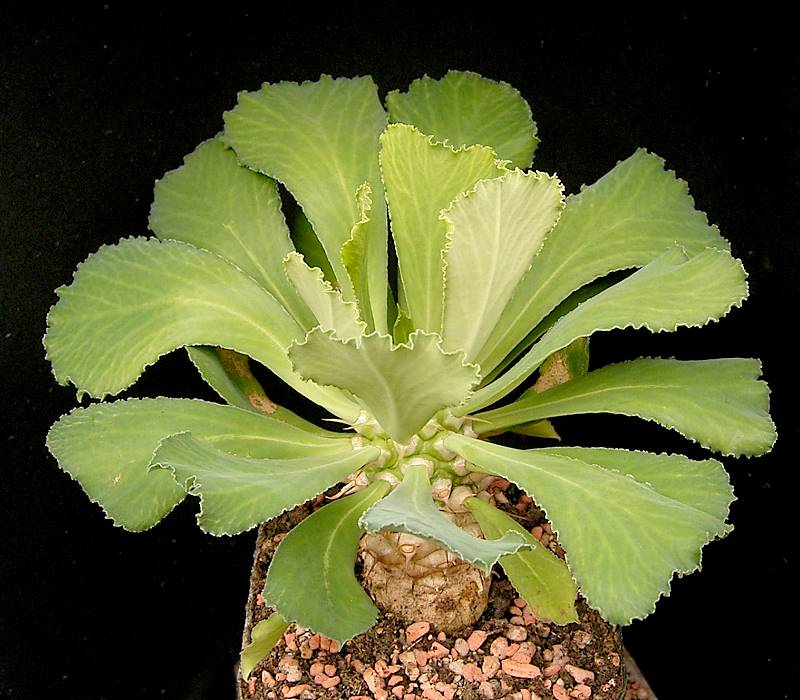
Euphorbia venenifica

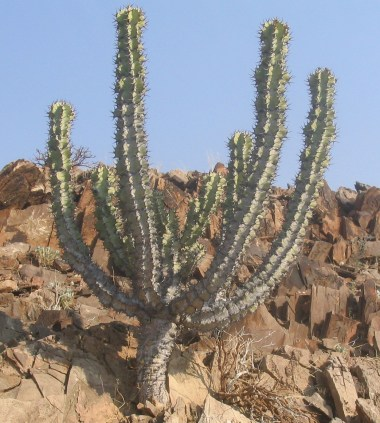
Euphorbia virosa

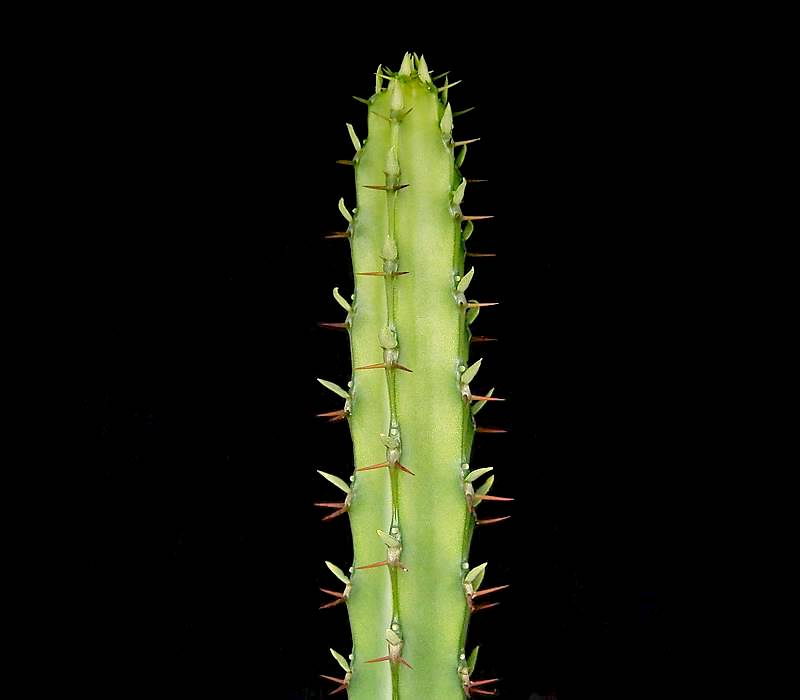
Euphorbia vulcanorum

- Euphorbia vaalputsiana L.C.Leach, 1988
- Euphorbia vaccaria Baill., 1866
- Euphorbia vaginulata Griseb., 1859
- Euphorbia vajravelui Binojk. & N.P.Balakr., 1991
- Euphorbia valdevillosocarpa Arvat & Nyár., 1935
- Euphorbia valerianifolia Lam., 1788
- Euphorbia vallaris L.C.Leach, Garcia de Orta, 1974
- Euphorbia valliniana Vallino, 1900
- Euphorbia vallis-mortuae (Millsp.) J.T.Howell, 1931
- Euphorbia vandermerwei R.A.Dyer, 1937
- Euphorbia variabilis Ces., 1838
  - Euphorbia variabilis subsp. valliniana (Belli) Jauzein, 1991
  - Euphorbia variabilis subsp. variabilis
- Euphorbia varians Haw., 1812
- Euphorbia vauthieriana Boiss., 1860
- Euphorbia vedica Ter-Chatsch., 1965
- Euphorbia velleriflora (Klotzsch & Garcke) Boiss., 1862
- Euphorbia velligera Schauer, 1847
- Euphorbia venenata Marloth, 1930
- Euphorbia venenifica Tremaux ex Kotschy, 1857
- Euphorbia veneris M.L.S.Khan, 1963
- Euphorbia venteri L.C.Leach ex R.H.Archer & S.Carter, 2001
- Euphorbia verapazensis Standl. & Steyerm., 1944
- Euphorbia vermiculata Raf., (1818
- Euphorbia verna Phil., 1895
- Euphorbia verrucosa L., 1753
- Euphorbia verruculosa N.E.Br., 1925
- Euphorbia versicolores G.Will., 1995
- Euphorbia vervoorstii Subils, 1971
- Euphorbia vestita Boiss., 1860
- Euphorbia vezorum Leandri, 1947
- Euphorbia viatilis Ule, 1908
- Euphorbia viduiflora L.C.Leach & Garcia de Orta, 1974
- Euphorbia viguieri Denis, 1921
  - Euphorbia viguieri var. ankarafantsiensis Ursch & Leandri, 1954
  - Euphorbia viguieri var. capuroniana Ursch & Leandri, 1954
  - Euphorbia viguieri var. tsimbazazae Ursch & Leandri, 1954
  - Euphorbia viguieri var. viguieri
  - Euphorbia viguieri var. vilanandrensis Ursch & Leandri, 1954
- Euphorbia villifera Scheele, 1849
- Euphorbia viminea Hook.f., 1847
- Euphorbia violacea Greenm., 1898
- Euphorbia viridis (Klotzsch & Garcke) Boiss., 1862
- Euphorbia viridula Cordem. ex Radcl.-Sm., 1978
- Euphorbia virosa Willd., 1799
  - Euphorbia virosa subsp. arenicola L.C.Leach, 1971
  - Euphorbia virosa subsp. virosa
- Euphorbia viscoides Boiss., 1860
- Euphorbia vittata S.Carter, 1982
- Euphorbia volkmanniae Dinter, 1928
- Euphorbia vulcanorum S.Carter, 1982

## W

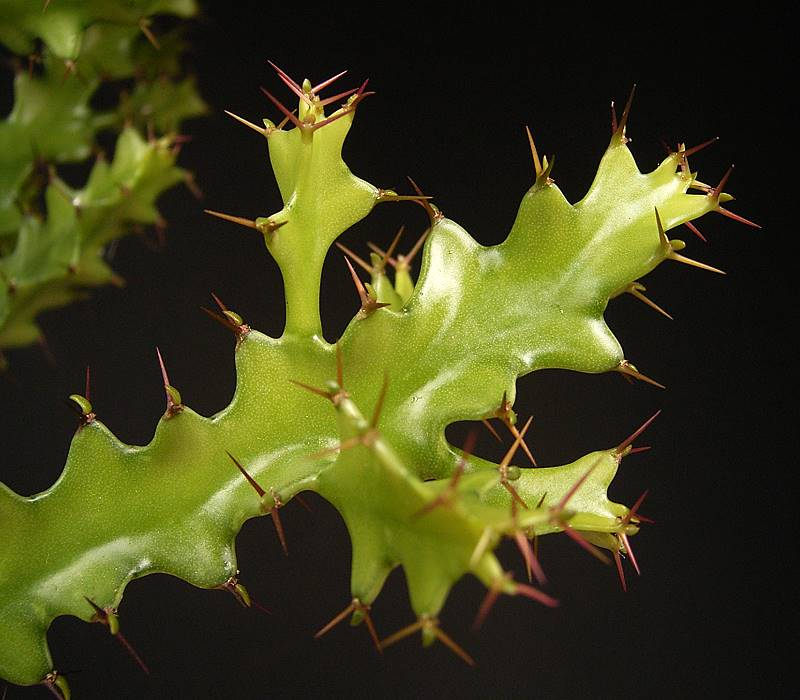
Euphorbia wakefieldii

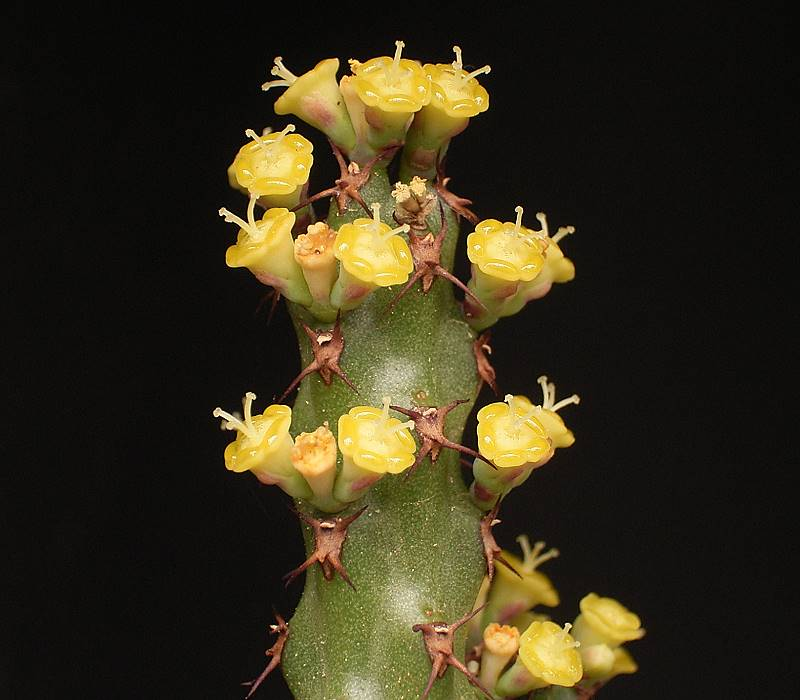
Euphorbia whellanii

- Euphorbia wakefieldii N.E.Br., 1912
- Euphorbia wallichii Hook.f., 1887
- Euphorbia waringiae Rauh & Gerold, 1998
- Euphorbia watanabei Makino, 1920
  - Euphorbia watanabei subsp. minamitanii T.Kuros., Seriz. & H.Ohashi, 1996
  - Euphorbia watanabei subsp. watanabei
- Euphorbia waterbergensis R.A.Dyer, 1951
- Euphorbia weberbaueri Mansf., 1931
- Euphorbia wellbyi N.E.Br., 1911
  - Euphorbia wellbyi var. glabra S.Carter, 1985
  - Euphorbia wellbyi var. wellbyi
- Euphorbia wheeleri Baill., 1866
- Euphorbia whellanii L.C.Leach, 1967
- Euphorbia whitei L.C.Wheeler, 1939
- Euphorbia whyteana Baker f., 1894
- Euphorbia wildii L.C.Leach, 1975
- Euphorbia williamsonii L.C.Leach, 1969
- Euphorbia wilmaniae Marloth, 1931
- Euphorbia wittmannii Boiss., 1860
- Euphorbia woodii N.E.Br., 1915
- Euphorbia wrightii Torr. & A.Gray, 1857

## X
- Euphorbia xalapensis Kunth, 1817
- Euphorbia xanthadenia Denis, 1921

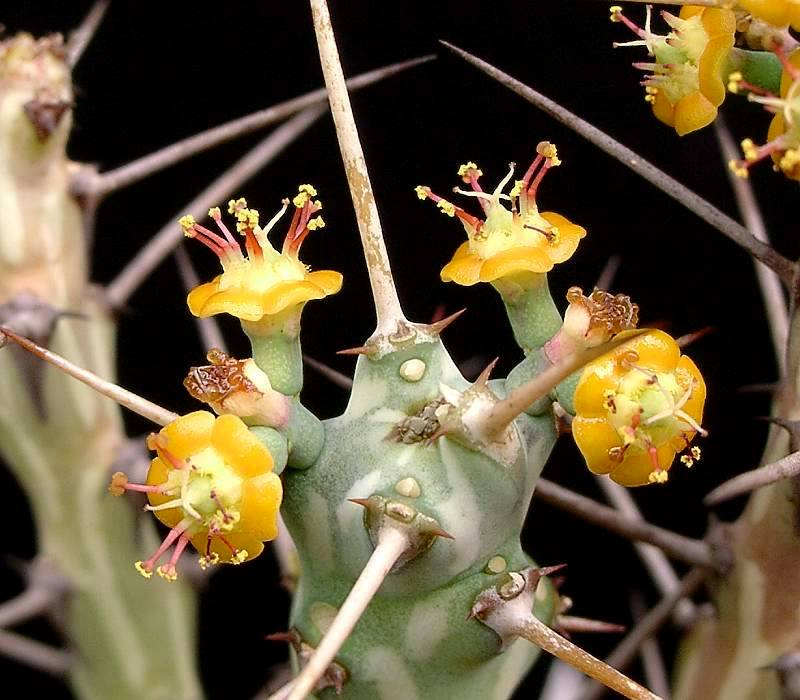
Euphorbia xylacantha

- Euphorbia xanti Engelm. ex Boiss., 1862
- Euphorbia xbacensis Millsp., 1898
- Euphorbia xeropoda Brandegee, 1917
- Euphorbia xylacantha Pax, 1904
- Euphorbia xylophylloides Brongn. ex Lem., 1857
- Euphorbia xylopoda Greenm., 1898

## Y

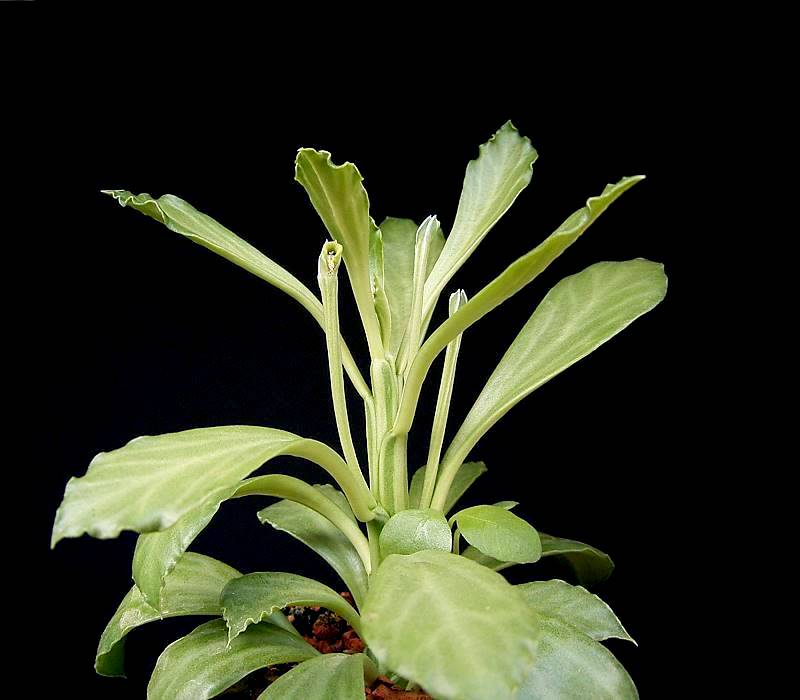
Euphorbia yattana

- Euphorbia yanjinensis W.T.Wang, 1988
- Euphorbia yaquiana Tidestr., 1935
- Euphorbia yaroslavii Poljakov, 1961
- Euphorbia yattana (P.R.O.Bally) Bruyns, 2006
- Euphorbia yemenica Boiss., 1860
- Euphorbia yucatanensis (Millsp.) Standl., 1930

## Z
- Euphorbia zakamenae Leandri, 1945
- Euphorbia zambesiana Benth., 1880

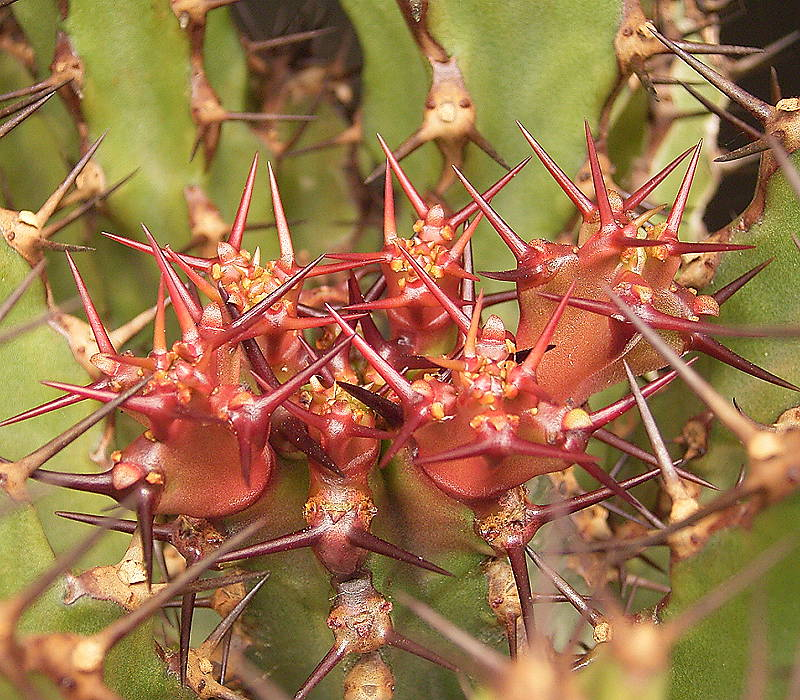
Euphorbia zoutpansbergensis

- Euphorbia zeylana N.E.Br. in D.Oliver, 1913
- Euphorbia zierioides Boiss. in A.P.de Candolle, 1862
- Euphorbia zonosperma Müll.Arg. in C.F.P.von Martius, 1874
- Euphorbia zoutpansbergensis R.A.Dyer, 1938